# Liste der Länderspiele der sowjetischen Eishockeynationalmannschaft 1960 bis 1969
Diese Liste der Länderspiele der sowjetischen Eishockeynationalmannschaft beinhaltet die Länderspiele der sowjetischen Eishockeynationalmannschaft der Männer im Zeitraum von 1960 bis 1969.

## Legende
Dieser Abschnitt dient als Legende für die nachfolgende Tabelle. Alle Ergebnisse sind aus der Sicht der sowjetischen Mannschaft angegeben. In Klammern sind die erzielten Tore angegeben.
- grüne Hintergrundfarbe = Sieg der sowjetischen Mannschaft
- gelbe Hintergrundfarbe = Unentschieden
- rote Hintergrundfarbe = Niederlage der sowjetischen Mannschaft
- H = Heimspiel
- A = Auswärtsspiel
- * = Spiel auf neutralem Eis
- OS = Olympische Winterspiele
- WM = Weltmeisterschaft
- EM = Europameisterschaft

## 1960 bis 1969
| Nr. / Datum               | Ergebnis | Gegner | | Austragungsort | Anlass | Bemerkungen |
| ------------------------- | --- | --- | --- | --- | --- | --- |
| Nr. 103 8. Januar 1960    | 4:4 (1:1, 2:1, 1:2) | 0 Schweden | A | 0Stockholm, SWE | 0Freundschaftsspiel | |
| Aufstellung               | Tor: Nikolai Putschkow Verteidigung: Nikolai Sologubow, Genrich Sidorenkow, Dmitri Ukolow, Nikolai Karpow Sturm: Konstantin Loktew, Alexander Almetow (1), Weniamin Alexandrow (2), Michail Bytschkow, Wladimir Grebennikow, Juri Zizinow (1), Stanislaw Petuchow, Jewgeni Groschew, Wiktor Jakuschew, Wiktor Prjaschnikow, Nikolai Snetkow Trainer / Assistent: Anatoli Tarassow / Wladimir Jegorow                                                                                    | Tor: Nikolai Putschkow Verteidigung: Nikolai Sologubow, Genrich Sidorenkow, Dmitri Ukolow, Nikolai Karpow Sturm: Konstantin Loktew, Alexander Almetow (1), Weniamin Alexandrow (2), Michail Bytschkow, Wladimir Grebennikow, Juri Zizinow (1), Stanislaw Petuchow, Jewgeni Groschew, Wiktor Jakuschew, Wiktor Prjaschnikow, Nikolai Snetkow Trainer / Assistent: Anatoli Tarassow / Wladimir Jegorow                                                                                    | Tor: Nikolai Putschkow Verteidigung: Nikolai Sologubow, Genrich Sidorenkow, Dmitri Ukolow, Nikolai Karpow Sturm: Konstantin Loktew, Alexander Almetow (1), Weniamin Alexandrow (2), Michail Bytschkow, Wladimir Grebennikow, Juri Zizinow (1), Stanislaw Petuchow, Jewgeni Groschew, Wiktor Jakuschew, Wiktor Prjaschnikow, Nikolai Snetkow Trainer / Assistent: Anatoli Tarassow / Wladimir Jegorow                                                                                    | Tor: Nikolai Putschkow Verteidigung: Nikolai Sologubow, Genrich Sidorenkow, Dmitri Ukolow, Nikolai Karpow Sturm: Konstantin Loktew, Alexander Almetow (1), Weniamin Alexandrow (2), Michail Bytschkow, Wladimir Grebennikow, Juri Zizinow (1), Stanislaw Petuchow, Jewgeni Groschew, Wiktor Jakuschew, Wiktor Prjaschnikow, Nikolai Snetkow Trainer / Assistent: Anatoli Tarassow / Wladimir Jegorow                                                                                    | Tor: Nikolai Putschkow Verteidigung: Nikolai Sologubow, Genrich Sidorenkow, Dmitri Ukolow, Nikolai Karpow Sturm: Konstantin Loktew, Alexander Almetow (1), Weniamin Alexandrow (2), Michail Bytschkow, Wladimir Grebennikow, Juri Zizinow (1), Stanislaw Petuchow, Jewgeni Groschew, Wiktor Jakuschew, Wiktor Prjaschnikow, Nikolai Snetkow Trainer / Assistent: Anatoli Tarassow / Wladimir Jegorow                                                                                    | Tor: Nikolai Putschkow Verteidigung: Nikolai Sologubow, Genrich Sidorenkow, Dmitri Ukolow, Nikolai Karpow Sturm: Konstantin Loktew, Alexander Almetow (1), Weniamin Alexandrow (2), Michail Bytschkow, Wladimir Grebennikow, Juri Zizinow (1), Stanislaw Petuchow, Jewgeni Groschew, Wiktor Jakuschew, Wiktor Prjaschnikow, Nikolai Snetkow Trainer / Assistent: Anatoli Tarassow / Wladimir Jegorow                                                                                    |
| Nr. 104 10. Januar 1960   | 4:0 (1:0, 2:0, 1:0) | 0 Schweden | A | 0Stockholm, SWE | 0Freundschaftsspiel | |
| Aufstellung               | Tor: Nikolai Putschkow Verteidigung: Nikolai Sologubow, Nikolai Karpow, Dmitri Ukolow, Genrich Sidorenkow Sturm: Konstantin Loktew (1), Alexander Almetow, Weniamin Alexandrow (2), Michail Bytschkow, Wladimir Grebennikow, Juri Zizinow, Wiktor Prjaschnikow (1), Jewgeni Groschew, Wiktor Jakuschew, Nikolai Snetkow Trainer / Assistent: Anatoli Tarassow / Wladimir Jegorow | Tor: Nikolai Putschkow Verteidigung: Nikolai Sologubow, Nikolai Karpow, Dmitri Ukolow, Genrich Sidorenkow Sturm: Konstantin Loktew (1), Alexander Almetow, Weniamin Alexandrow (2), Michail Bytschkow, Wladimir Grebennikow, Juri Zizinow, Wiktor Prjaschnikow (1), Jewgeni Groschew, Wiktor Jakuschew, Nikolai Snetkow Trainer / Assistent: Anatoli Tarassow / Wladimir Jegorow | Tor: Nikolai Putschkow Verteidigung: Nikolai Sologubow, Nikolai Karpow, Dmitri Ukolow, Genrich Sidorenkow Sturm: Konstantin Loktew (1), Alexander Almetow, Weniamin Alexandrow (2), Michail Bytschkow, Wladimir Grebennikow, Juri Zizinow, Wiktor Prjaschnikow (1), Jewgeni Groschew, Wiktor Jakuschew, Nikolai Snetkow Trainer / Assistent: Anatoli Tarassow / Wladimir Jegorow | Tor: Nikolai Putschkow Verteidigung: Nikolai Sologubow, Nikolai Karpow, Dmitri Ukolow, Genrich Sidorenkow Sturm: Konstantin Loktew (1), Alexander Almetow, Weniamin Alexandrow (2), Michail Bytschkow, Wladimir Grebennikow, Juri Zizinow, Wiktor Prjaschnikow (1), Jewgeni Groschew, Wiktor Jakuschew, Nikolai Snetkow Trainer / Assistent: Anatoli Tarassow / Wladimir Jegorow | Tor: Nikolai Putschkow Verteidigung: Nikolai Sologubow, Nikolai Karpow, Dmitri Ukolow, Genrich Sidorenkow Sturm: Konstantin Loktew (1), Alexander Almetow, Weniamin Alexandrow (2), Michail Bytschkow, Wladimir Grebennikow, Juri Zizinow, Wiktor Prjaschnikow (1), Jewgeni Groschew, Wiktor Jakuschew, Nikolai Snetkow Trainer / Assistent: Anatoli Tarassow / Wladimir Jegorow | Tor: Nikolai Putschkow Verteidigung: Nikolai Sologubow, Nikolai Karpow, Dmitri Ukolow, Genrich Sidorenkow Sturm: Konstantin Loktew (1), Alexander Almetow, Weniamin Alexandrow (2), Michail Bytschkow, Wladimir Grebennikow, Juri Zizinow, Wiktor Prjaschnikow (1), Jewgeni Groschew, Wiktor Jakuschew, Nikolai Snetkow Trainer / Assistent: Anatoli Tarassow / Wladimir Jegorow |
| Nr. 105 19. Februar 1960  | 8:0 (3:0, 3:0, 2:0) | 0 Gesamtdeutsche Mannschaft | * | 0Squaw Valley, USA | 0OS 1960 / WM 1960 / EM 1960 | |
| Aufstellung               | Tor: Jewgeni Jorkin Verteidigung: Nikolai Sologubow (1), Juri Baulin (1), Alfred Kutschewski, Genrich Sidorenkow Sturm: Konstantin Loktew (1), Alexander Almetow (1), Weniamin Alexandrow (1), Michail Bytschkow, Wladimir Grebennikow, Juri Zizinow, Stanislaw Petuchow (1), Jewgeni Groschew (1), Wiktor Jakuschew, Wiktor Prjaschnikow (1) Trainer / Assistent: Anatoli Tarassow / Wladimir Jegorow                                                                                  | Tor: Jewgeni Jorkin Verteidigung: Nikolai Sologubow (1), Juri Baulin (1), Alfred Kutschewski, Genrich Sidorenkow Sturm: Konstantin Loktew (1), Alexander Almetow (1), Weniamin Alexandrow (1), Michail Bytschkow, Wladimir Grebennikow, Juri Zizinow, Stanislaw Petuchow (1), Jewgeni Groschew (1), Wiktor Jakuschew, Wiktor Prjaschnikow (1) Trainer / Assistent: Anatoli Tarassow / Wladimir Jegorow                                                                                  | Tor: Jewgeni Jorkin Verteidigung: Nikolai Sologubow (1), Juri Baulin (1), Alfred Kutschewski, Genrich Sidorenkow Sturm: Konstantin Loktew (1), Alexander Almetow (1), Weniamin Alexandrow (1), Michail Bytschkow, Wladimir Grebennikow, Juri Zizinow, Stanislaw Petuchow (1), Jewgeni Groschew (1), Wiktor Jakuschew, Wiktor Prjaschnikow (1) Trainer / Assistent: Anatoli Tarassow / Wladimir Jegorow                                                                                  | Tor: Jewgeni Jorkin Verteidigung: Nikolai Sologubow (1), Juri Baulin (1), Alfred Kutschewski, Genrich Sidorenkow Sturm: Konstantin Loktew (1), Alexander Almetow (1), Weniamin Alexandrow (1), Michail Bytschkow, Wladimir Grebennikow, Juri Zizinow, Stanislaw Petuchow (1), Jewgeni Groschew (1), Wiktor Jakuschew, Wiktor Prjaschnikow (1) Trainer / Assistent: Anatoli Tarassow / Wladimir Jegorow                                                                                  | Tor: Jewgeni Jorkin Verteidigung: Nikolai Sologubow (1), Juri Baulin (1), Alfred Kutschewski, Genrich Sidorenkow Sturm: Konstantin Loktew (1), Alexander Almetow (1), Weniamin Alexandrow (1), Michail Bytschkow, Wladimir Grebennikow, Juri Zizinow, Stanislaw Petuchow (1), Jewgeni Groschew (1), Wiktor Jakuschew, Wiktor Prjaschnikow (1) Trainer / Assistent: Anatoli Tarassow / Wladimir Jegorow                                                                                  | Tor: Jewgeni Jorkin Verteidigung: Nikolai Sologubow (1), Juri Baulin (1), Alfred Kutschewski, Genrich Sidorenkow Sturm: Konstantin Loktew (1), Alexander Almetow (1), Weniamin Alexandrow (1), Michail Bytschkow, Wladimir Grebennikow, Juri Zizinow, Stanislaw Petuchow (1), Jewgeni Groschew (1), Wiktor Jakuschew, Wiktor Prjaschnikow (1) Trainer / Assistent: Anatoli Tarassow / Wladimir Jegorow                                                                                  |
| Nr. 106 20. Februar 1960  | 8:4 (2:1, 4:0, 2:3) | 0 Finnland | * | 0Squaw Valley, USA | 0OS 1960 / WM 1960 / EM 1960 | |
| Aufstellung               | Tor: Nikolai Putschkow, Jewgeni Jorkin (41. Min.) Verteidigung: Juri Baulin, Nikolai Karpow (1), Alfred Kutschewski, Genrich Sidorenkow Sturm: Konstantin Loktew (1), Alexander Almetow, Weniamin Alexandrow, Michail Bytschkow, Wladimir Grebennikow (2), Juri Zizinow (1), Stanislaw Petuchow, Jewgeni Groschew (2), Wiktor Jakuschew (1) Trainer / Assistent: Anatoli Tarassow / Wladimir Jegorow                                                                                    | Tor: Nikolai Putschkow, Jewgeni Jorkin (41. Min.) Verteidigung: Juri Baulin, Nikolai Karpow (1), Alfred Kutschewski, Genrich Sidorenkow Sturm: Konstantin Loktew (1), Alexander Almetow, Weniamin Alexandrow, Michail Bytschkow, Wladimir Grebennikow (2), Juri Zizinow (1), Stanislaw Petuchow, Jewgeni Groschew (2), Wiktor Jakuschew (1) Trainer / Assistent: Anatoli Tarassow / Wladimir Jegorow                                                                                    | Tor: Nikolai Putschkow, Jewgeni Jorkin (41. Min.) Verteidigung: Juri Baulin, Nikolai Karpow (1), Alfred Kutschewski, Genrich Sidorenkow Sturm: Konstantin Loktew (1), Alexander Almetow, Weniamin Alexandrow, Michail Bytschkow, Wladimir Grebennikow (2), Juri Zizinow (1), Stanislaw Petuchow, Jewgeni Groschew (2), Wiktor Jakuschew (1) Trainer / Assistent: Anatoli Tarassow / Wladimir Jegorow                                                                                    | Tor: Nikolai Putschkow, Jewgeni Jorkin (41. Min.) Verteidigung: Juri Baulin, Nikolai Karpow (1), Alfred Kutschewski, Genrich Sidorenkow Sturm: Konstantin Loktew (1), Alexander Almetow, Weniamin Alexandrow, Michail Bytschkow, Wladimir Grebennikow (2), Juri Zizinow (1), Stanislaw Petuchow, Jewgeni Groschew (2), Wiktor Jakuschew (1) Trainer / Assistent: Anatoli Tarassow / Wladimir Jegorow                                                                                    | Tor: Nikolai Putschkow, Jewgeni Jorkin (41. Min.) Verteidigung: Juri Baulin, Nikolai Karpow (1), Alfred Kutschewski, Genrich Sidorenkow Sturm: Konstantin Loktew (1), Alexander Almetow, Weniamin Alexandrow, Michail Bytschkow, Wladimir Grebennikow (2), Juri Zizinow (1), Stanislaw Petuchow, Jewgeni Groschew (2), Wiktor Jakuschew (1) Trainer / Assistent: Anatoli Tarassow / Wladimir Jegorow                                                                                    | Tor: Nikolai Putschkow, Jewgeni Jorkin (41. Min.) Verteidigung: Juri Baulin, Nikolai Karpow (1), Alfred Kutschewski, Genrich Sidorenkow Sturm: Konstantin Loktew (1), Alexander Almetow, Weniamin Alexandrow, Michail Bytschkow, Wladimir Grebennikow (2), Juri Zizinow (1), Stanislaw Petuchow, Jewgeni Groschew (2), Wiktor Jakuschew (1) Trainer / Assistent: Anatoli Tarassow / Wladimir Jegorow                                                                                    |
| Nr. 107 22. Februar 1960  | 8:5 (3:2, 2:1, 3:2) | 0 Tschechoslowakei | * | 0Squaw Valley, USA | 0OS 1960 / WM 1960 / EM 1960 | |
| Aufstellung               | Tor: Nikolai Putschkow Verteidigung: Nikolai Sologubow, Juri Baulin, Alfred Kutschewski, Genrich Sidorenkow Sturm: Konstantin Loktew (3), Alexander Almetow, Weniamin Alexandrow (2), Michail Bytschkow, Wladimir Grebennikow, Juri Zizinow (2), Stanislaw Petuchow (1), Jewgeni Groschew, Wiktor Jakuschew Trainer / Assistent: Anatoli Tarassow / Wladimir Jegorow | Tor: Nikolai Putschkow Verteidigung: Nikolai Sologubow, Juri Baulin, Alfred Kutschewski, Genrich Sidorenkow Sturm: Konstantin Loktew (3), Alexander Almetow, Weniamin Alexandrow (2), Michail Bytschkow, Wladimir Grebennikow, Juri Zizinow (2), Stanislaw Petuchow (1), Jewgeni Groschew, Wiktor Jakuschew Trainer / Assistent: Anatoli Tarassow / Wladimir Jegorow | Tor: Nikolai Putschkow Verteidigung: Nikolai Sologubow, Juri Baulin, Alfred Kutschewski, Genrich Sidorenkow Sturm: Konstantin Loktew (3), Alexander Almetow, Weniamin Alexandrow (2), Michail Bytschkow, Wladimir Grebennikow, Juri Zizinow (2), Stanislaw Petuchow (1), Jewgeni Groschew, Wiktor Jakuschew Trainer / Assistent: Anatoli Tarassow / Wladimir Jegorow | Tor: Nikolai Putschkow Verteidigung: Nikolai Sologubow, Juri Baulin, Alfred Kutschewski, Genrich Sidorenkow Sturm: Konstantin Loktew (3), Alexander Almetow, Weniamin Alexandrow (2), Michail Bytschkow, Wladimir Grebennikow, Juri Zizinow (2), Stanislaw Petuchow (1), Jewgeni Groschew, Wiktor Jakuschew Trainer / Assistent: Anatoli Tarassow / Wladimir Jegorow | Tor: Nikolai Putschkow Verteidigung: Nikolai Sologubow, Juri Baulin, Alfred Kutschewski, Genrich Sidorenkow Sturm: Konstantin Loktew (3), Alexander Almetow, Weniamin Alexandrow (2), Michail Bytschkow, Wladimir Grebennikow, Juri Zizinow (2), Stanislaw Petuchow (1), Jewgeni Groschew, Wiktor Jakuschew Trainer / Assistent: Anatoli Tarassow / Wladimir Jegorow | Tor: Nikolai Putschkow Verteidigung: Nikolai Sologubow, Juri Baulin, Alfred Kutschewski, Genrich Sidorenkow Sturm: Konstantin Loktew (3), Alexander Almetow, Weniamin Alexandrow (2), Michail Bytschkow, Wladimir Grebennikow, Juri Zizinow (2), Stanislaw Petuchow (1), Jewgeni Groschew, Wiktor Jakuschew Trainer / Assistent: Anatoli Tarassow / Wladimir Jegorow |
| Nr. 108 24. Februar 1960  | 2:2 (0:0, 0:0, 2:2) | 0 Schweden | * | 0Squaw Valley, USA | 0OS 1960 / WM 1960 / EM 1960 | |
| Aufstellung               | Tor: Nikolai Putschkow Verteidigung: Nikolai Sologubow, Nikolai Karpow, Alfred Kutschewski, Genrich Sidorenkow Sturm: Konstantin Loktew (1), Alexander Almetow, Weniamin Alexandrow (1), Michail Bytschkow, Wladimir Grebennikow, Juri Zizinow, Stanislaw Petuchow, Jewgeni Groschew, Wiktor Jakuschew Trainer / Assistent: Anatoli Tarassow / Wladimir Jegorow | Tor: Nikolai Putschkow Verteidigung: Nikolai Sologubow, Nikolai Karpow, Alfred Kutschewski, Genrich Sidorenkow Sturm: Konstantin Loktew (1), Alexander Almetow, Weniamin Alexandrow (1), Michail Bytschkow, Wladimir Grebennikow, Juri Zizinow, Stanislaw Petuchow, Jewgeni Groschew, Wiktor Jakuschew Trainer / Assistent: Anatoli Tarassow / Wladimir Jegorow | Tor: Nikolai Putschkow Verteidigung: Nikolai Sologubow, Nikolai Karpow, Alfred Kutschewski, Genrich Sidorenkow Sturm: Konstantin Loktew (1), Alexander Almetow, Weniamin Alexandrow (1), Michail Bytschkow, Wladimir Grebennikow, Juri Zizinow, Stanislaw Petuchow, Jewgeni Groschew, Wiktor Jakuschew Trainer / Assistent: Anatoli Tarassow / Wladimir Jegorow | Tor: Nikolai Putschkow Verteidigung: Nikolai Sologubow, Nikolai Karpow, Alfred Kutschewski, Genrich Sidorenkow Sturm: Konstantin Loktew (1), Alexander Almetow, Weniamin Alexandrow (1), Michail Bytschkow, Wladimir Grebennikow, Juri Zizinow, Stanislaw Petuchow, Jewgeni Groschew, Wiktor Jakuschew Trainer / Assistent: Anatoli Tarassow / Wladimir Jegorow | Tor: Nikolai Putschkow Verteidigung: Nikolai Sologubow, Nikolai Karpow, Alfred Kutschewski, Genrich Sidorenkow Sturm: Konstantin Loktew (1), Alexander Almetow, Weniamin Alexandrow (1), Michail Bytschkow, Wladimir Grebennikow, Juri Zizinow, Stanislaw Petuchow, Jewgeni Groschew, Wiktor Jakuschew Trainer / Assistent: Anatoli Tarassow / Wladimir Jegorow | Tor: Nikolai Putschkow Verteidigung: Nikolai Sologubow, Nikolai Karpow, Alfred Kutschewski, Genrich Sidorenkow Sturm: Konstantin Loktew (1), Alexander Almetow, Weniamin Alexandrow (1), Michail Bytschkow, Wladimir Grebennikow, Juri Zizinow, Stanislaw Petuchow, Jewgeni Groschew, Wiktor Jakuschew Trainer / Assistent: Anatoli Tarassow / Wladimir Jegorow |
| Nr. 109 25. Februar 1960  | 7:1 (0:1, 4:0, 3:0) | 0 Gesamtdeutsche Mannschaft | * | 0Squaw Valley, USA | 0OS 1960 / WM 1960 / EM 1960 | |
| Aufstellung               | Tor: Jewgeni Jorkin Verteidigung: Juri Baulin, Nikolai Karpow, Alfred Kutschewski, Genrich Sidorenkow (1) Sturm: Wiktor Prjaschnikow, Alexander Almetow, Weniamin Alexandrow (1), Michail Bytschkow, Wladimir Grebennikow (1), Juri Zizinow (2), Stanislaw Petuchow (2), Jewgeni Groschew, Wiktor Jakuschew Trainer / Assistent: Anatoli Tarassow / Wladimir Jegorow | Tor: Jewgeni Jorkin Verteidigung: Juri Baulin, Nikolai Karpow, Alfred Kutschewski, Genrich Sidorenkow (1) Sturm: Wiktor Prjaschnikow, Alexander Almetow, Weniamin Alexandrow (1), Michail Bytschkow, Wladimir Grebennikow (1), Juri Zizinow (2), Stanislaw Petuchow (2), Jewgeni Groschew, Wiktor Jakuschew Trainer / Assistent: Anatoli Tarassow / Wladimir Jegorow | Tor: Jewgeni Jorkin Verteidigung: Juri Baulin, Nikolai Karpow, Alfred Kutschewski, Genrich Sidorenkow (1) Sturm: Wiktor Prjaschnikow, Alexander Almetow, Weniamin Alexandrow (1), Michail Bytschkow, Wladimir Grebennikow (1), Juri Zizinow (2), Stanislaw Petuchow (2), Jewgeni Groschew, Wiktor Jakuschew Trainer / Assistent: Anatoli Tarassow / Wladimir Jegorow | Tor: Jewgeni Jorkin Verteidigung: Juri Baulin, Nikolai Karpow, Alfred Kutschewski, Genrich Sidorenkow (1) Sturm: Wiktor Prjaschnikow, Alexander Almetow, Weniamin Alexandrow (1), Michail Bytschkow, Wladimir Grebennikow (1), Juri Zizinow (2), Stanislaw Petuchow (2), Jewgeni Groschew, Wiktor Jakuschew Trainer / Assistent: Anatoli Tarassow / Wladimir Jegorow | Tor: Jewgeni Jorkin Verteidigung: Juri Baulin, Nikolai Karpow, Alfred Kutschewski, Genrich Sidorenkow (1) Sturm: Wiktor Prjaschnikow, Alexander Almetow, Weniamin Alexandrow (1), Michail Bytschkow, Wladimir Grebennikow (1), Juri Zizinow (2), Stanislaw Petuchow (2), Jewgeni Groschew, Wiktor Jakuschew Trainer / Assistent: Anatoli Tarassow / Wladimir Jegorow | Tor: Jewgeni Jorkin Verteidigung: Juri Baulin, Nikolai Karpow, Alfred Kutschewski, Genrich Sidorenkow (1) Sturm: Wiktor Prjaschnikow, Alexander Almetow, Weniamin Alexandrow (1), Michail Bytschkow, Wladimir Grebennikow (1), Juri Zizinow (2), Stanislaw Petuchow (2), Jewgeni Groschew, Wiktor Jakuschew Trainer / Assistent: Anatoli Tarassow / Wladimir Jegorow |
| Nr. 110 27. Februar 1960  | 2:3 (2:1, 0:1, 0:1) | 0 Vereinigte Staaten | A | 0Squaw Valley, USA | 0OS 1960 / WM 1960 / EM 1960 | |
| Aufstellung               | Tor: Nikolai Putschkow Verteidigung: Nikolai Sologubow, Juri Baulin, Alfred Kutschewski, Genrich Sidorenkow Sturm: Konstantin Loktew, Alexander Almetow, Weniamin Alexandrow (1), Michail Bytschkow (1), Wladimir Grebennikow, Juri Zizinow, Stanislaw Petuchow, Jewgeni Groschew, Wiktor Jakuschew Trainer / Assistent: Anatoli Tarassow / Wladimir Jegorow | Tor: Nikolai Putschkow Verteidigung: Nikolai Sologubow, Juri Baulin, Alfred Kutschewski, Genrich Sidorenkow Sturm: Konstantin Loktew, Alexander Almetow, Weniamin Alexandrow (1), Michail Bytschkow (1), Wladimir Grebennikow, Juri Zizinow, Stanislaw Petuchow, Jewgeni Groschew, Wiktor Jakuschew Trainer / Assistent: Anatoli Tarassow / Wladimir Jegorow | Tor: Nikolai Putschkow Verteidigung: Nikolai Sologubow, Juri Baulin, Alfred Kutschewski, Genrich Sidorenkow Sturm: Konstantin Loktew, Alexander Almetow, Weniamin Alexandrow (1), Michail Bytschkow (1), Wladimir Grebennikow, Juri Zizinow, Stanislaw Petuchow, Jewgeni Groschew, Wiktor Jakuschew Trainer / Assistent: Anatoli Tarassow / Wladimir Jegorow | Tor: Nikolai Putschkow Verteidigung: Nikolai Sologubow, Juri Baulin, Alfred Kutschewski, Genrich Sidorenkow Sturm: Konstantin Loktew, Alexander Almetow, Weniamin Alexandrow (1), Michail Bytschkow (1), Wladimir Grebennikow, Juri Zizinow, Stanislaw Petuchow, Jewgeni Groschew, Wiktor Jakuschew Trainer / Assistent: Anatoli Tarassow / Wladimir Jegorow | Tor: Nikolai Putschkow Verteidigung: Nikolai Sologubow, Juri Baulin, Alfred Kutschewski, Genrich Sidorenkow Sturm: Konstantin Loktew, Alexander Almetow, Weniamin Alexandrow (1), Michail Bytschkow (1), Wladimir Grebennikow, Juri Zizinow, Stanislaw Petuchow, Jewgeni Groschew, Wiktor Jakuschew Trainer / Assistent: Anatoli Tarassow / Wladimir Jegorow | Tor: Nikolai Putschkow Verteidigung: Nikolai Sologubow, Juri Baulin, Alfred Kutschewski, Genrich Sidorenkow Sturm: Konstantin Loktew, Alexander Almetow, Weniamin Alexandrow (1), Michail Bytschkow (1), Wladimir Grebennikow, Juri Zizinow, Stanislaw Petuchow, Jewgeni Groschew, Wiktor Jakuschew Trainer / Assistent: Anatoli Tarassow / Wladimir Jegorow |
| Nr. 111 28. Mai 1960      | 5:8 (0:3, 3:1, 2:4) | 0 Kanada | * | 0Squaw Valley, USA | 0OS 1960 / WM 1960 / EM 1960 | 0Olympia-Dritter 0WM-Dritter 06. EM-Titel |
| Aufstellung               | Tor: Nikolai Putschkow Verteidigung: Nikolai Sologubow, Juri Baulin, Alfred Kutschewski, Genrich Sidorenkow Sturm: Konstantin Loktew, Alexander Almetow (1), Weniamin Alexandrow (1), Michail Bytschkow (1), Wladimir Grebennikow (1), Juri Zizinow, Wiktor Prjaschnikow (1), Jewgeni Groschew (1), Wiktor Jakuschew Trainer / Assistent: Anatoli Tarassow / Wladimir Jegorow | Tor: Nikolai Putschkow Verteidigung: Nikolai Sologubow, Juri Baulin, Alfred Kutschewski, Genrich Sidorenkow Sturm: Konstantin Loktew, Alexander Almetow (1), Weniamin Alexandrow (1), Michail Bytschkow (1), Wladimir Grebennikow (1), Juri Zizinow, Wiktor Prjaschnikow (1), Jewgeni Groschew (1), Wiktor Jakuschew Trainer / Assistent: Anatoli Tarassow / Wladimir Jegorow | Tor: Nikolai Putschkow Verteidigung: Nikolai Sologubow, Juri Baulin, Alfred Kutschewski, Genrich Sidorenkow Sturm: Konstantin Loktew, Alexander Almetow (1), Weniamin Alexandrow (1), Michail Bytschkow (1), Wladimir Grebennikow (1), Juri Zizinow, Wiktor Prjaschnikow (1), Jewgeni Groschew (1), Wiktor Jakuschew Trainer / Assistent: Anatoli Tarassow / Wladimir Jegorow | Tor: Nikolai Putschkow Verteidigung: Nikolai Sologubow, Juri Baulin, Alfred Kutschewski, Genrich Sidorenkow Sturm: Konstantin Loktew, Alexander Almetow (1), Weniamin Alexandrow (1), Michail Bytschkow (1), Wladimir Grebennikow (1), Juri Zizinow, Wiktor Prjaschnikow (1), Jewgeni Groschew (1), Wiktor Jakuschew Trainer / Assistent: Anatoli Tarassow / Wladimir Jegorow | Tor: Nikolai Putschkow Verteidigung: Nikolai Sologubow, Juri Baulin, Alfred Kutschewski, Genrich Sidorenkow Sturm: Konstantin Loktew, Alexander Almetow (1), Weniamin Alexandrow (1), Michail Bytschkow (1), Wladimir Grebennikow (1), Juri Zizinow, Wiktor Prjaschnikow (1), Jewgeni Groschew (1), Wiktor Jakuschew Trainer / Assistent: Anatoli Tarassow / Wladimir Jegorow | Tor: Nikolai Putschkow Verteidigung: Nikolai Sologubow, Juri Baulin, Alfred Kutschewski, Genrich Sidorenkow Sturm: Konstantin Loktew, Alexander Almetow (1), Weniamin Alexandrow (1), Michail Bytschkow (1), Wladimir Grebennikow (1), Juri Zizinow, Wiktor Prjaschnikow (1), Jewgeni Groschew (1), Wiktor Jakuschew Trainer / Assistent: Anatoli Tarassow / Wladimir Jegorow |
| Nr. 112 25. November 1960 | 3:5 (1:3, 0:1, 2:1) | 0 Kanada | H | 0Moskau | 0Freundschaftsspiel | |
| Aufstellung               | Tor: Nikolai Putschkow Verteidigung: Nikolai Sologubow (1), Iwan Tregubow, Wladimir Breschnew, Genrich Sidorenkow, Waleri Kusmin, Alexander Ragulin Sturm: Konstantin Loktew, Alexander Almetow, Weniamin Alexandrow, Wjatscheslaw Starschinow, Boris Majorow, Wladimir Brunow, Igor Dekonski, Walentin Senjuschkin (1), Nikolai Snetkow (1), Wiktor Jakuschew, Wiktor Zyplakow, Waleri Nikitin Trainer / Assistenten: Arkadi Tschernyschow / Anatoli Kostrjukow / Alexander Winogradow | Tor: Nikolai Putschkow Verteidigung: Nikolai Sologubow (1), Iwan Tregubow, Wladimir Breschnew, Genrich Sidorenkow, Waleri Kusmin, Alexander Ragulin Sturm: Konstantin Loktew, Alexander Almetow, Weniamin Alexandrow, Wjatscheslaw Starschinow, Boris Majorow, Wladimir Brunow, Igor Dekonski, Walentin Senjuschkin (1), Nikolai Snetkow (1), Wiktor Jakuschew, Wiktor Zyplakow, Waleri Nikitin Trainer / Assistenten: Arkadi Tschernyschow / Anatoli Kostrjukow / Alexander Winogradow | Tor: Nikolai Putschkow Verteidigung: Nikolai Sologubow (1), Iwan Tregubow, Wladimir Breschnew, Genrich Sidorenkow, Waleri Kusmin, Alexander Ragulin Sturm: Konstantin Loktew, Alexander Almetow, Weniamin Alexandrow, Wjatscheslaw Starschinow, Boris Majorow, Wladimir Brunow, Igor Dekonski, Walentin Senjuschkin (1), Nikolai Snetkow (1), Wiktor Jakuschew, Wiktor Zyplakow, Waleri Nikitin Trainer / Assistenten: Arkadi Tschernyschow / Anatoli Kostrjukow / Alexander Winogradow | Tor: Nikolai Putschkow Verteidigung: Nikolai Sologubow (1), Iwan Tregubow, Wladimir Breschnew, Genrich Sidorenkow, Waleri Kusmin, Alexander Ragulin Sturm: Konstantin Loktew, Alexander Almetow, Weniamin Alexandrow, Wjatscheslaw Starschinow, Boris Majorow, Wladimir Brunow, Igor Dekonski, Walentin Senjuschkin (1), Nikolai Snetkow (1), Wiktor Jakuschew, Wiktor Zyplakow, Waleri Nikitin Trainer / Assistenten: Arkadi Tschernyschow / Anatoli Kostrjukow / Alexander Winogradow | Tor: Nikolai Putschkow Verteidigung: Nikolai Sologubow (1), Iwan Tregubow, Wladimir Breschnew, Genrich Sidorenkow, Waleri Kusmin, Alexander Ragulin Sturm: Konstantin Loktew, Alexander Almetow, Weniamin Alexandrow, Wjatscheslaw Starschinow, Boris Majorow, Wladimir Brunow, Igor Dekonski, Walentin Senjuschkin (1), Nikolai Snetkow (1), Wiktor Jakuschew, Wiktor Zyplakow, Waleri Nikitin Trainer / Assistenten: Arkadi Tschernyschow / Anatoli Kostrjukow / Alexander Winogradow | Tor: Nikolai Putschkow Verteidigung: Nikolai Sologubow (1), Iwan Tregubow, Wladimir Breschnew, Genrich Sidorenkow, Waleri Kusmin, Alexander Ragulin Sturm: Konstantin Loktew, Alexander Almetow, Weniamin Alexandrow, Wjatscheslaw Starschinow, Boris Majorow, Wladimir Brunow, Igor Dekonski, Walentin Senjuschkin (1), Nikolai Snetkow (1), Wiktor Jakuschew, Wiktor Zyplakow, Waleri Nikitin Trainer / Assistenten: Arkadi Tschernyschow / Anatoli Kostrjukow / Alexander Winogradow |
| Nr. 113 27. November 1960 | 11:2 (6:1, 2:0, 3:1) | 0 Kanada | H | 0Moskau | 0Freundschaftsspiel | |
| Aufstellung               | Tor: Wiktor Konowalenko Verteidigung: Alexander Ragulin, Iwan Tregubow, Wladimir Breschnew, Genrich Sidorenkow Sturm: Konstantin Loktew, Alexander Almetow (1), Weniamin Alexandrow (2), Jewgeni Majorow (1), Wjatscheslaw Starschinow (2), Boris Majorow (1), Nikolai Snetkow (1), Wiktor Jakuschew (1), Wiktor Zyplakow (2), Igor Dekonski Trainer / Assistenten: Arkadi Tschernyschow / Anatoli Kostrjukow / Alexander Winogradow                                                    | Tor: Wiktor Konowalenko Verteidigung: Alexander Ragulin, Iwan Tregubow, Wladimir Breschnew, Genrich Sidorenkow Sturm: Konstantin Loktew, Alexander Almetow (1), Weniamin Alexandrow (2), Jewgeni Majorow (1), Wjatscheslaw Starschinow (2), Boris Majorow (1), Nikolai Snetkow (1), Wiktor Jakuschew (1), Wiktor Zyplakow (2), Igor Dekonski Trainer / Assistenten: Arkadi Tschernyschow / Anatoli Kostrjukow / Alexander Winogradow                                                    | Tor: Wiktor Konowalenko Verteidigung: Alexander Ragulin, Iwan Tregubow, Wladimir Breschnew, Genrich Sidorenkow Sturm: Konstantin Loktew, Alexander Almetow (1), Weniamin Alexandrow (2), Jewgeni Majorow (1), Wjatscheslaw Starschinow (2), Boris Majorow (1), Nikolai Snetkow (1), Wiktor Jakuschew (1), Wiktor Zyplakow (2), Igor Dekonski Trainer / Assistenten: Arkadi Tschernyschow / Anatoli Kostrjukow / Alexander Winogradow                                                    | Tor: Wiktor Konowalenko Verteidigung: Alexander Ragulin, Iwan Tregubow, Wladimir Breschnew, Genrich Sidorenkow Sturm: Konstantin Loktew, Alexander Almetow (1), Weniamin Alexandrow (2), Jewgeni Majorow (1), Wjatscheslaw Starschinow (2), Boris Majorow (1), Nikolai Snetkow (1), Wiktor Jakuschew (1), Wiktor Zyplakow (2), Igor Dekonski Trainer / Assistenten: Arkadi Tschernyschow / Anatoli Kostrjukow / Alexander Winogradow                                                    | Tor: Wiktor Konowalenko Verteidigung: Alexander Ragulin, Iwan Tregubow, Wladimir Breschnew, Genrich Sidorenkow Sturm: Konstantin Loktew, Alexander Almetow (1), Weniamin Alexandrow (2), Jewgeni Majorow (1), Wjatscheslaw Starschinow (2), Boris Majorow (1), Nikolai Snetkow (1), Wiktor Jakuschew (1), Wiktor Zyplakow (2), Igor Dekonski Trainer / Assistenten: Arkadi Tschernyschow / Anatoli Kostrjukow / Alexander Winogradow                                                    | Tor: Wiktor Konowalenko Verteidigung: Alexander Ragulin, Iwan Tregubow, Wladimir Breschnew, Genrich Sidorenkow Sturm: Konstantin Loktew, Alexander Almetow (1), Weniamin Alexandrow (2), Jewgeni Majorow (1), Wjatscheslaw Starschinow (2), Boris Majorow (1), Nikolai Snetkow (1), Wiktor Jakuschew (1), Wiktor Zyplakow (2), Igor Dekonski Trainer / Assistenten: Arkadi Tschernyschow / Anatoli Kostrjukow / Alexander Winogradow                                                    |
| Nr. 114 6. Januar 1961    | 4:6 (2:3, 0:2, 2:1) | 0 Schweden | A | 0Göteborg, SWE | 0Freundschaftsspiel | |
| Aufstellung               | Tor: Wladimir Schinow Verteidigung: Nikolai Sologubow, Iwan Tregubow, Wladimir Breschnew, Genrich Sidorenkow Sturm: Konstantin Loktew, Alexander Almetow (1), Weniamin Alexandrow (1), Jewgeni Majorow, Wjatscheslaw Starschinow (1), Boris Majorow, Nikolai Snetkow (1), Wiktor Jakuschew, Wiktor Zyplakow Trainer / Assistenten: Arkadi Tschernyschow / Anatoli Kostrjukow / Alexander Winogradow                                                                                     | Tor: Wladimir Schinow Verteidigung: Nikolai Sologubow, Iwan Tregubow, Wladimir Breschnew, Genrich Sidorenkow Sturm: Konstantin Loktew, Alexander Almetow (1), Weniamin Alexandrow (1), Jewgeni Majorow, Wjatscheslaw Starschinow (1), Boris Majorow, Nikolai Snetkow (1), Wiktor Jakuschew, Wiktor Zyplakow Trainer / Assistenten: Arkadi Tschernyschow / Anatoli Kostrjukow / Alexander Winogradow                                                                                     | Tor: Wladimir Schinow Verteidigung: Nikolai Sologubow, Iwan Tregubow, Wladimir Breschnew, Genrich Sidorenkow Sturm: Konstantin Loktew, Alexander Almetow (1), Weniamin Alexandrow (1), Jewgeni Majorow, Wjatscheslaw Starschinow (1), Boris Majorow, Nikolai Snetkow (1), Wiktor Jakuschew, Wiktor Zyplakow Trainer / Assistenten: Arkadi Tschernyschow / Anatoli Kostrjukow / Alexander Winogradow                                                                                     | Tor: Wladimir Schinow Verteidigung: Nikolai Sologubow, Iwan Tregubow, Wladimir Breschnew, Genrich Sidorenkow Sturm: Konstantin Loktew, Alexander Almetow (1), Weniamin Alexandrow (1), Jewgeni Majorow, Wjatscheslaw Starschinow (1), Boris Majorow, Nikolai Snetkow (1), Wiktor Jakuschew, Wiktor Zyplakow Trainer / Assistenten: Arkadi Tschernyschow / Anatoli Kostrjukow / Alexander Winogradow                                                                                     | Tor: Wladimir Schinow Verteidigung: Nikolai Sologubow, Iwan Tregubow, Wladimir Breschnew, Genrich Sidorenkow Sturm: Konstantin Loktew, Alexander Almetow (1), Weniamin Alexandrow (1), Jewgeni Majorow, Wjatscheslaw Starschinow (1), Boris Majorow, Nikolai Snetkow (1), Wiktor Jakuschew, Wiktor Zyplakow Trainer / Assistenten: Arkadi Tschernyschow / Anatoli Kostrjukow / Alexander Winogradow                                                                                     | Tor: Wladimir Schinow Verteidigung: Nikolai Sologubow, Iwan Tregubow, Wladimir Breschnew, Genrich Sidorenkow Sturm: Konstantin Loktew, Alexander Almetow (1), Weniamin Alexandrow (1), Jewgeni Majorow, Wjatscheslaw Starschinow (1), Boris Majorow, Nikolai Snetkow (1), Wiktor Jakuschew, Wiktor Zyplakow Trainer / Assistenten: Arkadi Tschernyschow / Anatoli Kostrjukow / Alexander Winogradow                                                                                     |
| Nr. 115 8. Januar 1961    | 3:2 (0:1, 1:1, 2:0) | 0 Schweden | A | 0Göteborg, SWE | 0Freundschaftsspiel | |
| Aufstellung               | Tor: Wladimir Schinow Verteidigung: Wladimir Breschnew, Genrich Sidorenkow, Alexander Ragulin, Iwan Tregubow, Nikolai Sologubow Sturm: Wiktor Jakuschew (1), Nikolai Snetkow (1), Konstantin Loktew, Alexander Almetow (1), Weniamin Alexandrow, Jewgeni Majorow (1), Wjatscheslaw Starschinow, Boris Majorow Trainer / Assistenten: Arkadi Tschernyschow / Anatoli Kostrjukow / Alexander Winogradow                                                                                   | Tor: Wladimir Schinow Verteidigung: Wladimir Breschnew, Genrich Sidorenkow, Alexander Ragulin, Iwan Tregubow, Nikolai Sologubow Sturm: Wiktor Jakuschew (1), Nikolai Snetkow (1), Konstantin Loktew, Alexander Almetow (1), Weniamin Alexandrow, Jewgeni Majorow (1), Wjatscheslaw Starschinow, Boris Majorow Trainer / Assistenten: Arkadi Tschernyschow / Anatoli Kostrjukow / Alexander Winogradow                                                                                   | Tor: Wladimir Schinow Verteidigung: Wladimir Breschnew, Genrich Sidorenkow, Alexander Ragulin, Iwan Tregubow, Nikolai Sologubow Sturm: Wiktor Jakuschew (1), Nikolai Snetkow (1), Konstantin Loktew, Alexander Almetow (1), Weniamin Alexandrow, Jewgeni Majorow (1), Wjatscheslaw Starschinow, Boris Majorow Trainer / Assistenten: Arkadi Tschernyschow / Anatoli Kostrjukow / Alexander Winogradow                                                                                   | Tor: Wladimir Schinow Verteidigung: Wladimir Breschnew, Genrich Sidorenkow, Alexander Ragulin, Iwan Tregubow, Nikolai Sologubow Sturm: Wiktor Jakuschew (1), Nikolai Snetkow (1), Konstantin Loktew, Alexander Almetow (1), Weniamin Alexandrow, Jewgeni Majorow (1), Wjatscheslaw Starschinow, Boris Majorow Trainer / Assistenten: Arkadi Tschernyschow / Anatoli Kostrjukow / Alexander Winogradow                                                                                   | Tor: Wladimir Schinow Verteidigung: Wladimir Breschnew, Genrich Sidorenkow, Alexander Ragulin, Iwan Tregubow, Nikolai Sologubow Sturm: Wiktor Jakuschew (1), Nikolai Snetkow (1), Konstantin Loktew, Alexander Almetow (1), Weniamin Alexandrow, Jewgeni Majorow (1), Wjatscheslaw Starschinow, Boris Majorow Trainer / Assistenten: Arkadi Tschernyschow / Anatoli Kostrjukow / Alexander Winogradow                                                                                   | Tor: Wladimir Schinow Verteidigung: Wladimir Breschnew, Genrich Sidorenkow, Alexander Ragulin, Iwan Tregubow, Nikolai Sologubow Sturm: Wiktor Jakuschew (1), Nikolai Snetkow (1), Konstantin Loktew, Alexander Almetow (1), Weniamin Alexandrow, Jewgeni Majorow (1), Wjatscheslaw Starschinow, Boris Majorow Trainer / Assistenten: Arkadi Tschernyschow / Anatoli Kostrjukow / Alexander Winogradow                                                                                   |
| Nr. 116 2. März 1961      | 13:2 (5:0, 5:0, 3:2) | 0 Vereinigte Staaten | * | 0Lausanne, SUI | 0WM 1961 / EM 1961 | |
| Aufstellung               | Tor: Wladimir Schinow Verteidigung: Nikolai Sologubow (1), Iwan Tregubow (2), Alexander Ragulin (1), Genrich Sidorenkow (1) Sturm: Konstantin Loktew (2), Alexander Almetow, Weniamin Alexandrow (2), Nikolai Snetkow, Wiktor Jakuschew, Wiktor Zyplakow (1), Jewgeni Majorow (1), Wjatscheslaw Starschinow (2), Boris Majorow Trainer / Assistenten: Arkadi Tschernyschow / Anatoli Kostrjukow / Alexander Winogradow                                                                  | Tor: Wladimir Schinow Verteidigung: Nikolai Sologubow (1), Iwan Tregubow (2), Alexander Ragulin (1), Genrich Sidorenkow (1) Sturm: Konstantin Loktew (2), Alexander Almetow, Weniamin Alexandrow (2), Nikolai Snetkow, Wiktor Jakuschew, Wiktor Zyplakow (1), Jewgeni Majorow (1), Wjatscheslaw Starschinow (2), Boris Majorow Trainer / Assistenten: Arkadi Tschernyschow / Anatoli Kostrjukow / Alexander Winogradow                                                                  | Tor: Wladimir Schinow Verteidigung: Nikolai Sologubow (1), Iwan Tregubow (2), Alexander Ragulin (1), Genrich Sidorenkow (1) Sturm: Konstantin Loktew (2), Alexander Almetow, Weniamin Alexandrow (2), Nikolai Snetkow, Wiktor Jakuschew, Wiktor Zyplakow (1), Jewgeni Majorow (1), Wjatscheslaw Starschinow (2), Boris Majorow Trainer / Assistenten: Arkadi Tschernyschow / Anatoli Kostrjukow / Alexander Winogradow                                                                  | Tor: Wladimir Schinow Verteidigung: Nikolai Sologubow (1), Iwan Tregubow (2), Alexander Ragulin (1), Genrich Sidorenkow (1) Sturm: Konstantin Loktew (2), Alexander Almetow, Weniamin Alexandrow (2), Nikolai Snetkow, Wiktor Jakuschew, Wiktor Zyplakow (1), Jewgeni Majorow (1), Wjatscheslaw Starschinow (2), Boris Majorow Trainer / Assistenten: Arkadi Tschernyschow / Anatoli Kostrjukow / Alexander Winogradow                                                                  | Tor: Wladimir Schinow Verteidigung: Nikolai Sologubow (1), Iwan Tregubow (2), Alexander Ragulin (1), Genrich Sidorenkow (1) Sturm: Konstantin Loktew (2), Alexander Almetow, Weniamin Alexandrow (2), Nikolai Snetkow, Wiktor Jakuschew, Wiktor Zyplakow (1), Jewgeni Majorow (1), Wjatscheslaw Starschinow (2), Boris Majorow Trainer / Assistenten: Arkadi Tschernyschow / Anatoli Kostrjukow / Alexander Winogradow                                                                  | Tor: Wladimir Schinow Verteidigung: Nikolai Sologubow (1), Iwan Tregubow (2), Alexander Ragulin (1), Genrich Sidorenkow (1) Sturm: Konstantin Loktew (2), Alexander Almetow, Weniamin Alexandrow (2), Nikolai Snetkow, Wiktor Jakuschew, Wiktor Zyplakow (1), Jewgeni Majorow (1), Wjatscheslaw Starschinow (2), Boris Majorow Trainer / Assistenten: Arkadi Tschernyschow / Anatoli Kostrjukow / Alexander Winogradow                                                                  |
| Nr. 117 4. März 1961      | 6:2 (3:0, 2:0, 1:2) | 0 Schweden | * | 0Lausanne, SUI | 0WM 1961 / EM 1961 | |
| Aufstellung               | Tor: Wladimir Schinow Verteidigung: Nikolai Sologubow, Iwan Tregubow, Alexander Ragulin, Genrich Sidorenkow Sturm: Konstantin Loktew, Alexander Almetow (1), Weniamin Alexandrow, Nikolai Snetkow (2), Wiktor Jakuschew, Wiktor Zyplakow, Jewgeni Majorow (2), Wjatscheslaw Starschinow, Boris Majorow (1) Trainer / Assistenten: Arkadi Tschernyschow / Anatoli Kostrjukow / Alexander Winogradow                                                                                      | Tor: Wladimir Schinow Verteidigung: Nikolai Sologubow, Iwan Tregubow, Alexander Ragulin, Genrich Sidorenkow Sturm: Konstantin Loktew, Alexander Almetow (1), Weniamin Alexandrow, Nikolai Snetkow (2), Wiktor Jakuschew, Wiktor Zyplakow, Jewgeni Majorow (2), Wjatscheslaw Starschinow, Boris Majorow (1) Trainer / Assistenten: Arkadi Tschernyschow / Anatoli Kostrjukow / Alexander Winogradow                                                                                      | Tor: Wladimir Schinow Verteidigung: Nikolai Sologubow, Iwan Tregubow, Alexander Ragulin, Genrich Sidorenkow Sturm: Konstantin Loktew, Alexander Almetow (1), Weniamin Alexandrow, Nikolai Snetkow (2), Wiktor Jakuschew, Wiktor Zyplakow, Jewgeni Majorow (2), Wjatscheslaw Starschinow, Boris Majorow (1) Trainer / Assistenten: Arkadi Tschernyschow / Anatoli Kostrjukow / Alexander Winogradow                                                                                      | Tor: Wladimir Schinow Verteidigung: Nikolai Sologubow, Iwan Tregubow, Alexander Ragulin, Genrich Sidorenkow Sturm: Konstantin Loktew, Alexander Almetow (1), Weniamin Alexandrow, Nikolai Snetkow (2), Wiktor Jakuschew, Wiktor Zyplakow, Jewgeni Majorow (2), Wjatscheslaw Starschinow, Boris Majorow (1) Trainer / Assistenten: Arkadi Tschernyschow / Anatoli Kostrjukow / Alexander Winogradow                                                                                      | Tor: Wladimir Schinow Verteidigung: Nikolai Sologubow, Iwan Tregubow, Alexander Ragulin, Genrich Sidorenkow Sturm: Konstantin Loktew, Alexander Almetow (1), Weniamin Alexandrow, Nikolai Snetkow (2), Wiktor Jakuschew, Wiktor Zyplakow, Jewgeni Majorow (2), Wjatscheslaw Starschinow, Boris Majorow (1) Trainer / Assistenten: Arkadi Tschernyschow / Anatoli Kostrjukow / Alexander Winogradow                                                                                      | Tor: Wladimir Schinow Verteidigung: Nikolai Sologubow, Iwan Tregubow, Alexander Ragulin, Genrich Sidorenkow Sturm: Konstantin Loktew, Alexander Almetow (1), Weniamin Alexandrow, Nikolai Snetkow (2), Wiktor Jakuschew, Wiktor Zyplakow, Jewgeni Majorow (2), Wjatscheslaw Starschinow, Boris Majorow (1) Trainer / Assistenten: Arkadi Tschernyschow / Anatoli Kostrjukow / Alexander Winogradow                                                                                      |
| Nr. 118 5. März 1961      | 7:3 (5:0, 0:0, 2:3) | 0 Finnland | * | 0Lausanne, SUI | 0WM 1961 / EM 1961 | |
| Aufstellung               | Tor: Wladimir Schinow, Wiktor Konowalenko (21. Min.) Verteidigung: Wladimir Breschnew, Iwan Tregubow, Alexander Ragulin, Genrich Sidorenkow (2) Sturm: Konstantin Loktew, Alexander Almetow, Weniamin Alexandrow (1), Nikolai Snetkow (2), Wiktor Jakuschew (1), Wladimir Jursinow, Jewgeni Majorow, Wjatscheslaw Starschinow (1), Boris Majorow Trainer / Assistenten: Arkadi Tschernyschow / Anatoli Kostrjukow / Alexander Winogradow                                                | Tor: Wladimir Schinow, Wiktor Konowalenko (21. Min.) Verteidigung: Wladimir Breschnew, Iwan Tregubow, Alexander Ragulin, Genrich Sidorenkow (2) Sturm: Konstantin Loktew, Alexander Almetow, Weniamin Alexandrow (1), Nikolai Snetkow (2), Wiktor Jakuschew (1), Wladimir Jursinow, Jewgeni Majorow, Wjatscheslaw Starschinow (1), Boris Majorow Trainer / Assistenten: Arkadi Tschernyschow / Anatoli Kostrjukow / Alexander Winogradow                                                | Tor: Wladimir Schinow, Wiktor Konowalenko (21. Min.) Verteidigung: Wladimir Breschnew, Iwan Tregubow, Alexander Ragulin, Genrich Sidorenkow (2) Sturm: Konstantin Loktew, Alexander Almetow, Weniamin Alexandrow (1), Nikolai Snetkow (2), Wiktor Jakuschew (1), Wladimir Jursinow, Jewgeni Majorow, Wjatscheslaw Starschinow (1), Boris Majorow Trainer / Assistenten: Arkadi Tschernyschow / Anatoli Kostrjukow / Alexander Winogradow                                                | Tor: Wladimir Schinow, Wiktor Konowalenko (21. Min.) Verteidigung: Wladimir Breschnew, Iwan Tregubow, Alexander Ragulin, Genrich Sidorenkow (2) Sturm: Konstantin Loktew, Alexander Almetow, Weniamin Alexandrow (1), Nikolai Snetkow (2), Wiktor Jakuschew (1), Wladimir Jursinow, Jewgeni Majorow, Wjatscheslaw Starschinow (1), Boris Majorow Trainer / Assistenten: Arkadi Tschernyschow / Anatoli Kostrjukow / Alexander Winogradow                                                | Tor: Wladimir Schinow, Wiktor Konowalenko (21. Min.) Verteidigung: Wladimir Breschnew, Iwan Tregubow, Alexander Ragulin, Genrich Sidorenkow (2) Sturm: Konstantin Loktew, Alexander Almetow, Weniamin Alexandrow (1), Nikolai Snetkow (2), Wiktor Jakuschew (1), Wladimir Jursinow, Jewgeni Majorow, Wjatscheslaw Starschinow (1), Boris Majorow Trainer / Assistenten: Arkadi Tschernyschow / Anatoli Kostrjukow / Alexander Winogradow                                                | Tor: Wladimir Schinow, Wiktor Konowalenko (21. Min.) Verteidigung: Wladimir Breschnew, Iwan Tregubow, Alexander Ragulin, Genrich Sidorenkow (2) Sturm: Konstantin Loktew, Alexander Almetow, Weniamin Alexandrow (1), Nikolai Snetkow (2), Wiktor Jakuschew (1), Wladimir Jursinow, Jewgeni Majorow, Wjatscheslaw Starschinow (1), Boris Majorow Trainer / Assistenten: Arkadi Tschernyschow / Anatoli Kostrjukow / Alexander Winogradow                                                |
| Nr. 119 7. März 1961      | 4:6 (1:2, 2:2, 1:2) | 0 Tschechoslowakei | * | 0Genf, SUI | 0WM 1961 / EM 1961 | |
| Aufstellung               | Tor: Wladimir Schinow Verteidigung: Nikolai Sologubow, Iwan Tregubow, Alexander Ragulin, Genrich Sidorenkow Sturm: Konstantin Loktew, Alexander Almetow, Weniamin Alexandrow, Nikolai Snetkow, Wiktor Jakuschew (1), Wiktor Zyplakow, Jewgeni Majorow (1), Wjatscheslaw Starschinow (1), Boris Majorow (1) Trainer / Assistenten: Arkadi Tschernyschow / Anatoli Kostrjukow / Alexander Winogradow                                                                                      | Tor: Wladimir Schinow Verteidigung: Nikolai Sologubow, Iwan Tregubow, Alexander Ragulin, Genrich Sidorenkow Sturm: Konstantin Loktew, Alexander Almetow, Weniamin Alexandrow, Nikolai Snetkow, Wiktor Jakuschew (1), Wiktor Zyplakow, Jewgeni Majorow (1), Wjatscheslaw Starschinow (1), Boris Majorow (1) Trainer / Assistenten: Arkadi Tschernyschow / Anatoli Kostrjukow / Alexander Winogradow                                                                                      | Tor: Wladimir Schinow Verteidigung: Nikolai Sologubow, Iwan Tregubow, Alexander Ragulin, Genrich Sidorenkow Sturm: Konstantin Loktew, Alexander Almetow, Weniamin Alexandrow, Nikolai Snetkow, Wiktor Jakuschew (1), Wiktor Zyplakow, Jewgeni Majorow (1), Wjatscheslaw Starschinow (1), Boris Majorow (1) Trainer / Assistenten: Arkadi Tschernyschow / Anatoli Kostrjukow / Alexander Winogradow                                                                                      | Tor: Wladimir Schinow Verteidigung: Nikolai Sologubow, Iwan Tregubow, Alexander Ragulin, Genrich Sidorenkow Sturm: Konstantin Loktew, Alexander Almetow, Weniamin Alexandrow, Nikolai Snetkow, Wiktor Jakuschew (1), Wiktor Zyplakow, Jewgeni Majorow (1), Wjatscheslaw Starschinow (1), Boris Majorow (1) Trainer / Assistenten: Arkadi Tschernyschow / Anatoli Kostrjukow / Alexander Winogradow                                                                                      | Tor: Wladimir Schinow Verteidigung: Nikolai Sologubow, Iwan Tregubow, Alexander Ragulin, Genrich Sidorenkow Sturm: Konstantin Loktew, Alexander Almetow, Weniamin Alexandrow, Nikolai Snetkow, Wiktor Jakuschew (1), Wiktor Zyplakow, Jewgeni Majorow (1), Wjatscheslaw Starschinow (1), Boris Majorow (1) Trainer / Assistenten: Arkadi Tschernyschow / Anatoli Kostrjukow / Alexander Winogradow                                                                                      | Tor: Wladimir Schinow Verteidigung: Nikolai Sologubow, Iwan Tregubow, Alexander Ragulin, Genrich Sidorenkow Sturm: Konstantin Loktew, Alexander Almetow, Weniamin Alexandrow, Nikolai Snetkow, Wiktor Jakuschew (1), Wiktor Zyplakow, Jewgeni Majorow (1), Wjatscheslaw Starschinow (1), Boris Majorow (1) Trainer / Assistenten: Arkadi Tschernyschow / Anatoli Kostrjukow / Alexander Winogradow                                                                                      |
| Nr. 120 9. März 1961      | 9:1 (6:0, 1:1, 2:0) | 0 DDR | * | 0Genf, SUI | 0WM 1961 / EM 1961 | |
| Aufstellung               | Tor: Wladimir Schinow, Wiktor Konowalenko (21. Min.) Verteidigung: Nikolai Sologubow, Iwan Tregubow (2), Alexander Ragulin, Genrich Sidorenkow Sturm: Konstantin Loktew (2), Alexander Almetow (1), Weniamin Alexandrow (2), Nikolai Snetkow (1), Wiktor Jakuschew, Wiktor Zyplakow, Jewgeni Majorow, Wjatscheslaw Starschinow (1), Boris Majorow Trainer / Assistenten: Arkadi Tschernyschow / Anatoli Kostrjukow / Alexander Winogradow                                               | Tor: Wladimir Schinow, Wiktor Konowalenko (21. Min.) Verteidigung: Nikolai Sologubow, Iwan Tregubow (2), Alexander Ragulin, Genrich Sidorenkow Sturm: Konstantin Loktew (2), Alexander Almetow (1), Weniamin Alexandrow (2), Nikolai Snetkow (1), Wiktor Jakuschew, Wiktor Zyplakow, Jewgeni Majorow, Wjatscheslaw Starschinow (1), Boris Majorow Trainer / Assistenten: Arkadi Tschernyschow / Anatoli Kostrjukow / Alexander Winogradow                                               | Tor: Wladimir Schinow, Wiktor Konowalenko (21. Min.) Verteidigung: Nikolai Sologubow, Iwan Tregubow (2), Alexander Ragulin, Genrich Sidorenkow Sturm: Konstantin Loktew (2), Alexander Almetow (1), Weniamin Alexandrow (2), Nikolai Snetkow (1), Wiktor Jakuschew, Wiktor Zyplakow, Jewgeni Majorow, Wjatscheslaw Starschinow (1), Boris Majorow Trainer / Assistenten: Arkadi Tschernyschow / Anatoli Kostrjukow / Alexander Winogradow                                               | Tor: Wladimir Schinow, Wiktor Konowalenko (21. Min.) Verteidigung: Nikolai Sologubow, Iwan Tregubow (2), Alexander Ragulin, Genrich Sidorenkow Sturm: Konstantin Loktew (2), Alexander Almetow (1), Weniamin Alexandrow (2), Nikolai Snetkow (1), Wiktor Jakuschew, Wiktor Zyplakow, Jewgeni Majorow, Wjatscheslaw Starschinow (1), Boris Majorow Trainer / Assistenten: Arkadi Tschernyschow / Anatoli Kostrjukow / Alexander Winogradow                                               | Tor: Wladimir Schinow, Wiktor Konowalenko (21. Min.) Verteidigung: Nikolai Sologubow, Iwan Tregubow (2), Alexander Ragulin, Genrich Sidorenkow Sturm: Konstantin Loktew (2), Alexander Almetow (1), Weniamin Alexandrow (2), Nikolai Snetkow (1), Wiktor Jakuschew, Wiktor Zyplakow, Jewgeni Majorow, Wjatscheslaw Starschinow (1), Boris Majorow Trainer / Assistenten: Arkadi Tschernyschow / Anatoli Kostrjukow / Alexander Winogradow                                               | Tor: Wladimir Schinow, Wiktor Konowalenko (21. Min.) Verteidigung: Nikolai Sologubow, Iwan Tregubow (2), Alexander Ragulin, Genrich Sidorenkow Sturm: Konstantin Loktew (2), Alexander Almetow (1), Weniamin Alexandrow (2), Nikolai Snetkow (1), Wiktor Jakuschew, Wiktor Zyplakow, Jewgeni Majorow, Wjatscheslaw Starschinow (1), Boris Majorow Trainer / Assistenten: Arkadi Tschernyschow / Anatoli Kostrjukow / Alexander Winogradow                                               |
| Nr. 121 11. März 1961     | 11:1 (2:0, 4:1, 5:0) | 0 BR Deutschland | * | 0Lausanne, SUI | 0WM 1961 / EM 1961 | |
| Aufstellung               | Tor: Wladimir Schinow, Wiktor Konowalenko (41. Min.) Verteidigung: Nikolai Sologubow, Iwan Tregubow, Alexander Ragulin, Genrich Sidorenkow Sturm: Konstantin Loktew (1), Alexander Almetow (2), Weniamin Alexandrow (1), Nikolai Snetkow (1), Wladimir Jursinow, Wiktor Zyplakow, Jewgeni Majorow (1), Wjatscheslaw Starschinow (1), Boris Majorow (4) Trainer / Assistenten: Arkadi Tschernyschow / Anatoli Kostrjukow / Alexander Winogradow                                          | Tor: Wladimir Schinow, Wiktor Konowalenko (41. Min.) Verteidigung: Nikolai Sologubow, Iwan Tregubow, Alexander Ragulin, Genrich Sidorenkow Sturm: Konstantin Loktew (1), Alexander Almetow (2), Weniamin Alexandrow (1), Nikolai Snetkow (1), Wladimir Jursinow, Wiktor Zyplakow, Jewgeni Majorow (1), Wjatscheslaw Starschinow (1), Boris Majorow (4) Trainer / Assistenten: Arkadi Tschernyschow / Anatoli Kostrjukow / Alexander Winogradow                                          | Tor: Wladimir Schinow, Wiktor Konowalenko (41. Min.) Verteidigung: Nikolai Sologubow, Iwan Tregubow, Alexander Ragulin, Genrich Sidorenkow Sturm: Konstantin Loktew (1), Alexander Almetow (2), Weniamin Alexandrow (1), Nikolai Snetkow (1), Wladimir Jursinow, Wiktor Zyplakow, Jewgeni Majorow (1), Wjatscheslaw Starschinow (1), Boris Majorow (4) Trainer / Assistenten: Arkadi Tschernyschow / Anatoli Kostrjukow / Alexander Winogradow                                          | Tor: Wladimir Schinow, Wiktor Konowalenko (41. Min.) Verteidigung: Nikolai Sologubow, Iwan Tregubow, Alexander Ragulin, Genrich Sidorenkow Sturm: Konstantin Loktew (1), Alexander Almetow (2), Weniamin Alexandrow (1), Nikolai Snetkow (1), Wladimir Jursinow, Wiktor Zyplakow, Jewgeni Majorow (1), Wjatscheslaw Starschinow (1), Boris Majorow (4) Trainer / Assistenten: Arkadi Tschernyschow / Anatoli Kostrjukow / Alexander Winogradow                                          | Tor: Wladimir Schinow, Wiktor Konowalenko (41. Min.) Verteidigung: Nikolai Sologubow, Iwan Tregubow, Alexander Ragulin, Genrich Sidorenkow Sturm: Konstantin Loktew (1), Alexander Almetow (2), Weniamin Alexandrow (1), Nikolai Snetkow (1), Wladimir Jursinow, Wiktor Zyplakow, Jewgeni Majorow (1), Wjatscheslaw Starschinow (1), Boris Majorow (4) Trainer / Assistenten: Arkadi Tschernyschow / Anatoli Kostrjukow / Alexander Winogradow                                          | Tor: Wladimir Schinow, Wiktor Konowalenko (41. Min.) Verteidigung: Nikolai Sologubow, Iwan Tregubow, Alexander Ragulin, Genrich Sidorenkow Sturm: Konstantin Loktew (1), Alexander Almetow (2), Weniamin Alexandrow (1), Nikolai Snetkow (1), Wladimir Jursinow, Wiktor Zyplakow, Jewgeni Majorow (1), Wjatscheslaw Starschinow (1), Boris Majorow (4) Trainer / Assistenten: Arkadi Tschernyschow / Anatoli Kostrjukow / Alexander Winogradow                                          |
| Nr. 122 12. März 1961     | 1:5 (0:1, 0:2, 1:2) | 0 Kanada | * | 0Genf, SUI | 0WM 1961 / EM 1961 | 0WM-Dritter 0EM-Zweiter |
| Aufstellung               | Tor: Wladimir Schinow Verteidigung: Nikolai Sologubow, Iwan Tregubow, Alexander Ragulin, Genrich Sidorenkow Sturm: Konstantin Loktew, Alexander Almetow, Weniamin Alexandrow, Nikolai Snetkow, Wiktor Jakuschew, Wladimir Jursinow, Jewgeni Majorow, Wjatscheslaw Starschinow, Boris Majorow (1) Trainer / Assistenten: Arkadi Tschernyschow / Anatoli Kostrjukow / Alexander Winogradow                                                                                                | Tor: Wladimir Schinow Verteidigung: Nikolai Sologubow, Iwan Tregubow, Alexander Ragulin, Genrich Sidorenkow Sturm: Konstantin Loktew, Alexander Almetow, Weniamin Alexandrow, Nikolai Snetkow, Wiktor Jakuschew, Wladimir Jursinow, Jewgeni Majorow, Wjatscheslaw Starschinow, Boris Majorow (1) Trainer / Assistenten: Arkadi Tschernyschow / Anatoli Kostrjukow / Alexander Winogradow                                                                                                | Tor: Wladimir Schinow Verteidigung: Nikolai Sologubow, Iwan Tregubow, Alexander Ragulin, Genrich Sidorenkow Sturm: Konstantin Loktew, Alexander Almetow, Weniamin Alexandrow, Nikolai Snetkow, Wiktor Jakuschew, Wladimir Jursinow, Jewgeni Majorow, Wjatscheslaw Starschinow, Boris Majorow (1) Trainer / Assistenten: Arkadi Tschernyschow / Anatoli Kostrjukow / Alexander Winogradow                                                                                                | Tor: Wladimir Schinow Verteidigung: Nikolai Sologubow, Iwan Tregubow, Alexander Ragulin, Genrich Sidorenkow Sturm: Konstantin Loktew, Alexander Almetow, Weniamin Alexandrow, Nikolai Snetkow, Wiktor Jakuschew, Wladimir Jursinow, Jewgeni Majorow, Wjatscheslaw Starschinow, Boris Majorow (1) Trainer / Assistenten: Arkadi Tschernyschow / Anatoli Kostrjukow / Alexander Winogradow                                                                                                | Tor: Wladimir Schinow Verteidigung: Nikolai Sologubow, Iwan Tregubow, Alexander Ragulin, Genrich Sidorenkow Sturm: Konstantin Loktew, Alexander Almetow, Weniamin Alexandrow, Nikolai Snetkow, Wiktor Jakuschew, Wladimir Jursinow, Jewgeni Majorow, Wjatscheslaw Starschinow, Boris Majorow (1) Trainer / Assistenten: Arkadi Tschernyschow / Anatoli Kostrjukow / Alexander Winogradow                                                                                                | Tor: Wladimir Schinow Verteidigung: Nikolai Sologubow, Iwan Tregubow, Alexander Ragulin, Genrich Sidorenkow Sturm: Konstantin Loktew, Alexander Almetow, Weniamin Alexandrow, Nikolai Snetkow, Wiktor Jakuschew, Wladimir Jursinow, Jewgeni Majorow, Wjatscheslaw Starschinow, Boris Majorow (1) Trainer / Assistenten: Arkadi Tschernyschow / Anatoli Kostrjukow / Alexander Winogradow                                                                                                |
| Nr. 123 5. Dezember 1961  | 2:1 (1:0, 1:0, 0:1) | 0 Schweden | H | 0Moskau | 0Freundschaftsspiel | |
| Aufstellung               | Tor: Nikolai Putschkow Verteidigung: Eduard Iwanow, Alexander Ragulin, Genrich Sidorenkow Sturm: N. Snetkow, W. Jakuschew, W. Zyplakow, S. Petuchow, W. Jursinow, J. Wolkow, R. Sacharowski, Igor Schistowski, L. Chalaischew (2), J. Majorow Trainer / Assistenten: Arkadi Tschernyschow / Anatoli Kostrjukow / Alexander Winogradow | Tor: Nikolai Putschkow Verteidigung: Eduard Iwanow, Alexander Ragulin, Genrich Sidorenkow Sturm: N. Snetkow, W. Jakuschew, W. Zyplakow, S. Petuchow, W. Jursinow, J. Wolkow, R. Sacharowski, Igor Schistowski, L. Chalaischew (2), J. Majorow Trainer / Assistenten: Arkadi Tschernyschow / Anatoli Kostrjukow / Alexander Winogradow | Tor: Nikolai Putschkow Verteidigung: Eduard Iwanow, Alexander Ragulin, Genrich Sidorenkow Sturm: N. Snetkow, W. Jakuschew, W. Zyplakow, S. Petuchow, W. Jursinow, J. Wolkow, R. Sacharowski, Igor Schistowski, L. Chalaischew (2), J. Majorow Trainer / Assistenten: Arkadi Tschernyschow / Anatoli Kostrjukow / Alexander Winogradow | Tor: Nikolai Putschkow Verteidigung: Eduard Iwanow, Alexander Ragulin, Genrich Sidorenkow Sturm: N. Snetkow, W. Jakuschew, W. Zyplakow, S. Petuchow, W. Jursinow, J. Wolkow, R. Sacharowski, Igor Schistowski, L. Chalaischew (2), J. Majorow Trainer / Assistenten: Arkadi Tschernyschow / Anatoli Kostrjukow / Alexander Winogradow | Tor: Nikolai Putschkow Verteidigung: Eduard Iwanow, Alexander Ragulin, Genrich Sidorenkow Sturm: N. Snetkow, W. Jakuschew, W. Zyplakow, S. Petuchow, W. Jursinow, J. Wolkow, R. Sacharowski, Igor Schistowski, L. Chalaischew (2), J. Majorow Trainer / Assistenten: Arkadi Tschernyschow / Anatoli Kostrjukow / Alexander Winogradow | Tor: Nikolai Putschkow Verteidigung: Eduard Iwanow, Alexander Ragulin, Genrich Sidorenkow Sturm: N. Snetkow, W. Jakuschew, W. Zyplakow, S. Petuchow, W. Jursinow, J. Wolkow, R. Sacharowski, Igor Schistowski, L. Chalaischew (2), J. Majorow Trainer / Assistenten: Arkadi Tschernyschow / Anatoli Kostrjukow / Alexander Winogradow |
| Nr. 124 6. Dezember 1961  | 2:5 (1:2, 1:2, 0:1) | 0 Schweden | H | 0Moskau | 0Freundschaftsspiel | |
| Aufstellung               | Tor: Wladimir Schinow Verteidigung: Genrich Sidorenkow, Wladimir Breschnew, Waleri Kusmin, Anatoli Drosdow, Alexander Ragulin Sturm: Jewgeni Majorow, Wjatscheslaw Starschinow, Boris Majorow, Igor Dekonski, Alexander Almetow, Walentin Senjuschkin (1), Juri Morosow (1), Juri Borissow, Waleri Nikitin Trainer / Assistent: Arkadi Tschernyschow / Anatoli Tarassow | Tor: Wladimir Schinow Verteidigung: Genrich Sidorenkow, Wladimir Breschnew, Waleri Kusmin, Anatoli Drosdow, Alexander Ragulin Sturm: Jewgeni Majorow, Wjatscheslaw Starschinow, Boris Majorow, Igor Dekonski, Alexander Almetow, Walentin Senjuschkin (1), Juri Morosow (1), Juri Borissow, Waleri Nikitin Trainer / Assistent: Arkadi Tschernyschow / Anatoli Tarassow | Tor: Wladimir Schinow Verteidigung: Genrich Sidorenkow, Wladimir Breschnew, Waleri Kusmin, Anatoli Drosdow, Alexander Ragulin Sturm: Jewgeni Majorow, Wjatscheslaw Starschinow, Boris Majorow, Igor Dekonski, Alexander Almetow, Walentin Senjuschkin (1), Juri Morosow (1), Juri Borissow, Waleri Nikitin Trainer / Assistent: Arkadi Tschernyschow / Anatoli Tarassow | Tor: Wladimir Schinow Verteidigung: Genrich Sidorenkow, Wladimir Breschnew, Waleri Kusmin, Anatoli Drosdow, Alexander Ragulin Sturm: Jewgeni Majorow, Wjatscheslaw Starschinow, Boris Majorow, Igor Dekonski, Alexander Almetow, Walentin Senjuschkin (1), Juri Morosow (1), Juri Borissow, Waleri Nikitin Trainer / Assistent: Arkadi Tschernyschow / Anatoli Tarassow | Tor: Wladimir Schinow Verteidigung: Genrich Sidorenkow, Wladimir Breschnew, Waleri Kusmin, Anatoli Drosdow, Alexander Ragulin Sturm: Jewgeni Majorow, Wjatscheslaw Starschinow, Boris Majorow, Igor Dekonski, Alexander Almetow, Walentin Senjuschkin (1), Juri Morosow (1), Juri Borissow, Waleri Nikitin Trainer / Assistent: Arkadi Tschernyschow / Anatoli Tarassow | Tor: Wladimir Schinow Verteidigung: Genrich Sidorenkow, Wladimir Breschnew, Waleri Kusmin, Anatoli Drosdow, Alexander Ragulin Sturm: Jewgeni Majorow, Wjatscheslaw Starschinow, Boris Majorow, Igor Dekonski, Alexander Almetow, Walentin Senjuschkin (1), Juri Morosow (1), Juri Borissow, Waleri Nikitin Trainer / Assistent: Arkadi Tschernyschow / Anatoli Tarassow |
| Nr. 125 16. Januar 1962   | 2:4 (1:2, 1:0, 0:2) | 0 Tschechoslowakei | A | 0Bratislava, TCH | 0Freundschaftsspiel | |
| Aufstellung               | Tor: Nikolai Putschkow Verteidigung: Alexander Ragulin, Genrich Sidorenkow, Eduard Iwanow, Witali Dawydow, Wladimir Breschnew Sturm: Nikolai Snetkow, Wiktor Jakuschew, Igor Schistowski, Wladimir Kisseljow, Alexander Almetow, Walentin Senjuschkin (1), Stanislaw Petuchow, Wladimir Jursinow (1), Juri Wolkow Trainer / Assistent: Arkadi Tschernyschow / Anatoli Tarassow | Tor: Nikolai Putschkow Verteidigung: Alexander Ragulin, Genrich Sidorenkow, Eduard Iwanow, Witali Dawydow, Wladimir Breschnew Sturm: Nikolai Snetkow, Wiktor Jakuschew, Igor Schistowski, Wladimir Kisseljow, Alexander Almetow, Walentin Senjuschkin (1), Stanislaw Petuchow, Wladimir Jursinow (1), Juri Wolkow Trainer / Assistent: Arkadi Tschernyschow / Anatoli Tarassow | Tor: Nikolai Putschkow Verteidigung: Alexander Ragulin, Genrich Sidorenkow, Eduard Iwanow, Witali Dawydow, Wladimir Breschnew Sturm: Nikolai Snetkow, Wiktor Jakuschew, Igor Schistowski, Wladimir Kisseljow, Alexander Almetow, Walentin Senjuschkin (1), Stanislaw Petuchow, Wladimir Jursinow (1), Juri Wolkow Trainer / Assistent: Arkadi Tschernyschow / Anatoli Tarassow | Tor: Nikolai Putschkow Verteidigung: Alexander Ragulin, Genrich Sidorenkow, Eduard Iwanow, Witali Dawydow, Wladimir Breschnew Sturm: Nikolai Snetkow, Wiktor Jakuschew, Igor Schistowski, Wladimir Kisseljow, Alexander Almetow, Walentin Senjuschkin (1), Stanislaw Petuchow, Wladimir Jursinow (1), Juri Wolkow Trainer / Assistent: Arkadi Tschernyschow / Anatoli Tarassow | Tor: Nikolai Putschkow Verteidigung: Alexander Ragulin, Genrich Sidorenkow, Eduard Iwanow, Witali Dawydow, Wladimir Breschnew Sturm: Nikolai Snetkow, Wiktor Jakuschew, Igor Schistowski, Wladimir Kisseljow, Alexander Almetow, Walentin Senjuschkin (1), Stanislaw Petuchow, Wladimir Jursinow (1), Juri Wolkow Trainer / Assistent: Arkadi Tschernyschow / Anatoli Tarassow | Tor: Nikolai Putschkow Verteidigung: Alexander Ragulin, Genrich Sidorenkow, Eduard Iwanow, Witali Dawydow, Wladimir Breschnew Sturm: Nikolai Snetkow, Wiktor Jakuschew, Igor Schistowski, Wladimir Kisseljow, Alexander Almetow, Walentin Senjuschkin (1), Stanislaw Petuchow, Wladimir Jursinow (1), Juri Wolkow Trainer / Assistent: Arkadi Tschernyschow / Anatoli Tarassow |
| Nr. 126 18. Januar 1962   | 2:3 (0:1, 0:2, 2:0) | 0 Tschechoslowakei | A | 0Bratislava, TCH | 0Freundschaftsspiel | |
| Aufstellung               | Tor: Nikolai Putschkow Verteidigung: Alexander Ragulin, Genrich Sidorenkow, Eduard Iwanow, Witali Dawydow Sturm: Nikolai Snetkow (1), Wiktor Jakuschew, Igor Schistowski, Wladimir Kisseljow, Alexander Almetow, Walentin Senjuschkin (1), Stanislaw Petuchow, Wladimir Jursinow, Juri Wolkow, Jewgeni Majorow, Wjatscheslaw Starschinow, Boris Majorow Trainer / Assistent: Arkadi Tschernyschow / Anatoli Tarassow                                                                    | Tor: Nikolai Putschkow Verteidigung: Alexander Ragulin, Genrich Sidorenkow, Eduard Iwanow, Witali Dawydow Sturm: Nikolai Snetkow (1), Wiktor Jakuschew, Igor Schistowski, Wladimir Kisseljow, Alexander Almetow, Walentin Senjuschkin (1), Stanislaw Petuchow, Wladimir Jursinow, Juri Wolkow, Jewgeni Majorow, Wjatscheslaw Starschinow, Boris Majorow Trainer / Assistent: Arkadi Tschernyschow / Anatoli Tarassow                                                                    | Tor: Nikolai Putschkow Verteidigung: Alexander Ragulin, Genrich Sidorenkow, Eduard Iwanow, Witali Dawydow Sturm: Nikolai Snetkow (1), Wiktor Jakuschew, Igor Schistowski, Wladimir Kisseljow, Alexander Almetow, Walentin Senjuschkin (1), Stanislaw Petuchow, Wladimir Jursinow, Juri Wolkow, Jewgeni Majorow, Wjatscheslaw Starschinow, Boris Majorow Trainer / Assistent: Arkadi Tschernyschow / Anatoli Tarassow                                                                    | Tor: Nikolai Putschkow Verteidigung: Alexander Ragulin, Genrich Sidorenkow, Eduard Iwanow, Witali Dawydow Sturm: Nikolai Snetkow (1), Wiktor Jakuschew, Igor Schistowski, Wladimir Kisseljow, Alexander Almetow, Walentin Senjuschkin (1), Stanislaw Petuchow, Wladimir Jursinow, Juri Wolkow, Jewgeni Majorow, Wjatscheslaw Starschinow, Boris Majorow Trainer / Assistent: Arkadi Tschernyschow / Anatoli Tarassow                                                                    | Tor: Nikolai Putschkow Verteidigung: Alexander Ragulin, Genrich Sidorenkow, Eduard Iwanow, Witali Dawydow Sturm: Nikolai Snetkow (1), Wiktor Jakuschew, Igor Schistowski, Wladimir Kisseljow, Alexander Almetow, Walentin Senjuschkin (1), Stanislaw Petuchow, Wladimir Jursinow, Juri Wolkow, Jewgeni Majorow, Wjatscheslaw Starschinow, Boris Majorow Trainer / Assistent: Arkadi Tschernyschow / Anatoli Tarassow                                                                    | Tor: Nikolai Putschkow Verteidigung: Alexander Ragulin, Genrich Sidorenkow, Eduard Iwanow, Witali Dawydow Sturm: Nikolai Snetkow (1), Wiktor Jakuschew, Igor Schistowski, Wladimir Kisseljow, Alexander Almetow, Walentin Senjuschkin (1), Stanislaw Petuchow, Wladimir Jursinow, Juri Wolkow, Jewgeni Majorow, Wjatscheslaw Starschinow, Boris Majorow Trainer / Assistent: Arkadi Tschernyschow / Anatoli Tarassow                                                                    |
| Nr. 127 16. Februar 1962  | 4:0 (0:0, 0:0, 4:0) | 0 Schweden | A | 0Stockholm, SWE | 0Freundschaftsspiel | |
| Aufstellung               | Tor: Nikolai Putschkow Verteidigung: Alexander Ragulin, Genrich Sidorenkow, Eduard Iwanow, Witali Dawydow Sturm: Nikolai Snetkow (1), Wiktor Jakuschew, Igor Schistowski, Jewgeni Majorow, Wjatscheslaw Starschinow (1), Boris Majorow, Wladimir Kisseljow, Alexander Almetow (2), Walentin Senjuschkin, Stanislaw Petuchow Trainer / Assistent: Arkadi Tschernyschow / Anatoli Tarassow                                                                                                | Tor: Nikolai Putschkow Verteidigung: Alexander Ragulin, Genrich Sidorenkow, Eduard Iwanow, Witali Dawydow Sturm: Nikolai Snetkow (1), Wiktor Jakuschew, Igor Schistowski, Jewgeni Majorow, Wjatscheslaw Starschinow (1), Boris Majorow, Wladimir Kisseljow, Alexander Almetow (2), Walentin Senjuschkin, Stanislaw Petuchow Trainer / Assistent: Arkadi Tschernyschow / Anatoli Tarassow                                                                                                | Tor: Nikolai Putschkow Verteidigung: Alexander Ragulin, Genrich Sidorenkow, Eduard Iwanow, Witali Dawydow Sturm: Nikolai Snetkow (1), Wiktor Jakuschew, Igor Schistowski, Jewgeni Majorow, Wjatscheslaw Starschinow (1), Boris Majorow, Wladimir Kisseljow, Alexander Almetow (2), Walentin Senjuschkin, Stanislaw Petuchow Trainer / Assistent: Arkadi Tschernyschow / Anatoli Tarassow                                                                                                | Tor: Nikolai Putschkow Verteidigung: Alexander Ragulin, Genrich Sidorenkow, Eduard Iwanow, Witali Dawydow Sturm: Nikolai Snetkow (1), Wiktor Jakuschew, Igor Schistowski, Jewgeni Majorow, Wjatscheslaw Starschinow (1), Boris Majorow, Wladimir Kisseljow, Alexander Almetow (2), Walentin Senjuschkin, Stanislaw Petuchow Trainer / Assistent: Arkadi Tschernyschow / Anatoli Tarassow                                                                                                | Tor: Nikolai Putschkow Verteidigung: Alexander Ragulin, Genrich Sidorenkow, Eduard Iwanow, Witali Dawydow Sturm: Nikolai Snetkow (1), Wiktor Jakuschew, Igor Schistowski, Jewgeni Majorow, Wjatscheslaw Starschinow (1), Boris Majorow, Wladimir Kisseljow, Alexander Almetow (2), Walentin Senjuschkin, Stanislaw Petuchow Trainer / Assistent: Arkadi Tschernyschow / Anatoli Tarassow                                                                                                | Tor: Nikolai Putschkow Verteidigung: Alexander Ragulin, Genrich Sidorenkow, Eduard Iwanow, Witali Dawydow Sturm: Nikolai Snetkow (1), Wiktor Jakuschew, Igor Schistowski, Jewgeni Majorow, Wjatscheslaw Starschinow (1), Boris Majorow, Wladimir Kisseljow, Alexander Almetow (2), Walentin Senjuschkin, Stanislaw Petuchow Trainer / Assistent: Arkadi Tschernyschow / Anatoli Tarassow                                                                                                |
| Nr. 128 18. Februar 1962  | 4:3 (1:3, 1:0, 2:0) | 0 Schweden | A | 0Stockholm, SWE | 0Freundschaftsspiel | |
| Aufstellung               | Tor: Nikolai Putschkow Verteidigung: Alexander Ragulin (1), Genrich Sidorenkow, Eduard Iwanow, Witali Dawydow Sturm: Nikolai Snetkow (1), Wiktor Jakuschew, Igor Schistowski (1), Jewgeni Majorow, Wjatscheslaw Starschinow, Boris Majorow (1), Wladimir Kisseljow, Alexander Almetow, Walentin Senjuschkin, Stanislaw Petuchow Trainer / Assistent: Arkadi Tschernyschow / Anatoli Tarassow                                                                                            | Tor: Nikolai Putschkow Verteidigung: Alexander Ragulin (1), Genrich Sidorenkow, Eduard Iwanow, Witali Dawydow Sturm: Nikolai Snetkow (1), Wiktor Jakuschew, Igor Schistowski (1), Jewgeni Majorow, Wjatscheslaw Starschinow, Boris Majorow (1), Wladimir Kisseljow, Alexander Almetow, Walentin Senjuschkin, Stanislaw Petuchow Trainer / Assistent: Arkadi Tschernyschow / Anatoli Tarassow                                                                                            | Tor: Nikolai Putschkow Verteidigung: Alexander Ragulin (1), Genrich Sidorenkow, Eduard Iwanow, Witali Dawydow Sturm: Nikolai Snetkow (1), Wiktor Jakuschew, Igor Schistowski (1), Jewgeni Majorow, Wjatscheslaw Starschinow, Boris Majorow (1), Wladimir Kisseljow, Alexander Almetow, Walentin Senjuschkin, Stanislaw Petuchow Trainer / Assistent: Arkadi Tschernyschow / Anatoli Tarassow                                                                                            | Tor: Nikolai Putschkow Verteidigung: Alexander Ragulin (1), Genrich Sidorenkow, Eduard Iwanow, Witali Dawydow Sturm: Nikolai Snetkow (1), Wiktor Jakuschew, Igor Schistowski (1), Jewgeni Majorow, Wjatscheslaw Starschinow, Boris Majorow (1), Wladimir Kisseljow, Alexander Almetow, Walentin Senjuschkin, Stanislaw Petuchow Trainer / Assistent: Arkadi Tschernyschow / Anatoli Tarassow                                                                                            | Tor: Nikolai Putschkow Verteidigung: Alexander Ragulin (1), Genrich Sidorenkow, Eduard Iwanow, Witali Dawydow Sturm: Nikolai Snetkow (1), Wiktor Jakuschew, Igor Schistowski (1), Jewgeni Majorow, Wjatscheslaw Starschinow, Boris Majorow (1), Wladimir Kisseljow, Alexander Almetow, Walentin Senjuschkin, Stanislaw Petuchow Trainer / Assistent: Arkadi Tschernyschow / Anatoli Tarassow                                                                                            | Tor: Nikolai Putschkow Verteidigung: Alexander Ragulin (1), Genrich Sidorenkow, Eduard Iwanow, Witali Dawydow Sturm: Nikolai Snetkow (1), Wiktor Jakuschew, Igor Schistowski (1), Jewgeni Majorow, Wjatscheslaw Starschinow, Boris Majorow (1), Wladimir Kisseljow, Alexander Almetow, Walentin Senjuschkin, Stanislaw Petuchow Trainer / Assistent: Arkadi Tschernyschow / Anatoli Tarassow                                                                                            |
| Nr. 129 6. März 1962      | 2:1 (1:1, 0:0, 1:0) | 0 Tschechoslowakei | H | 0Moskau | 0Freundschaftsspiel | |
| Aufstellung               | Tor: Nikolai Putschkow Verteidigung: Alexander Ragulin, Genrich Sidorenkow, Eduard Iwanow, Witali Dawydow Sturm: Igor Schistowski, Alexander Almetow, Wiktor Jakuschew, Jewgeni Majorow, Wjatscheslaw Starschinow, Boris Majorow (1), Stanislaw Petuchow, Juri Wolkow (1) Trainer / Assistent: Arkadi Tschernyschow / Anatoli Tarassow | Tor: Nikolai Putschkow Verteidigung: Alexander Ragulin, Genrich Sidorenkow, Eduard Iwanow, Witali Dawydow Sturm: Igor Schistowski, Alexander Almetow, Wiktor Jakuschew, Jewgeni Majorow, Wjatscheslaw Starschinow, Boris Majorow (1), Stanislaw Petuchow, Juri Wolkow (1) Trainer / Assistent: Arkadi Tschernyschow / Anatoli Tarassow | Tor: Nikolai Putschkow Verteidigung: Alexander Ragulin, Genrich Sidorenkow, Eduard Iwanow, Witali Dawydow Sturm: Igor Schistowski, Alexander Almetow, Wiktor Jakuschew, Jewgeni Majorow, Wjatscheslaw Starschinow, Boris Majorow (1), Stanislaw Petuchow, Juri Wolkow (1) Trainer / Assistent: Arkadi Tschernyschow / Anatoli Tarassow | Tor: Nikolai Putschkow Verteidigung: Alexander Ragulin, Genrich Sidorenkow, Eduard Iwanow, Witali Dawydow Sturm: Igor Schistowski, Alexander Almetow, Wiktor Jakuschew, Jewgeni Majorow, Wjatscheslaw Starschinow, Boris Majorow (1), Stanislaw Petuchow, Juri Wolkow (1) Trainer / Assistent: Arkadi Tschernyschow / Anatoli Tarassow | Tor: Nikolai Putschkow Verteidigung: Alexander Ragulin, Genrich Sidorenkow, Eduard Iwanow, Witali Dawydow Sturm: Igor Schistowski, Alexander Almetow, Wiktor Jakuschew, Jewgeni Majorow, Wjatscheslaw Starschinow, Boris Majorow (1), Stanislaw Petuchow, Juri Wolkow (1) Trainer / Assistent: Arkadi Tschernyschow / Anatoli Tarassow | Tor: Nikolai Putschkow Verteidigung: Alexander Ragulin, Genrich Sidorenkow, Eduard Iwanow, Witali Dawydow Sturm: Igor Schistowski, Alexander Almetow, Wiktor Jakuschew, Jewgeni Majorow, Wjatscheslaw Starschinow, Boris Majorow (1), Stanislaw Petuchow, Juri Wolkow (1) Trainer / Assistent: Arkadi Tschernyschow / Anatoli Tarassow |
| Nr. 130 8. März 1962      | 2:2 (1:1, 0:0, 1:1) | 0 Tschechoslowakei | H | 0Moskau | 0Freundschaftsspiel | |
| Aufstellung               | Tor: Nikolai Putschkow Verteidigung: Alexander Ragulin, Genrich Sidorenkow, Eduard Iwanow, Witali Dawydow Sturm: Nikolai Snetkow, Alexander Almetow, Wiktor Jakuschew, Jewgeni Majorow, Wjatscheslaw Starschinow (1), Boris Majorow, Stanislaw Petuchow, W. Jursinow, J. Wolkow (1) Trainer / Assistent: Arkadi Tschernyschow / Anatoli Tarassow | Tor: Nikolai Putschkow Verteidigung: Alexander Ragulin, Genrich Sidorenkow, Eduard Iwanow, Witali Dawydow Sturm: Nikolai Snetkow, Alexander Almetow, Wiktor Jakuschew, Jewgeni Majorow, Wjatscheslaw Starschinow (1), Boris Majorow, Stanislaw Petuchow, W. Jursinow, J. Wolkow (1) Trainer / Assistent: Arkadi Tschernyschow / Anatoli Tarassow | Tor: Nikolai Putschkow Verteidigung: Alexander Ragulin, Genrich Sidorenkow, Eduard Iwanow, Witali Dawydow Sturm: Nikolai Snetkow, Alexander Almetow, Wiktor Jakuschew, Jewgeni Majorow, Wjatscheslaw Starschinow (1), Boris Majorow, Stanislaw Petuchow, W. Jursinow, J. Wolkow (1) Trainer / Assistent: Arkadi Tschernyschow / Anatoli Tarassow | Tor: Nikolai Putschkow Verteidigung: Alexander Ragulin, Genrich Sidorenkow, Eduard Iwanow, Witali Dawydow Sturm: Nikolai Snetkow, Alexander Almetow, Wiktor Jakuschew, Jewgeni Majorow, Wjatscheslaw Starschinow (1), Boris Majorow, Stanislaw Petuchow, W. Jursinow, J. Wolkow (1) Trainer / Assistent: Arkadi Tschernyschow / Anatoli Tarassow | Tor: Nikolai Putschkow Verteidigung: Alexander Ragulin, Genrich Sidorenkow, Eduard Iwanow, Witali Dawydow Sturm: Nikolai Snetkow, Alexander Almetow, Wiktor Jakuschew, Jewgeni Majorow, Wjatscheslaw Starschinow (1), Boris Majorow, Stanislaw Petuchow, W. Jursinow, J. Wolkow (1) Trainer / Assistent: Arkadi Tschernyschow / Anatoli Tarassow | Tor: Nikolai Putschkow Verteidigung: Alexander Ragulin, Genrich Sidorenkow, Eduard Iwanow, Witali Dawydow Sturm: Nikolai Snetkow, Alexander Almetow, Wiktor Jakuschew, Jewgeni Majorow, Wjatscheslaw Starschinow (1), Boris Majorow, Stanislaw Petuchow, W. Jursinow, J. Wolkow (1) Trainer / Assistent: Arkadi Tschernyschow / Anatoli Tarassow |
| Nr. 131 21. Dezember 1962 | 3:4 (0:1, 0:0, 3:3) | 0 Tschechoslowakei | A | 0Prag, TCH | 0Freundschaftsspiel | |
| Aufstellung               | Tor: Wiktor Konowalenko Verteidigung: Alexander Ragulin, Eduard Iwanow (1), Wiktor Kuskin, Witali Dawydow, Wladimir Breschnew Sturm: Wiktor Jakuschew, Alexander Almetow, Anatoli Firsow (2), Jewgeni Majorow, Wjatscheslaw Starschinow, Boris Majorow, Stanislaw Petuchow, Wladimir Jursinow, Juri Wolkow Trainer / Assistent: Arkadi Tschernyschow / Anatoli Tarassow | Tor: Wiktor Konowalenko Verteidigung: Alexander Ragulin, Eduard Iwanow (1), Wiktor Kuskin, Witali Dawydow, Wladimir Breschnew Sturm: Wiktor Jakuschew, Alexander Almetow, Anatoli Firsow (2), Jewgeni Majorow, Wjatscheslaw Starschinow, Boris Majorow, Stanislaw Petuchow, Wladimir Jursinow, Juri Wolkow Trainer / Assistent: Arkadi Tschernyschow / Anatoli Tarassow | Tor: Wiktor Konowalenko Verteidigung: Alexander Ragulin, Eduard Iwanow (1), Wiktor Kuskin, Witali Dawydow, Wladimir Breschnew Sturm: Wiktor Jakuschew, Alexander Almetow, Anatoli Firsow (2), Jewgeni Majorow, Wjatscheslaw Starschinow, Boris Majorow, Stanislaw Petuchow, Wladimir Jursinow, Juri Wolkow Trainer / Assistent: Arkadi Tschernyschow / Anatoli Tarassow | Tor: Wiktor Konowalenko Verteidigung: Alexander Ragulin, Eduard Iwanow (1), Wiktor Kuskin, Witali Dawydow, Wladimir Breschnew Sturm: Wiktor Jakuschew, Alexander Almetow, Anatoli Firsow (2), Jewgeni Majorow, Wjatscheslaw Starschinow, Boris Majorow, Stanislaw Petuchow, Wladimir Jursinow, Juri Wolkow Trainer / Assistent: Arkadi Tschernyschow / Anatoli Tarassow | Tor: Wiktor Konowalenko Verteidigung: Alexander Ragulin, Eduard Iwanow (1), Wiktor Kuskin, Witali Dawydow, Wladimir Breschnew Sturm: Wiktor Jakuschew, Alexander Almetow, Anatoli Firsow (2), Jewgeni Majorow, Wjatscheslaw Starschinow, Boris Majorow, Stanislaw Petuchow, Wladimir Jursinow, Juri Wolkow Trainer / Assistent: Arkadi Tschernyschow / Anatoli Tarassow | Tor: Wiktor Konowalenko Verteidigung: Alexander Ragulin, Eduard Iwanow (1), Wiktor Kuskin, Witali Dawydow, Wladimir Breschnew Sturm: Wiktor Jakuschew, Alexander Almetow, Anatoli Firsow (2), Jewgeni Majorow, Wjatscheslaw Starschinow, Boris Majorow, Stanislaw Petuchow, Wladimir Jursinow, Juri Wolkow Trainer / Assistent: Arkadi Tschernyschow / Anatoli Tarassow |
| Nr. 132 23. Dezember 1962 | 3:3 (0:2, 3:1, 0:0) | 0 Tschechoslowakei | A | 0Prag, TCH | 0Freundschaftsspiel | |
| Aufstellung               | Tor: Wiktor Konowalenko Verteidigung: Alexander Ragulin, Eduard Iwanow, Wiktor Kuskin, Witali Dawydow, Wladimir Breschnew Sturm: Wiktor Jakuschew, Alexander Almetow (1), Anatoli Firsow, Jewgeni Majorow (1), Wjatscheslaw Starschinow, Boris Majorow (1), Stanislaw Petuchow, Wladimir Jursinow, Juri Wolkow Trainer / Assistent: Arkadi Tschernyschow / Anatoli Tarassow | Tor: Wiktor Konowalenko Verteidigung: Alexander Ragulin, Eduard Iwanow, Wiktor Kuskin, Witali Dawydow, Wladimir Breschnew Sturm: Wiktor Jakuschew, Alexander Almetow (1), Anatoli Firsow, Jewgeni Majorow (1), Wjatscheslaw Starschinow, Boris Majorow (1), Stanislaw Petuchow, Wladimir Jursinow, Juri Wolkow Trainer / Assistent: Arkadi Tschernyschow / Anatoli Tarassow | Tor: Wiktor Konowalenko Verteidigung: Alexander Ragulin, Eduard Iwanow, Wiktor Kuskin, Witali Dawydow, Wladimir Breschnew Sturm: Wiktor Jakuschew, Alexander Almetow (1), Anatoli Firsow, Jewgeni Majorow (1), Wjatscheslaw Starschinow, Boris Majorow (1), Stanislaw Petuchow, Wladimir Jursinow, Juri Wolkow Trainer / Assistent: Arkadi Tschernyschow / Anatoli Tarassow | Tor: Wiktor Konowalenko Verteidigung: Alexander Ragulin, Eduard Iwanow, Wiktor Kuskin, Witali Dawydow, Wladimir Breschnew Sturm: Wiktor Jakuschew, Alexander Almetow (1), Anatoli Firsow, Jewgeni Majorow (1), Wjatscheslaw Starschinow, Boris Majorow (1), Stanislaw Petuchow, Wladimir Jursinow, Juri Wolkow Trainer / Assistent: Arkadi Tschernyschow / Anatoli Tarassow | Tor: Wiktor Konowalenko Verteidigung: Alexander Ragulin, Eduard Iwanow, Wiktor Kuskin, Witali Dawydow, Wladimir Breschnew Sturm: Wiktor Jakuschew, Alexander Almetow (1), Anatoli Firsow, Jewgeni Majorow (1), Wjatscheslaw Starschinow, Boris Majorow (1), Stanislaw Petuchow, Wladimir Jursinow, Juri Wolkow Trainer / Assistent: Arkadi Tschernyschow / Anatoli Tarassow | Tor: Wiktor Konowalenko Verteidigung: Alexander Ragulin, Eduard Iwanow, Wiktor Kuskin, Witali Dawydow, Wladimir Breschnew Sturm: Wiktor Jakuschew, Alexander Almetow (1), Anatoli Firsow, Jewgeni Majorow (1), Wjatscheslaw Starschinow, Boris Majorow (1), Stanislaw Petuchow, Wladimir Jursinow, Juri Wolkow Trainer / Assistent: Arkadi Tschernyschow / Anatoli Tarassow |
| Nr. 133 28. Dezember 1962 | 10:0 (6:0, 2:0, 2:0) | 0 DDR | A | 0Dresden, DDR | 0Freundschaftsspiel | |
| Aufstellung               | Tor: Boris Saizew Verteidigung: Alexander Ragulin (1), Eduard Iwanow, Wiktor Kuskin, Witali Dawydow, Wladimir Breschnew Sturm: Jewgeni Majorow, Wjatscheslaw Starschinow (2), Boris Majorow (1), Anatoli Firsow, Anatoli Drosdow (1), Walentin Kosin, Stanislaw Petuchow (1), Wladimir Jursinow (2), Juri Wolkow (2) Trainer / Assistent: Arkadi Tschernyschow / Anatoli Tarassow | Tor: Boris Saizew Verteidigung: Alexander Ragulin (1), Eduard Iwanow, Wiktor Kuskin, Witali Dawydow, Wladimir Breschnew Sturm: Jewgeni Majorow, Wjatscheslaw Starschinow (2), Boris Majorow (1), Anatoli Firsow, Anatoli Drosdow (1), Walentin Kosin, Stanislaw Petuchow (1), Wladimir Jursinow (2), Juri Wolkow (2) Trainer / Assistent: Arkadi Tschernyschow / Anatoli Tarassow | Tor: Boris Saizew Verteidigung: Alexander Ragulin (1), Eduard Iwanow, Wiktor Kuskin, Witali Dawydow, Wladimir Breschnew Sturm: Jewgeni Majorow, Wjatscheslaw Starschinow (2), Boris Majorow (1), Anatoli Firsow, Anatoli Drosdow (1), Walentin Kosin, Stanislaw Petuchow (1), Wladimir Jursinow (2), Juri Wolkow (2) Trainer / Assistent: Arkadi Tschernyschow / Anatoli Tarassow | Tor: Boris Saizew Verteidigung: Alexander Ragulin (1), Eduard Iwanow, Wiktor Kuskin, Witali Dawydow, Wladimir Breschnew Sturm: Jewgeni Majorow, Wjatscheslaw Starschinow (2), Boris Majorow (1), Anatoli Firsow, Anatoli Drosdow (1), Walentin Kosin, Stanislaw Petuchow (1), Wladimir Jursinow (2), Juri Wolkow (2) Trainer / Assistent: Arkadi Tschernyschow / Anatoli Tarassow | Tor: Boris Saizew Verteidigung: Alexander Ragulin (1), Eduard Iwanow, Wiktor Kuskin, Witali Dawydow, Wladimir Breschnew Sturm: Jewgeni Majorow, Wjatscheslaw Starschinow (2), Boris Majorow (1), Anatoli Firsow, Anatoli Drosdow (1), Walentin Kosin, Stanislaw Petuchow (1), Wladimir Jursinow (2), Juri Wolkow (2) Trainer / Assistent: Arkadi Tschernyschow / Anatoli Tarassow | Tor: Boris Saizew Verteidigung: Alexander Ragulin (1), Eduard Iwanow, Wiktor Kuskin, Witali Dawydow, Wladimir Breschnew Sturm: Jewgeni Majorow, Wjatscheslaw Starschinow (2), Boris Majorow (1), Anatoli Firsow, Anatoli Drosdow (1), Walentin Kosin, Stanislaw Petuchow (1), Wladimir Jursinow (2), Juri Wolkow (2) Trainer / Assistent: Arkadi Tschernyschow / Anatoli Tarassow |
| Nr. 134 29. Dezember 1962 | 8:1 (3:0, 3:0, 2:1) | 0 DDR | A | 0Ost-Berlin, DDR | 0Freundschaftsspiel | |
| Aufstellung               | Tor: Wiktor Konowalenko Verteidigung: Alexander Ragulin, Eduard Iwanow, Wiktor Kuskin, Wladimir Breschnew (2) Sturm: Jewgeni Majorow (1), Wjatscheslaw Starschinow, Boris Majorow, Alexander Almetow (1), Anatoli Firsow (2), Stanislaw Petuchow (1), Wladimir Jursinow (1), Juri Wolkow Trainer / Assistent: Arkadi Tschernyschow / Anatoli Tarassow | Tor: Wiktor Konowalenko Verteidigung: Alexander Ragulin, Eduard Iwanow, Wiktor Kuskin, Wladimir Breschnew (2) Sturm: Jewgeni Majorow (1), Wjatscheslaw Starschinow, Boris Majorow, Alexander Almetow (1), Anatoli Firsow (2), Stanislaw Petuchow (1), Wladimir Jursinow (1), Juri Wolkow Trainer / Assistent: Arkadi Tschernyschow / Anatoli Tarassow | Tor: Wiktor Konowalenko Verteidigung: Alexander Ragulin, Eduard Iwanow, Wiktor Kuskin, Wladimir Breschnew (2) Sturm: Jewgeni Majorow (1), Wjatscheslaw Starschinow, Boris Majorow, Alexander Almetow (1), Anatoli Firsow (2), Stanislaw Petuchow (1), Wladimir Jursinow (1), Juri Wolkow Trainer / Assistent: Arkadi Tschernyschow / Anatoli Tarassow | Tor: Wiktor Konowalenko Verteidigung: Alexander Ragulin, Eduard Iwanow, Wiktor Kuskin, Wladimir Breschnew (2) Sturm: Jewgeni Majorow (1), Wjatscheslaw Starschinow, Boris Majorow, Alexander Almetow (1), Anatoli Firsow (2), Stanislaw Petuchow (1), Wladimir Jursinow (1), Juri Wolkow Trainer / Assistent: Arkadi Tschernyschow / Anatoli Tarassow | Tor: Wiktor Konowalenko Verteidigung: Alexander Ragulin, Eduard Iwanow, Wiktor Kuskin, Wladimir Breschnew (2) Sturm: Jewgeni Majorow (1), Wjatscheslaw Starschinow, Boris Majorow, Alexander Almetow (1), Anatoli Firsow (2), Stanislaw Petuchow (1), Wladimir Jursinow (1), Juri Wolkow Trainer / Assistent: Arkadi Tschernyschow / Anatoli Tarassow | Tor: Wiktor Konowalenko Verteidigung: Alexander Ragulin, Eduard Iwanow, Wiktor Kuskin, Wladimir Breschnew (2) Sturm: Jewgeni Majorow (1), Wjatscheslaw Starschinow, Boris Majorow, Alexander Almetow (1), Anatoli Firsow (2), Stanislaw Petuchow (1), Wladimir Jursinow (1), Juri Wolkow Trainer / Assistent: Arkadi Tschernyschow / Anatoli Tarassow |
| Nr. 135 8. Februar 1963   | 12:0 (4:0, 4:0, 4:0) | 0 Vereinigte Staaten | H | 0Moskau | 0Freundschaftsspiel | |
| Aufstellung               | Tor: Wiktor Konowalenko Verteidigung: Alexander Ragulin, Eduard Iwanow, Wiktor Kuskin, Witali Dawydow Sturm: Jewgeni Majorow, Wjatscheslaw Starschinow (3), Boris Majorow (3), Juri Paramoschkin (2), Stanislaw Petuchow, Wladimir Jursinow, Juri Wolkow (1), Wiktor Jakuschew (1), Alexander Almetow (1), Weniamin Alexandrow (1) Trainer / Assistent: Arkadi Tschernyschow / Anatoli Tarassow                                                                                         | Tor: Wiktor Konowalenko Verteidigung: Alexander Ragulin, Eduard Iwanow, Wiktor Kuskin, Witali Dawydow Sturm: Jewgeni Majorow, Wjatscheslaw Starschinow (3), Boris Majorow (3), Juri Paramoschkin (2), Stanislaw Petuchow, Wladimir Jursinow, Juri Wolkow (1), Wiktor Jakuschew (1), Alexander Almetow (1), Weniamin Alexandrow (1) Trainer / Assistent: Arkadi Tschernyschow / Anatoli Tarassow                                                                                         | Tor: Wiktor Konowalenko Verteidigung: Alexander Ragulin, Eduard Iwanow, Wiktor Kuskin, Witali Dawydow Sturm: Jewgeni Majorow, Wjatscheslaw Starschinow (3), Boris Majorow (3), Juri Paramoschkin (2), Stanislaw Petuchow, Wladimir Jursinow, Juri Wolkow (1), Wiktor Jakuschew (1), Alexander Almetow (1), Weniamin Alexandrow (1) Trainer / Assistent: Arkadi Tschernyschow / Anatoli Tarassow                                                                                         | Tor: Wiktor Konowalenko Verteidigung: Alexander Ragulin, Eduard Iwanow, Wiktor Kuskin, Witali Dawydow Sturm: Jewgeni Majorow, Wjatscheslaw Starschinow (3), Boris Majorow (3), Juri Paramoschkin (2), Stanislaw Petuchow, Wladimir Jursinow, Juri Wolkow (1), Wiktor Jakuschew (1), Alexander Almetow (1), Weniamin Alexandrow (1) Trainer / Assistent: Arkadi Tschernyschow / Anatoli Tarassow                                                                                         | Tor: Wiktor Konowalenko Verteidigung: Alexander Ragulin, Eduard Iwanow, Wiktor Kuskin, Witali Dawydow Sturm: Jewgeni Majorow, Wjatscheslaw Starschinow (3), Boris Majorow (3), Juri Paramoschkin (2), Stanislaw Petuchow, Wladimir Jursinow, Juri Wolkow (1), Wiktor Jakuschew (1), Alexander Almetow (1), Weniamin Alexandrow (1) Trainer / Assistent: Arkadi Tschernyschow / Anatoli Tarassow                                                                                         | Tor: Wiktor Konowalenko Verteidigung: Alexander Ragulin, Eduard Iwanow, Wiktor Kuskin, Witali Dawydow Sturm: Jewgeni Majorow, Wjatscheslaw Starschinow (3), Boris Majorow (3), Juri Paramoschkin (2), Stanislaw Petuchow, Wladimir Jursinow, Juri Wolkow (1), Wiktor Jakuschew (1), Alexander Almetow (1), Weniamin Alexandrow (1) Trainer / Assistent: Arkadi Tschernyschow / Anatoli Tarassow                                                                                         |
| Nr. 136 9. Februar 1963   | 12:3 (1:0, 4:1, 7:2) | 0 Vereinigte Staaten | H | 0Moskau | 0Freundschaftsspiel | |
| Aufstellung               | Tor: Nikolai Putschkow Verteidigung: Waleri Kusmin, Eduard Iwanow, Wiktor Kuskin (1), Witali Dawydow, Alexander Ragulin Sturm: Juri Paramoschkin (4), Alexander Almetow (1), Weniamin Alexandrow (1), Jewgeni Majorow (1), Wjatscheslaw Starschinow (4), Boris Majorow, Wiktor Jakuschew, Wladimir Jursinow, Anatoli Firsow Trainer / Assistent: Arkadi Tschernyschow / Anatoli Tarassow                                                                                                | Tor: Nikolai Putschkow Verteidigung: Waleri Kusmin, Eduard Iwanow, Wiktor Kuskin (1), Witali Dawydow, Alexander Ragulin Sturm: Juri Paramoschkin (4), Alexander Almetow (1), Weniamin Alexandrow (1), Jewgeni Majorow (1), Wjatscheslaw Starschinow (4), Boris Majorow, Wiktor Jakuschew, Wladimir Jursinow, Anatoli Firsow Trainer / Assistent: Arkadi Tschernyschow / Anatoli Tarassow                                                                                                | Tor: Nikolai Putschkow Verteidigung: Waleri Kusmin, Eduard Iwanow, Wiktor Kuskin (1), Witali Dawydow, Alexander Ragulin Sturm: Juri Paramoschkin (4), Alexander Almetow (1), Weniamin Alexandrow (1), Jewgeni Majorow (1), Wjatscheslaw Starschinow (4), Boris Majorow, Wiktor Jakuschew, Wladimir Jursinow, Anatoli Firsow Trainer / Assistent: Arkadi Tschernyschow / Anatoli Tarassow                                                                                                | Tor: Nikolai Putschkow Verteidigung: Waleri Kusmin, Eduard Iwanow, Wiktor Kuskin (1), Witali Dawydow, Alexander Ragulin Sturm: Juri Paramoschkin (4), Alexander Almetow (1), Weniamin Alexandrow (1), Jewgeni Majorow (1), Wjatscheslaw Starschinow (4), Boris Majorow, Wiktor Jakuschew, Wladimir Jursinow, Anatoli Firsow Trainer / Assistent: Arkadi Tschernyschow / Anatoli Tarassow                                                                                                | Tor: Nikolai Putschkow Verteidigung: Waleri Kusmin, Eduard Iwanow, Wiktor Kuskin (1), Witali Dawydow, Alexander Ragulin Sturm: Juri Paramoschkin (4), Alexander Almetow (1), Weniamin Alexandrow (1), Jewgeni Majorow (1), Wjatscheslaw Starschinow (4), Boris Majorow, Wiktor Jakuschew, Wladimir Jursinow, Anatoli Firsow Trainer / Assistent: Arkadi Tschernyschow / Anatoli Tarassow                                                                                                | Tor: Nikolai Putschkow Verteidigung: Waleri Kusmin, Eduard Iwanow, Wiktor Kuskin (1), Witali Dawydow, Alexander Ragulin Sturm: Juri Paramoschkin (4), Alexander Almetow (1), Weniamin Alexandrow (1), Jewgeni Majorow (1), Wjatscheslaw Starschinow (4), Boris Majorow, Wiktor Jakuschew, Wladimir Jursinow, Anatoli Firsow Trainer / Assistent: Arkadi Tschernyschow / Anatoli Tarassow                                                                                                |
| Nr. 137 7. März 1963      | 6:1 (0:0, 2:0, 4:1) | 0 Finnland | * | 0Stockholm, SWE | 0WM 1963 / EM 1963 | |
| Aufstellung               | Tor: Wiktor Konowalenko Verteidigung: Alexander Ragulin, Eduard Iwanow, Wiktor Kuskin (1), Witali Dawydow Sturm: Wiktor Jakuschew (1), Alexander Almetow, Weniamin Alexandrow (1), Jewgeni Majorow, Wjatscheslaw Starschinow, Boris Majorow, Stanislaw Petuchow (1), Wladimir Jursinow (2), Juri Wolkow Trainer / Assistent: Arkadi Tschernyschow / Anatoli Tarassow | Tor: Wiktor Konowalenko Verteidigung: Alexander Ragulin, Eduard Iwanow, Wiktor Kuskin (1), Witali Dawydow Sturm: Wiktor Jakuschew (1), Alexander Almetow, Weniamin Alexandrow (1), Jewgeni Majorow, Wjatscheslaw Starschinow, Boris Majorow, Stanislaw Petuchow (1), Wladimir Jursinow (2), Juri Wolkow Trainer / Assistent: Arkadi Tschernyschow / Anatoli Tarassow | Tor: Wiktor Konowalenko Verteidigung: Alexander Ragulin, Eduard Iwanow, Wiktor Kuskin (1), Witali Dawydow Sturm: Wiktor Jakuschew (1), Alexander Almetow, Weniamin Alexandrow (1), Jewgeni Majorow, Wjatscheslaw Starschinow, Boris Majorow, Stanislaw Petuchow (1), Wladimir Jursinow (2), Juri Wolkow Trainer / Assistent: Arkadi Tschernyschow / Anatoli Tarassow | Tor: Wiktor Konowalenko Verteidigung: Alexander Ragulin, Eduard Iwanow, Wiktor Kuskin (1), Witali Dawydow Sturm: Wiktor Jakuschew (1), Alexander Almetow, Weniamin Alexandrow (1), Jewgeni Majorow, Wjatscheslaw Starschinow, Boris Majorow, Stanislaw Petuchow (1), Wladimir Jursinow (2), Juri Wolkow Trainer / Assistent: Arkadi Tschernyschow / Anatoli Tarassow | Tor: Wiktor Konowalenko Verteidigung: Alexander Ragulin, Eduard Iwanow, Wiktor Kuskin (1), Witali Dawydow Sturm: Wiktor Jakuschew (1), Alexander Almetow, Weniamin Alexandrow (1), Jewgeni Majorow, Wjatscheslaw Starschinow, Boris Majorow, Stanislaw Petuchow (1), Wladimir Jursinow (2), Juri Wolkow Trainer / Assistent: Arkadi Tschernyschow / Anatoli Tarassow | Tor: Wiktor Konowalenko Verteidigung: Alexander Ragulin, Eduard Iwanow, Wiktor Kuskin (1), Witali Dawydow Sturm: Wiktor Jakuschew (1), Alexander Almetow, Weniamin Alexandrow (1), Jewgeni Majorow, Wjatscheslaw Starschinow, Boris Majorow, Stanislaw Petuchow (1), Wladimir Jursinow (2), Juri Wolkow Trainer / Assistent: Arkadi Tschernyschow / Anatoli Tarassow |
| Nr. 138 8. März 1963      | 1:2 (1:0, 0:2, 0:0) | 0 Schweden | A | 0Stockholm, SWE | 0WM 1963 / EM 1963 | |
| Aufstellung               | Tor: Wiktor Konowalenko Verteidigung: Alexander Ragulin, Eduard Iwanow, Wiktor Kuskin, Witali Dawydow Sturm: Wiktor Jakuschew, Alexander Almetow, Weniamin Alexandrow, Jewgeni Majorow, Wjatscheslaw Starschinow (1), Boris Majorow, Stanislaw Petuchow, Wladimir Jursinow, Juri Wolkow Trainer / Assistent: Arkadi Tschernyschow / Anatoli Tarassow | Tor: Wiktor Konowalenko Verteidigung: Alexander Ragulin, Eduard Iwanow, Wiktor Kuskin, Witali Dawydow Sturm: Wiktor Jakuschew, Alexander Almetow, Weniamin Alexandrow, Jewgeni Majorow, Wjatscheslaw Starschinow (1), Boris Majorow, Stanislaw Petuchow, Wladimir Jursinow, Juri Wolkow Trainer / Assistent: Arkadi Tschernyschow / Anatoli Tarassow | Tor: Wiktor Konowalenko Verteidigung: Alexander Ragulin, Eduard Iwanow, Wiktor Kuskin, Witali Dawydow Sturm: Wiktor Jakuschew, Alexander Almetow, Weniamin Alexandrow, Jewgeni Majorow, Wjatscheslaw Starschinow (1), Boris Majorow, Stanislaw Petuchow, Wladimir Jursinow, Juri Wolkow Trainer / Assistent: Arkadi Tschernyschow / Anatoli Tarassow | Tor: Wiktor Konowalenko Verteidigung: Alexander Ragulin, Eduard Iwanow, Wiktor Kuskin, Witali Dawydow Sturm: Wiktor Jakuschew, Alexander Almetow, Weniamin Alexandrow, Jewgeni Majorow, Wjatscheslaw Starschinow (1), Boris Majorow, Stanislaw Petuchow, Wladimir Jursinow, Juri Wolkow Trainer / Assistent: Arkadi Tschernyschow / Anatoli Tarassow | Tor: Wiktor Konowalenko Verteidigung: Alexander Ragulin, Eduard Iwanow, Wiktor Kuskin, Witali Dawydow Sturm: Wiktor Jakuschew, Alexander Almetow, Weniamin Alexandrow, Jewgeni Majorow, Wjatscheslaw Starschinow (1), Boris Majorow, Stanislaw Petuchow, Wladimir Jursinow, Juri Wolkow Trainer / Assistent: Arkadi Tschernyschow / Anatoli Tarassow | Tor: Wiktor Konowalenko Verteidigung: Alexander Ragulin, Eduard Iwanow, Wiktor Kuskin, Witali Dawydow Sturm: Wiktor Jakuschew, Alexander Almetow, Weniamin Alexandrow, Jewgeni Majorow, Wjatscheslaw Starschinow (1), Boris Majorow, Stanislaw Petuchow, Wladimir Jursinow, Juri Wolkow Trainer / Assistent: Arkadi Tschernyschow / Anatoli Tarassow |
| Nr. 139 10. März 1963     | 15:3 (5:2, 4:0, 6:1) | 0 BR Deutschland | * | 0Stockholm, SWE | 0WM 1963 / EM 1963 | |
| Aufstellung               | Tor: Wiktor Konowalenko, Boris Saizew (41. Min.) Verteidigung: Alexander Ragulin, Eduard Iwanow (1), Wiktor Kuskin, Nikolai Sologubow (1) Sturm: Wiktor Jakuschew (1), Alexander Almetow, Weniamin Alexandrow (2), Jewgeni Majorow (1), Wjatscheslaw Starschinow (2), Boris Majorow (2), Stanislaw Petuchow (2), Wladimir Jursinow (1), Juri Wolkow (2) Trainer / Assistent: Arkadi Tschernyschow / Anatoli Tarassow                                                                    | Tor: Wiktor Konowalenko, Boris Saizew (41. Min.) Verteidigung: Alexander Ragulin, Eduard Iwanow (1), Wiktor Kuskin, Nikolai Sologubow (1) Sturm: Wiktor Jakuschew (1), Alexander Almetow, Weniamin Alexandrow (2), Jewgeni Majorow (1), Wjatscheslaw Starschinow (2), Boris Majorow (2), Stanislaw Petuchow (2), Wladimir Jursinow (1), Juri Wolkow (2) Trainer / Assistent: Arkadi Tschernyschow / Anatoli Tarassow                                                                    | Tor: Wiktor Konowalenko, Boris Saizew (41. Min.) Verteidigung: Alexander Ragulin, Eduard Iwanow (1), Wiktor Kuskin, Nikolai Sologubow (1) Sturm: Wiktor Jakuschew (1), Alexander Almetow, Weniamin Alexandrow (2), Jewgeni Majorow (1), Wjatscheslaw Starschinow (2), Boris Majorow (2), Stanislaw Petuchow (2), Wladimir Jursinow (1), Juri Wolkow (2) Trainer / Assistent: Arkadi Tschernyschow / Anatoli Tarassow                                                                    | Tor: Wiktor Konowalenko, Boris Saizew (41. Min.) Verteidigung: Alexander Ragulin, Eduard Iwanow (1), Wiktor Kuskin, Nikolai Sologubow (1) Sturm: Wiktor Jakuschew (1), Alexander Almetow, Weniamin Alexandrow (2), Jewgeni Majorow (1), Wjatscheslaw Starschinow (2), Boris Majorow (2), Stanislaw Petuchow (2), Wladimir Jursinow (1), Juri Wolkow (2) Trainer / Assistent: Arkadi Tschernyschow / Anatoli Tarassow                                                                    | Tor: Wiktor Konowalenko, Boris Saizew (41. Min.) Verteidigung: Alexander Ragulin, Eduard Iwanow (1), Wiktor Kuskin, Nikolai Sologubow (1) Sturm: Wiktor Jakuschew (1), Alexander Almetow, Weniamin Alexandrow (2), Jewgeni Majorow (1), Wjatscheslaw Starschinow (2), Boris Majorow (2), Stanislaw Petuchow (2), Wladimir Jursinow (1), Juri Wolkow (2) Trainer / Assistent: Arkadi Tschernyschow / Anatoli Tarassow                                                                    | Tor: Wiktor Konowalenko, Boris Saizew (41. Min.) Verteidigung: Alexander Ragulin, Eduard Iwanow (1), Wiktor Kuskin, Nikolai Sologubow (1) Sturm: Wiktor Jakuschew (1), Alexander Almetow, Weniamin Alexandrow (2), Jewgeni Majorow (1), Wjatscheslaw Starschinow (2), Boris Majorow (2), Stanislaw Petuchow (2), Wladimir Jursinow (1), Juri Wolkow (2) Trainer / Assistent: Arkadi Tschernyschow / Anatoli Tarassow                                                                    |
| Nr. 140 12. März 1963     | 12:0 (4:0, 4:0, 4:0) | 0 DDR | * | 0Stockholm, SWE | 0WM 1963 / EM 1963 | |
| Aufstellung               | Tor: Wiktor Konowalenko Verteidigung: Alexander Ragulin, Eduard Iwanow (2), Wiktor Kuskin, Witali Dawydow Sturm: Wiktor Jakuschew, Alexander Almetow (2), Weniamin Alexandrow (1), Jewgeni Majorow, Wjatscheslaw Starschinow (2), Boris Majorow (1), Stanislaw Petuchow (1), Wladimir Jursinow (1), Juri Wolkow (2) Trainer / Assistent: Arkadi Tschernyschow / Anatoli Tarassow | Tor: Wiktor Konowalenko Verteidigung: Alexander Ragulin, Eduard Iwanow (2), Wiktor Kuskin, Witali Dawydow Sturm: Wiktor Jakuschew, Alexander Almetow (2), Weniamin Alexandrow (1), Jewgeni Majorow, Wjatscheslaw Starschinow (2), Boris Majorow (1), Stanislaw Petuchow (1), Wladimir Jursinow (1), Juri Wolkow (2) Trainer / Assistent: Arkadi Tschernyschow / Anatoli Tarassow | Tor: Wiktor Konowalenko Verteidigung: Alexander Ragulin, Eduard Iwanow (2), Wiktor Kuskin, Witali Dawydow Sturm: Wiktor Jakuschew, Alexander Almetow (2), Weniamin Alexandrow (1), Jewgeni Majorow, Wjatscheslaw Starschinow (2), Boris Majorow (1), Stanislaw Petuchow (1), Wladimir Jursinow (1), Juri Wolkow (2) Trainer / Assistent: Arkadi Tschernyschow / Anatoli Tarassow | Tor: Wiktor Konowalenko Verteidigung: Alexander Ragulin, Eduard Iwanow (2), Wiktor Kuskin, Witali Dawydow Sturm: Wiktor Jakuschew, Alexander Almetow (2), Weniamin Alexandrow (1), Jewgeni Majorow, Wjatscheslaw Starschinow (2), Boris Majorow (1), Stanislaw Petuchow (1), Wladimir Jursinow (1), Juri Wolkow (2) Trainer / Assistent: Arkadi Tschernyschow / Anatoli Tarassow | Tor: Wiktor Konowalenko Verteidigung: Alexander Ragulin, Eduard Iwanow (2), Wiktor Kuskin, Witali Dawydow Sturm: Wiktor Jakuschew, Alexander Almetow (2), Weniamin Alexandrow (1), Jewgeni Majorow, Wjatscheslaw Starschinow (2), Boris Majorow (1), Stanislaw Petuchow (1), Wladimir Jursinow (1), Juri Wolkow (2) Trainer / Assistent: Arkadi Tschernyschow / Anatoli Tarassow | Tor: Wiktor Konowalenko Verteidigung: Alexander Ragulin, Eduard Iwanow (2), Wiktor Kuskin, Witali Dawydow Sturm: Wiktor Jakuschew, Alexander Almetow (2), Weniamin Alexandrow (1), Jewgeni Majorow, Wjatscheslaw Starschinow (2), Boris Majorow (1), Stanislaw Petuchow (1), Wladimir Jursinow (1), Juri Wolkow (2) Trainer / Assistent: Arkadi Tschernyschow / Anatoli Tarassow |
| Nr. 141 14. März 1963     | 3:1 (1:1, 1:0, 1:0) | 0 Tschechoslowakei | * | 0Stockholm, SWE | 0WM 1963 / EM 1963 | |
| Aufstellung               | Tor: Wiktor Konowalenko Verteidigung: Alexander Ragulin, Eduard Iwanow, Wiktor Kuskin, Witali Dawydow Sturm: Wiktor Jakuschew, Alexander Almetow (1), Weniamin Alexandrow, Jewgeni Majorow (1), Wjatscheslaw Starschinow (1), Boris Majorow, Stanislaw Petuchow, Wladimir Jursinow, Juri Wolkow Trainer / Assistent: Arkadi Tschernyschow / Anatoli Tarassow | Tor: Wiktor Konowalenko Verteidigung: Alexander Ragulin, Eduard Iwanow, Wiktor Kuskin, Witali Dawydow Sturm: Wiktor Jakuschew, Alexander Almetow (1), Weniamin Alexandrow, Jewgeni Majorow (1), Wjatscheslaw Starschinow (1), Boris Majorow, Stanislaw Petuchow, Wladimir Jursinow, Juri Wolkow Trainer / Assistent: Arkadi Tschernyschow / Anatoli Tarassow | Tor: Wiktor Konowalenko Verteidigung: Alexander Ragulin, Eduard Iwanow, Wiktor Kuskin, Witali Dawydow Sturm: Wiktor Jakuschew, Alexander Almetow (1), Weniamin Alexandrow, Jewgeni Majorow (1), Wjatscheslaw Starschinow (1), Boris Majorow, Stanislaw Petuchow, Wladimir Jursinow, Juri Wolkow Trainer / Assistent: Arkadi Tschernyschow / Anatoli Tarassow | Tor: Wiktor Konowalenko Verteidigung: Alexander Ragulin, Eduard Iwanow, Wiktor Kuskin, Witali Dawydow Sturm: Wiktor Jakuschew, Alexander Almetow (1), Weniamin Alexandrow, Jewgeni Majorow (1), Wjatscheslaw Starschinow (1), Boris Majorow, Stanislaw Petuchow, Wladimir Jursinow, Juri Wolkow Trainer / Assistent: Arkadi Tschernyschow / Anatoli Tarassow | Tor: Wiktor Konowalenko Verteidigung: Alexander Ragulin, Eduard Iwanow, Wiktor Kuskin, Witali Dawydow Sturm: Wiktor Jakuschew, Alexander Almetow (1), Weniamin Alexandrow, Jewgeni Majorow (1), Wjatscheslaw Starschinow (1), Boris Majorow, Stanislaw Petuchow, Wladimir Jursinow, Juri Wolkow Trainer / Assistent: Arkadi Tschernyschow / Anatoli Tarassow | Tor: Wiktor Konowalenko Verteidigung: Alexander Ragulin, Eduard Iwanow, Wiktor Kuskin, Witali Dawydow Sturm: Wiktor Jakuschew, Alexander Almetow (1), Weniamin Alexandrow, Jewgeni Majorow (1), Wjatscheslaw Starschinow (1), Boris Majorow, Stanislaw Petuchow, Wladimir Jursinow, Juri Wolkow Trainer / Assistent: Arkadi Tschernyschow / Anatoli Tarassow |
| Nr. 142 15. März 1963     | 9:0 (3:0, 5:0, 1:0) | 0 Vereinigte Staaten | * | 0Stockholm, SWE | 0WM 1963 / EM 1963 | |
| Aufstellung               | Tor: Wiktor Konowalenko Verteidigung: Alexander Ragulin (2), Eduard Iwanow, Wiktor Kuskin, Witali Dawydow Sturm: Wiktor Jakuschew (2), Alexander Almetow (1), Weniamin Alexandrow, Jewgeni Majorow (1), Wjatscheslaw Starschinow (1), Boris Majorow, Stanislaw Petuchow, Wladimir Jursinow (1), Juri Wolkow (1) Trainer / Assistent: Arkadi Tschernyschow / Anatoli Tarassow | Tor: Wiktor Konowalenko Verteidigung: Alexander Ragulin (2), Eduard Iwanow, Wiktor Kuskin, Witali Dawydow Sturm: Wiktor Jakuschew (2), Alexander Almetow (1), Weniamin Alexandrow, Jewgeni Majorow (1), Wjatscheslaw Starschinow (1), Boris Majorow, Stanislaw Petuchow, Wladimir Jursinow (1), Juri Wolkow (1) Trainer / Assistent: Arkadi Tschernyschow / Anatoli Tarassow | Tor: Wiktor Konowalenko Verteidigung: Alexander Ragulin (2), Eduard Iwanow, Wiktor Kuskin, Witali Dawydow Sturm: Wiktor Jakuschew (2), Alexander Almetow (1), Weniamin Alexandrow, Jewgeni Majorow (1), Wjatscheslaw Starschinow (1), Boris Majorow, Stanislaw Petuchow, Wladimir Jursinow (1), Juri Wolkow (1) Trainer / Assistent: Arkadi Tschernyschow / Anatoli Tarassow | Tor: Wiktor Konowalenko Verteidigung: Alexander Ragulin (2), Eduard Iwanow, Wiktor Kuskin, Witali Dawydow Sturm: Wiktor Jakuschew (2), Alexander Almetow (1), Weniamin Alexandrow, Jewgeni Majorow (1), Wjatscheslaw Starschinow (1), Boris Majorow, Stanislaw Petuchow, Wladimir Jursinow (1), Juri Wolkow (1) Trainer / Assistent: Arkadi Tschernyschow / Anatoli Tarassow | Tor: Wiktor Konowalenko Verteidigung: Alexander Ragulin (2), Eduard Iwanow, Wiktor Kuskin, Witali Dawydow Sturm: Wiktor Jakuschew (2), Alexander Almetow (1), Weniamin Alexandrow, Jewgeni Majorow (1), Wjatscheslaw Starschinow (1), Boris Majorow, Stanislaw Petuchow, Wladimir Jursinow (1), Juri Wolkow (1) Trainer / Assistent: Arkadi Tschernyschow / Anatoli Tarassow | Tor: Wiktor Konowalenko Verteidigung: Alexander Ragulin (2), Eduard Iwanow, Wiktor Kuskin, Witali Dawydow Sturm: Wiktor Jakuschew (2), Alexander Almetow (1), Weniamin Alexandrow, Jewgeni Majorow (1), Wjatscheslaw Starschinow (1), Boris Majorow, Stanislaw Petuchow, Wladimir Jursinow (1), Juri Wolkow (1) Trainer / Assistent: Arkadi Tschernyschow / Anatoli Tarassow |
| Nr. 143 17. März 1963     | 4:2 (3:0, 1:0, 0:2) | 0 Kanada | * | 0Stockholm, SWE | 0WM 1963 / EM 1963 | 03. WM-Titel 07. EM-Titel |
| Aufstellung               | Tor: Wiktor Konowalenko Verteidigung: Alexander Ragulin, Eduard Iwanow (1), Wiktor Kuskin, Witali Dawydow Sturm: Wiktor Jakuschew, Alexander Almetow (1), Weniamin Alexandrow, Jewgeni Majorow, Wjatscheslaw Starschinow (1), Boris Majorow, Stanislaw Petuchow, Wladimir Jursinow, Juri Wolkow (1) Trainer / Assistent: Arkadi Tschernyschow / Anatoli Tarassow | Tor: Wiktor Konowalenko Verteidigung: Alexander Ragulin, Eduard Iwanow (1), Wiktor Kuskin, Witali Dawydow Sturm: Wiktor Jakuschew, Alexander Almetow (1), Weniamin Alexandrow, Jewgeni Majorow, Wjatscheslaw Starschinow (1), Boris Majorow, Stanislaw Petuchow, Wladimir Jursinow, Juri Wolkow (1) Trainer / Assistent: Arkadi Tschernyschow / Anatoli Tarassow | Tor: Wiktor Konowalenko Verteidigung: Alexander Ragulin, Eduard Iwanow (1), Wiktor Kuskin, Witali Dawydow Sturm: Wiktor Jakuschew, Alexander Almetow (1), Weniamin Alexandrow, Jewgeni Majorow, Wjatscheslaw Starschinow (1), Boris Majorow, Stanislaw Petuchow, Wladimir Jursinow, Juri Wolkow (1) Trainer / Assistent: Arkadi Tschernyschow / Anatoli Tarassow | Tor: Wiktor Konowalenko Verteidigung: Alexander Ragulin, Eduard Iwanow (1), Wiktor Kuskin, Witali Dawydow Sturm: Wiktor Jakuschew, Alexander Almetow (1), Weniamin Alexandrow, Jewgeni Majorow, Wjatscheslaw Starschinow (1), Boris Majorow, Stanislaw Petuchow, Wladimir Jursinow, Juri Wolkow (1) Trainer / Assistent: Arkadi Tschernyschow / Anatoli Tarassow | Tor: Wiktor Konowalenko Verteidigung: Alexander Ragulin, Eduard Iwanow (1), Wiktor Kuskin, Witali Dawydow Sturm: Wiktor Jakuschew, Alexander Almetow (1), Weniamin Alexandrow, Jewgeni Majorow, Wjatscheslaw Starschinow (1), Boris Majorow, Stanislaw Petuchow, Wladimir Jursinow, Juri Wolkow (1) Trainer / Assistent: Arkadi Tschernyschow / Anatoli Tarassow | Tor: Wiktor Konowalenko Verteidigung: Alexander Ragulin, Eduard Iwanow (1), Wiktor Kuskin, Witali Dawydow Sturm: Wiktor Jakuschew, Alexander Almetow (1), Weniamin Alexandrow, Jewgeni Majorow, Wjatscheslaw Starschinow (1), Boris Majorow, Stanislaw Petuchow, Wladimir Jursinow, Juri Wolkow (1) Trainer / Assistent: Arkadi Tschernyschow / Anatoli Tarassow |
| Nr. 144 11. Dezember 1963 | 5:2 (1:1, 1:0, 3:1) | 0 Schweden | A | 0Stockholm, SWE | 0Freundschaftsspiel | |
| Aufstellung               | Tor: Wiktor Konowalenko Verteidigung: Alexander Ragulin, Eduard Iwanow, Wiktor Kuskin, Witali Dawydow, Wladimir Breschnew (1) Sturm: Konstantin Loktew, Alexander Almetow (2), Weniamin Alexandrow, Jewgeni Majorow, Wjatscheslaw Starschinow (2), Boris Majorow, Stanislaw Petuchow, Wladimir Jursinow, Juri Wolkow, Anatoli Firsow Trainer / Assistent: Arkadi Tschernyschow / Anatoli Tarassow                                                                                       | Tor: Wiktor Konowalenko Verteidigung: Alexander Ragulin, Eduard Iwanow, Wiktor Kuskin, Witali Dawydow, Wladimir Breschnew (1) Sturm: Konstantin Loktew, Alexander Almetow (2), Weniamin Alexandrow, Jewgeni Majorow, Wjatscheslaw Starschinow (2), Boris Majorow, Stanislaw Petuchow, Wladimir Jursinow, Juri Wolkow, Anatoli Firsow Trainer / Assistent: Arkadi Tschernyschow / Anatoli Tarassow                                                                                       | Tor: Wiktor Konowalenko Verteidigung: Alexander Ragulin, Eduard Iwanow, Wiktor Kuskin, Witali Dawydow, Wladimir Breschnew (1) Sturm: Konstantin Loktew, Alexander Almetow (2), Weniamin Alexandrow, Jewgeni Majorow, Wjatscheslaw Starschinow (2), Boris Majorow, Stanislaw Petuchow, Wladimir Jursinow, Juri Wolkow, Anatoli Firsow Trainer / Assistent: Arkadi Tschernyschow / Anatoli Tarassow                                                                                       | Tor: Wiktor Konowalenko Verteidigung: Alexander Ragulin, Eduard Iwanow, Wiktor Kuskin, Witali Dawydow, Wladimir Breschnew (1) Sturm: Konstantin Loktew, Alexander Almetow (2), Weniamin Alexandrow, Jewgeni Majorow, Wjatscheslaw Starschinow (2), Boris Majorow, Stanislaw Petuchow, Wladimir Jursinow, Juri Wolkow, Anatoli Firsow Trainer / Assistent: Arkadi Tschernyschow / Anatoli Tarassow                                                                                       | Tor: Wiktor Konowalenko Verteidigung: Alexander Ragulin, Eduard Iwanow, Wiktor Kuskin, Witali Dawydow, Wladimir Breschnew (1) Sturm: Konstantin Loktew, Alexander Almetow (2), Weniamin Alexandrow, Jewgeni Majorow, Wjatscheslaw Starschinow (2), Boris Majorow, Stanislaw Petuchow, Wladimir Jursinow, Juri Wolkow, Anatoli Firsow Trainer / Assistent: Arkadi Tschernyschow / Anatoli Tarassow                                                                                       | Tor: Wiktor Konowalenko Verteidigung: Alexander Ragulin, Eduard Iwanow, Wiktor Kuskin, Witali Dawydow, Wladimir Breschnew (1) Sturm: Konstantin Loktew, Alexander Almetow (2), Weniamin Alexandrow, Jewgeni Majorow, Wjatscheslaw Starschinow (2), Boris Majorow, Stanislaw Petuchow, Wladimir Jursinow, Juri Wolkow, Anatoli Firsow Trainer / Assistent: Arkadi Tschernyschow / Anatoli Tarassow                                                                                       |
| Nr. 145 13. Dezember 1963 | 4:2 (0:0, 1:2, 3:0) | 0 Schweden | A | 0Stockholm, SWE | 0Freundschaftsspiel | |
| Aufstellung               | Tor: Wiktor Konowalenko Verteidigung: Alexander Ragulin, Eduard Iwanow, Wiktor Kuskin, Witali Dawydow, Wladimir Breschnew Sturm: Konstantin Loktew, Alexander Almetow (1), Weniamin Alexandrow (1), Jewgeni Majorow, Wjatscheslaw Starschinow (1), Boris Majorow, Leonid Wolkow (1), Anatoli Drosdow, Anatoli Firsow, Wladimir Jursinow Trainer / Assistent: Arkadi Tschernyschow / Anatoli Tarassow                                                                                    | Tor: Wiktor Konowalenko Verteidigung: Alexander Ragulin, Eduard Iwanow, Wiktor Kuskin, Witali Dawydow, Wladimir Breschnew Sturm: Konstantin Loktew, Alexander Almetow (1), Weniamin Alexandrow (1), Jewgeni Majorow, Wjatscheslaw Starschinow (1), Boris Majorow, Leonid Wolkow (1), Anatoli Drosdow, Anatoli Firsow, Wladimir Jursinow Trainer / Assistent: Arkadi Tschernyschow / Anatoli Tarassow                                                                                    | Tor: Wiktor Konowalenko Verteidigung: Alexander Ragulin, Eduard Iwanow, Wiktor Kuskin, Witali Dawydow, Wladimir Breschnew Sturm: Konstantin Loktew, Alexander Almetow (1), Weniamin Alexandrow (1), Jewgeni Majorow, Wjatscheslaw Starschinow (1), Boris Majorow, Leonid Wolkow (1), Anatoli Drosdow, Anatoli Firsow, Wladimir Jursinow Trainer / Assistent: Arkadi Tschernyschow / Anatoli Tarassow                                                                                    | Tor: Wiktor Konowalenko Verteidigung: Alexander Ragulin, Eduard Iwanow, Wiktor Kuskin, Witali Dawydow, Wladimir Breschnew Sturm: Konstantin Loktew, Alexander Almetow (1), Weniamin Alexandrow (1), Jewgeni Majorow, Wjatscheslaw Starschinow (1), Boris Majorow, Leonid Wolkow (1), Anatoli Drosdow, Anatoli Firsow, Wladimir Jursinow Trainer / Assistent: Arkadi Tschernyschow / Anatoli Tarassow                                                                                    | Tor: Wiktor Konowalenko Verteidigung: Alexander Ragulin, Eduard Iwanow, Wiktor Kuskin, Witali Dawydow, Wladimir Breschnew Sturm: Konstantin Loktew, Alexander Almetow (1), Weniamin Alexandrow (1), Jewgeni Majorow, Wjatscheslaw Starschinow (1), Boris Majorow, Leonid Wolkow (1), Anatoli Drosdow, Anatoli Firsow, Wladimir Jursinow Trainer / Assistent: Arkadi Tschernyschow / Anatoli Tarassow                                                                                    | Tor: Wiktor Konowalenko Verteidigung: Alexander Ragulin, Eduard Iwanow, Wiktor Kuskin, Witali Dawydow, Wladimir Breschnew Sturm: Konstantin Loktew, Alexander Almetow (1), Weniamin Alexandrow (1), Jewgeni Majorow, Wjatscheslaw Starschinow (1), Boris Majorow, Leonid Wolkow (1), Anatoli Drosdow, Anatoli Firsow, Wladimir Jursinow Trainer / Assistent: Arkadi Tschernyschow / Anatoli Tarassow                                                                                    |
| Nr. 146 15. Januar 1964   | 8:1 (3:0, 2:1, 3:0) | 0 Kanada | H | 0Moskau | 0Freundschaftsspiel | |
| Aufstellung               | Tor: Wiktor Konowalenko Verteidigung: Alexander Ragulin (1), Eduard Iwanow, Wiktor Kuskin, Witali Dawydow, Oleg Saizew Sturm: Konstantin Loktew, Alexander Almetow (1), Weniamin Alexandrow, Jewgeni Majorow, Wjatscheslaw Starschinow (1), Boris Majorow (1), Stanislaw Petuchow, Wladimir Jursinow (2), Anatoli Firsow (2), Juri Wolkow Trainer / Assistent: Arkadi Tschernyschow / Anatoli Tarassow                                                                                  | Tor: Wiktor Konowalenko Verteidigung: Alexander Ragulin (1), Eduard Iwanow, Wiktor Kuskin, Witali Dawydow, Oleg Saizew Sturm: Konstantin Loktew, Alexander Almetow (1), Weniamin Alexandrow, Jewgeni Majorow, Wjatscheslaw Starschinow (1), Boris Majorow (1), Stanislaw Petuchow, Wladimir Jursinow (2), Anatoli Firsow (2), Juri Wolkow Trainer / Assistent: Arkadi Tschernyschow / Anatoli Tarassow                                                                                  | Tor: Wiktor Konowalenko Verteidigung: Alexander Ragulin (1), Eduard Iwanow, Wiktor Kuskin, Witali Dawydow, Oleg Saizew Sturm: Konstantin Loktew, Alexander Almetow (1), Weniamin Alexandrow, Jewgeni Majorow, Wjatscheslaw Starschinow (1), Boris Majorow (1), Stanislaw Petuchow, Wladimir Jursinow (2), Anatoli Firsow (2), Juri Wolkow Trainer / Assistent: Arkadi Tschernyschow / Anatoli Tarassow                                                                                  | Tor: Wiktor Konowalenko Verteidigung: Alexander Ragulin (1), Eduard Iwanow, Wiktor Kuskin, Witali Dawydow, Oleg Saizew Sturm: Konstantin Loktew, Alexander Almetow (1), Weniamin Alexandrow, Jewgeni Majorow, Wjatscheslaw Starschinow (1), Boris Majorow (1), Stanislaw Petuchow, Wladimir Jursinow (2), Anatoli Firsow (2), Juri Wolkow Trainer / Assistent: Arkadi Tschernyschow / Anatoli Tarassow                                                                                  | Tor: Wiktor Konowalenko Verteidigung: Alexander Ragulin (1), Eduard Iwanow, Wiktor Kuskin, Witali Dawydow, Oleg Saizew Sturm: Konstantin Loktew, Alexander Almetow (1), Weniamin Alexandrow, Jewgeni Majorow, Wjatscheslaw Starschinow (1), Boris Majorow (1), Stanislaw Petuchow, Wladimir Jursinow (2), Anatoli Firsow (2), Juri Wolkow Trainer / Assistent: Arkadi Tschernyschow / Anatoli Tarassow                                                                                  | Tor: Wiktor Konowalenko Verteidigung: Alexander Ragulin (1), Eduard Iwanow, Wiktor Kuskin, Witali Dawydow, Oleg Saizew Sturm: Konstantin Loktew, Alexander Almetow (1), Weniamin Alexandrow, Jewgeni Majorow, Wjatscheslaw Starschinow (1), Boris Majorow (1), Stanislaw Petuchow, Wladimir Jursinow (2), Anatoli Firsow (2), Juri Wolkow Trainer / Assistent: Arkadi Tschernyschow / Anatoli Tarassow                                                                                  |
| Nr. 147 17. Januar 1964   | 2:1 (1:0, 1:0, 0:1) | 0 Kanada | H | 0Moskau | 0Freundschaftsspiel | |
| Aufstellung               | Tor: Boris Saizew, Wiktor Tolmatschow (41. Min.) Verteidigung: Wladimir Breschnew, Oleg Saizew, Alexei Makarow, Wjatscheslaw Schidkow Sturm: Walentin Kosin, Wiktor Jakuschew, Wiktor Zyplakow, Leonid Wolkow (1), Anatoli Drosdow, Juri Wolkow (1), Juri Paramoschkin, Jewgeni Groschew, Wiktor Jaroslawzew, Anatoli Ionow Trainer / Assistent: Arkadi Tschernyschow / Anatoli Tarassow                                                                                                | Tor: Boris Saizew, Wiktor Tolmatschow (41. Min.) Verteidigung: Wladimir Breschnew, Oleg Saizew, Alexei Makarow, Wjatscheslaw Schidkow Sturm: Walentin Kosin, Wiktor Jakuschew, Wiktor Zyplakow, Leonid Wolkow (1), Anatoli Drosdow, Juri Wolkow (1), Juri Paramoschkin, Jewgeni Groschew, Wiktor Jaroslawzew, Anatoli Ionow Trainer / Assistent: Arkadi Tschernyschow / Anatoli Tarassow                                                                                                | Tor: Boris Saizew, Wiktor Tolmatschow (41. Min.) Verteidigung: Wladimir Breschnew, Oleg Saizew, Alexei Makarow, Wjatscheslaw Schidkow Sturm: Walentin Kosin, Wiktor Jakuschew, Wiktor Zyplakow, Leonid Wolkow (1), Anatoli Drosdow, Juri Wolkow (1), Juri Paramoschkin, Jewgeni Groschew, Wiktor Jaroslawzew, Anatoli Ionow Trainer / Assistent: Arkadi Tschernyschow / Anatoli Tarassow                                                                                                | Tor: Boris Saizew, Wiktor Tolmatschow (41. Min.) Verteidigung: Wladimir Breschnew, Oleg Saizew, Alexei Makarow, Wjatscheslaw Schidkow Sturm: Walentin Kosin, Wiktor Jakuschew, Wiktor Zyplakow, Leonid Wolkow (1), Anatoli Drosdow, Juri Wolkow (1), Juri Paramoschkin, Jewgeni Groschew, Wiktor Jaroslawzew, Anatoli Ionow Trainer / Assistent: Arkadi Tschernyschow / Anatoli Tarassow                                                                                                | Tor: Boris Saizew, Wiktor Tolmatschow (41. Min.) Verteidigung: Wladimir Breschnew, Oleg Saizew, Alexei Makarow, Wjatscheslaw Schidkow Sturm: Walentin Kosin, Wiktor Jakuschew, Wiktor Zyplakow, Leonid Wolkow (1), Anatoli Drosdow, Juri Wolkow (1), Juri Paramoschkin, Jewgeni Groschew, Wiktor Jaroslawzew, Anatoli Ionow Trainer / Assistent: Arkadi Tschernyschow / Anatoli Tarassow                                                                                                | Tor: Boris Saizew, Wiktor Tolmatschow (41. Min.) Verteidigung: Wladimir Breschnew, Oleg Saizew, Alexei Makarow, Wjatscheslaw Schidkow Sturm: Walentin Kosin, Wiktor Jakuschew, Wiktor Zyplakow, Leonid Wolkow (1), Anatoli Drosdow, Juri Wolkow (1), Juri Paramoschkin, Jewgeni Groschew, Wiktor Jaroslawzew, Anatoli Ionow Trainer / Assistent: Arkadi Tschernyschow / Anatoli Tarassow                                                                                                |
| Nr. 148 19. Januar 1964   | 11:2 (4:0, 3:1, 4:1) | 0 Vereinigte Staaten | H | 0Moskau | 0Freundschaftsspiel | |
| Aufstellung               | Tor: Wiktor Konowalenko Verteidigung: Eduard Iwanow (1), Wladimir Breschnew, Oleg Saizew, Alexei Makarow, Wjatscheslaw Schidkow Sturm: Konstantin Loktew (2), Alexander Almetow (1), Weniamin Alexandrow (1), Jewgeni Majorow (1), Wjatscheslaw Starschinow (1), Boris Majorow (1), Stanislaw Petuchow (3), Wladimir Jursinow, Anatoli Firsow Trainer / Assistent: Arkadi Tschernyschow / Anatoli Tarassow                                                                              | Tor: Wiktor Konowalenko Verteidigung: Eduard Iwanow (1), Wladimir Breschnew, Oleg Saizew, Alexei Makarow, Wjatscheslaw Schidkow Sturm: Konstantin Loktew (2), Alexander Almetow (1), Weniamin Alexandrow (1), Jewgeni Majorow (1), Wjatscheslaw Starschinow (1), Boris Majorow (1), Stanislaw Petuchow (3), Wladimir Jursinow, Anatoli Firsow Trainer / Assistent: Arkadi Tschernyschow / Anatoli Tarassow                                                                              | Tor: Wiktor Konowalenko Verteidigung: Eduard Iwanow (1), Wladimir Breschnew, Oleg Saizew, Alexei Makarow, Wjatscheslaw Schidkow Sturm: Konstantin Loktew (2), Alexander Almetow (1), Weniamin Alexandrow (1), Jewgeni Majorow (1), Wjatscheslaw Starschinow (1), Boris Majorow (1), Stanislaw Petuchow (3), Wladimir Jursinow, Anatoli Firsow Trainer / Assistent: Arkadi Tschernyschow / Anatoli Tarassow                                                                              | Tor: Wiktor Konowalenko Verteidigung: Eduard Iwanow (1), Wladimir Breschnew, Oleg Saizew, Alexei Makarow, Wjatscheslaw Schidkow Sturm: Konstantin Loktew (2), Alexander Almetow (1), Weniamin Alexandrow (1), Jewgeni Majorow (1), Wjatscheslaw Starschinow (1), Boris Majorow (1), Stanislaw Petuchow (3), Wladimir Jursinow, Anatoli Firsow Trainer / Assistent: Arkadi Tschernyschow / Anatoli Tarassow                                                                              | Tor: Wiktor Konowalenko Verteidigung: Eduard Iwanow (1), Wladimir Breschnew, Oleg Saizew, Alexei Makarow, Wjatscheslaw Schidkow Sturm: Konstantin Loktew (2), Alexander Almetow (1), Weniamin Alexandrow (1), Jewgeni Majorow (1), Wjatscheslaw Starschinow (1), Boris Majorow (1), Stanislaw Petuchow (3), Wladimir Jursinow, Anatoli Firsow Trainer / Assistent: Arkadi Tschernyschow / Anatoli Tarassow                                                                              | Tor: Wiktor Konowalenko Verteidigung: Eduard Iwanow (1), Wladimir Breschnew, Oleg Saizew, Alexei Makarow, Wjatscheslaw Schidkow Sturm: Konstantin Loktew (2), Alexander Almetow (1), Weniamin Alexandrow (1), Jewgeni Majorow (1), Wjatscheslaw Starschinow (1), Boris Majorow (1), Stanislaw Petuchow (3), Wladimir Jursinow, Anatoli Firsow Trainer / Assistent: Arkadi Tschernyschow / Anatoli Tarassow                                                                              |
| Nr. 149 21. Januar 1964   | 12:1 (5:0, 4:0, 3:1) | 0 Vereinigte Staaten | H | 0Moskau | 0Freundschaftsspiel | |
| Aufstellung               | Tor: Anatoli Ragulin Verteidigung: Wladimir Breschnew, Waleri Kusmin, Alexei Makarow, Wjatscheslaw Schidkow (1) Sturm: Walentin Kosin (3), Wiktor Jakuschew (2), Wiktor Zyplakow, Alexander Striganow (1), Witali Stain (1), Walentin Alexejew, Juri Paramoschkin (2), Jewgeni Groschew, Wiktor Jaroslawzew, Anatoli Ionow (1), Anatoli Drosdow (1) Trainer / Assistent: Arkadi Tschernyschow / Anatoli Tarassow                                                                        | Tor: Anatoli Ragulin Verteidigung: Wladimir Breschnew, Waleri Kusmin, Alexei Makarow, Wjatscheslaw Schidkow (1) Sturm: Walentin Kosin (3), Wiktor Jakuschew (2), Wiktor Zyplakow, Alexander Striganow (1), Witali Stain (1), Walentin Alexejew, Juri Paramoschkin (2), Jewgeni Groschew, Wiktor Jaroslawzew, Anatoli Ionow (1), Anatoli Drosdow (1) Trainer / Assistent: Arkadi Tschernyschow / Anatoli Tarassow                                                                        | Tor: Anatoli Ragulin Verteidigung: Wladimir Breschnew, Waleri Kusmin, Alexei Makarow, Wjatscheslaw Schidkow (1) Sturm: Walentin Kosin (3), Wiktor Jakuschew (2), Wiktor Zyplakow, Alexander Striganow (1), Witali Stain (1), Walentin Alexejew, Juri Paramoschkin (2), Jewgeni Groschew, Wiktor Jaroslawzew, Anatoli Ionow (1), Anatoli Drosdow (1) Trainer / Assistent: Arkadi Tschernyschow / Anatoli Tarassow                                                                        | Tor: Anatoli Ragulin Verteidigung: Wladimir Breschnew, Waleri Kusmin, Alexei Makarow, Wjatscheslaw Schidkow (1) Sturm: Walentin Kosin (3), Wiktor Jakuschew (2), Wiktor Zyplakow, Alexander Striganow (1), Witali Stain (1), Walentin Alexejew, Juri Paramoschkin (2), Jewgeni Groschew, Wiktor Jaroslawzew, Anatoli Ionow (1), Anatoli Drosdow (1) Trainer / Assistent: Arkadi Tschernyschow / Anatoli Tarassow                                                                        | Tor: Anatoli Ragulin Verteidigung: Wladimir Breschnew, Waleri Kusmin, Alexei Makarow, Wjatscheslaw Schidkow (1) Sturm: Walentin Kosin (3), Wiktor Jakuschew (2), Wiktor Zyplakow, Alexander Striganow (1), Witali Stain (1), Walentin Alexejew, Juri Paramoschkin (2), Jewgeni Groschew, Wiktor Jaroslawzew, Anatoli Ionow (1), Anatoli Drosdow (1) Trainer / Assistent: Arkadi Tschernyschow / Anatoli Tarassow                                                                        | Tor: Anatoli Ragulin Verteidigung: Wladimir Breschnew, Waleri Kusmin, Alexei Makarow, Wjatscheslaw Schidkow (1) Sturm: Walentin Kosin (3), Wiktor Jakuschew (2), Wiktor Zyplakow, Alexander Striganow (1), Witali Stain (1), Walentin Alexejew, Juri Paramoschkin (2), Jewgeni Groschew, Wiktor Jaroslawzew, Anatoli Ionow (1), Anatoli Drosdow (1) Trainer / Assistent: Arkadi Tschernyschow / Anatoli Tarassow                                                                        |
| Nr. 150 28. Januar 1964   | 19:1 (8:0, 6:0, 5:1) | 0 Ungarn | * | 0Innsbruck, AUT | 0OS 1964 / WM 1964 / EM 1964 | |
| Aufstellung               | Tor: Wiktor Konowalenko, Boris Saizew (41. Min.) Verteidigung: Alexander Ragulin, Eduard Iwanow (1), Wiktor Kuskin, Witali Dawydow (1) Sturm: Konstantin Loktew (2), Alexander Almetow (2), Weniamin Alexandrow (3), Jewgeni Majorow (2), Wjatscheslaw Starschinow (1), Boris Majorow (1), Leonid Wolkow (2), Wiktor Jakuschew (2), Anatoli Firsow (2), Stanislaw Petuchow Trainer / Assistent: Arkadi Tschernyschow / Anatoli Tarassow                                                 | Tor: Wiktor Konowalenko, Boris Saizew (41. Min.) Verteidigung: Alexander Ragulin, Eduard Iwanow (1), Wiktor Kuskin, Witali Dawydow (1) Sturm: Konstantin Loktew (2), Alexander Almetow (2), Weniamin Alexandrow (3), Jewgeni Majorow (2), Wjatscheslaw Starschinow (1), Boris Majorow (1), Leonid Wolkow (2), Wiktor Jakuschew (2), Anatoli Firsow (2), Stanislaw Petuchow Trainer / Assistent: Arkadi Tschernyschow / Anatoli Tarassow                                                 | Tor: Wiktor Konowalenko, Boris Saizew (41. Min.) Verteidigung: Alexander Ragulin, Eduard Iwanow (1), Wiktor Kuskin, Witali Dawydow (1) Sturm: Konstantin Loktew (2), Alexander Almetow (2), Weniamin Alexandrow (3), Jewgeni Majorow (2), Wjatscheslaw Starschinow (1), Boris Majorow (1), Leonid Wolkow (2), Wiktor Jakuschew (2), Anatoli Firsow (2), Stanislaw Petuchow Trainer / Assistent: Arkadi Tschernyschow / Anatoli Tarassow                                                 | Tor: Wiktor Konowalenko, Boris Saizew (41. Min.) Verteidigung: Alexander Ragulin, Eduard Iwanow (1), Wiktor Kuskin, Witali Dawydow (1) Sturm: Konstantin Loktew (2), Alexander Almetow (2), Weniamin Alexandrow (3), Jewgeni Majorow (2), Wjatscheslaw Starschinow (1), Boris Majorow (1), Leonid Wolkow (2), Wiktor Jakuschew (2), Anatoli Firsow (2), Stanislaw Petuchow Trainer / Assistent: Arkadi Tschernyschow / Anatoli Tarassow                                                 | Tor: Wiktor Konowalenko, Boris Saizew (41. Min.) Verteidigung: Alexander Ragulin, Eduard Iwanow (1), Wiktor Kuskin, Witali Dawydow (1) Sturm: Konstantin Loktew (2), Alexander Almetow (2), Weniamin Alexandrow (3), Jewgeni Majorow (2), Wjatscheslaw Starschinow (1), Boris Majorow (1), Leonid Wolkow (2), Wiktor Jakuschew (2), Anatoli Firsow (2), Stanislaw Petuchow Trainer / Assistent: Arkadi Tschernyschow / Anatoli Tarassow                                                 | Tor: Wiktor Konowalenko, Boris Saizew (41. Min.) Verteidigung: Alexander Ragulin, Eduard Iwanow (1), Wiktor Kuskin, Witali Dawydow (1) Sturm: Konstantin Loktew (2), Alexander Almetow (2), Weniamin Alexandrow (3), Jewgeni Majorow (2), Wjatscheslaw Starschinow (1), Boris Majorow (1), Leonid Wolkow (2), Wiktor Jakuschew (2), Anatoli Firsow (2), Stanislaw Petuchow Trainer / Assistent: Arkadi Tschernyschow / Anatoli Tarassow                                                 |
| Nr. 151 29. Januar 1964   | 5:1 (1:0, 3:0, 1:1) | 0 Vereinigte Staaten | * | 0Innsbruck, AUT | 0OS 1964 / WM 1964 / EM 1964 | |
| Aufstellung               | Tor: Wiktor Konowalenko Verteidigung: Alexander Ragulin, Eduard Iwanow, Wiktor Kuskin, Witali Dawydow Sturm: Konstantin Loktew, Alexander Almetow, Weniamin Alexandrow, Jewgeni Majorow, Wjatscheslaw Starschinow (1), Boris Majorow (1), Leonid Wolkow, Wiktor Jakuschew (2), Anatoli Firsow (1), Stanislaw Petuchow Trainer / Assistent: Arkadi Tschernyschow / Anatoli Tarassow | Tor: Wiktor Konowalenko Verteidigung: Alexander Ragulin, Eduard Iwanow, Wiktor Kuskin, Witali Dawydow Sturm: Konstantin Loktew, Alexander Almetow, Weniamin Alexandrow, Jewgeni Majorow, Wjatscheslaw Starschinow (1), Boris Majorow (1), Leonid Wolkow, Wiktor Jakuschew (2), Anatoli Firsow (1), Stanislaw Petuchow Trainer / Assistent: Arkadi Tschernyschow / Anatoli Tarassow | Tor: Wiktor Konowalenko Verteidigung: Alexander Ragulin, Eduard Iwanow, Wiktor Kuskin, Witali Dawydow Sturm: Konstantin Loktew, Alexander Almetow, Weniamin Alexandrow, Jewgeni Majorow, Wjatscheslaw Starschinow (1), Boris Majorow (1), Leonid Wolkow, Wiktor Jakuschew (2), Anatoli Firsow (1), Stanislaw Petuchow Trainer / Assistent: Arkadi Tschernyschow / Anatoli Tarassow | Tor: Wiktor Konowalenko Verteidigung: Alexander Ragulin, Eduard Iwanow, Wiktor Kuskin, Witali Dawydow Sturm: Konstantin Loktew, Alexander Almetow, Weniamin Alexandrow, Jewgeni Majorow, Wjatscheslaw Starschinow (1), Boris Majorow (1), Leonid Wolkow, Wiktor Jakuschew (2), Anatoli Firsow (1), Stanislaw Petuchow Trainer / Assistent: Arkadi Tschernyschow / Anatoli Tarassow | Tor: Wiktor Konowalenko Verteidigung: Alexander Ragulin, Eduard Iwanow, Wiktor Kuskin, Witali Dawydow Sturm: Konstantin Loktew, Alexander Almetow, Weniamin Alexandrow, Jewgeni Majorow, Wjatscheslaw Starschinow (1), Boris Majorow (1), Leonid Wolkow, Wiktor Jakuschew (2), Anatoli Firsow (1), Stanislaw Petuchow Trainer / Assistent: Arkadi Tschernyschow / Anatoli Tarassow | Tor: Wiktor Konowalenko Verteidigung: Alexander Ragulin, Eduard Iwanow, Wiktor Kuskin, Witali Dawydow Sturm: Konstantin Loktew, Alexander Almetow, Weniamin Alexandrow, Jewgeni Majorow, Wjatscheslaw Starschinow (1), Boris Majorow (1), Leonid Wolkow, Wiktor Jakuschew (2), Anatoli Firsow (1), Stanislaw Petuchow Trainer / Assistent: Arkadi Tschernyschow / Anatoli Tarassow |
| Nr. 152 31. Januar 1964   | 7:5 (4:0, 1:3, 2:2) | 0 Tschechoslowakei | * | 0Innsbruck, AUT | 0OS 1964 / WM 1964 / EM 1964 | |
| Aufstellung               | Tor: Wiktor Konowalenko Verteidigung: Alexander Ragulin, Eduard Iwanow (1), Wiktor Kuskin, Witali Dawydow Sturm: Konstantin Loktew (1), Alexander Almetow (1), Weniamin Alexandrow (1), Stanislaw Petuchow (1), Wjatscheslaw Starschinow, Boris Majorow, Leonid Wolkow, Wiktor Jakuschew (1), Anatoli Firsow (1) Trainer / Assistent: Arkadi Tschernyschow / Anatoli Tarassow | Tor: Wiktor Konowalenko Verteidigung: Alexander Ragulin, Eduard Iwanow (1), Wiktor Kuskin, Witali Dawydow Sturm: Konstantin Loktew (1), Alexander Almetow (1), Weniamin Alexandrow (1), Stanislaw Petuchow (1), Wjatscheslaw Starschinow, Boris Majorow, Leonid Wolkow, Wiktor Jakuschew (1), Anatoli Firsow (1) Trainer / Assistent: Arkadi Tschernyschow / Anatoli Tarassow | Tor: Wiktor Konowalenko Verteidigung: Alexander Ragulin, Eduard Iwanow (1), Wiktor Kuskin, Witali Dawydow Sturm: Konstantin Loktew (1), Alexander Almetow (1), Weniamin Alexandrow (1), Stanislaw Petuchow (1), Wjatscheslaw Starschinow, Boris Majorow, Leonid Wolkow, Wiktor Jakuschew (1), Anatoli Firsow (1) Trainer / Assistent: Arkadi Tschernyschow / Anatoli Tarassow | Tor: Wiktor Konowalenko Verteidigung: Alexander Ragulin, Eduard Iwanow (1), Wiktor Kuskin, Witali Dawydow Sturm: Konstantin Loktew (1), Alexander Almetow (1), Weniamin Alexandrow (1), Stanislaw Petuchow (1), Wjatscheslaw Starschinow, Boris Majorow, Leonid Wolkow, Wiktor Jakuschew (1), Anatoli Firsow (1) Trainer / Assistent: Arkadi Tschernyschow / Anatoli Tarassow | Tor: Wiktor Konowalenko Verteidigung: Alexander Ragulin, Eduard Iwanow (1), Wiktor Kuskin, Witali Dawydow Sturm: Konstantin Loktew (1), Alexander Almetow (1), Weniamin Alexandrow (1), Stanislaw Petuchow (1), Wjatscheslaw Starschinow, Boris Majorow, Leonid Wolkow, Wiktor Jakuschew (1), Anatoli Firsow (1) Trainer / Assistent: Arkadi Tschernyschow / Anatoli Tarassow | Tor: Wiktor Konowalenko Verteidigung: Alexander Ragulin, Eduard Iwanow (1), Wiktor Kuskin, Witali Dawydow Sturm: Konstantin Loktew (1), Alexander Almetow (1), Weniamin Alexandrow (1), Stanislaw Petuchow (1), Wjatscheslaw Starschinow, Boris Majorow, Leonid Wolkow, Wiktor Jakuschew (1), Anatoli Firsow (1) Trainer / Assistent: Arkadi Tschernyschow / Anatoli Tarassow |
| Nr. 153 1. Februar 1964   | 15:0 (7:0, 3:0, 5:0) | 0 Schweiz | * | 0Innsbruck, AUT | 0OS 1964 / WM 1964 / EM 1964 | |
| Aufstellung               | Tor: Boris Saizew Verteidigung: Alexander Ragulin (1), Eduard Iwanow (2), Wiktor Kuskin, Oleg Saizew Sturm: Konstantin Loktew (1), Alexander Almetow, Weniamin Alexandrow (1), Stanislaw Petuchow (3), Wjatscheslaw Starschinow (3), Boris Majorow, Leonid Wolkow (1), Wiktor Jakuschew (2), Anatoli Firsow (1) Trainer / Assistent: Arkadi Tschernyschow / Anatoli Tarassow | Tor: Boris Saizew Verteidigung: Alexander Ragulin (1), Eduard Iwanow (2), Wiktor Kuskin, Oleg Saizew Sturm: Konstantin Loktew (1), Alexander Almetow, Weniamin Alexandrow (1), Stanislaw Petuchow (3), Wjatscheslaw Starschinow (3), Boris Majorow, Leonid Wolkow (1), Wiktor Jakuschew (2), Anatoli Firsow (1) Trainer / Assistent: Arkadi Tschernyschow / Anatoli Tarassow | Tor: Boris Saizew Verteidigung: Alexander Ragulin (1), Eduard Iwanow (2), Wiktor Kuskin, Oleg Saizew Sturm: Konstantin Loktew (1), Alexander Almetow, Weniamin Alexandrow (1), Stanislaw Petuchow (3), Wjatscheslaw Starschinow (3), Boris Majorow, Leonid Wolkow (1), Wiktor Jakuschew (2), Anatoli Firsow (1) Trainer / Assistent: Arkadi Tschernyschow / Anatoli Tarassow | Tor: Boris Saizew Verteidigung: Alexander Ragulin (1), Eduard Iwanow (2), Wiktor Kuskin, Oleg Saizew Sturm: Konstantin Loktew (1), Alexander Almetow, Weniamin Alexandrow (1), Stanislaw Petuchow (3), Wjatscheslaw Starschinow (3), Boris Majorow, Leonid Wolkow (1), Wiktor Jakuschew (2), Anatoli Firsow (1) Trainer / Assistent: Arkadi Tschernyschow / Anatoli Tarassow | Tor: Boris Saizew Verteidigung: Alexander Ragulin (1), Eduard Iwanow (2), Wiktor Kuskin, Oleg Saizew Sturm: Konstantin Loktew (1), Alexander Almetow, Weniamin Alexandrow (1), Stanislaw Petuchow (3), Wjatscheslaw Starschinow (3), Boris Majorow, Leonid Wolkow (1), Wiktor Jakuschew (2), Anatoli Firsow (1) Trainer / Assistent: Arkadi Tschernyschow / Anatoli Tarassow | Tor: Boris Saizew Verteidigung: Alexander Ragulin (1), Eduard Iwanow (2), Wiktor Kuskin, Oleg Saizew Sturm: Konstantin Loktew (1), Alexander Almetow, Weniamin Alexandrow (1), Stanislaw Petuchow (3), Wjatscheslaw Starschinow (3), Boris Majorow, Leonid Wolkow (1), Wiktor Jakuschew (2), Anatoli Firsow (1) Trainer / Assistent: Arkadi Tschernyschow / Anatoli Tarassow |
| Nr. 154 4. Februar 1964   | 10:0 (2:0, 4:0, 4:0) | 0 Finnland | * | 0Innsbruck, AUT | 0OS 1964 / WM 1964 / EM 1964 | |
| Aufstellung               | Tor: Wiktor Konowalenko, Boris Saizew (41. Min.) Verteidigung: Alexander Ragulin (1), Eduard Iwanow, Wiktor Kuskin (1), Witali Dawydow, Oleg Saizew Sturm: Konstantin Loktew (1), Alexander Almetow, Weniamin Alexandrow (1), Jewgeni Majorow, Wjatscheslaw Starschinow (2), Boris Majorow (3), Leonid Wolkow, Wiktor Jakuschew (1), Anatoli Firsow Trainer / Assistent: Arkadi Tschernyschow / Anatoli Tarassow                                                                        | Tor: Wiktor Konowalenko, Boris Saizew (41. Min.) Verteidigung: Alexander Ragulin (1), Eduard Iwanow, Wiktor Kuskin (1), Witali Dawydow, Oleg Saizew Sturm: Konstantin Loktew (1), Alexander Almetow, Weniamin Alexandrow (1), Jewgeni Majorow, Wjatscheslaw Starschinow (2), Boris Majorow (3), Leonid Wolkow, Wiktor Jakuschew (1), Anatoli Firsow Trainer / Assistent: Arkadi Tschernyschow / Anatoli Tarassow                                                                        | Tor: Wiktor Konowalenko, Boris Saizew (41. Min.) Verteidigung: Alexander Ragulin (1), Eduard Iwanow, Wiktor Kuskin (1), Witali Dawydow, Oleg Saizew Sturm: Konstantin Loktew (1), Alexander Almetow, Weniamin Alexandrow (1), Jewgeni Majorow, Wjatscheslaw Starschinow (2), Boris Majorow (3), Leonid Wolkow, Wiktor Jakuschew (1), Anatoli Firsow Trainer / Assistent: Arkadi Tschernyschow / Anatoli Tarassow                                                                        | Tor: Wiktor Konowalenko, Boris Saizew (41. Min.) Verteidigung: Alexander Ragulin (1), Eduard Iwanow, Wiktor Kuskin (1), Witali Dawydow, Oleg Saizew Sturm: Konstantin Loktew (1), Alexander Almetow, Weniamin Alexandrow (1), Jewgeni Majorow, Wjatscheslaw Starschinow (2), Boris Majorow (3), Leonid Wolkow, Wiktor Jakuschew (1), Anatoli Firsow Trainer / Assistent: Arkadi Tschernyschow / Anatoli Tarassow                                                                        | Tor: Wiktor Konowalenko, Boris Saizew (41. Min.) Verteidigung: Alexander Ragulin (1), Eduard Iwanow, Wiktor Kuskin (1), Witali Dawydow, Oleg Saizew Sturm: Konstantin Loktew (1), Alexander Almetow, Weniamin Alexandrow (1), Jewgeni Majorow, Wjatscheslaw Starschinow (2), Boris Majorow (3), Leonid Wolkow, Wiktor Jakuschew (1), Anatoli Firsow Trainer / Assistent: Arkadi Tschernyschow / Anatoli Tarassow                                                                        | Tor: Wiktor Konowalenko, Boris Saizew (41. Min.) Verteidigung: Alexander Ragulin (1), Eduard Iwanow, Wiktor Kuskin (1), Witali Dawydow, Oleg Saizew Sturm: Konstantin Loktew (1), Alexander Almetow, Weniamin Alexandrow (1), Jewgeni Majorow, Wjatscheslaw Starschinow (2), Boris Majorow (3), Leonid Wolkow, Wiktor Jakuschew (1), Anatoli Firsow Trainer / Assistent: Arkadi Tschernyschow / Anatoli Tarassow                                                                        |
| Nr. 155 5. Februar 1964   | 10:0 (2:0, 5:0, 3:0) | 0 Gesamtdeutsche Mannschaft | * | 0Innsbruck, AUT | 0OS 1964 / WM 1964 / EM 1964 | |
| Aufstellung               | Tor: Wiktor Konowalenko Verteidigung: Alexander Ragulin, Eduard Iwanow (1), Wiktor Kuskin, Witali Dawydow Sturm: Konstantin Loktew (1), Alexander Almetow (2), Weniamin Alexandrow, Stanislaw Petuchow, Wjatscheslaw Starschinow, Boris Majorow (2), Leonid Wolkow (2), Wiktor Jakuschew (1), Anatoli Firsow (1), Jewgeni Majorow Trainer / Assistent: Arkadi Tschernyschow / Anatoli Tarassow                                                                                          | Tor: Wiktor Konowalenko Verteidigung: Alexander Ragulin, Eduard Iwanow (1), Wiktor Kuskin, Witali Dawydow Sturm: Konstantin Loktew (1), Alexander Almetow (2), Weniamin Alexandrow, Stanislaw Petuchow, Wjatscheslaw Starschinow, Boris Majorow (2), Leonid Wolkow (2), Wiktor Jakuschew (1), Anatoli Firsow (1), Jewgeni Majorow Trainer / Assistent: Arkadi Tschernyschow / Anatoli Tarassow                                                                                          | Tor: Wiktor Konowalenko Verteidigung: Alexander Ragulin, Eduard Iwanow (1), Wiktor Kuskin, Witali Dawydow Sturm: Konstantin Loktew (1), Alexander Almetow (2), Weniamin Alexandrow, Stanislaw Petuchow, Wjatscheslaw Starschinow, Boris Majorow (2), Leonid Wolkow (2), Wiktor Jakuschew (1), Anatoli Firsow (1), Jewgeni Majorow Trainer / Assistent: Arkadi Tschernyschow / Anatoli Tarassow                                                                                          | Tor: Wiktor Konowalenko Verteidigung: Alexander Ragulin, Eduard Iwanow (1), Wiktor Kuskin, Witali Dawydow Sturm: Konstantin Loktew (1), Alexander Almetow (2), Weniamin Alexandrow, Stanislaw Petuchow, Wjatscheslaw Starschinow, Boris Majorow (2), Leonid Wolkow (2), Wiktor Jakuschew (1), Anatoli Firsow (1), Jewgeni Majorow Trainer / Assistent: Arkadi Tschernyschow / Anatoli Tarassow                                                                                          | Tor: Wiktor Konowalenko Verteidigung: Alexander Ragulin, Eduard Iwanow (1), Wiktor Kuskin, Witali Dawydow Sturm: Konstantin Loktew (1), Alexander Almetow (2), Weniamin Alexandrow, Stanislaw Petuchow, Wjatscheslaw Starschinow, Boris Majorow (2), Leonid Wolkow (2), Wiktor Jakuschew (1), Anatoli Firsow (1), Jewgeni Majorow Trainer / Assistent: Arkadi Tschernyschow / Anatoli Tarassow                                                                                          | Tor: Wiktor Konowalenko Verteidigung: Alexander Ragulin, Eduard Iwanow (1), Wiktor Kuskin, Witali Dawydow Sturm: Konstantin Loktew (1), Alexander Almetow (2), Weniamin Alexandrow, Stanislaw Petuchow, Wjatscheslaw Starschinow, Boris Majorow (2), Leonid Wolkow (2), Wiktor Jakuschew (1), Anatoli Firsow (1), Jewgeni Majorow Trainer / Assistent: Arkadi Tschernyschow / Anatoli Tarassow                                                                                          |
| Nr. 156 7. Februar 1964   | 4:2 (1:1, 1:0, 2:1) | 0 Schweden | * | 0Innsbruck, AUT | 0OS 1964 / WM 1964 / EM 1964 | |
| Aufstellung               | Tor: Wiktor Konowalenko Verteidigung: Alexander Ragulin (1), Eduard Iwanow (1), Wiktor Kuskin (1), Witali Dawydow Sturm: Konstantin Loktew, Alexander Almetow, Weniamin Alexandrow, Jewgeni Majorow, Wjatscheslaw Starschinow, Boris Majorow, Leonid Wolkow (1), Wiktor Jakuschew, Anatoli Firsow Trainer / Assistent: Arkadi Tschernyschow / Anatoli Tarassow | Tor: Wiktor Konowalenko Verteidigung: Alexander Ragulin (1), Eduard Iwanow (1), Wiktor Kuskin (1), Witali Dawydow Sturm: Konstantin Loktew, Alexander Almetow, Weniamin Alexandrow, Jewgeni Majorow, Wjatscheslaw Starschinow, Boris Majorow, Leonid Wolkow (1), Wiktor Jakuschew, Anatoli Firsow Trainer / Assistent: Arkadi Tschernyschow / Anatoli Tarassow | Tor: Wiktor Konowalenko Verteidigung: Alexander Ragulin (1), Eduard Iwanow (1), Wiktor Kuskin (1), Witali Dawydow Sturm: Konstantin Loktew, Alexander Almetow, Weniamin Alexandrow, Jewgeni Majorow, Wjatscheslaw Starschinow, Boris Majorow, Leonid Wolkow (1), Wiktor Jakuschew, Anatoli Firsow Trainer / Assistent: Arkadi Tschernyschow / Anatoli Tarassow | Tor: Wiktor Konowalenko Verteidigung: Alexander Ragulin (1), Eduard Iwanow (1), Wiktor Kuskin (1), Witali Dawydow Sturm: Konstantin Loktew, Alexander Almetow, Weniamin Alexandrow, Jewgeni Majorow, Wjatscheslaw Starschinow, Boris Majorow, Leonid Wolkow (1), Wiktor Jakuschew, Anatoli Firsow Trainer / Assistent: Arkadi Tschernyschow / Anatoli Tarassow | Tor: Wiktor Konowalenko Verteidigung: Alexander Ragulin (1), Eduard Iwanow (1), Wiktor Kuskin (1), Witali Dawydow Sturm: Konstantin Loktew, Alexander Almetow, Weniamin Alexandrow, Jewgeni Majorow, Wjatscheslaw Starschinow, Boris Majorow, Leonid Wolkow (1), Wiktor Jakuschew, Anatoli Firsow Trainer / Assistent: Arkadi Tschernyschow / Anatoli Tarassow | Tor: Wiktor Konowalenko Verteidigung: Alexander Ragulin (1), Eduard Iwanow (1), Wiktor Kuskin (1), Witali Dawydow Sturm: Konstantin Loktew, Alexander Almetow, Weniamin Alexandrow, Jewgeni Majorow, Wjatscheslaw Starschinow, Boris Majorow, Leonid Wolkow (1), Wiktor Jakuschew, Anatoli Firsow Trainer / Assistent: Arkadi Tschernyschow / Anatoli Tarassow |
| Nr. 157 8. Februar 1964   | 3:2 (0:1, 2:1, 1:0) | 0 Kanada | * | 0Innsbruck, AUT | 0OS 1964 / WM 1964 / EM 1964 | 02. Olympiasieg 04. WM-Titel 08. EM-Titel |
| Aufstellung               | Tor: Wiktor Konowalenko Verteidigung: Alexander Ragulin, Eduard Iwanow, Wiktor Kuskin, Witali Dawydow, Oleg Saizew Sturm: Konstantin Loktew, Alexander Almetow, Weniamin Alexandrow (1), Jewgeni Majorow (1), Wjatscheslaw Starschinow (1), Boris Majorow, Leonid Wolkow, Wiktor Jakuschew, Anatoli Firsow Trainer / Assistent: Arkadi Tschernyschow / Anatoli Tarassow | Tor: Wiktor Konowalenko Verteidigung: Alexander Ragulin, Eduard Iwanow, Wiktor Kuskin, Witali Dawydow, Oleg Saizew Sturm: Konstantin Loktew, Alexander Almetow, Weniamin Alexandrow (1), Jewgeni Majorow (1), Wjatscheslaw Starschinow (1), Boris Majorow, Leonid Wolkow, Wiktor Jakuschew, Anatoli Firsow Trainer / Assistent: Arkadi Tschernyschow / Anatoli Tarassow | Tor: Wiktor Konowalenko Verteidigung: Alexander Ragulin, Eduard Iwanow, Wiktor Kuskin, Witali Dawydow, Oleg Saizew Sturm: Konstantin Loktew, Alexander Almetow, Weniamin Alexandrow (1), Jewgeni Majorow (1), Wjatscheslaw Starschinow (1), Boris Majorow, Leonid Wolkow, Wiktor Jakuschew, Anatoli Firsow Trainer / Assistent: Arkadi Tschernyschow / Anatoli Tarassow | Tor: Wiktor Konowalenko Verteidigung: Alexander Ragulin, Eduard Iwanow, Wiktor Kuskin, Witali Dawydow, Oleg Saizew Sturm: Konstantin Loktew, Alexander Almetow, Weniamin Alexandrow (1), Jewgeni Majorow (1), Wjatscheslaw Starschinow (1), Boris Majorow, Leonid Wolkow, Wiktor Jakuschew, Anatoli Firsow Trainer / Assistent: Arkadi Tschernyschow / Anatoli Tarassow | Tor: Wiktor Konowalenko Verteidigung: Alexander Ragulin, Eduard Iwanow, Wiktor Kuskin, Witali Dawydow, Oleg Saizew Sturm: Konstantin Loktew, Alexander Almetow, Weniamin Alexandrow (1), Jewgeni Majorow (1), Wjatscheslaw Starschinow (1), Boris Majorow, Leonid Wolkow, Wiktor Jakuschew, Anatoli Firsow Trainer / Assistent: Arkadi Tschernyschow / Anatoli Tarassow | Tor: Wiktor Konowalenko Verteidigung: Alexander Ragulin, Eduard Iwanow, Wiktor Kuskin, Witali Dawydow, Oleg Saizew Sturm: Konstantin Loktew, Alexander Almetow, Weniamin Alexandrow (1), Jewgeni Majorow (1), Wjatscheslaw Starschinow (1), Boris Majorow, Leonid Wolkow, Wiktor Jakuschew, Anatoli Firsow Trainer / Assistent: Arkadi Tschernyschow / Anatoli Tarassow |
| Nr. 158 27. November 1964 | 2:0 (1:0, 0:0, 1:0) | 0 Tschechoslowakei | H | 0Moskau | 0Freundschaftsspiel | |
| Aufstellung               | Tor: Wiktor Konowalenko Verteidigung: Stanislaw Petuchow, Wiktor Kuskin, Witali Dawydow, Oleg Saizew (1), Alexander Ragulin, Eduard Iwanow Sturm: Jewgeni Majorow, Wjatscheslaw Starschinow (1), Boris Majorow, Juri Paramoschkin, Wladimir Jursinow, Juri Wolkow, Leonid Wolkow, Wiktor Jakuschew, Anatoli Firsow Trainer / Assistent: Arkadi Tschernyschow / Anatoli Tarassow | Tor: Wiktor Konowalenko Verteidigung: Stanislaw Petuchow, Wiktor Kuskin, Witali Dawydow, Oleg Saizew (1), Alexander Ragulin, Eduard Iwanow Sturm: Jewgeni Majorow, Wjatscheslaw Starschinow (1), Boris Majorow, Juri Paramoschkin, Wladimir Jursinow, Juri Wolkow, Leonid Wolkow, Wiktor Jakuschew, Anatoli Firsow Trainer / Assistent: Arkadi Tschernyschow / Anatoli Tarassow | Tor: Wiktor Konowalenko Verteidigung: Stanislaw Petuchow, Wiktor Kuskin, Witali Dawydow, Oleg Saizew (1), Alexander Ragulin, Eduard Iwanow Sturm: Jewgeni Majorow, Wjatscheslaw Starschinow (1), Boris Majorow, Juri Paramoschkin, Wladimir Jursinow, Juri Wolkow, Leonid Wolkow, Wiktor Jakuschew, Anatoli Firsow Trainer / Assistent: Arkadi Tschernyschow / Anatoli Tarassow | Tor: Wiktor Konowalenko Verteidigung: Stanislaw Petuchow, Wiktor Kuskin, Witali Dawydow, Oleg Saizew (1), Alexander Ragulin, Eduard Iwanow Sturm: Jewgeni Majorow, Wjatscheslaw Starschinow (1), Boris Majorow, Juri Paramoschkin, Wladimir Jursinow, Juri Wolkow, Leonid Wolkow, Wiktor Jakuschew, Anatoli Firsow Trainer / Assistent: Arkadi Tschernyschow / Anatoli Tarassow | Tor: Wiktor Konowalenko Verteidigung: Stanislaw Petuchow, Wiktor Kuskin, Witali Dawydow, Oleg Saizew (1), Alexander Ragulin, Eduard Iwanow Sturm: Jewgeni Majorow, Wjatscheslaw Starschinow (1), Boris Majorow, Juri Paramoschkin, Wladimir Jursinow, Juri Wolkow, Leonid Wolkow, Wiktor Jakuschew, Anatoli Firsow Trainer / Assistent: Arkadi Tschernyschow / Anatoli Tarassow | Tor: Wiktor Konowalenko Verteidigung: Stanislaw Petuchow, Wiktor Kuskin, Witali Dawydow, Oleg Saizew (1), Alexander Ragulin, Eduard Iwanow Sturm: Jewgeni Majorow, Wjatscheslaw Starschinow (1), Boris Majorow, Juri Paramoschkin, Wladimir Jursinow, Juri Wolkow, Leonid Wolkow, Wiktor Jakuschew, Anatoli Firsow Trainer / Assistent: Arkadi Tschernyschow / Anatoli Tarassow |
| Nr. 159 29. November 1964 | 3:0 (1:0, 0:0, 2:0) | 0 Tschechoslowakei | H | 0Moskau | 0Freundschaftsspiel | |
| Aufstellung               | Tor: Wiktor Tolmatschow Verteidigung: Wiktor Kuskin, Oleg Saizew, Alexander Ragulin, Eduard Iwanow, Wjatscheslaw Schidkow (1), Witali Dawydow Sturm: Konstantin Loktew, Alexander Almetow (1), Weniamin Alexandrow, Wiktor Jakuschew, Wjatscheslaw Starschinow, Boris Majorow (1), Leonid Wolkow, Walentin Senjuschkin, Anatoli Firsow Trainer / Assistent: Arkadi Tschernyschow / Anatoli Tarassow                                                                                     | Tor: Wiktor Tolmatschow Verteidigung: Wiktor Kuskin, Oleg Saizew, Alexander Ragulin, Eduard Iwanow, Wjatscheslaw Schidkow (1), Witali Dawydow Sturm: Konstantin Loktew, Alexander Almetow (1), Weniamin Alexandrow, Wiktor Jakuschew, Wjatscheslaw Starschinow, Boris Majorow (1), Leonid Wolkow, Walentin Senjuschkin, Anatoli Firsow Trainer / Assistent: Arkadi Tschernyschow / Anatoli Tarassow                                                                                     | Tor: Wiktor Tolmatschow Verteidigung: Wiktor Kuskin, Oleg Saizew, Alexander Ragulin, Eduard Iwanow, Wjatscheslaw Schidkow (1), Witali Dawydow Sturm: Konstantin Loktew, Alexander Almetow (1), Weniamin Alexandrow, Wiktor Jakuschew, Wjatscheslaw Starschinow, Boris Majorow (1), Leonid Wolkow, Walentin Senjuschkin, Anatoli Firsow Trainer / Assistent: Arkadi Tschernyschow / Anatoli Tarassow                                                                                     | Tor: Wiktor Tolmatschow Verteidigung: Wiktor Kuskin, Oleg Saizew, Alexander Ragulin, Eduard Iwanow, Wjatscheslaw Schidkow (1), Witali Dawydow Sturm: Konstantin Loktew, Alexander Almetow (1), Weniamin Alexandrow, Wiktor Jakuschew, Wjatscheslaw Starschinow, Boris Majorow (1), Leonid Wolkow, Walentin Senjuschkin, Anatoli Firsow Trainer / Assistent: Arkadi Tschernyschow / Anatoli Tarassow                                                                                     | Tor: Wiktor Tolmatschow Verteidigung: Wiktor Kuskin, Oleg Saizew, Alexander Ragulin, Eduard Iwanow, Wjatscheslaw Schidkow (1), Witali Dawydow Sturm: Konstantin Loktew, Alexander Almetow (1), Weniamin Alexandrow, Wiktor Jakuschew, Wjatscheslaw Starschinow, Boris Majorow (1), Leonid Wolkow, Walentin Senjuschkin, Anatoli Firsow Trainer / Assistent: Arkadi Tschernyschow / Anatoli Tarassow                                                                                     | Tor: Wiktor Tolmatschow Verteidigung: Wiktor Kuskin, Oleg Saizew, Alexander Ragulin, Eduard Iwanow, Wjatscheslaw Schidkow (1), Witali Dawydow Sturm: Konstantin Loktew, Alexander Almetow (1), Weniamin Alexandrow, Wiktor Jakuschew, Wjatscheslaw Starschinow, Boris Majorow (1), Leonid Wolkow, Walentin Senjuschkin, Anatoli Firsow Trainer / Assistent: Arkadi Tschernyschow / Anatoli Tarassow                                                                                     |
| Nr. 160 7. Dezember 1964  | 4:0 (2:0, 2:0, 0:0) | 0 Schweden | H | 0Moskau | 0Freundschaftsspiel | |
| Aufstellung               | Tor: Wiktor Konowalenko Verteidigung: Wiktor Kuskin, Oleg Saizew, Alexander Ragulin (1), Eduard Iwanow, Stanislaw Petuchow, Witali Dawydow Sturm: Konstantin Loktew, Alexander Almetow (1), Weniamin Alexandrow, Jewgeni Majorow (1), Wjatscheslaw Starschinow (1), Boris Majorow, Juri Paramoschkin, Wladimir Jursinow, Juri Wolkow Trainer / Assistent: Arkadi Tschernyschow / Anatoli Tarassow                                                                                       | Tor: Wiktor Konowalenko Verteidigung: Wiktor Kuskin, Oleg Saizew, Alexander Ragulin (1), Eduard Iwanow, Stanislaw Petuchow, Witali Dawydow Sturm: Konstantin Loktew, Alexander Almetow (1), Weniamin Alexandrow, Jewgeni Majorow (1), Wjatscheslaw Starschinow (1), Boris Majorow, Juri Paramoschkin, Wladimir Jursinow, Juri Wolkow Trainer / Assistent: Arkadi Tschernyschow / Anatoli Tarassow                                                                                       | Tor: Wiktor Konowalenko Verteidigung: Wiktor Kuskin, Oleg Saizew, Alexander Ragulin (1), Eduard Iwanow, Stanislaw Petuchow, Witali Dawydow Sturm: Konstantin Loktew, Alexander Almetow (1), Weniamin Alexandrow, Jewgeni Majorow (1), Wjatscheslaw Starschinow (1), Boris Majorow, Juri Paramoschkin, Wladimir Jursinow, Juri Wolkow Trainer / Assistent: Arkadi Tschernyschow / Anatoli Tarassow                                                                                       | Tor: Wiktor Konowalenko Verteidigung: Wiktor Kuskin, Oleg Saizew, Alexander Ragulin (1), Eduard Iwanow, Stanislaw Petuchow, Witali Dawydow Sturm: Konstantin Loktew, Alexander Almetow (1), Weniamin Alexandrow, Jewgeni Majorow (1), Wjatscheslaw Starschinow (1), Boris Majorow, Juri Paramoschkin, Wladimir Jursinow, Juri Wolkow Trainer / Assistent: Arkadi Tschernyschow / Anatoli Tarassow                                                                                       | Tor: Wiktor Konowalenko Verteidigung: Wiktor Kuskin, Oleg Saizew, Alexander Ragulin (1), Eduard Iwanow, Stanislaw Petuchow, Witali Dawydow Sturm: Konstantin Loktew, Alexander Almetow (1), Weniamin Alexandrow, Jewgeni Majorow (1), Wjatscheslaw Starschinow (1), Boris Majorow, Juri Paramoschkin, Wladimir Jursinow, Juri Wolkow Trainer / Assistent: Arkadi Tschernyschow / Anatoli Tarassow                                                                                       | Tor: Wiktor Konowalenko Verteidigung: Wiktor Kuskin, Oleg Saizew, Alexander Ragulin (1), Eduard Iwanow, Stanislaw Petuchow, Witali Dawydow Sturm: Konstantin Loktew, Alexander Almetow (1), Weniamin Alexandrow, Jewgeni Majorow (1), Wjatscheslaw Starschinow (1), Boris Majorow, Juri Paramoschkin, Wladimir Jursinow, Juri Wolkow Trainer / Assistent: Arkadi Tschernyschow / Anatoli Tarassow                                                                                       |
| Nr. 161 8. Dezember 1964  | 2:4 (1:2, 1:1, 0:1) | 0 Schweden | H | 0Moskau | 0Freundschaftsspiel | |
| Aufstellung               | Tor: Wiktor Tolmatschow Verteidigung: Wiktor Kuskin, Oleg Saizew, Alexander Ragulin, Eduard Iwanow, Witali Dawydow Sturm: Konstantin Loktew, Alexander Almetow, Weniamin Alexandrow, Jewgeni Majorow, Wjatscheslaw Starschinow (1), Boris Majorow, Leonid Wolkow, Wiktor Jakuschew, Anatoli Firsow (1) Trainer / Assistent: Arkadi Tschernyschow / Anatoli Tarassow | Tor: Wiktor Tolmatschow Verteidigung: Wiktor Kuskin, Oleg Saizew, Alexander Ragulin, Eduard Iwanow, Witali Dawydow Sturm: Konstantin Loktew, Alexander Almetow, Weniamin Alexandrow, Jewgeni Majorow, Wjatscheslaw Starschinow (1), Boris Majorow, Leonid Wolkow, Wiktor Jakuschew, Anatoli Firsow (1) Trainer / Assistent: Arkadi Tschernyschow / Anatoli Tarassow | Tor: Wiktor Tolmatschow Verteidigung: Wiktor Kuskin, Oleg Saizew, Alexander Ragulin, Eduard Iwanow, Witali Dawydow Sturm: Konstantin Loktew, Alexander Almetow, Weniamin Alexandrow, Jewgeni Majorow, Wjatscheslaw Starschinow (1), Boris Majorow, Leonid Wolkow, Wiktor Jakuschew, Anatoli Firsow (1) Trainer / Assistent: Arkadi Tschernyschow / Anatoli Tarassow | Tor: Wiktor Tolmatschow Verteidigung: Wiktor Kuskin, Oleg Saizew, Alexander Ragulin, Eduard Iwanow, Witali Dawydow Sturm: Konstantin Loktew, Alexander Almetow, Weniamin Alexandrow, Jewgeni Majorow, Wjatscheslaw Starschinow (1), Boris Majorow, Leonid Wolkow, Wiktor Jakuschew, Anatoli Firsow (1) Trainer / Assistent: Arkadi Tschernyschow / Anatoli Tarassow | Tor: Wiktor Tolmatschow Verteidigung: Wiktor Kuskin, Oleg Saizew, Alexander Ragulin, Eduard Iwanow, Witali Dawydow Sturm: Konstantin Loktew, Alexander Almetow, Weniamin Alexandrow, Jewgeni Majorow, Wjatscheslaw Starschinow (1), Boris Majorow, Leonid Wolkow, Wiktor Jakuschew, Anatoli Firsow (1) Trainer / Assistent: Arkadi Tschernyschow / Anatoli Tarassow | Tor: Wiktor Tolmatschow Verteidigung: Wiktor Kuskin, Oleg Saizew, Alexander Ragulin, Eduard Iwanow, Witali Dawydow Sturm: Konstantin Loktew, Alexander Almetow, Weniamin Alexandrow, Jewgeni Majorow, Wjatscheslaw Starschinow (1), Boris Majorow, Leonid Wolkow, Wiktor Jakuschew, Anatoli Firsow (1) Trainer / Assistent: Arkadi Tschernyschow / Anatoli Tarassow |
| Nr. 162 13. Dezember 1964 | 4:0 (2:0, 1:0, 1:0) | 0 Kanada | A | 0Toronto, CAN | 0Freundschaftsspiel | |
| Aufstellung               | Tor: Wiktor Konowalenko, Wiktor Tolmatschow (21. Min.) Verteidigung: Alexander Ragulin, Eduard Iwanow, Wiktor Kuskin, Witali Dawydow, Oleg Saizew Sturm: Jewgeni Majorow (1), Wjatscheslaw Starschinow (2), Boris Majorow, Leonid Wolkow, Wiktor Jakuschew (1), Anatoli Firsow, Stanislaw Petuchow, Wladimir Jursinow, Juri Wolkow, Weniamin Alexandrow Trainer / Assistent: Arkadi Tschernyschow / Anatoli Tarassow                                                                    | Tor: Wiktor Konowalenko, Wiktor Tolmatschow (21. Min.) Verteidigung: Alexander Ragulin, Eduard Iwanow, Wiktor Kuskin, Witali Dawydow, Oleg Saizew Sturm: Jewgeni Majorow (1), Wjatscheslaw Starschinow (2), Boris Majorow, Leonid Wolkow, Wiktor Jakuschew (1), Anatoli Firsow, Stanislaw Petuchow, Wladimir Jursinow, Juri Wolkow, Weniamin Alexandrow Trainer / Assistent: Arkadi Tschernyschow / Anatoli Tarassow                                                                    | Tor: Wiktor Konowalenko, Wiktor Tolmatschow (21. Min.) Verteidigung: Alexander Ragulin, Eduard Iwanow, Wiktor Kuskin, Witali Dawydow, Oleg Saizew Sturm: Jewgeni Majorow (1), Wjatscheslaw Starschinow (2), Boris Majorow, Leonid Wolkow, Wiktor Jakuschew (1), Anatoli Firsow, Stanislaw Petuchow, Wladimir Jursinow, Juri Wolkow, Weniamin Alexandrow Trainer / Assistent: Arkadi Tschernyschow / Anatoli Tarassow                                                                    | Tor: Wiktor Konowalenko, Wiktor Tolmatschow (21. Min.) Verteidigung: Alexander Ragulin, Eduard Iwanow, Wiktor Kuskin, Witali Dawydow, Oleg Saizew Sturm: Jewgeni Majorow (1), Wjatscheslaw Starschinow (2), Boris Majorow, Leonid Wolkow, Wiktor Jakuschew (1), Anatoli Firsow, Stanislaw Petuchow, Wladimir Jursinow, Juri Wolkow, Weniamin Alexandrow Trainer / Assistent: Arkadi Tschernyschow / Anatoli Tarassow                                                                    | Tor: Wiktor Konowalenko, Wiktor Tolmatschow (21. Min.) Verteidigung: Alexander Ragulin, Eduard Iwanow, Wiktor Kuskin, Witali Dawydow, Oleg Saizew Sturm: Jewgeni Majorow (1), Wjatscheslaw Starschinow (2), Boris Majorow, Leonid Wolkow, Wiktor Jakuschew (1), Anatoli Firsow, Stanislaw Petuchow, Wladimir Jursinow, Juri Wolkow, Weniamin Alexandrow Trainer / Assistent: Arkadi Tschernyschow / Anatoli Tarassow                                                                    | Tor: Wiktor Konowalenko, Wiktor Tolmatschow (21. Min.) Verteidigung: Alexander Ragulin, Eduard Iwanow, Wiktor Kuskin, Witali Dawydow, Oleg Saizew Sturm: Jewgeni Majorow (1), Wjatscheslaw Starschinow (2), Boris Majorow, Leonid Wolkow, Wiktor Jakuschew (1), Anatoli Firsow, Stanislaw Petuchow, Wladimir Jursinow, Juri Wolkow, Weniamin Alexandrow Trainer / Assistent: Arkadi Tschernyschow / Anatoli Tarassow                                                                    |
| Nr. 163 17. Dezember 1964 | 6:1 (3:1, 0:0, 3:0) | 0 Kanada | A | 0Winnipeg, CAN | 0Freundschaftsspiel | |
| Aufstellung               | Tor: Wiktor Konowalenko, Wiktor Tolmatschow (44. Min.) Verteidigung: Alexander Ragulin, Eduard Iwanow, Wiktor Kuskin (1), Witali Dawydow, Oleg Saizew Sturm: Konstantin Loktew (2), Alexander Almetow (1), Weniamin Alexandrow, Jewgeni Majorow, Wjatscheslaw Starschinow (2), Boris Majorow, Leonid Wolkow, Walentin Senjuschkin, Anatoli Firsow, Stanislaw Petuchow, Juri Paramoschkin Trainer / Assistent: Arkadi Tschernyschow / Anatoli Tarassow                                   | Tor: Wiktor Konowalenko, Wiktor Tolmatschow (44. Min.) Verteidigung: Alexander Ragulin, Eduard Iwanow, Wiktor Kuskin (1), Witali Dawydow, Oleg Saizew Sturm: Konstantin Loktew (2), Alexander Almetow (1), Weniamin Alexandrow, Jewgeni Majorow, Wjatscheslaw Starschinow (2), Boris Majorow, Leonid Wolkow, Walentin Senjuschkin, Anatoli Firsow, Stanislaw Petuchow, Juri Paramoschkin Trainer / Assistent: Arkadi Tschernyschow / Anatoli Tarassow                                   | Tor: Wiktor Konowalenko, Wiktor Tolmatschow (44. Min.) Verteidigung: Alexander Ragulin, Eduard Iwanow, Wiktor Kuskin (1), Witali Dawydow, Oleg Saizew Sturm: Konstantin Loktew (2), Alexander Almetow (1), Weniamin Alexandrow, Jewgeni Majorow, Wjatscheslaw Starschinow (2), Boris Majorow, Leonid Wolkow, Walentin Senjuschkin, Anatoli Firsow, Stanislaw Petuchow, Juri Paramoschkin Trainer / Assistent: Arkadi Tschernyschow / Anatoli Tarassow                                   | Tor: Wiktor Konowalenko, Wiktor Tolmatschow (44. Min.) Verteidigung: Alexander Ragulin, Eduard Iwanow, Wiktor Kuskin (1), Witali Dawydow, Oleg Saizew Sturm: Konstantin Loktew (2), Alexander Almetow (1), Weniamin Alexandrow, Jewgeni Majorow, Wjatscheslaw Starschinow (2), Boris Majorow, Leonid Wolkow, Walentin Senjuschkin, Anatoli Firsow, Stanislaw Petuchow, Juri Paramoschkin Trainer / Assistent: Arkadi Tschernyschow / Anatoli Tarassow                                   | Tor: Wiktor Konowalenko, Wiktor Tolmatschow (44. Min.) Verteidigung: Alexander Ragulin, Eduard Iwanow, Wiktor Kuskin (1), Witali Dawydow, Oleg Saizew Sturm: Konstantin Loktew (2), Alexander Almetow (1), Weniamin Alexandrow, Jewgeni Majorow, Wjatscheslaw Starschinow (2), Boris Majorow, Leonid Wolkow, Walentin Senjuschkin, Anatoli Firsow, Stanislaw Petuchow, Juri Paramoschkin Trainer / Assistent: Arkadi Tschernyschow / Anatoli Tarassow                                   | Tor: Wiktor Konowalenko, Wiktor Tolmatschow (44. Min.) Verteidigung: Alexander Ragulin, Eduard Iwanow, Wiktor Kuskin (1), Witali Dawydow, Oleg Saizew Sturm: Konstantin Loktew (2), Alexander Almetow (1), Weniamin Alexandrow, Jewgeni Majorow, Wjatscheslaw Starschinow (2), Boris Majorow, Leonid Wolkow, Walentin Senjuschkin, Anatoli Firsow, Stanislaw Petuchow, Juri Paramoschkin Trainer / Assistent: Arkadi Tschernyschow / Anatoli Tarassow                                   |
| Nr. 164 20. Dezember 1964 | 4:1 (2:1, 1:0, 1:0) | 0 Kanada | A | 0Winnipeg, CAN | 0Freundschaftsspiel | |
| Aufstellung               | Tor: Wiktor Konowalenko Verteidigung: Alexander Ragulin, Eduard Iwanow, Wiktor Kuskin, Witali Dawydow, Oleg Saizew Sturm: Jewgeni Majorow, Wjatscheslaw Starschinow (2), Boris Majorow, Leonid Wolkow, Wiktor Jakuschew (1), Anatoli Firsow (1), Stanislaw Petuchow, Wladimir Jursinow, Juri Wolkow, Weniamin Alexandrow, Walentin Senjuschkin, Juri Paramoschkin Trainer / Assistent: Arkadi Tschernyschow / Anatoli Tarassow                                                          | Tor: Wiktor Konowalenko Verteidigung: Alexander Ragulin, Eduard Iwanow, Wiktor Kuskin, Witali Dawydow, Oleg Saizew Sturm: Jewgeni Majorow, Wjatscheslaw Starschinow (2), Boris Majorow, Leonid Wolkow, Wiktor Jakuschew (1), Anatoli Firsow (1), Stanislaw Petuchow, Wladimir Jursinow, Juri Wolkow, Weniamin Alexandrow, Walentin Senjuschkin, Juri Paramoschkin Trainer / Assistent: Arkadi Tschernyschow / Anatoli Tarassow                                                          | Tor: Wiktor Konowalenko Verteidigung: Alexander Ragulin, Eduard Iwanow, Wiktor Kuskin, Witali Dawydow, Oleg Saizew Sturm: Jewgeni Majorow, Wjatscheslaw Starschinow (2), Boris Majorow, Leonid Wolkow, Wiktor Jakuschew (1), Anatoli Firsow (1), Stanislaw Petuchow, Wladimir Jursinow, Juri Wolkow, Weniamin Alexandrow, Walentin Senjuschkin, Juri Paramoschkin Trainer / Assistent: Arkadi Tschernyschow / Anatoli Tarassow                                                          | Tor: Wiktor Konowalenko Verteidigung: Alexander Ragulin, Eduard Iwanow, Wiktor Kuskin, Witali Dawydow, Oleg Saizew Sturm: Jewgeni Majorow, Wjatscheslaw Starschinow (2), Boris Majorow, Leonid Wolkow, Wiktor Jakuschew (1), Anatoli Firsow (1), Stanislaw Petuchow, Wladimir Jursinow, Juri Wolkow, Weniamin Alexandrow, Walentin Senjuschkin, Juri Paramoschkin Trainer / Assistent: Arkadi Tschernyschow / Anatoli Tarassow                                                          | Tor: Wiktor Konowalenko Verteidigung: Alexander Ragulin, Eduard Iwanow, Wiktor Kuskin, Witali Dawydow, Oleg Saizew Sturm: Jewgeni Majorow, Wjatscheslaw Starschinow (2), Boris Majorow, Leonid Wolkow, Wiktor Jakuschew (1), Anatoli Firsow (1), Stanislaw Petuchow, Wladimir Jursinow, Juri Wolkow, Weniamin Alexandrow, Walentin Senjuschkin, Juri Paramoschkin Trainer / Assistent: Arkadi Tschernyschow / Anatoli Tarassow                                                          | Tor: Wiktor Konowalenko Verteidigung: Alexander Ragulin, Eduard Iwanow, Wiktor Kuskin, Witali Dawydow, Oleg Saizew Sturm: Jewgeni Majorow, Wjatscheslaw Starschinow (2), Boris Majorow, Leonid Wolkow, Wiktor Jakuschew (1), Anatoli Firsow (1), Stanislaw Petuchow, Wladimir Jursinow, Juri Wolkow, Weniamin Alexandrow, Walentin Senjuschkin, Juri Paramoschkin Trainer / Assistent: Arkadi Tschernyschow / Anatoli Tarassow                                                          |
| Nr. 165 26. Dezember 1964 | 8:2 (3:0, 1:0, 4:2) | 0 Tschechoslowakei | * | 0Colorado Springs, USA | 0Braun Memorial | |
| Aufstellung               | Tor: Wiktor Konowalenko Verteidigung: Alexander Ragulin, Eduard Iwanow, Wiktor Kuskin, Witali Dawydow, Oleg Saizew Sturm: Konstantin Loktew (2), Alexander Almetow (2), Weniamin Alexandrow (1), Leonid Wolkow, Stanislaw Petuchow, Anatoli Firsow (1), Stanislaw Petuchow, Wladimir Jursinow (1), Juri Wolkow (1) Trainer / Assistent: Arkadi Tschernyschow / Anatoli Tarassow | Tor: Wiktor Konowalenko Verteidigung: Alexander Ragulin, Eduard Iwanow, Wiktor Kuskin, Witali Dawydow, Oleg Saizew Sturm: Konstantin Loktew (2), Alexander Almetow (2), Weniamin Alexandrow (1), Leonid Wolkow, Stanislaw Petuchow, Anatoli Firsow (1), Stanislaw Petuchow, Wladimir Jursinow (1), Juri Wolkow (1) Trainer / Assistent: Arkadi Tschernyschow / Anatoli Tarassow | Tor: Wiktor Konowalenko Verteidigung: Alexander Ragulin, Eduard Iwanow, Wiktor Kuskin, Witali Dawydow, Oleg Saizew Sturm: Konstantin Loktew (2), Alexander Almetow (2), Weniamin Alexandrow (1), Leonid Wolkow, Stanislaw Petuchow, Anatoli Firsow (1), Stanislaw Petuchow, Wladimir Jursinow (1), Juri Wolkow (1) Trainer / Assistent: Arkadi Tschernyschow / Anatoli Tarassow | Tor: Wiktor Konowalenko Verteidigung: Alexander Ragulin, Eduard Iwanow, Wiktor Kuskin, Witali Dawydow, Oleg Saizew Sturm: Konstantin Loktew (2), Alexander Almetow (2), Weniamin Alexandrow (1), Leonid Wolkow, Stanislaw Petuchow, Anatoli Firsow (1), Stanislaw Petuchow, Wladimir Jursinow (1), Juri Wolkow (1) Trainer / Assistent: Arkadi Tschernyschow / Anatoli Tarassow | Tor: Wiktor Konowalenko Verteidigung: Alexander Ragulin, Eduard Iwanow, Wiktor Kuskin, Witali Dawydow, Oleg Saizew Sturm: Konstantin Loktew (2), Alexander Almetow (2), Weniamin Alexandrow (1), Leonid Wolkow, Stanislaw Petuchow, Anatoli Firsow (1), Stanislaw Petuchow, Wladimir Jursinow (1), Juri Wolkow (1) Trainer / Assistent: Arkadi Tschernyschow / Anatoli Tarassow | Tor: Wiktor Konowalenko Verteidigung: Alexander Ragulin, Eduard Iwanow, Wiktor Kuskin, Witali Dawydow, Oleg Saizew Sturm: Konstantin Loktew (2), Alexander Almetow (2), Weniamin Alexandrow (1), Leonid Wolkow, Stanislaw Petuchow, Anatoli Firsow (1), Stanislaw Petuchow, Wladimir Jursinow (1), Juri Wolkow (1) Trainer / Assistent: Arkadi Tschernyschow / Anatoli Tarassow |
| Nr. 166 27. Dezember 1964 | 5:3 (2:0, 1:2, 2:1) | 0 Kanada | * | 0Colorado Springs, USA | 0Braun Memorial | |
| Aufstellung               | Tor: Wiktor Konowalenko Verteidigung: Alexander Ragulin, Eduard Iwanow, Wiktor Kuskin, Witali Dawydow, Oleg Saizew Sturm: Konstantin Loktew (2), Alexander Almetow, Weniamin Alexandrow (1), Jewgeni Majorow, Wjatscheslaw Starschinow (1), Boris Majorow, Stanislaw Petuchow, Wladimir Jursinow (1), Juri Wolkow (2) Trainer / Assistent: Arkadi Tschernyschow / Anatoli Tarassow | Tor: Wiktor Konowalenko Verteidigung: Alexander Ragulin, Eduard Iwanow, Wiktor Kuskin, Witali Dawydow, Oleg Saizew Sturm: Konstantin Loktew (2), Alexander Almetow, Weniamin Alexandrow (1), Jewgeni Majorow, Wjatscheslaw Starschinow (1), Boris Majorow, Stanislaw Petuchow, Wladimir Jursinow (1), Juri Wolkow (2) Trainer / Assistent: Arkadi Tschernyschow / Anatoli Tarassow | Tor: Wiktor Konowalenko Verteidigung: Alexander Ragulin, Eduard Iwanow, Wiktor Kuskin, Witali Dawydow, Oleg Saizew Sturm: Konstantin Loktew (2), Alexander Almetow, Weniamin Alexandrow (1), Jewgeni Majorow, Wjatscheslaw Starschinow (1), Boris Majorow, Stanislaw Petuchow, Wladimir Jursinow (1), Juri Wolkow (2) Trainer / Assistent: Arkadi Tschernyschow / Anatoli Tarassow | Tor: Wiktor Konowalenko Verteidigung: Alexander Ragulin, Eduard Iwanow, Wiktor Kuskin, Witali Dawydow, Oleg Saizew Sturm: Konstantin Loktew (2), Alexander Almetow, Weniamin Alexandrow (1), Jewgeni Majorow, Wjatscheslaw Starschinow (1), Boris Majorow, Stanislaw Petuchow, Wladimir Jursinow (1), Juri Wolkow (2) Trainer / Assistent: Arkadi Tschernyschow / Anatoli Tarassow | Tor: Wiktor Konowalenko Verteidigung: Alexander Ragulin, Eduard Iwanow, Wiktor Kuskin, Witali Dawydow, Oleg Saizew Sturm: Konstantin Loktew (2), Alexander Almetow, Weniamin Alexandrow (1), Jewgeni Majorow, Wjatscheslaw Starschinow (1), Boris Majorow, Stanislaw Petuchow, Wladimir Jursinow (1), Juri Wolkow (2) Trainer / Assistent: Arkadi Tschernyschow / Anatoli Tarassow | Tor: Wiktor Konowalenko Verteidigung: Alexander Ragulin, Eduard Iwanow, Wiktor Kuskin, Witali Dawydow, Oleg Saizew Sturm: Konstantin Loktew (2), Alexander Almetow, Weniamin Alexandrow (1), Jewgeni Majorow, Wjatscheslaw Starschinow (1), Boris Majorow, Stanislaw Petuchow, Wladimir Jursinow (1), Juri Wolkow (2) Trainer / Assistent: Arkadi Tschernyschow / Anatoli Tarassow |
| Nr. 167 29. Dezember 1964 | 3:5 (1:2, 2:2, 0:1) | 0 Tschechoslowakei | * | 0Colorado Springs, USA | 0Braun Memorial | |
| Aufstellung               | Tor: Wiktor Konowalenko, Wiktor Tolmatschow (26. Min.) Verteidigung: Alexander Ragulin, Eduard Iwanow, Wiktor Kuskin, Witali Dawydow, Oleg Saizew Sturm: Konstantin Loktew, Alexander Almetow (1), Weniamin Alexandrow, Jewgeni Majorow, Wjatscheslaw Starschinow (1), Boris Majorow, Leonid Wolkow, Wiktor Jakuschew, Anatoli Firsow (1) Trainer / Assistent: Arkadi Tschernyschow / Anatoli Tarassow                                                                                  | Tor: Wiktor Konowalenko, Wiktor Tolmatschow (26. Min.) Verteidigung: Alexander Ragulin, Eduard Iwanow, Wiktor Kuskin, Witali Dawydow, Oleg Saizew Sturm: Konstantin Loktew, Alexander Almetow (1), Weniamin Alexandrow, Jewgeni Majorow, Wjatscheslaw Starschinow (1), Boris Majorow, Leonid Wolkow, Wiktor Jakuschew, Anatoli Firsow (1) Trainer / Assistent: Arkadi Tschernyschow / Anatoli Tarassow                                                                                  | Tor: Wiktor Konowalenko, Wiktor Tolmatschow (26. Min.) Verteidigung: Alexander Ragulin, Eduard Iwanow, Wiktor Kuskin, Witali Dawydow, Oleg Saizew Sturm: Konstantin Loktew, Alexander Almetow (1), Weniamin Alexandrow, Jewgeni Majorow, Wjatscheslaw Starschinow (1), Boris Majorow, Leonid Wolkow, Wiktor Jakuschew, Anatoli Firsow (1) Trainer / Assistent: Arkadi Tschernyschow / Anatoli Tarassow                                                                                  | Tor: Wiktor Konowalenko, Wiktor Tolmatschow (26. Min.) Verteidigung: Alexander Ragulin, Eduard Iwanow, Wiktor Kuskin, Witali Dawydow, Oleg Saizew Sturm: Konstantin Loktew, Alexander Almetow (1), Weniamin Alexandrow, Jewgeni Majorow, Wjatscheslaw Starschinow (1), Boris Majorow, Leonid Wolkow, Wiktor Jakuschew, Anatoli Firsow (1) Trainer / Assistent: Arkadi Tschernyschow / Anatoli Tarassow                                                                                  | Tor: Wiktor Konowalenko, Wiktor Tolmatschow (26. Min.) Verteidigung: Alexander Ragulin, Eduard Iwanow, Wiktor Kuskin, Witali Dawydow, Oleg Saizew Sturm: Konstantin Loktew, Alexander Almetow (1), Weniamin Alexandrow, Jewgeni Majorow, Wjatscheslaw Starschinow (1), Boris Majorow, Leonid Wolkow, Wiktor Jakuschew, Anatoli Firsow (1) Trainer / Assistent: Arkadi Tschernyschow / Anatoli Tarassow                                                                                  | Tor: Wiktor Konowalenko, Wiktor Tolmatschow (26. Min.) Verteidigung: Alexander Ragulin, Eduard Iwanow, Wiktor Kuskin, Witali Dawydow, Oleg Saizew Sturm: Konstantin Loktew, Alexander Almetow (1), Weniamin Alexandrow, Jewgeni Majorow, Wjatscheslaw Starschinow (1), Boris Majorow, Leonid Wolkow, Wiktor Jakuschew, Anatoli Firsow (1) Trainer / Assistent: Arkadi Tschernyschow / Anatoli Tarassow                                                                                  |
| Nr. 168 30. Dezember 1964 | 7:5 (3:3, 3:0, 1:2) | 0 Kanada | * | 0Colorado Springs, USA | 0Braun Memorial | |
| Aufstellung               | Tor: Wiktor Konowalenko Verteidigung: Alexander Ragulin, Eduard Iwanow, Wiktor Kuskin, Witali Dawydow Sturm: Alexander Almetow, Wjatscheslaw Starschinow (1), Boris Majorow, Leonid Wolkow (1), Wiktor Jakuschew (1), Anatoli Firsow (2), Stanislaw Petuchow (1), Wladimir Jursinow, Juri Wolkow, Weniamin Alexandrow (1) Trainer / Assistent: Arkadi Tschernyschow / Anatoli Tarassow                                                                                                  | Tor: Wiktor Konowalenko Verteidigung: Alexander Ragulin, Eduard Iwanow, Wiktor Kuskin, Witali Dawydow Sturm: Alexander Almetow, Wjatscheslaw Starschinow (1), Boris Majorow, Leonid Wolkow (1), Wiktor Jakuschew (1), Anatoli Firsow (2), Stanislaw Petuchow (1), Wladimir Jursinow, Juri Wolkow, Weniamin Alexandrow (1) Trainer / Assistent: Arkadi Tschernyschow / Anatoli Tarassow                                                                                                  | Tor: Wiktor Konowalenko Verteidigung: Alexander Ragulin, Eduard Iwanow, Wiktor Kuskin, Witali Dawydow Sturm: Alexander Almetow, Wjatscheslaw Starschinow (1), Boris Majorow, Leonid Wolkow (1), Wiktor Jakuschew (1), Anatoli Firsow (2), Stanislaw Petuchow (1), Wladimir Jursinow, Juri Wolkow, Weniamin Alexandrow (1) Trainer / Assistent: Arkadi Tschernyschow / Anatoli Tarassow                                                                                                  | Tor: Wiktor Konowalenko Verteidigung: Alexander Ragulin, Eduard Iwanow, Wiktor Kuskin, Witali Dawydow Sturm: Alexander Almetow, Wjatscheslaw Starschinow (1), Boris Majorow, Leonid Wolkow (1), Wiktor Jakuschew (1), Anatoli Firsow (2), Stanislaw Petuchow (1), Wladimir Jursinow, Juri Wolkow, Weniamin Alexandrow (1) Trainer / Assistent: Arkadi Tschernyschow / Anatoli Tarassow                                                                                                  | Tor: Wiktor Konowalenko Verteidigung: Alexander Ragulin, Eduard Iwanow, Wiktor Kuskin, Witali Dawydow Sturm: Alexander Almetow, Wjatscheslaw Starschinow (1), Boris Majorow, Leonid Wolkow (1), Wiktor Jakuschew (1), Anatoli Firsow (2), Stanislaw Petuchow (1), Wladimir Jursinow, Juri Wolkow, Weniamin Alexandrow (1) Trainer / Assistent: Arkadi Tschernyschow / Anatoli Tarassow                                                                                                  | Tor: Wiktor Konowalenko Verteidigung: Alexander Ragulin, Eduard Iwanow, Wiktor Kuskin, Witali Dawydow Sturm: Alexander Almetow, Wjatscheslaw Starschinow (1), Boris Majorow, Leonid Wolkow (1), Wiktor Jakuschew (1), Anatoli Firsow (2), Stanislaw Petuchow (1), Wladimir Jursinow, Juri Wolkow, Weniamin Alexandrow (1) Trainer / Assistent: Arkadi Tschernyschow / Anatoli Tarassow                                                                                                  |
| Nr. 169 13. Februar 1965  | 6:3 (1:2, 2:1, 3:0) | 0 DDR | A | 0Weißwasser, DDR | 0Freundschaftsspiel | |
| Aufstellung               | Tor: Wiktor Konowalenko Verteidigung: Wiktor Kuskin, Wladimir Breschnew, Stanislaw Petuchow, Wjatscheslaw Schidkow Sturm: Konstantin Loktew, Alexander Almetow (1), Juri Wolkow, Anatoli Ionow, Wjatscheslaw Starschinow (2), Boris Majorow (1), Leonid Wolkow (1), Wiktor Jakuschew, Anatoli Firsow (1) Trainer / Assistent: Arkadi Tschernyschow / Anatoli Tarassow | Tor: Wiktor Konowalenko Verteidigung: Wiktor Kuskin, Wladimir Breschnew, Stanislaw Petuchow, Wjatscheslaw Schidkow Sturm: Konstantin Loktew, Alexander Almetow (1), Juri Wolkow, Anatoli Ionow, Wjatscheslaw Starschinow (2), Boris Majorow (1), Leonid Wolkow (1), Wiktor Jakuschew, Anatoli Firsow (1) Trainer / Assistent: Arkadi Tschernyschow / Anatoli Tarassow | Tor: Wiktor Konowalenko Verteidigung: Wiktor Kuskin, Wladimir Breschnew, Stanislaw Petuchow, Wjatscheslaw Schidkow Sturm: Konstantin Loktew, Alexander Almetow (1), Juri Wolkow, Anatoli Ionow, Wjatscheslaw Starschinow (2), Boris Majorow (1), Leonid Wolkow (1), Wiktor Jakuschew, Anatoli Firsow (1) Trainer / Assistent: Arkadi Tschernyschow / Anatoli Tarassow | Tor: Wiktor Konowalenko Verteidigung: Wiktor Kuskin, Wladimir Breschnew, Stanislaw Petuchow, Wjatscheslaw Schidkow Sturm: Konstantin Loktew, Alexander Almetow (1), Juri Wolkow, Anatoli Ionow, Wjatscheslaw Starschinow (2), Boris Majorow (1), Leonid Wolkow (1), Wiktor Jakuschew, Anatoli Firsow (1) Trainer / Assistent: Arkadi Tschernyschow / Anatoli Tarassow | Tor: Wiktor Konowalenko Verteidigung: Wiktor Kuskin, Wladimir Breschnew, Stanislaw Petuchow, Wjatscheslaw Schidkow Sturm: Konstantin Loktew, Alexander Almetow (1), Juri Wolkow, Anatoli Ionow, Wjatscheslaw Starschinow (2), Boris Majorow (1), Leonid Wolkow (1), Wiktor Jakuschew, Anatoli Firsow (1) Trainer / Assistent: Arkadi Tschernyschow / Anatoli Tarassow | Tor: Wiktor Konowalenko Verteidigung: Wiktor Kuskin, Wladimir Breschnew, Stanislaw Petuchow, Wjatscheslaw Schidkow Sturm: Konstantin Loktew, Alexander Almetow (1), Juri Wolkow, Anatoli Ionow, Wjatscheslaw Starschinow (2), Boris Majorow (1), Leonid Wolkow (1), Wiktor Jakuschew, Anatoli Firsow (1) Trainer / Assistent: Arkadi Tschernyschow / Anatoli Tarassow |
| Nr. 170 14. Februar 1965  | 7:3 (1:2, 4:0, 2:1) | 0 DDR | A | 0Dresden, DDR | 0Freundschaftsspiel | |
| Aufstellung               | Tor: Wiktor Tolmatschow Verteidigung: Alexander Ragulin (2), Eduard Iwanow, Stanislaw Petuchow, Wjatscheslaw Schidkow Sturm: Konstantin Loktew (1), Alexander Almetow (1), Weniamin Alexandrow, Anatoli Ionow, Wjatscheslaw Starschinow (1), Boris Majorow (1), Leonid Wolkow, Wiktor Jakuschew (1), Anatoli Firsow Trainer / Assistent: Arkadi Tschernyschow / Anatoli Tarassow | Tor: Wiktor Tolmatschow Verteidigung: Alexander Ragulin (2), Eduard Iwanow, Stanislaw Petuchow, Wjatscheslaw Schidkow Sturm: Konstantin Loktew (1), Alexander Almetow (1), Weniamin Alexandrow, Anatoli Ionow, Wjatscheslaw Starschinow (1), Boris Majorow (1), Leonid Wolkow, Wiktor Jakuschew (1), Anatoli Firsow Trainer / Assistent: Arkadi Tschernyschow / Anatoli Tarassow | Tor: Wiktor Tolmatschow Verteidigung: Alexander Ragulin (2), Eduard Iwanow, Stanislaw Petuchow, Wjatscheslaw Schidkow Sturm: Konstantin Loktew (1), Alexander Almetow (1), Weniamin Alexandrow, Anatoli Ionow, Wjatscheslaw Starschinow (1), Boris Majorow (1), Leonid Wolkow, Wiktor Jakuschew (1), Anatoli Firsow Trainer / Assistent: Arkadi Tschernyschow / Anatoli Tarassow | Tor: Wiktor Tolmatschow Verteidigung: Alexander Ragulin (2), Eduard Iwanow, Stanislaw Petuchow, Wjatscheslaw Schidkow Sturm: Konstantin Loktew (1), Alexander Almetow (1), Weniamin Alexandrow, Anatoli Ionow, Wjatscheslaw Starschinow (1), Boris Majorow (1), Leonid Wolkow, Wiktor Jakuschew (1), Anatoli Firsow Trainer / Assistent: Arkadi Tschernyschow / Anatoli Tarassow | Tor: Wiktor Tolmatschow Verteidigung: Alexander Ragulin (2), Eduard Iwanow, Stanislaw Petuchow, Wjatscheslaw Schidkow Sturm: Konstantin Loktew (1), Alexander Almetow (1), Weniamin Alexandrow, Anatoli Ionow, Wjatscheslaw Starschinow (1), Boris Majorow (1), Leonid Wolkow, Wiktor Jakuschew (1), Anatoli Firsow Trainer / Assistent: Arkadi Tschernyschow / Anatoli Tarassow | Tor: Wiktor Tolmatschow Verteidigung: Alexander Ragulin (2), Eduard Iwanow, Stanislaw Petuchow, Wjatscheslaw Schidkow Sturm: Konstantin Loktew (1), Alexander Almetow (1), Weniamin Alexandrow, Anatoli Ionow, Wjatscheslaw Starschinow (1), Boris Majorow (1), Leonid Wolkow, Wiktor Jakuschew (1), Anatoli Firsow Trainer / Assistent: Arkadi Tschernyschow / Anatoli Tarassow |
| Nr. 171 18. Februar 1965  | 13:0 (4:0, 3:0, 6:0) | 0 BR Deutschland | A | 0Dortmund, BRD | 0Freundschaftsspiel | |
| Aufstellung               | Tor: Wiktor Konowalenko Verteidigung: Alexander Ragulin, Wiktor Kuskin (1), Eduard Iwanow (1), Wladimir Breschnew (1) Sturm: Konstantin Loktew (2), Alexander Almetow, Weniamin Alexandrow (3), Anatoli Ionow, Wjatscheslaw Starschinow, Boris Majorow (3), Leonid Wolkow, Wiktor Jakuschew, Anatoli Firsow (2), Juri Wolkow Trainer / Assistent: Arkadi Tschernyschow / Anatoli Tarassow                                                                                               | Tor: Wiktor Konowalenko Verteidigung: Alexander Ragulin, Wiktor Kuskin (1), Eduard Iwanow (1), Wladimir Breschnew (1) Sturm: Konstantin Loktew (2), Alexander Almetow, Weniamin Alexandrow (3), Anatoli Ionow, Wjatscheslaw Starschinow, Boris Majorow (3), Leonid Wolkow, Wiktor Jakuschew, Anatoli Firsow (2), Juri Wolkow Trainer / Assistent: Arkadi Tschernyschow / Anatoli Tarassow                                                                                               | Tor: Wiktor Konowalenko Verteidigung: Alexander Ragulin, Wiktor Kuskin (1), Eduard Iwanow (1), Wladimir Breschnew (1) Sturm: Konstantin Loktew (2), Alexander Almetow, Weniamin Alexandrow (3), Anatoli Ionow, Wjatscheslaw Starschinow, Boris Majorow (3), Leonid Wolkow, Wiktor Jakuschew, Anatoli Firsow (2), Juri Wolkow Trainer / Assistent: Arkadi Tschernyschow / Anatoli Tarassow                                                                                               | Tor: Wiktor Konowalenko Verteidigung: Alexander Ragulin, Wiktor Kuskin (1), Eduard Iwanow (1), Wladimir Breschnew (1) Sturm: Konstantin Loktew (2), Alexander Almetow, Weniamin Alexandrow (3), Anatoli Ionow, Wjatscheslaw Starschinow, Boris Majorow (3), Leonid Wolkow, Wiktor Jakuschew, Anatoli Firsow (2), Juri Wolkow Trainer / Assistent: Arkadi Tschernyschow / Anatoli Tarassow                                                                                               | Tor: Wiktor Konowalenko Verteidigung: Alexander Ragulin, Wiktor Kuskin (1), Eduard Iwanow (1), Wladimir Breschnew (1) Sturm: Konstantin Loktew (2), Alexander Almetow, Weniamin Alexandrow (3), Anatoli Ionow, Wjatscheslaw Starschinow, Boris Majorow (3), Leonid Wolkow, Wiktor Jakuschew, Anatoli Firsow (2), Juri Wolkow Trainer / Assistent: Arkadi Tschernyschow / Anatoli Tarassow                                                                                               | Tor: Wiktor Konowalenko Verteidigung: Alexander Ragulin, Wiktor Kuskin (1), Eduard Iwanow (1), Wladimir Breschnew (1) Sturm: Konstantin Loktew (2), Alexander Almetow, Weniamin Alexandrow (3), Anatoli Ionow, Wjatscheslaw Starschinow, Boris Majorow (3), Leonid Wolkow, Wiktor Jakuschew, Anatoli Firsow (2), Juri Wolkow Trainer / Assistent: Arkadi Tschernyschow / Anatoli Tarassow                                                                                               |
| Nr. 172 20. Februar 1965  | 12:3 (2:1, 3:1, 7:1) | 0 BR Deutschland | A | 0Füssen, BRD | 0Freundschaftsspiel | |
| Aufstellung               | Tor: Wiktor Tolmatschow Verteidigung: Alexander Ragulin, Wiktor Kuskin, Eduard Iwanow, Wladimir Breschnew Sturm: Konstantin Loktew (2), Alexander Almetow (1), Weniamin Alexandrow (1), Anatoli Ionow (1), Wjatscheslaw Starschinow (3), Boris Majorow (1), Leonid Wolkow, Wiktor Jakuschew (1), Anatoli Firsow, Juri Wolkow (2) Trainer / Assistent: Arkadi Tschernyschow / Anatoli Tarassow                                                                                           | Tor: Wiktor Tolmatschow Verteidigung: Alexander Ragulin, Wiktor Kuskin, Eduard Iwanow, Wladimir Breschnew Sturm: Konstantin Loktew (2), Alexander Almetow (1), Weniamin Alexandrow (1), Anatoli Ionow (1), Wjatscheslaw Starschinow (3), Boris Majorow (1), Leonid Wolkow, Wiktor Jakuschew (1), Anatoli Firsow, Juri Wolkow (2) Trainer / Assistent: Arkadi Tschernyschow / Anatoli Tarassow                                                                                           | Tor: Wiktor Tolmatschow Verteidigung: Alexander Ragulin, Wiktor Kuskin, Eduard Iwanow, Wladimir Breschnew Sturm: Konstantin Loktew (2), Alexander Almetow (1), Weniamin Alexandrow (1), Anatoli Ionow (1), Wjatscheslaw Starschinow (3), Boris Majorow (1), Leonid Wolkow, Wiktor Jakuschew (1), Anatoli Firsow, Juri Wolkow (2) Trainer / Assistent: Arkadi Tschernyschow / Anatoli Tarassow                                                                                           | Tor: Wiktor Tolmatschow Verteidigung: Alexander Ragulin, Wiktor Kuskin, Eduard Iwanow, Wladimir Breschnew Sturm: Konstantin Loktew (2), Alexander Almetow (1), Weniamin Alexandrow (1), Anatoli Ionow (1), Wjatscheslaw Starschinow (3), Boris Majorow (1), Leonid Wolkow, Wiktor Jakuschew (1), Anatoli Firsow, Juri Wolkow (2) Trainer / Assistent: Arkadi Tschernyschow / Anatoli Tarassow                                                                                           | Tor: Wiktor Tolmatschow Verteidigung: Alexander Ragulin, Wiktor Kuskin, Eduard Iwanow, Wladimir Breschnew Sturm: Konstantin Loktew (2), Alexander Almetow (1), Weniamin Alexandrow (1), Anatoli Ionow (1), Wjatscheslaw Starschinow (3), Boris Majorow (1), Leonid Wolkow, Wiktor Jakuschew (1), Anatoli Firsow, Juri Wolkow (2) Trainer / Assistent: Arkadi Tschernyschow / Anatoli Tarassow                                                                                           | Tor: Wiktor Tolmatschow Verteidigung: Alexander Ragulin, Wiktor Kuskin, Eduard Iwanow, Wladimir Breschnew Sturm: Konstantin Loktew (2), Alexander Almetow (1), Weniamin Alexandrow (1), Anatoli Ionow (1), Wjatscheslaw Starschinow (3), Boris Majorow (1), Leonid Wolkow, Wiktor Jakuschew (1), Anatoli Firsow, Juri Wolkow (2) Trainer / Assistent: Arkadi Tschernyschow / Anatoli Tarassow                                                                                           |
| Nr. 173 21. Februar 1965  | 12:0 (1:0, 5:0, 6:0) | 0 BR Deutschland | A | 0Garmisch-Partenkirchen, BRD | 0Freundschaftsspiel | |
| Aufstellung               | Tor: Wiktor Konowalenko Verteidigung: Alexander Ragulin (1), Eduard Iwanow, Stanislaw Petuchow (1), Wjatscheslaw Schidkow Sturm: Konstantin Loktew, Alexander Almetow (4), Weniamin Alexandrow, Anatoli Ionow (1), Wjatscheslaw Starschinow (1), Boris Majorow (2), Leonid Wolkow (1), Wiktor Jakuschew, Anatoli Firsow (1), Juri Wolkow Trainer / Assistent: Arkadi Tschernyschow / Anatoli Tarassow                                                                                   | Tor: Wiktor Konowalenko Verteidigung: Alexander Ragulin (1), Eduard Iwanow, Stanislaw Petuchow (1), Wjatscheslaw Schidkow Sturm: Konstantin Loktew, Alexander Almetow (4), Weniamin Alexandrow, Anatoli Ionow (1), Wjatscheslaw Starschinow (1), Boris Majorow (2), Leonid Wolkow (1), Wiktor Jakuschew, Anatoli Firsow (1), Juri Wolkow Trainer / Assistent: Arkadi Tschernyschow / Anatoli Tarassow                                                                                   | Tor: Wiktor Konowalenko Verteidigung: Alexander Ragulin (1), Eduard Iwanow, Stanislaw Petuchow (1), Wjatscheslaw Schidkow Sturm: Konstantin Loktew, Alexander Almetow (4), Weniamin Alexandrow, Anatoli Ionow (1), Wjatscheslaw Starschinow (1), Boris Majorow (2), Leonid Wolkow (1), Wiktor Jakuschew, Anatoli Firsow (1), Juri Wolkow Trainer / Assistent: Arkadi Tschernyschow / Anatoli Tarassow                                                                                   | Tor: Wiktor Konowalenko Verteidigung: Alexander Ragulin (1), Eduard Iwanow, Stanislaw Petuchow (1), Wjatscheslaw Schidkow Sturm: Konstantin Loktew, Alexander Almetow (4), Weniamin Alexandrow, Anatoli Ionow (1), Wjatscheslaw Starschinow (1), Boris Majorow (2), Leonid Wolkow (1), Wiktor Jakuschew, Anatoli Firsow (1), Juri Wolkow Trainer / Assistent: Arkadi Tschernyschow / Anatoli Tarassow                                                                                   | Tor: Wiktor Konowalenko Verteidigung: Alexander Ragulin (1), Eduard Iwanow, Stanislaw Petuchow (1), Wjatscheslaw Schidkow Sturm: Konstantin Loktew, Alexander Almetow (4), Weniamin Alexandrow, Anatoli Ionow (1), Wjatscheslaw Starschinow (1), Boris Majorow (2), Leonid Wolkow (1), Wiktor Jakuschew, Anatoli Firsow (1), Juri Wolkow Trainer / Assistent: Arkadi Tschernyschow / Anatoli Tarassow                                                                                   | Tor: Wiktor Konowalenko Verteidigung: Alexander Ragulin (1), Eduard Iwanow, Stanislaw Petuchow (1), Wjatscheslaw Schidkow Sturm: Konstantin Loktew, Alexander Almetow (4), Weniamin Alexandrow, Anatoli Ionow (1), Wjatscheslaw Starschinow (1), Boris Majorow (2), Leonid Wolkow (1), Wiktor Jakuschew, Anatoli Firsow (1), Juri Wolkow Trainer / Assistent: Arkadi Tschernyschow / Anatoli Tarassow                                                                                   |
| Nr. 174 26. Februar 1965  | 5:1 (2:1, 1:0, 2:0) | 0 Kanada | H | 0Moskau | 0Freundschaftsspiel | |
| Aufstellung               | Tor: Anatoli Ragulin, Wiktor Singer (31. Min.) Verteidigung: Oleg Saizew, Witali Dawydow, Wladimir Breschnew (1), Wjatscheslaw Schidkow, Wiktor Kuskin Sturm: Wiktor Blinow, Igor Romischewski, Leonid Wolkow, Wiktor Jakuschew (1), Juri Wolkow, Alexander Striganow, Jewgeni Mischakow (2), Juri Moissejew, Gennadi Sawin, Alexander Jakuschew (1), Wiktor Jaroslawzew Trainer / Assistent: Arkadi Tschernyschow / Anatoli Tarassow                                                   | Tor: Anatoli Ragulin, Wiktor Singer (31. Min.) Verteidigung: Oleg Saizew, Witali Dawydow, Wladimir Breschnew (1), Wjatscheslaw Schidkow, Wiktor Kuskin Sturm: Wiktor Blinow, Igor Romischewski, Leonid Wolkow, Wiktor Jakuschew (1), Juri Wolkow, Alexander Striganow, Jewgeni Mischakow (2), Juri Moissejew, Gennadi Sawin, Alexander Jakuschew (1), Wiktor Jaroslawzew Trainer / Assistent: Arkadi Tschernyschow / Anatoli Tarassow                                                   | Tor: Anatoli Ragulin, Wiktor Singer (31. Min.) Verteidigung: Oleg Saizew, Witali Dawydow, Wladimir Breschnew (1), Wjatscheslaw Schidkow, Wiktor Kuskin Sturm: Wiktor Blinow, Igor Romischewski, Leonid Wolkow, Wiktor Jakuschew (1), Juri Wolkow, Alexander Striganow, Jewgeni Mischakow (2), Juri Moissejew, Gennadi Sawin, Alexander Jakuschew (1), Wiktor Jaroslawzew Trainer / Assistent: Arkadi Tschernyschow / Anatoli Tarassow                                                   | Tor: Anatoli Ragulin, Wiktor Singer (31. Min.) Verteidigung: Oleg Saizew, Witali Dawydow, Wladimir Breschnew (1), Wjatscheslaw Schidkow, Wiktor Kuskin Sturm: Wiktor Blinow, Igor Romischewski, Leonid Wolkow, Wiktor Jakuschew (1), Juri Wolkow, Alexander Striganow, Jewgeni Mischakow (2), Juri Moissejew, Gennadi Sawin, Alexander Jakuschew (1), Wiktor Jaroslawzew Trainer / Assistent: Arkadi Tschernyschow / Anatoli Tarassow                                                   | Tor: Anatoli Ragulin, Wiktor Singer (31. Min.) Verteidigung: Oleg Saizew, Witali Dawydow, Wladimir Breschnew (1), Wjatscheslaw Schidkow, Wiktor Kuskin Sturm: Wiktor Blinow, Igor Romischewski, Leonid Wolkow, Wiktor Jakuschew (1), Juri Wolkow, Alexander Striganow, Jewgeni Mischakow (2), Juri Moissejew, Gennadi Sawin, Alexander Jakuschew (1), Wiktor Jaroslawzew Trainer / Assistent: Arkadi Tschernyschow / Anatoli Tarassow                                                   | Tor: Anatoli Ragulin, Wiktor Singer (31. Min.) Verteidigung: Oleg Saizew, Witali Dawydow, Wladimir Breschnew (1), Wjatscheslaw Schidkow, Wiktor Kuskin Sturm: Wiktor Blinow, Igor Romischewski, Leonid Wolkow, Wiktor Jakuschew (1), Juri Wolkow, Alexander Striganow, Jewgeni Mischakow (2), Juri Moissejew, Gennadi Sawin, Alexander Jakuschew (1), Wiktor Jaroslawzew Trainer / Assistent: Arkadi Tschernyschow / Anatoli Tarassow                                                   |
| Nr. 175 28. Februar 1965  | 3:3 (2:1, 1:1, 0:1) | 0 Kanada | H | 0Moskau | 0Freundschaftsspiel | |
| Aufstellung               | Tor: Wiktor Singer Verteidigung: Oleg Saizew, Waleri Nikitin, Anatoli Drosdow, Wjatscheslaw Schidkow, Waleri Kusmin, Wiktor Blinow, Igor Romischewski (1) Sturm: Alexander Striganow (1), Jewgeni Mischakow, Juri Moissejew, Jewgeni Majorow (1), Juri Tschitschurin, Walentin Senjuschkin, Gennadi Sawin, Alexander Jakuschew, Wiktor Jaroslawzew Trainer / Assistent: Arkadi Tschernyschow / Anatoli Tarassow                                                                         | Tor: Wiktor Singer Verteidigung: Oleg Saizew, Waleri Nikitin, Anatoli Drosdow, Wjatscheslaw Schidkow, Waleri Kusmin, Wiktor Blinow, Igor Romischewski (1) Sturm: Alexander Striganow (1), Jewgeni Mischakow, Juri Moissejew, Jewgeni Majorow (1), Juri Tschitschurin, Walentin Senjuschkin, Gennadi Sawin, Alexander Jakuschew, Wiktor Jaroslawzew Trainer / Assistent: Arkadi Tschernyschow / Anatoli Tarassow                                                                         | Tor: Wiktor Singer Verteidigung: Oleg Saizew, Waleri Nikitin, Anatoli Drosdow, Wjatscheslaw Schidkow, Waleri Kusmin, Wiktor Blinow, Igor Romischewski (1) Sturm: Alexander Striganow (1), Jewgeni Mischakow, Juri Moissejew, Jewgeni Majorow (1), Juri Tschitschurin, Walentin Senjuschkin, Gennadi Sawin, Alexander Jakuschew, Wiktor Jaroslawzew Trainer / Assistent: Arkadi Tschernyschow / Anatoli Tarassow                                                                         | Tor: Wiktor Singer Verteidigung: Oleg Saizew, Waleri Nikitin, Anatoli Drosdow, Wjatscheslaw Schidkow, Waleri Kusmin, Wiktor Blinow, Igor Romischewski (1) Sturm: Alexander Striganow (1), Jewgeni Mischakow, Juri Moissejew, Jewgeni Majorow (1), Juri Tschitschurin, Walentin Senjuschkin, Gennadi Sawin, Alexander Jakuschew, Wiktor Jaroslawzew Trainer / Assistent: Arkadi Tschernyschow / Anatoli Tarassow                                                                         | Tor: Wiktor Singer Verteidigung: Oleg Saizew, Waleri Nikitin, Anatoli Drosdow, Wjatscheslaw Schidkow, Waleri Kusmin, Wiktor Blinow, Igor Romischewski (1) Sturm: Alexander Striganow (1), Jewgeni Mischakow, Juri Moissejew, Jewgeni Majorow (1), Juri Tschitschurin, Walentin Senjuschkin, Gennadi Sawin, Alexander Jakuschew, Wiktor Jaroslawzew Trainer / Assistent: Arkadi Tschernyschow / Anatoli Tarassow                                                                         | Tor: Wiktor Singer Verteidigung: Oleg Saizew, Waleri Nikitin, Anatoli Drosdow, Wjatscheslaw Schidkow, Waleri Kusmin, Wiktor Blinow, Igor Romischewski (1) Sturm: Alexander Striganow (1), Jewgeni Mischakow, Juri Moissejew, Jewgeni Majorow (1), Juri Tschitschurin, Walentin Senjuschkin, Gennadi Sawin, Alexander Jakuschew, Wiktor Jaroslawzew Trainer / Assistent: Arkadi Tschernyschow / Anatoli Tarassow                                                                         |
| Nr. 176 4. März 1965      | 8:4 (3:0, 1:2, 4:2) | 0 Finnland | A | 0Tampere, FIN | 0WM 1965 / EM 1965 | |
| Aufstellung               | Tor: Wiktor Konowalenko Verteidigung: Alexander Ragulin, Eduard Iwanow (1), Wiktor Kuskin, Witali Dawydow, Wladimir Breschnew Sturm: Konstantin Loktew, Alexander Almetow (1), Weniamin Alexandrow (1), Anatoli Ionow (1), Wjatscheslaw Starschinow, Boris Majorow (1), Leonid Wolkow (1), Wiktor Jakuschew (2), Anatoli Firsow Trainer / Assistent: Arkadi Tschernyschow / Anatoli Tarassow                                                                                            | Tor: Wiktor Konowalenko Verteidigung: Alexander Ragulin, Eduard Iwanow (1), Wiktor Kuskin, Witali Dawydow, Wladimir Breschnew Sturm: Konstantin Loktew, Alexander Almetow (1), Weniamin Alexandrow (1), Anatoli Ionow (1), Wjatscheslaw Starschinow, Boris Majorow (1), Leonid Wolkow (1), Wiktor Jakuschew (2), Anatoli Firsow Trainer / Assistent: Arkadi Tschernyschow / Anatoli Tarassow                                                                                            | Tor: Wiktor Konowalenko Verteidigung: Alexander Ragulin, Eduard Iwanow (1), Wiktor Kuskin, Witali Dawydow, Wladimir Breschnew Sturm: Konstantin Loktew, Alexander Almetow (1), Weniamin Alexandrow (1), Anatoli Ionow (1), Wjatscheslaw Starschinow, Boris Majorow (1), Leonid Wolkow (1), Wiktor Jakuschew (2), Anatoli Firsow Trainer / Assistent: Arkadi Tschernyschow / Anatoli Tarassow                                                                                            | Tor: Wiktor Konowalenko Verteidigung: Alexander Ragulin, Eduard Iwanow (1), Wiktor Kuskin, Witali Dawydow, Wladimir Breschnew Sturm: Konstantin Loktew, Alexander Almetow (1), Weniamin Alexandrow (1), Anatoli Ionow (1), Wjatscheslaw Starschinow, Boris Majorow (1), Leonid Wolkow (1), Wiktor Jakuschew (2), Anatoli Firsow Trainer / Assistent: Arkadi Tschernyschow / Anatoli Tarassow                                                                                            | Tor: Wiktor Konowalenko Verteidigung: Alexander Ragulin, Eduard Iwanow (1), Wiktor Kuskin, Witali Dawydow, Wladimir Breschnew Sturm: Konstantin Loktew, Alexander Almetow (1), Weniamin Alexandrow (1), Anatoli Ionow (1), Wjatscheslaw Starschinow, Boris Majorow (1), Leonid Wolkow (1), Wiktor Jakuschew (2), Anatoli Firsow Trainer / Assistent: Arkadi Tschernyschow / Anatoli Tarassow                                                                                            | Tor: Wiktor Konowalenko Verteidigung: Alexander Ragulin, Eduard Iwanow (1), Wiktor Kuskin, Witali Dawydow, Wladimir Breschnew Sturm: Konstantin Loktew, Alexander Almetow (1), Weniamin Alexandrow (1), Anatoli Ionow (1), Wjatscheslaw Starschinow, Boris Majorow (1), Leonid Wolkow (1), Wiktor Jakuschew (2), Anatoli Firsow Trainer / Assistent: Arkadi Tschernyschow / Anatoli Tarassow                                                                                            |
| Nr. 177 5. März 1965      | 14:2 (5:0, 4:1, 5:1) | 0 Norwegen | * | 0Tampere, FIN | 0WM 1965 / EM 1965 | |
| Aufstellung               | Tor: Wiktor Singer Verteidigung: Alexander Ragulin, Eduard Iwanow, Wiktor Kuskin, Witali Dawydow, Wladimir Breschnew Sturm: Konstantin Loktew (2), Alexander Almetow (3), Weniamin Alexandrow, Anatoli Ionow (1), Wjatscheslaw Starschinow (3), Boris Majorow (2), Leonid Wolkow (1), Wiktor Jakuschew (1), Juri Wolkow (1) Trainer / Assistent: Arkadi Tschernyschow / Anatoli Tarassow                                                                                                | Tor: Wiktor Singer Verteidigung: Alexander Ragulin, Eduard Iwanow, Wiktor Kuskin, Witali Dawydow, Wladimir Breschnew Sturm: Konstantin Loktew (2), Alexander Almetow (3), Weniamin Alexandrow, Anatoli Ionow (1), Wjatscheslaw Starschinow (3), Boris Majorow (2), Leonid Wolkow (1), Wiktor Jakuschew (1), Juri Wolkow (1) Trainer / Assistent: Arkadi Tschernyschow / Anatoli Tarassow                                                                                                | Tor: Wiktor Singer Verteidigung: Alexander Ragulin, Eduard Iwanow, Wiktor Kuskin, Witali Dawydow, Wladimir Breschnew Sturm: Konstantin Loktew (2), Alexander Almetow (3), Weniamin Alexandrow, Anatoli Ionow (1), Wjatscheslaw Starschinow (3), Boris Majorow (2), Leonid Wolkow (1), Wiktor Jakuschew (1), Juri Wolkow (1) Trainer / Assistent: Arkadi Tschernyschow / Anatoli Tarassow                                                                                                | Tor: Wiktor Singer Verteidigung: Alexander Ragulin, Eduard Iwanow, Wiktor Kuskin, Witali Dawydow, Wladimir Breschnew Sturm: Konstantin Loktew (2), Alexander Almetow (3), Weniamin Alexandrow, Anatoli Ionow (1), Wjatscheslaw Starschinow (3), Boris Majorow (2), Leonid Wolkow (1), Wiktor Jakuschew (1), Juri Wolkow (1) Trainer / Assistent: Arkadi Tschernyschow / Anatoli Tarassow                                                                                                | Tor: Wiktor Singer Verteidigung: Alexander Ragulin, Eduard Iwanow, Wiktor Kuskin, Witali Dawydow, Wladimir Breschnew Sturm: Konstantin Loktew (2), Alexander Almetow (3), Weniamin Alexandrow, Anatoli Ionow (1), Wjatscheslaw Starschinow (3), Boris Majorow (2), Leonid Wolkow (1), Wiktor Jakuschew (1), Juri Wolkow (1) Trainer / Assistent: Arkadi Tschernyschow / Anatoli Tarassow                                                                                                | Tor: Wiktor Singer Verteidigung: Alexander Ragulin, Eduard Iwanow, Wiktor Kuskin, Witali Dawydow, Wladimir Breschnew Sturm: Konstantin Loktew (2), Alexander Almetow (3), Weniamin Alexandrow, Anatoli Ionow (1), Wjatscheslaw Starschinow (3), Boris Majorow (2), Leonid Wolkow (1), Wiktor Jakuschew (1), Juri Wolkow (1) Trainer / Assistent: Arkadi Tschernyschow / Anatoli Tarassow                                                                                                |
| Nr. 178 7. März 1965      | 8:0 (4:0, 1:0, 3:0) | 0 DDR | * | 0Tampere, FIN | 0WM 1965 / EM 1965 | |
| Aufstellung               | Tor: Wiktor Konowalenko Verteidigung: Alexander Ragulin, Eduard Iwanow (1), Wiktor Kuskin, Witali Dawydow, Wladimir Breschnew Sturm: Konstantin Loktew (1), Alexander Almetow (1), Weniamin Alexandrow, Anatoli Ionow, Wjatscheslaw Starschinow (1), Boris Majorow, Leonid Wolkow (1), Wiktor Jakuschew, Anatoli Firsow (3) Trainer / Assistent: Arkadi Tschernyschow / Anatoli Tarassow                                                                                                | Tor: Wiktor Konowalenko Verteidigung: Alexander Ragulin, Eduard Iwanow (1), Wiktor Kuskin, Witali Dawydow, Wladimir Breschnew Sturm: Konstantin Loktew (1), Alexander Almetow (1), Weniamin Alexandrow, Anatoli Ionow, Wjatscheslaw Starschinow (1), Boris Majorow, Leonid Wolkow (1), Wiktor Jakuschew, Anatoli Firsow (3) Trainer / Assistent: Arkadi Tschernyschow / Anatoli Tarassow                                                                                                | Tor: Wiktor Konowalenko Verteidigung: Alexander Ragulin, Eduard Iwanow (1), Wiktor Kuskin, Witali Dawydow, Wladimir Breschnew Sturm: Konstantin Loktew (1), Alexander Almetow (1), Weniamin Alexandrow, Anatoli Ionow, Wjatscheslaw Starschinow (1), Boris Majorow, Leonid Wolkow (1), Wiktor Jakuschew, Anatoli Firsow (3) Trainer / Assistent: Arkadi Tschernyschow / Anatoli Tarassow                                                                                                | Tor: Wiktor Konowalenko Verteidigung: Alexander Ragulin, Eduard Iwanow (1), Wiktor Kuskin, Witali Dawydow, Wladimir Breschnew Sturm: Konstantin Loktew (1), Alexander Almetow (1), Weniamin Alexandrow, Anatoli Ionow, Wjatscheslaw Starschinow (1), Boris Majorow, Leonid Wolkow (1), Wiktor Jakuschew, Anatoli Firsow (3) Trainer / Assistent: Arkadi Tschernyschow / Anatoli Tarassow                                                                                                | Tor: Wiktor Konowalenko Verteidigung: Alexander Ragulin, Eduard Iwanow (1), Wiktor Kuskin, Witali Dawydow, Wladimir Breschnew Sturm: Konstantin Loktew (1), Alexander Almetow (1), Weniamin Alexandrow, Anatoli Ionow, Wjatscheslaw Starschinow (1), Boris Majorow, Leonid Wolkow (1), Wiktor Jakuschew, Anatoli Firsow (3) Trainer / Assistent: Arkadi Tschernyschow / Anatoli Tarassow                                                                                                | Tor: Wiktor Konowalenko Verteidigung: Alexander Ragulin, Eduard Iwanow (1), Wiktor Kuskin, Witali Dawydow, Wladimir Breschnew Sturm: Konstantin Loktew (1), Alexander Almetow (1), Weniamin Alexandrow, Anatoli Ionow, Wjatscheslaw Starschinow (1), Boris Majorow, Leonid Wolkow (1), Wiktor Jakuschew, Anatoli Firsow (3) Trainer / Assistent: Arkadi Tschernyschow / Anatoli Tarassow                                                                                                |
| Nr. 179 10. März 1965     | 5:3 (0:2, 2:0, 3:1) | 0 Schweden | * | 0Tampere, FIN | 0WM 1965 / EM 1965 | |
| Aufstellung               | Tor: Wiktor Konowalenko Verteidigung: Alexander Ragulin, Eduard Iwanow, Wiktor Kuskin, Witali Dawydow, Wladimir Breschnew Sturm: Konstantin Loktew, Alexander Almetow (1), Weniamin Alexandrow (1), Anatoli Ionow (1), Wjatscheslaw Starschinow (1), Boris Majorow, Leonid Wolkow, Wiktor Jakuschew, Anatoli Firsow (1) Trainer / Assistent: Arkadi Tschernyschow / Anatoli Tarassow | Tor: Wiktor Konowalenko Verteidigung: Alexander Ragulin, Eduard Iwanow, Wiktor Kuskin, Witali Dawydow, Wladimir Breschnew Sturm: Konstantin Loktew, Alexander Almetow (1), Weniamin Alexandrow (1), Anatoli Ionow (1), Wjatscheslaw Starschinow (1), Boris Majorow, Leonid Wolkow, Wiktor Jakuschew, Anatoli Firsow (1) Trainer / Assistent: Arkadi Tschernyschow / Anatoli Tarassow | Tor: Wiktor Konowalenko Verteidigung: Alexander Ragulin, Eduard Iwanow, Wiktor Kuskin, Witali Dawydow, Wladimir Breschnew Sturm: Konstantin Loktew, Alexander Almetow (1), Weniamin Alexandrow (1), Anatoli Ionow (1), Wjatscheslaw Starschinow (1), Boris Majorow, Leonid Wolkow, Wiktor Jakuschew, Anatoli Firsow (1) Trainer / Assistent: Arkadi Tschernyschow / Anatoli Tarassow | Tor: Wiktor Konowalenko Verteidigung: Alexander Ragulin, Eduard Iwanow, Wiktor Kuskin, Witali Dawydow, Wladimir Breschnew Sturm: Konstantin Loktew, Alexander Almetow (1), Weniamin Alexandrow (1), Anatoli Ionow (1), Wjatscheslaw Starschinow (1), Boris Majorow, Leonid Wolkow, Wiktor Jakuschew, Anatoli Firsow (1) Trainer / Assistent: Arkadi Tschernyschow / Anatoli Tarassow | Tor: Wiktor Konowalenko Verteidigung: Alexander Ragulin, Eduard Iwanow, Wiktor Kuskin, Witali Dawydow, Wladimir Breschnew Sturm: Konstantin Loktew, Alexander Almetow (1), Weniamin Alexandrow (1), Anatoli Ionow (1), Wjatscheslaw Starschinow (1), Boris Majorow, Leonid Wolkow, Wiktor Jakuschew, Anatoli Firsow (1) Trainer / Assistent: Arkadi Tschernyschow / Anatoli Tarassow | Tor: Wiktor Konowalenko Verteidigung: Alexander Ragulin, Eduard Iwanow, Wiktor Kuskin, Witali Dawydow, Wladimir Breschnew Sturm: Konstantin Loktew, Alexander Almetow (1), Weniamin Alexandrow (1), Anatoli Ionow (1), Wjatscheslaw Starschinow (1), Boris Majorow, Leonid Wolkow, Wiktor Jakuschew, Anatoli Firsow (1) Trainer / Assistent: Arkadi Tschernyschow / Anatoli Tarassow |
| Nr. 180 11. März 1965     | 9:2 (2:0, 5:0, 2:2) | 0 Vereinigte Staaten | * | 0Tampere, FIN | 0WM 1965 / EM 1965 | |
| Aufstellung               | Tor: Wiktor Konowalenko Verteidigung: Alexander Ragulin, Eduard Iwanow, Wiktor Kuskin (1), Witali Dawydow, Wladimir Breschnew Sturm Konstantin Loktew (3), Alexander Almetow (1), Weniamin Alexandrow (1), Anatoli Ionow, Wjatscheslaw Starschinow, Boris Majorow (1), Juri Wolkow, Wiktor Jakuschew (1), Anatoli Firsow (1) Trainer / Assistent: Arkadi Tschernyschow / Anatoli Tarassow                                                                                               | Tor: Wiktor Konowalenko Verteidigung: Alexander Ragulin, Eduard Iwanow, Wiktor Kuskin (1), Witali Dawydow, Wladimir Breschnew Sturm Konstantin Loktew (3), Alexander Almetow (1), Weniamin Alexandrow (1), Anatoli Ionow, Wjatscheslaw Starschinow, Boris Majorow (1), Juri Wolkow, Wiktor Jakuschew (1), Anatoli Firsow (1) Trainer / Assistent: Arkadi Tschernyschow / Anatoli Tarassow                                                                                               | Tor: Wiktor Konowalenko Verteidigung: Alexander Ragulin, Eduard Iwanow, Wiktor Kuskin (1), Witali Dawydow, Wladimir Breschnew Sturm Konstantin Loktew (3), Alexander Almetow (1), Weniamin Alexandrow (1), Anatoli Ionow, Wjatscheslaw Starschinow, Boris Majorow (1), Juri Wolkow, Wiktor Jakuschew (1), Anatoli Firsow (1) Trainer / Assistent: Arkadi Tschernyschow / Anatoli Tarassow                                                                                               | Tor: Wiktor Konowalenko Verteidigung: Alexander Ragulin, Eduard Iwanow, Wiktor Kuskin (1), Witali Dawydow, Wladimir Breschnew Sturm Konstantin Loktew (3), Alexander Almetow (1), Weniamin Alexandrow (1), Anatoli Ionow, Wjatscheslaw Starschinow, Boris Majorow (1), Juri Wolkow, Wiktor Jakuschew (1), Anatoli Firsow (1) Trainer / Assistent: Arkadi Tschernyschow / Anatoli Tarassow                                                                                               | Tor: Wiktor Konowalenko Verteidigung: Alexander Ragulin, Eduard Iwanow, Wiktor Kuskin (1), Witali Dawydow, Wladimir Breschnew Sturm Konstantin Loktew (3), Alexander Almetow (1), Weniamin Alexandrow (1), Anatoli Ionow, Wjatscheslaw Starschinow, Boris Majorow (1), Juri Wolkow, Wiktor Jakuschew (1), Anatoli Firsow (1) Trainer / Assistent: Arkadi Tschernyschow / Anatoli Tarassow                                                                                               | Tor: Wiktor Konowalenko Verteidigung: Alexander Ragulin, Eduard Iwanow, Wiktor Kuskin (1), Witali Dawydow, Wladimir Breschnew Sturm Konstantin Loktew (3), Alexander Almetow (1), Weniamin Alexandrow (1), Anatoli Ionow, Wjatscheslaw Starschinow, Boris Majorow (1), Juri Wolkow, Wiktor Jakuschew (1), Anatoli Firsow (1) Trainer / Assistent: Arkadi Tschernyschow / Anatoli Tarassow                                                                                               |
| Nr. 181 13. März 1965     | 3:1 (2:0, 0:0, 1:1) | 0 Tschechoslowakei | * | 0Tampere, FIN | 0WM 1965 / EM 1965 | |
| Aufstellung               | Tor: Wiktor Konowalenko Verteidigung: Alexander Ragulin, Eduard Iwanow, Wiktor Kuskin (1), Witali Dawydow, Wladimir Breschnew Sturm: Konstantin Loktew, Alexander Almetow, Weniamin Alexandrow, Anatoli Ionow, Wjatscheslaw Starschinow (1), Boris Majorow, Leonid Wolkow (1), Wiktor Jakuschew, Anatoli Firsow Trainer / Assistent: Arkadi Tschernyschow / Anatoli Tarassow | Tor: Wiktor Konowalenko Verteidigung: Alexander Ragulin, Eduard Iwanow, Wiktor Kuskin (1), Witali Dawydow, Wladimir Breschnew Sturm: Konstantin Loktew, Alexander Almetow, Weniamin Alexandrow, Anatoli Ionow, Wjatscheslaw Starschinow (1), Boris Majorow, Leonid Wolkow (1), Wiktor Jakuschew, Anatoli Firsow Trainer / Assistent: Arkadi Tschernyschow / Anatoli Tarassow | Tor: Wiktor Konowalenko Verteidigung: Alexander Ragulin, Eduard Iwanow, Wiktor Kuskin (1), Witali Dawydow, Wladimir Breschnew Sturm: Konstantin Loktew, Alexander Almetow, Weniamin Alexandrow, Anatoli Ionow, Wjatscheslaw Starschinow (1), Boris Majorow, Leonid Wolkow (1), Wiktor Jakuschew, Anatoli Firsow Trainer / Assistent: Arkadi Tschernyschow / Anatoli Tarassow | Tor: Wiktor Konowalenko Verteidigung: Alexander Ragulin, Eduard Iwanow, Wiktor Kuskin (1), Witali Dawydow, Wladimir Breschnew Sturm: Konstantin Loktew, Alexander Almetow, Weniamin Alexandrow, Anatoli Ionow, Wjatscheslaw Starschinow (1), Boris Majorow, Leonid Wolkow (1), Wiktor Jakuschew, Anatoli Firsow Trainer / Assistent: Arkadi Tschernyschow / Anatoli Tarassow | Tor: Wiktor Konowalenko Verteidigung: Alexander Ragulin, Eduard Iwanow, Wiktor Kuskin (1), Witali Dawydow, Wladimir Breschnew Sturm: Konstantin Loktew, Alexander Almetow, Weniamin Alexandrow, Anatoli Ionow, Wjatscheslaw Starschinow (1), Boris Majorow, Leonid Wolkow (1), Wiktor Jakuschew, Anatoli Firsow Trainer / Assistent: Arkadi Tschernyschow / Anatoli Tarassow | Tor: Wiktor Konowalenko Verteidigung: Alexander Ragulin, Eduard Iwanow, Wiktor Kuskin (1), Witali Dawydow, Wladimir Breschnew Sturm: Konstantin Loktew, Alexander Almetow, Weniamin Alexandrow, Anatoli Ionow, Wjatscheslaw Starschinow (1), Boris Majorow, Leonid Wolkow (1), Wiktor Jakuschew, Anatoli Firsow Trainer / Assistent: Arkadi Tschernyschow / Anatoli Tarassow |
| Nr. 182 14. März 1965     | 4:1 (0:0, 2:1, 2:0) | 0 Kanada | * | 0Tampere, FIN | 0WM 1965 / EM 1965 | 05. WM-Titel 09. EM-Titel |
| Aufstellung               | Tor: Wiktor Singer Verteidigung: Alexander Ragulin, Eduard Iwanow, Wiktor Kuskin, Wladimir Breschnew Sturm: Konstantin Loktew (1), Alexander Almetow, Weniamin Alexandrow (1), Anatoli Ionow (1), Wjatscheslaw Starschinow, Boris Majorow (1), Juri Wolkow, Wiktor Jakuschew, Anatoli Firsow, Leonid Wolkow Trainer / Assistent: Arkadi Tschernyschow / Anatoli Tarassow | Tor: Wiktor Singer Verteidigung: Alexander Ragulin, Eduard Iwanow, Wiktor Kuskin, Wladimir Breschnew Sturm: Konstantin Loktew (1), Alexander Almetow, Weniamin Alexandrow (1), Anatoli Ionow (1), Wjatscheslaw Starschinow, Boris Majorow (1), Juri Wolkow, Wiktor Jakuschew, Anatoli Firsow, Leonid Wolkow Trainer / Assistent: Arkadi Tschernyschow / Anatoli Tarassow | Tor: Wiktor Singer Verteidigung: Alexander Ragulin, Eduard Iwanow, Wiktor Kuskin, Wladimir Breschnew Sturm: Konstantin Loktew (1), Alexander Almetow, Weniamin Alexandrow (1), Anatoli Ionow (1), Wjatscheslaw Starschinow, Boris Majorow (1), Juri Wolkow, Wiktor Jakuschew, Anatoli Firsow, Leonid Wolkow Trainer / Assistent: Arkadi Tschernyschow / Anatoli Tarassow | Tor: Wiktor Singer Verteidigung: Alexander Ragulin, Eduard Iwanow, Wiktor Kuskin, Wladimir Breschnew Sturm: Konstantin Loktew (1), Alexander Almetow, Weniamin Alexandrow (1), Anatoli Ionow (1), Wjatscheslaw Starschinow, Boris Majorow (1), Juri Wolkow, Wiktor Jakuschew, Anatoli Firsow, Leonid Wolkow Trainer / Assistent: Arkadi Tschernyschow / Anatoli Tarassow | Tor: Wiktor Singer Verteidigung: Alexander Ragulin, Eduard Iwanow, Wiktor Kuskin, Wladimir Breschnew Sturm: Konstantin Loktew (1), Alexander Almetow, Weniamin Alexandrow (1), Anatoli Ionow (1), Wjatscheslaw Starschinow, Boris Majorow (1), Juri Wolkow, Wiktor Jakuschew, Anatoli Firsow, Leonid Wolkow Trainer / Assistent: Arkadi Tschernyschow / Anatoli Tarassow | Tor: Wiktor Singer Verteidigung: Alexander Ragulin, Eduard Iwanow, Wiktor Kuskin, Wladimir Breschnew Sturm: Konstantin Loktew (1), Alexander Almetow, Weniamin Alexandrow (1), Anatoli Ionow (1), Wjatscheslaw Starschinow, Boris Majorow (1), Juri Wolkow, Wiktor Jakuschew, Anatoli Firsow, Leonid Wolkow Trainer / Assistent: Arkadi Tschernyschow / Anatoli Tarassow |
| Nr. 183 24. November 1965 | 2:3 (0:0, 1:2, 1:1) | 0 Tschechoslowakei | A | 0Prag, TCH | 0Freundschaftsspiel | |
| Aufstellung               | Tor: Wiktor Singer Verteidigung: Igor Romischewski, Oleg Saizew, Wiktor Kuskin, Witali Dawydow, Wjatscheslaw Schidkow, Wladimir Breschnew Sturm: Anatoli Ionow, Jewgeni Mischakow, Juri Moissejew (1), Alexander Striganow, Wladimir Jursinow (1), Wiktor Jakuschew, Alexander Sakejew, Anatoli Motowilow, Wiktor Schilow Trainer / Assistent: Arkadi Tschernyschow / Anatoli Tarassow                                                                                                  | Tor: Wiktor Singer Verteidigung: Igor Romischewski, Oleg Saizew, Wiktor Kuskin, Witali Dawydow, Wjatscheslaw Schidkow, Wladimir Breschnew Sturm: Anatoli Ionow, Jewgeni Mischakow, Juri Moissejew (1), Alexander Striganow, Wladimir Jursinow (1), Wiktor Jakuschew, Alexander Sakejew, Anatoli Motowilow, Wiktor Schilow Trainer / Assistent: Arkadi Tschernyschow / Anatoli Tarassow                                                                                                  | Tor: Wiktor Singer Verteidigung: Igor Romischewski, Oleg Saizew, Wiktor Kuskin, Witali Dawydow, Wjatscheslaw Schidkow, Wladimir Breschnew Sturm: Anatoli Ionow, Jewgeni Mischakow, Juri Moissejew (1), Alexander Striganow, Wladimir Jursinow (1), Wiktor Jakuschew, Alexander Sakejew, Anatoli Motowilow, Wiktor Schilow Trainer / Assistent: Arkadi Tschernyschow / Anatoli Tarassow                                                                                                  | Tor: Wiktor Singer Verteidigung: Igor Romischewski, Oleg Saizew, Wiktor Kuskin, Witali Dawydow, Wjatscheslaw Schidkow, Wladimir Breschnew Sturm: Anatoli Ionow, Jewgeni Mischakow, Juri Moissejew (1), Alexander Striganow, Wladimir Jursinow (1), Wiktor Jakuschew, Alexander Sakejew, Anatoli Motowilow, Wiktor Schilow Trainer / Assistent: Arkadi Tschernyschow / Anatoli Tarassow                                                                                                  | Tor: Wiktor Singer Verteidigung: Igor Romischewski, Oleg Saizew, Wiktor Kuskin, Witali Dawydow, Wjatscheslaw Schidkow, Wladimir Breschnew Sturm: Anatoli Ionow, Jewgeni Mischakow, Juri Moissejew (1), Alexander Striganow, Wladimir Jursinow (1), Wiktor Jakuschew, Alexander Sakejew, Anatoli Motowilow, Wiktor Schilow Trainer / Assistent: Arkadi Tschernyschow / Anatoli Tarassow                                                                                                  | Tor: Wiktor Singer Verteidigung: Igor Romischewski, Oleg Saizew, Wiktor Kuskin, Witali Dawydow, Wjatscheslaw Schidkow, Wladimir Breschnew Sturm: Anatoli Ionow, Jewgeni Mischakow, Juri Moissejew (1), Alexander Striganow, Wladimir Jursinow (1), Wiktor Jakuschew, Alexander Sakejew, Anatoli Motowilow, Wiktor Schilow Trainer / Assistent: Arkadi Tschernyschow / Anatoli Tarassow                                                                                                  |
| Nr. 184 26. November 1965 | 2:4 (0:2, 2:1, 0:1) | 0 Tschechoslowakei | A | 0Prag, TCH | 0Freundschaftsspiel | |
| Aufstellung               | Tor: Alexander Paschkow Verteidigung: Igor Romischewski, Oleg Saizew, Wiktor Kuskin, Witali Dawydow, Wjatscheslaw Schidkow, Wladimir Breschnew (1) Sturm: Anatoli Ionow, Jewgeni Mischakow, Juri Moissejew, Alexander Striganow, Wladimir Jursinow, Wiktor Jakuschew (1), Jewgeni Simin, Wiktor Jakuschew, Wiktor Jaroslawzew Trainer / Assistent: Arkadi Tschernyschow / Anatoli Tarassow                                                                                              | Tor: Alexander Paschkow Verteidigung: Igor Romischewski, Oleg Saizew, Wiktor Kuskin, Witali Dawydow, Wjatscheslaw Schidkow, Wladimir Breschnew (1) Sturm: Anatoli Ionow, Jewgeni Mischakow, Juri Moissejew, Alexander Striganow, Wladimir Jursinow, Wiktor Jakuschew (1), Jewgeni Simin, Wiktor Jakuschew, Wiktor Jaroslawzew Trainer / Assistent: Arkadi Tschernyschow / Anatoli Tarassow                                                                                              | Tor: Alexander Paschkow Verteidigung: Igor Romischewski, Oleg Saizew, Wiktor Kuskin, Witali Dawydow, Wjatscheslaw Schidkow, Wladimir Breschnew (1) Sturm: Anatoli Ionow, Jewgeni Mischakow, Juri Moissejew, Alexander Striganow, Wladimir Jursinow, Wiktor Jakuschew (1), Jewgeni Simin, Wiktor Jakuschew, Wiktor Jaroslawzew Trainer / Assistent: Arkadi Tschernyschow / Anatoli Tarassow                                                                                              | Tor: Alexander Paschkow Verteidigung: Igor Romischewski, Oleg Saizew, Wiktor Kuskin, Witali Dawydow, Wjatscheslaw Schidkow, Wladimir Breschnew (1) Sturm: Anatoli Ionow, Jewgeni Mischakow, Juri Moissejew, Alexander Striganow, Wladimir Jursinow, Wiktor Jakuschew (1), Jewgeni Simin, Wiktor Jakuschew, Wiktor Jaroslawzew Trainer / Assistent: Arkadi Tschernyschow / Anatoli Tarassow                                                                                              | Tor: Alexander Paschkow Verteidigung: Igor Romischewski, Oleg Saizew, Wiktor Kuskin, Witali Dawydow, Wjatscheslaw Schidkow, Wladimir Breschnew (1) Sturm: Anatoli Ionow, Jewgeni Mischakow, Juri Moissejew, Alexander Striganow, Wladimir Jursinow, Wiktor Jakuschew (1), Jewgeni Simin, Wiktor Jakuschew, Wiktor Jaroslawzew Trainer / Assistent: Arkadi Tschernyschow / Anatoli Tarassow                                                                                              | Tor: Alexander Paschkow Verteidigung: Igor Romischewski, Oleg Saizew, Wiktor Kuskin, Witali Dawydow, Wjatscheslaw Schidkow, Wladimir Breschnew (1) Sturm: Anatoli Ionow, Jewgeni Mischakow, Juri Moissejew, Alexander Striganow, Wladimir Jursinow, Wiktor Jakuschew (1), Jewgeni Simin, Wiktor Jakuschew, Wiktor Jaroslawzew Trainer / Assistent: Arkadi Tschernyschow / Anatoli Tarassow                                                                                              |
| Nr. 185 5. Dezember 1965  | 3:2 (3:0, 0:2, 0:0) | 0 Schweden | A | 0Stockholm, SWE | 0Freundschaftsspiel | |
| Aufstellung               | Tor: Wiktor Konowalenko Verteidigung: Wiktor Kuskin, Witali Dawydow, Alexander Ragulin, Wladimir Breschnew, Oleg Saizew, Igor Romischewski Sturm: Konstantin Loktew (2), Alexander Almetow, Weniamin Alexandrow, Anatoli Ionow, Wjatscheslaw Starschinow, Boris Majorow, Wladimir Wikulow, Wiktor Polupanow, Anatoli Firsow (1) Trainer / Assistent: Arkadi Tschernyschow / Anatoli Tarassow                                                                                            | Tor: Wiktor Konowalenko Verteidigung: Wiktor Kuskin, Witali Dawydow, Alexander Ragulin, Wladimir Breschnew, Oleg Saizew, Igor Romischewski Sturm: Konstantin Loktew (2), Alexander Almetow, Weniamin Alexandrow, Anatoli Ionow, Wjatscheslaw Starschinow, Boris Majorow, Wladimir Wikulow, Wiktor Polupanow, Anatoli Firsow (1) Trainer / Assistent: Arkadi Tschernyschow / Anatoli Tarassow                                                                                            | Tor: Wiktor Konowalenko Verteidigung: Wiktor Kuskin, Witali Dawydow, Alexander Ragulin, Wladimir Breschnew, Oleg Saizew, Igor Romischewski Sturm: Konstantin Loktew (2), Alexander Almetow, Weniamin Alexandrow, Anatoli Ionow, Wjatscheslaw Starschinow, Boris Majorow, Wladimir Wikulow, Wiktor Polupanow, Anatoli Firsow (1) Trainer / Assistent: Arkadi Tschernyschow / Anatoli Tarassow                                                                                            | Tor: Wiktor Konowalenko Verteidigung: Wiktor Kuskin, Witali Dawydow, Alexander Ragulin, Wladimir Breschnew, Oleg Saizew, Igor Romischewski Sturm: Konstantin Loktew (2), Alexander Almetow, Weniamin Alexandrow, Anatoli Ionow, Wjatscheslaw Starschinow, Boris Majorow, Wladimir Wikulow, Wiktor Polupanow, Anatoli Firsow (1) Trainer / Assistent: Arkadi Tschernyschow / Anatoli Tarassow                                                                                            | Tor: Wiktor Konowalenko Verteidigung: Wiktor Kuskin, Witali Dawydow, Alexander Ragulin, Wladimir Breschnew, Oleg Saizew, Igor Romischewski Sturm: Konstantin Loktew (2), Alexander Almetow, Weniamin Alexandrow, Anatoli Ionow, Wjatscheslaw Starschinow, Boris Majorow, Wladimir Wikulow, Wiktor Polupanow, Anatoli Firsow (1) Trainer / Assistent: Arkadi Tschernyschow / Anatoli Tarassow                                                                                            | Tor: Wiktor Konowalenko Verteidigung: Wiktor Kuskin, Witali Dawydow, Alexander Ragulin, Wladimir Breschnew, Oleg Saizew, Igor Romischewski Sturm: Konstantin Loktew (2), Alexander Almetow, Weniamin Alexandrow, Anatoli Ionow, Wjatscheslaw Starschinow, Boris Majorow, Wladimir Wikulow, Wiktor Polupanow, Anatoli Firsow (1) Trainer / Assistent: Arkadi Tschernyschow / Anatoli Tarassow                                                                                            |
| Nr. 186 7. Dezember 1965  | 7:1 (1:1, 5:0, 1:0) | 0 Schweden | A | 0Västerås, SWE | 0Freundschaftsspiel | |
| Aufstellung               | Tor: Wiktor Singer Verteidigung: Wiktor Kuskin, Witali Dawydow, Alexander Ragulin (1), Wladimir Breschnew, Oleg Saizew, Igor Romischewski (1) Sturm: Konstantin Loktew (2), Alexander Almetow (2), Weniamin Alexandrow, Anatoli Ionow, Wjatscheslaw Starschinow, Boris Majorow (1), Alexander Striganow, Wladimir Jursinow, Wiktor Jakuschew Trainer / Assistent: Arkadi Tschernyschow / Anatoli Tarassow                                                                               | Tor: Wiktor Singer Verteidigung: Wiktor Kuskin, Witali Dawydow, Alexander Ragulin (1), Wladimir Breschnew, Oleg Saizew, Igor Romischewski (1) Sturm: Konstantin Loktew (2), Alexander Almetow (2), Weniamin Alexandrow, Anatoli Ionow, Wjatscheslaw Starschinow, Boris Majorow (1), Alexander Striganow, Wladimir Jursinow, Wiktor Jakuschew Trainer / Assistent: Arkadi Tschernyschow / Anatoli Tarassow                                                                               | Tor: Wiktor Singer Verteidigung: Wiktor Kuskin, Witali Dawydow, Alexander Ragulin (1), Wladimir Breschnew, Oleg Saizew, Igor Romischewski (1) Sturm: Konstantin Loktew (2), Alexander Almetow (2), Weniamin Alexandrow, Anatoli Ionow, Wjatscheslaw Starschinow, Boris Majorow (1), Alexander Striganow, Wladimir Jursinow, Wiktor Jakuschew Trainer / Assistent: Arkadi Tschernyschow / Anatoli Tarassow                                                                               | Tor: Wiktor Singer Verteidigung: Wiktor Kuskin, Witali Dawydow, Alexander Ragulin (1), Wladimir Breschnew, Oleg Saizew, Igor Romischewski (1) Sturm: Konstantin Loktew (2), Alexander Almetow (2), Weniamin Alexandrow, Anatoli Ionow, Wjatscheslaw Starschinow, Boris Majorow (1), Alexander Striganow, Wladimir Jursinow, Wiktor Jakuschew Trainer / Assistent: Arkadi Tschernyschow / Anatoli Tarassow                                                                               | Tor: Wiktor Singer Verteidigung: Wiktor Kuskin, Witali Dawydow, Alexander Ragulin (1), Wladimir Breschnew, Oleg Saizew, Igor Romischewski (1) Sturm: Konstantin Loktew (2), Alexander Almetow (2), Weniamin Alexandrow, Anatoli Ionow, Wjatscheslaw Starschinow, Boris Majorow (1), Alexander Striganow, Wladimir Jursinow, Wiktor Jakuschew Trainer / Assistent: Arkadi Tschernyschow / Anatoli Tarassow                                                                               | Tor: Wiktor Singer Verteidigung: Wiktor Kuskin, Witali Dawydow, Alexander Ragulin (1), Wladimir Breschnew, Oleg Saizew, Igor Romischewski (1) Sturm: Konstantin Loktew (2), Alexander Almetow (2), Weniamin Alexandrow, Anatoli Ionow, Wjatscheslaw Starschinow, Boris Majorow (1), Alexander Striganow, Wladimir Jursinow, Wiktor Jakuschew Trainer / Assistent: Arkadi Tschernyschow / Anatoli Tarassow                                                                               |
| Nr. 187 10. Dezember 1965 | 4:0 (0:0, 3:0, 1:0) | 0 Kanada | A | 0London, CAN | 0Freundschaftsspiel | |
| Aufstellung               | Tor: Wiktor Konowalenko Verteidigung: Wiktor Kuskin, Witali Dawydow (1), Alexander Ragulin, Wladimir Breschnew (1), Oleg Saizew, Igor Romischewski Sturm: Anatoli Ionow, Wjatscheslaw Starschinow (1), Boris Majorow, Wladimir Wikulow, Wiktor Polupanow (1), Anatoli Firsow, Alexander Striganow, Wladimir Jursinow, Wiktor Jakuschew Trainer / Assistent: Arkadi Tschernyschow / Anatoli Tarassow                                                                                     | Tor: Wiktor Konowalenko Verteidigung: Wiktor Kuskin, Witali Dawydow (1), Alexander Ragulin, Wladimir Breschnew (1), Oleg Saizew, Igor Romischewski Sturm: Anatoli Ionow, Wjatscheslaw Starschinow (1), Boris Majorow, Wladimir Wikulow, Wiktor Polupanow (1), Anatoli Firsow, Alexander Striganow, Wladimir Jursinow, Wiktor Jakuschew Trainer / Assistent: Arkadi Tschernyschow / Anatoli Tarassow                                                                                     | Tor: Wiktor Konowalenko Verteidigung: Wiktor Kuskin, Witali Dawydow (1), Alexander Ragulin, Wladimir Breschnew (1), Oleg Saizew, Igor Romischewski Sturm: Anatoli Ionow, Wjatscheslaw Starschinow (1), Boris Majorow, Wladimir Wikulow, Wiktor Polupanow (1), Anatoli Firsow, Alexander Striganow, Wladimir Jursinow, Wiktor Jakuschew Trainer / Assistent: Arkadi Tschernyschow / Anatoli Tarassow                                                                                     | Tor: Wiktor Konowalenko Verteidigung: Wiktor Kuskin, Witali Dawydow (1), Alexander Ragulin, Wladimir Breschnew (1), Oleg Saizew, Igor Romischewski Sturm: Anatoli Ionow, Wjatscheslaw Starschinow (1), Boris Majorow, Wladimir Wikulow, Wiktor Polupanow (1), Anatoli Firsow, Alexander Striganow, Wladimir Jursinow, Wiktor Jakuschew Trainer / Assistent: Arkadi Tschernyschow / Anatoli Tarassow                                                                                     | Tor: Wiktor Konowalenko Verteidigung: Wiktor Kuskin, Witali Dawydow (1), Alexander Ragulin, Wladimir Breschnew (1), Oleg Saizew, Igor Romischewski Sturm: Anatoli Ionow, Wjatscheslaw Starschinow (1), Boris Majorow, Wladimir Wikulow, Wiktor Polupanow (1), Anatoli Firsow, Alexander Striganow, Wladimir Jursinow, Wiktor Jakuschew Trainer / Assistent: Arkadi Tschernyschow / Anatoli Tarassow                                                                                     | Tor: Wiktor Konowalenko Verteidigung: Wiktor Kuskin, Witali Dawydow (1), Alexander Ragulin, Wladimir Breschnew (1), Oleg Saizew, Igor Romischewski Sturm: Anatoli Ionow, Wjatscheslaw Starschinow (1), Boris Majorow, Wladimir Wikulow, Wiktor Polupanow (1), Anatoli Firsow, Alexander Striganow, Wladimir Jursinow, Wiktor Jakuschew Trainer / Assistent: Arkadi Tschernyschow / Anatoli Tarassow                                                                                     |
| Nr. 188 12. Dezember 1965 | 8:6 (1:1, 4:3, 3:2) | 0 Kanada | A | 0Québec, CAN | 0Freundschaftsspiel | |
| Aufstellung               | Tor: Wiktor Singer Verteidigung: Wiktor Kuskin, Witali Dawydow, Alexander Ragulin, Wladimir Breschnew (1), Oleg Saizew (1), Igor Romischewski Sturm: Konstantin Loktew (1), Alexander Almetow (1), Weniamin Alexandrow (1), Wladimir Wikulow, Wiktor Polupanow, Anatoli Firsow (1), Alexander Striganow (1), Wladimir Jursinow (1), Wiktor Jakuschew Trainer / Assistent: Arkadi Tschernyschow / Anatoli Tarassow                                                                       | Tor: Wiktor Singer Verteidigung: Wiktor Kuskin, Witali Dawydow, Alexander Ragulin, Wladimir Breschnew (1), Oleg Saizew (1), Igor Romischewski Sturm: Konstantin Loktew (1), Alexander Almetow (1), Weniamin Alexandrow (1), Wladimir Wikulow, Wiktor Polupanow, Anatoli Firsow (1), Alexander Striganow (1), Wladimir Jursinow (1), Wiktor Jakuschew Trainer / Assistent: Arkadi Tschernyschow / Anatoli Tarassow                                                                       | Tor: Wiktor Singer Verteidigung: Wiktor Kuskin, Witali Dawydow, Alexander Ragulin, Wladimir Breschnew (1), Oleg Saizew (1), Igor Romischewski Sturm: Konstantin Loktew (1), Alexander Almetow (1), Weniamin Alexandrow (1), Wladimir Wikulow, Wiktor Polupanow, Anatoli Firsow (1), Alexander Striganow (1), Wladimir Jursinow (1), Wiktor Jakuschew Trainer / Assistent: Arkadi Tschernyschow / Anatoli Tarassow                                                                       | Tor: Wiktor Singer Verteidigung: Wiktor Kuskin, Witali Dawydow, Alexander Ragulin, Wladimir Breschnew (1), Oleg Saizew (1), Igor Romischewski Sturm: Konstantin Loktew (1), Alexander Almetow (1), Weniamin Alexandrow (1), Wladimir Wikulow, Wiktor Polupanow, Anatoli Firsow (1), Alexander Striganow (1), Wladimir Jursinow (1), Wiktor Jakuschew Trainer / Assistent: Arkadi Tschernyschow / Anatoli Tarassow                                                                       | Tor: Wiktor Singer Verteidigung: Wiktor Kuskin, Witali Dawydow, Alexander Ragulin, Wladimir Breschnew (1), Oleg Saizew (1), Igor Romischewski Sturm: Konstantin Loktew (1), Alexander Almetow (1), Weniamin Alexandrow (1), Wladimir Wikulow, Wiktor Polupanow, Anatoli Firsow (1), Alexander Striganow (1), Wladimir Jursinow (1), Wiktor Jakuschew Trainer / Assistent: Arkadi Tschernyschow / Anatoli Tarassow                                                                       | Tor: Wiktor Singer Verteidigung: Wiktor Kuskin, Witali Dawydow, Alexander Ragulin, Wladimir Breschnew (1), Oleg Saizew (1), Igor Romischewski Sturm: Konstantin Loktew (1), Alexander Almetow (1), Weniamin Alexandrow (1), Wladimir Wikulow, Wiktor Polupanow, Anatoli Firsow (1), Alexander Striganow (1), Wladimir Jursinow (1), Wiktor Jakuschew Trainer / Assistent: Arkadi Tschernyschow / Anatoli Tarassow                                                                       |
| Nr. 189 17. Dezember 1965 | 6:2 (3:2, 3:0, 0:0) | 0 Kanada | A | 0Winnipeg, CAN | 0Freundschaftsspiel | |
| Aufstellung               | Tor: Wiktor Konowalenko, Wiktor Singer (41. Min.) Verteidigung: Wiktor Kuskin, Witali Dawydow, Alexander Ragulin, Wladimir Breschnew (1), Oleg Saizew, Igor Romischewski Sturm: Wladimir Wikulow (1), Wiktor Polupanow (1), Anatoli Firsow, Weniamin Alexandrow, Wjatscheslaw Starschinow (3), Boris Majorow, Alexander Striganow, Wladimir Jursinow, Wiktor Jakuschew, Alexander Almetow Trainer / Assistent: Arkadi Tschernyschow / Anatoli Tarassow                                  | Tor: Wiktor Konowalenko, Wiktor Singer (41. Min.) Verteidigung: Wiktor Kuskin, Witali Dawydow, Alexander Ragulin, Wladimir Breschnew (1), Oleg Saizew, Igor Romischewski Sturm: Wladimir Wikulow (1), Wiktor Polupanow (1), Anatoli Firsow, Weniamin Alexandrow, Wjatscheslaw Starschinow (3), Boris Majorow, Alexander Striganow, Wladimir Jursinow, Wiktor Jakuschew, Alexander Almetow Trainer / Assistent: Arkadi Tschernyschow / Anatoli Tarassow                                  | Tor: Wiktor Konowalenko, Wiktor Singer (41. Min.) Verteidigung: Wiktor Kuskin, Witali Dawydow, Alexander Ragulin, Wladimir Breschnew (1), Oleg Saizew, Igor Romischewski Sturm: Wladimir Wikulow (1), Wiktor Polupanow (1), Anatoli Firsow, Weniamin Alexandrow, Wjatscheslaw Starschinow (3), Boris Majorow, Alexander Striganow, Wladimir Jursinow, Wiktor Jakuschew, Alexander Almetow Trainer / Assistent: Arkadi Tschernyschow / Anatoli Tarassow                                  | Tor: Wiktor Konowalenko, Wiktor Singer (41. Min.) Verteidigung: Wiktor Kuskin, Witali Dawydow, Alexander Ragulin, Wladimir Breschnew (1), Oleg Saizew, Igor Romischewski Sturm: Wladimir Wikulow (1), Wiktor Polupanow (1), Anatoli Firsow, Weniamin Alexandrow, Wjatscheslaw Starschinow (3), Boris Majorow, Alexander Striganow, Wladimir Jursinow, Wiktor Jakuschew, Alexander Almetow Trainer / Assistent: Arkadi Tschernyschow / Anatoli Tarassow                                  | Tor: Wiktor Konowalenko, Wiktor Singer (41. Min.) Verteidigung: Wiktor Kuskin, Witali Dawydow, Alexander Ragulin, Wladimir Breschnew (1), Oleg Saizew, Igor Romischewski Sturm: Wladimir Wikulow (1), Wiktor Polupanow (1), Anatoli Firsow, Weniamin Alexandrow, Wjatscheslaw Starschinow (3), Boris Majorow, Alexander Striganow, Wladimir Jursinow, Wiktor Jakuschew, Alexander Almetow Trainer / Assistent: Arkadi Tschernyschow / Anatoli Tarassow                                  | Tor: Wiktor Konowalenko, Wiktor Singer (41. Min.) Verteidigung: Wiktor Kuskin, Witali Dawydow, Alexander Ragulin, Wladimir Breschnew (1), Oleg Saizew, Igor Romischewski Sturm: Wladimir Wikulow (1), Wiktor Polupanow (1), Anatoli Firsow, Weniamin Alexandrow, Wjatscheslaw Starschinow (3), Boris Majorow, Alexander Striganow, Wladimir Jursinow, Wiktor Jakuschew, Alexander Almetow Trainer / Assistent: Arkadi Tschernyschow / Anatoli Tarassow                                  |
| Nr. 190 20. Dezember 1965 | 1:6 (0:0, 0:3, 1:3) | 0 Kanada | A | 0Victoria, CAN | 0Freundschaftsspiel | |
| Aufstellung               | Tor: Wiktor Konowalenko Verteidigung: Wiktor Kuskin, Witali Dawydow, Alexander Ragulin, Wladimir Breschnew, Oleg Saizew, Igor Romischewski Sturm: Wladimir Wikulow, Wiktor Polupanow, Anatoli Firsow, Weniamin Alexandrow, Wjatscheslaw Starschinow, Boris Majorow, Alexander Striganow, Wladimir Jursinow, Wiktor Jakuschew (1) Trainer / Assistent: Arkadi Tschernyschow / Anatoli Tarassow                                                                                           | Tor: Wiktor Konowalenko Verteidigung: Wiktor Kuskin, Witali Dawydow, Alexander Ragulin, Wladimir Breschnew, Oleg Saizew, Igor Romischewski Sturm: Wladimir Wikulow, Wiktor Polupanow, Anatoli Firsow, Weniamin Alexandrow, Wjatscheslaw Starschinow, Boris Majorow, Alexander Striganow, Wladimir Jursinow, Wiktor Jakuschew (1) Trainer / Assistent: Arkadi Tschernyschow / Anatoli Tarassow                                                                                           | Tor: Wiktor Konowalenko Verteidigung: Wiktor Kuskin, Witali Dawydow, Alexander Ragulin, Wladimir Breschnew, Oleg Saizew, Igor Romischewski Sturm: Wladimir Wikulow, Wiktor Polupanow, Anatoli Firsow, Weniamin Alexandrow, Wjatscheslaw Starschinow, Boris Majorow, Alexander Striganow, Wladimir Jursinow, Wiktor Jakuschew (1) Trainer / Assistent: Arkadi Tschernyschow / Anatoli Tarassow                                                                                           | Tor: Wiktor Konowalenko Verteidigung: Wiktor Kuskin, Witali Dawydow, Alexander Ragulin, Wladimir Breschnew, Oleg Saizew, Igor Romischewski Sturm: Wladimir Wikulow, Wiktor Polupanow, Anatoli Firsow, Weniamin Alexandrow, Wjatscheslaw Starschinow, Boris Majorow, Alexander Striganow, Wladimir Jursinow, Wiktor Jakuschew (1) Trainer / Assistent: Arkadi Tschernyschow / Anatoli Tarassow                                                                                           | Tor: Wiktor Konowalenko Verteidigung: Wiktor Kuskin, Witali Dawydow, Alexander Ragulin, Wladimir Breschnew, Oleg Saizew, Igor Romischewski Sturm: Wladimir Wikulow, Wiktor Polupanow, Anatoli Firsow, Weniamin Alexandrow, Wjatscheslaw Starschinow, Boris Majorow, Alexander Striganow, Wladimir Jursinow, Wiktor Jakuschew (1) Trainer / Assistent: Arkadi Tschernyschow / Anatoli Tarassow                                                                                           | Tor: Wiktor Konowalenko Verteidigung: Wiktor Kuskin, Witali Dawydow, Alexander Ragulin, Wladimir Breschnew, Oleg Saizew, Igor Romischewski Sturm: Wladimir Wikulow, Wiktor Polupanow, Anatoli Firsow, Weniamin Alexandrow, Wjatscheslaw Starschinow, Boris Majorow, Alexander Striganow, Wladimir Jursinow, Wiktor Jakuschew (1) Trainer / Assistent: Arkadi Tschernyschow / Anatoli Tarassow                                                                                           |
| Nr. 191 23. Dezember 1965 | 4:1 (3:0, 1:0, 0:1) | 0 Kanada | A | 0Winnipeg, CAN | 0Freundschaftsspiel | |
| Aufstellung               | Tor: Wiktor Konowalenko Verteidigung: Alexander Ragulin, Wladimir Breschnew, Oleg Saizew, Igor Romischewski (1), Wiktor Kuskin Sturm: Anatoli Ionow, Wjatscheslaw Starschinow, Boris Majorow, Wladimir Wikulow, Wiktor Polupanow (1), Anatoli Firsow, Alexander Striganow (1), Wladimir Jursinow (1), Wiktor Jakuschew, Alexander Almetow Trainer / Assistent: Arkadi Tschernyschow / Anatoli Tarassow                                                                                  | Tor: Wiktor Konowalenko Verteidigung: Alexander Ragulin, Wladimir Breschnew, Oleg Saizew, Igor Romischewski (1), Wiktor Kuskin Sturm: Anatoli Ionow, Wjatscheslaw Starschinow, Boris Majorow, Wladimir Wikulow, Wiktor Polupanow (1), Anatoli Firsow, Alexander Striganow (1), Wladimir Jursinow (1), Wiktor Jakuschew, Alexander Almetow Trainer / Assistent: Arkadi Tschernyschow / Anatoli Tarassow                                                                                  | Tor: Wiktor Konowalenko Verteidigung: Alexander Ragulin, Wladimir Breschnew, Oleg Saizew, Igor Romischewski (1), Wiktor Kuskin Sturm: Anatoli Ionow, Wjatscheslaw Starschinow, Boris Majorow, Wladimir Wikulow, Wiktor Polupanow (1), Anatoli Firsow, Alexander Striganow (1), Wladimir Jursinow (1), Wiktor Jakuschew, Alexander Almetow Trainer / Assistent: Arkadi Tschernyschow / Anatoli Tarassow                                                                                  | Tor: Wiktor Konowalenko Verteidigung: Alexander Ragulin, Wladimir Breschnew, Oleg Saizew, Igor Romischewski (1), Wiktor Kuskin Sturm: Anatoli Ionow, Wjatscheslaw Starschinow, Boris Majorow, Wladimir Wikulow, Wiktor Polupanow (1), Anatoli Firsow, Alexander Striganow (1), Wladimir Jursinow (1), Wiktor Jakuschew, Alexander Almetow Trainer / Assistent: Arkadi Tschernyschow / Anatoli Tarassow                                                                                  | Tor: Wiktor Konowalenko Verteidigung: Alexander Ragulin, Wladimir Breschnew, Oleg Saizew, Igor Romischewski (1), Wiktor Kuskin Sturm: Anatoli Ionow, Wjatscheslaw Starschinow, Boris Majorow, Wladimir Wikulow, Wiktor Polupanow (1), Anatoli Firsow, Alexander Striganow (1), Wladimir Jursinow (1), Wiktor Jakuschew, Alexander Almetow Trainer / Assistent: Arkadi Tschernyschow / Anatoli Tarassow                                                                                  | Tor: Wiktor Konowalenko Verteidigung: Alexander Ragulin, Wladimir Breschnew, Oleg Saizew, Igor Romischewski (1), Wiktor Kuskin Sturm: Anatoli Ionow, Wjatscheslaw Starschinow, Boris Majorow, Wladimir Wikulow, Wiktor Polupanow (1), Anatoli Firsow, Alexander Striganow (1), Wladimir Jursinow (1), Wiktor Jakuschew, Alexander Almetow Trainer / Assistent: Arkadi Tschernyschow / Anatoli Tarassow                                                                                  |
| Nr. 192 27. Dezember 1965 | 4:3 (1:1, 2:1, 1:1) | 0 Schweden | A | 0Colorado Springs, USA | 0Braun Memorial | |
| Aufstellung               | Tor: Wiktor Singer Verteidigung: Wladimir Breschnew, Wiktor Kuskin (1), Oleg Saizew, Igor Romischewski, Alexander Ragulin Sturm: Konstantin Loktew, Alexander Almetow, Weniamin Alexandrow (1), Alexander Striganow (1), Wladimir Jursinow (1), Wiktor Jakuschew, Wladimir Wikulow, Wiktor Polupanow, Anatoli Firsow Trainer / Assistent: Arkadi Tschernyschow / Anatoli Tarassow | Tor: Wiktor Singer Verteidigung: Wladimir Breschnew, Wiktor Kuskin (1), Oleg Saizew, Igor Romischewski, Alexander Ragulin Sturm: Konstantin Loktew, Alexander Almetow, Weniamin Alexandrow (1), Alexander Striganow (1), Wladimir Jursinow (1), Wiktor Jakuschew, Wladimir Wikulow, Wiktor Polupanow, Anatoli Firsow Trainer / Assistent: Arkadi Tschernyschow / Anatoli Tarassow | Tor: Wiktor Singer Verteidigung: Wladimir Breschnew, Wiktor Kuskin (1), Oleg Saizew, Igor Romischewski, Alexander Ragulin Sturm: Konstantin Loktew, Alexander Almetow, Weniamin Alexandrow (1), Alexander Striganow (1), Wladimir Jursinow (1), Wiktor Jakuschew, Wladimir Wikulow, Wiktor Polupanow, Anatoli Firsow Trainer / Assistent: Arkadi Tschernyschow / Anatoli Tarassow | Tor: Wiktor Singer Verteidigung: Wladimir Breschnew, Wiktor Kuskin (1), Oleg Saizew, Igor Romischewski, Alexander Ragulin Sturm: Konstantin Loktew, Alexander Almetow, Weniamin Alexandrow (1), Alexander Striganow (1), Wladimir Jursinow (1), Wiktor Jakuschew, Wladimir Wikulow, Wiktor Polupanow, Anatoli Firsow Trainer / Assistent: Arkadi Tschernyschow / Anatoli Tarassow | Tor: Wiktor Singer Verteidigung: Wladimir Breschnew, Wiktor Kuskin (1), Oleg Saizew, Igor Romischewski, Alexander Ragulin Sturm: Konstantin Loktew, Alexander Almetow, Weniamin Alexandrow (1), Alexander Striganow (1), Wladimir Jursinow (1), Wiktor Jakuschew, Wladimir Wikulow, Wiktor Polupanow, Anatoli Firsow Trainer / Assistent: Arkadi Tschernyschow / Anatoli Tarassow | Tor: Wiktor Singer Verteidigung: Wladimir Breschnew, Wiktor Kuskin (1), Oleg Saizew, Igor Romischewski, Alexander Ragulin Sturm: Konstantin Loktew, Alexander Almetow, Weniamin Alexandrow (1), Alexander Striganow (1), Wladimir Jursinow (1), Wiktor Jakuschew, Wladimir Wikulow, Wiktor Polupanow, Anatoli Firsow Trainer / Assistent: Arkadi Tschernyschow / Anatoli Tarassow |
| Nr. 193 28. Dezember 1965 | 6:2 (1:0, 3:1, 2:1) | 0 Kanada | A | 0Colorado Springs, USA | 0Braun Memorial | |
| Aufstellung               | Tor: Wiktor Konowalenko Verteidigung: Wladimir Breschnew, Wiktor Kuskin, Oleg Saizew, Igor Romischewski, Alexander Ragulin Sturm: Konstantin Loktew, Alexander Almetow (2), Weniamin Alexandrow (1), Wiktor Jakuschew (1), Wjatscheslaw Starschinow (1), Boris Majorow, Anatoli Ionow, Wiktor Polupanow, Anatoli Firsow (1), Wladimir Wikulow Trainer / Assistent: Arkadi Tschernyschow / Anatoli Tarassow                                                                              | Tor: Wiktor Konowalenko Verteidigung: Wladimir Breschnew, Wiktor Kuskin, Oleg Saizew, Igor Romischewski, Alexander Ragulin Sturm: Konstantin Loktew, Alexander Almetow (2), Weniamin Alexandrow (1), Wiktor Jakuschew (1), Wjatscheslaw Starschinow (1), Boris Majorow, Anatoli Ionow, Wiktor Polupanow, Anatoli Firsow (1), Wladimir Wikulow Trainer / Assistent: Arkadi Tschernyschow / Anatoli Tarassow                                                                              | Tor: Wiktor Konowalenko Verteidigung: Wladimir Breschnew, Wiktor Kuskin, Oleg Saizew, Igor Romischewski, Alexander Ragulin Sturm: Konstantin Loktew, Alexander Almetow (2), Weniamin Alexandrow (1), Wiktor Jakuschew (1), Wjatscheslaw Starschinow (1), Boris Majorow, Anatoli Ionow, Wiktor Polupanow, Anatoli Firsow (1), Wladimir Wikulow Trainer / Assistent: Arkadi Tschernyschow / Anatoli Tarassow                                                                              | Tor: Wiktor Konowalenko Verteidigung: Wladimir Breschnew, Wiktor Kuskin, Oleg Saizew, Igor Romischewski, Alexander Ragulin Sturm: Konstantin Loktew, Alexander Almetow (2), Weniamin Alexandrow (1), Wiktor Jakuschew (1), Wjatscheslaw Starschinow (1), Boris Majorow, Anatoli Ionow, Wiktor Polupanow, Anatoli Firsow (1), Wladimir Wikulow Trainer / Assistent: Arkadi Tschernyschow / Anatoli Tarassow                                                                              | Tor: Wiktor Konowalenko Verteidigung: Wladimir Breschnew, Wiktor Kuskin, Oleg Saizew, Igor Romischewski, Alexander Ragulin Sturm: Konstantin Loktew, Alexander Almetow (2), Weniamin Alexandrow (1), Wiktor Jakuschew (1), Wjatscheslaw Starschinow (1), Boris Majorow, Anatoli Ionow, Wiktor Polupanow, Anatoli Firsow (1), Wladimir Wikulow Trainer / Assistent: Arkadi Tschernyschow / Anatoli Tarassow                                                                              | Tor: Wiktor Konowalenko Verteidigung: Wladimir Breschnew, Wiktor Kuskin, Oleg Saizew, Igor Romischewski, Alexander Ragulin Sturm: Konstantin Loktew, Alexander Almetow (2), Weniamin Alexandrow (1), Wiktor Jakuschew (1), Wjatscheslaw Starschinow (1), Boris Majorow, Anatoli Ionow, Wiktor Polupanow, Anatoli Firsow (1), Wladimir Wikulow Trainer / Assistent: Arkadi Tschernyschow / Anatoli Tarassow                                                                              |
| Nr. 194 30. Dezember 1965 | 3:0 (0:0, 1:0, 2:0) | 0 Tschechoslowakei | A | 0Colorado Springs, USA | 0Braun Memorial | |
| Aufstellung               | Tor: Wiktor Konowalenko Verteidigung: Wladimir Breschnew (1), Wiktor Kuskin, Oleg Saizew, Igor Romischewski, Alexander Ragulin Sturm: Konstantin Loktew, Alexander Almetow, Weniamin Alexandrow, Wiktor Jakuschew, Wjatscheslaw Starschinow (1), Boris Majorow, Anatoli Ionow, Wiktor Polupanow, Anatoli Firsow (1), Wladimir Wikulow Trainer / Assistent: Arkadi Tschernyschow / Anatoli Tarassow                                                                                      | Tor: Wiktor Konowalenko Verteidigung: Wladimir Breschnew (1), Wiktor Kuskin, Oleg Saizew, Igor Romischewski, Alexander Ragulin Sturm: Konstantin Loktew, Alexander Almetow, Weniamin Alexandrow, Wiktor Jakuschew, Wjatscheslaw Starschinow (1), Boris Majorow, Anatoli Ionow, Wiktor Polupanow, Anatoli Firsow (1), Wladimir Wikulow Trainer / Assistent: Arkadi Tschernyschow / Anatoli Tarassow                                                                                      | Tor: Wiktor Konowalenko Verteidigung: Wladimir Breschnew (1), Wiktor Kuskin, Oleg Saizew, Igor Romischewski, Alexander Ragulin Sturm: Konstantin Loktew, Alexander Almetow, Weniamin Alexandrow, Wiktor Jakuschew, Wjatscheslaw Starschinow (1), Boris Majorow, Anatoli Ionow, Wiktor Polupanow, Anatoli Firsow (1), Wladimir Wikulow Trainer / Assistent: Arkadi Tschernyschow / Anatoli Tarassow                                                                                      | Tor: Wiktor Konowalenko Verteidigung: Wladimir Breschnew (1), Wiktor Kuskin, Oleg Saizew, Igor Romischewski, Alexander Ragulin Sturm: Konstantin Loktew, Alexander Almetow, Weniamin Alexandrow, Wiktor Jakuschew, Wjatscheslaw Starschinow (1), Boris Majorow, Anatoli Ionow, Wiktor Polupanow, Anatoli Firsow (1), Wladimir Wikulow Trainer / Assistent: Arkadi Tschernyschow / Anatoli Tarassow                                                                                      | Tor: Wiktor Konowalenko Verteidigung: Wladimir Breschnew (1), Wiktor Kuskin, Oleg Saizew, Igor Romischewski, Alexander Ragulin Sturm: Konstantin Loktew, Alexander Almetow, Weniamin Alexandrow, Wiktor Jakuschew, Wjatscheslaw Starschinow (1), Boris Majorow, Anatoli Ionow, Wiktor Polupanow, Anatoli Firsow (1), Wladimir Wikulow Trainer / Assistent: Arkadi Tschernyschow / Anatoli Tarassow                                                                                      | Tor: Wiktor Konowalenko Verteidigung: Wladimir Breschnew (1), Wiktor Kuskin, Oleg Saizew, Igor Romischewski, Alexander Ragulin Sturm: Konstantin Loktew, Alexander Almetow, Weniamin Alexandrow, Wiktor Jakuschew, Wjatscheslaw Starschinow (1), Boris Majorow, Anatoli Ionow, Wiktor Polupanow, Anatoli Firsow (1), Wladimir Wikulow Trainer / Assistent: Arkadi Tschernyschow / Anatoli Tarassow                                                                                      |
| Nr. 195 18. Februar 1966  | 4:0 (0:0, 3:0, 1:0) | 0 BR Deutschland | H | 0Moskau | 0Freundschaftsspiel | |
| Aufstellung               | Tor: Wiktor Konowalenko, Wiktor Singer (31. Min.) Verteidigung: Oleg Saizew, Igor Romischewski, Alexander Ragulin, Wladimir Breschnew (2), Wiktor Kuskin, Witali Dawydow Sturm: Anatoli Ionow, Wjatscheslaw Starschinow (1), Boris Majorow, Wladimir Wikulow, Wiktor Polupanow, Anatoli Firsow, Alexander Striganow, Wladimir Jursinow, Wiktor Jakuschew (1) Trainer / Assistent: Arkadi Tschernyschow / Anatoli Tarassow                                                               | Tor: Wiktor Konowalenko, Wiktor Singer (31. Min.) Verteidigung: Oleg Saizew, Igor Romischewski, Alexander Ragulin, Wladimir Breschnew (2), Wiktor Kuskin, Witali Dawydow Sturm: Anatoli Ionow, Wjatscheslaw Starschinow (1), Boris Majorow, Wladimir Wikulow, Wiktor Polupanow, Anatoli Firsow, Alexander Striganow, Wladimir Jursinow, Wiktor Jakuschew (1) Trainer / Assistent: Arkadi Tschernyschow / Anatoli Tarassow                                                               | Tor: Wiktor Konowalenko, Wiktor Singer (31. Min.) Verteidigung: Oleg Saizew, Igor Romischewski, Alexander Ragulin, Wladimir Breschnew (2), Wiktor Kuskin, Witali Dawydow Sturm: Anatoli Ionow, Wjatscheslaw Starschinow (1), Boris Majorow, Wladimir Wikulow, Wiktor Polupanow, Anatoli Firsow, Alexander Striganow, Wladimir Jursinow, Wiktor Jakuschew (1) Trainer / Assistent: Arkadi Tschernyschow / Anatoli Tarassow                                                               | Tor: Wiktor Konowalenko, Wiktor Singer (31. Min.) Verteidigung: Oleg Saizew, Igor Romischewski, Alexander Ragulin, Wladimir Breschnew (2), Wiktor Kuskin, Witali Dawydow Sturm: Anatoli Ionow, Wjatscheslaw Starschinow (1), Boris Majorow, Wladimir Wikulow, Wiktor Polupanow, Anatoli Firsow, Alexander Striganow, Wladimir Jursinow, Wiktor Jakuschew (1) Trainer / Assistent: Arkadi Tschernyschow / Anatoli Tarassow                                                               | Tor: Wiktor Konowalenko, Wiktor Singer (31. Min.) Verteidigung: Oleg Saizew, Igor Romischewski, Alexander Ragulin, Wladimir Breschnew (2), Wiktor Kuskin, Witali Dawydow Sturm: Anatoli Ionow, Wjatscheslaw Starschinow (1), Boris Majorow, Wladimir Wikulow, Wiktor Polupanow, Anatoli Firsow, Alexander Striganow, Wladimir Jursinow, Wiktor Jakuschew (1) Trainer / Assistent: Arkadi Tschernyschow / Anatoli Tarassow                                                               | Tor: Wiktor Konowalenko, Wiktor Singer (31. Min.) Verteidigung: Oleg Saizew, Igor Romischewski, Alexander Ragulin, Wladimir Breschnew (2), Wiktor Kuskin, Witali Dawydow Sturm: Anatoli Ionow, Wjatscheslaw Starschinow (1), Boris Majorow, Wladimir Wikulow, Wiktor Polupanow, Anatoli Firsow, Alexander Striganow, Wladimir Jursinow, Wiktor Jakuschew (1) Trainer / Assistent: Arkadi Tschernyschow / Anatoli Tarassow                                                               |
| Nr. 196 3. März 1966      | 8:1 (4:0, 1:1, 3:0) | 0 Polen | * | 0Ljubljana, YUG | 0WM 1966 / EM 1966 | |
| Aufstellung               | Tor: Wiktor Konowalenko Verteidigung: Alexander Ragulin (1), Wladimir Breschnew, Wiktor Kuskin, Witali Dawydow, Oleg Saizew Sturm: Konstantin Loktew, Alexander Almetow, Weniamin Alexandrow (2), Wiktor Jakuschew, Wjatscheslaw Starschinow (3), Boris Majorow (1), Wladimir Wikulow, Wiktor Polupanow, Anatoli Firsow (1) Trainer / Assistent: Arkadi Tschernyschow / Anatoli Tarassow                                                                                                | Tor: Wiktor Konowalenko Verteidigung: Alexander Ragulin (1), Wladimir Breschnew, Wiktor Kuskin, Witali Dawydow, Oleg Saizew Sturm: Konstantin Loktew, Alexander Almetow, Weniamin Alexandrow (2), Wiktor Jakuschew, Wjatscheslaw Starschinow (3), Boris Majorow (1), Wladimir Wikulow, Wiktor Polupanow, Anatoli Firsow (1) Trainer / Assistent: Arkadi Tschernyschow / Anatoli Tarassow                                                                                                | Tor: Wiktor Konowalenko Verteidigung: Alexander Ragulin (1), Wladimir Breschnew, Wiktor Kuskin, Witali Dawydow, Oleg Saizew Sturm: Konstantin Loktew, Alexander Almetow, Weniamin Alexandrow (2), Wiktor Jakuschew, Wjatscheslaw Starschinow (3), Boris Majorow (1), Wladimir Wikulow, Wiktor Polupanow, Anatoli Firsow (1) Trainer / Assistent: Arkadi Tschernyschow / Anatoli Tarassow                                                                                                | Tor: Wiktor Konowalenko Verteidigung: Alexander Ragulin (1), Wladimir Breschnew, Wiktor Kuskin, Witali Dawydow, Oleg Saizew Sturm: Konstantin Loktew, Alexander Almetow, Weniamin Alexandrow (2), Wiktor Jakuschew, Wjatscheslaw Starschinow (3), Boris Majorow (1), Wladimir Wikulow, Wiktor Polupanow, Anatoli Firsow (1) Trainer / Assistent: Arkadi Tschernyschow / Anatoli Tarassow                                                                                                | Tor: Wiktor Konowalenko Verteidigung: Alexander Ragulin (1), Wladimir Breschnew, Wiktor Kuskin, Witali Dawydow, Oleg Saizew Sturm: Konstantin Loktew, Alexander Almetow, Weniamin Alexandrow (2), Wiktor Jakuschew, Wjatscheslaw Starschinow (3), Boris Majorow (1), Wladimir Wikulow, Wiktor Polupanow, Anatoli Firsow (1) Trainer / Assistent: Arkadi Tschernyschow / Anatoli Tarassow                                                                                                | Tor: Wiktor Konowalenko Verteidigung: Alexander Ragulin (1), Wladimir Breschnew, Wiktor Kuskin, Witali Dawydow, Oleg Saizew Sturm: Konstantin Loktew, Alexander Almetow, Weniamin Alexandrow (2), Wiktor Jakuschew, Wjatscheslaw Starschinow (3), Boris Majorow (1), Wladimir Wikulow, Wiktor Polupanow, Anatoli Firsow (1) Trainer / Assistent: Arkadi Tschernyschow / Anatoli Tarassow                                                                                                |
| Nr. 197 5. März 1966      | 11:0 (2:0, 6:0, 3:0) | 0 Vereinigte Staaten | * | 0Ljubljana, YUG | 0WM 1966 / EM 1966 | |
| Aufstellung               | Tor: Wiktor Konowalenko, Wiktor Singer (41. Min.) Verteidigung: Alexander Ragulin (2), Wladimir Breschnew, Wiktor Kuskin, Witali Dawydow, Oleg Saizew Sturm: Konstantin Loktew (1), Alexander Almetow (1), Weniamin Alexandrow (1), Wiktor Jakuschew (1), Wjatscheslaw Starschinow (1), Boris Majorow (1), Wladimir Wikulow (2), Wiktor Polupanow (1), Anatoli Firsow Trainer / Assistent: Arkadi Tschernyschow / Anatoli Tarassow                                                      | Tor: Wiktor Konowalenko, Wiktor Singer (41. Min.) Verteidigung: Alexander Ragulin (2), Wladimir Breschnew, Wiktor Kuskin, Witali Dawydow, Oleg Saizew Sturm: Konstantin Loktew (1), Alexander Almetow (1), Weniamin Alexandrow (1), Wiktor Jakuschew (1), Wjatscheslaw Starschinow (1), Boris Majorow (1), Wladimir Wikulow (2), Wiktor Polupanow (1), Anatoli Firsow Trainer / Assistent: Arkadi Tschernyschow / Anatoli Tarassow                                                      | Tor: Wiktor Konowalenko, Wiktor Singer (41. Min.) Verteidigung: Alexander Ragulin (2), Wladimir Breschnew, Wiktor Kuskin, Witali Dawydow, Oleg Saizew Sturm: Konstantin Loktew (1), Alexander Almetow (1), Weniamin Alexandrow (1), Wiktor Jakuschew (1), Wjatscheslaw Starschinow (1), Boris Majorow (1), Wladimir Wikulow (2), Wiktor Polupanow (1), Anatoli Firsow Trainer / Assistent: Arkadi Tschernyschow / Anatoli Tarassow                                                      | Tor: Wiktor Konowalenko, Wiktor Singer (41. Min.) Verteidigung: Alexander Ragulin (2), Wladimir Breschnew, Wiktor Kuskin, Witali Dawydow, Oleg Saizew Sturm: Konstantin Loktew (1), Alexander Almetow (1), Weniamin Alexandrow (1), Wiktor Jakuschew (1), Wjatscheslaw Starschinow (1), Boris Majorow (1), Wladimir Wikulow (2), Wiktor Polupanow (1), Anatoli Firsow Trainer / Assistent: Arkadi Tschernyschow / Anatoli Tarassow                                                      | Tor: Wiktor Konowalenko, Wiktor Singer (41. Min.) Verteidigung: Alexander Ragulin (2), Wladimir Breschnew, Wiktor Kuskin, Witali Dawydow, Oleg Saizew Sturm: Konstantin Loktew (1), Alexander Almetow (1), Weniamin Alexandrow (1), Wiktor Jakuschew (1), Wjatscheslaw Starschinow (1), Boris Majorow (1), Wladimir Wikulow (2), Wiktor Polupanow (1), Anatoli Firsow Trainer / Assistent: Arkadi Tschernyschow / Anatoli Tarassow                                                      | Tor: Wiktor Konowalenko, Wiktor Singer (41. Min.) Verteidigung: Alexander Ragulin (2), Wladimir Breschnew, Wiktor Kuskin, Witali Dawydow, Oleg Saizew Sturm: Konstantin Loktew (1), Alexander Almetow (1), Weniamin Alexandrow (1), Wiktor Jakuschew (1), Wjatscheslaw Starschinow (1), Boris Majorow (1), Wladimir Wikulow (2), Wiktor Polupanow (1), Anatoli Firsow Trainer / Assistent: Arkadi Tschernyschow / Anatoli Tarassow                                                      |
| Nr. 198 6. März 1966      | 10:0 (1:0, 4:0, 5:0) | 0 DDR | * | 0Ljubljana, YUG | 0WM 1966 / EM 1966 | |
| Aufstellung               | Tor: Wiktor Singer Verteidigung: Alexander Ragulin, Wladimir Breschnew, Wiktor Kuskin, Witali Dawydow, Oleg Saizew (2) Sturm: Konstantin Loktew (2), Alexander Almetow (2), Weniamin Alexandrow (1), Wiktor Jakuschew, Wjatscheslaw Starschinow (1), Boris Majorow (1), Wladimir Wikulow (1), W. Polupanow, A. Ionow Trainer / Assistent: Arkadi Tschernyschow / Anatoli Tarassow | Tor: Wiktor Singer Verteidigung: Alexander Ragulin, Wladimir Breschnew, Wiktor Kuskin, Witali Dawydow, Oleg Saizew (2) Sturm: Konstantin Loktew (2), Alexander Almetow (2), Weniamin Alexandrow (1), Wiktor Jakuschew, Wjatscheslaw Starschinow (1), Boris Majorow (1), Wladimir Wikulow (1), W. Polupanow, A. Ionow Trainer / Assistent: Arkadi Tschernyschow / Anatoli Tarassow | Tor: Wiktor Singer Verteidigung: Alexander Ragulin, Wladimir Breschnew, Wiktor Kuskin, Witali Dawydow, Oleg Saizew (2) Sturm: Konstantin Loktew (2), Alexander Almetow (2), Weniamin Alexandrow (1), Wiktor Jakuschew, Wjatscheslaw Starschinow (1), Boris Majorow (1), Wladimir Wikulow (1), W. Polupanow, A. Ionow Trainer / Assistent: Arkadi Tschernyschow / Anatoli Tarassow | Tor: Wiktor Singer Verteidigung: Alexander Ragulin, Wladimir Breschnew, Wiktor Kuskin, Witali Dawydow, Oleg Saizew (2) Sturm: Konstantin Loktew (2), Alexander Almetow (2), Weniamin Alexandrow (1), Wiktor Jakuschew, Wjatscheslaw Starschinow (1), Boris Majorow (1), Wladimir Wikulow (1), W. Polupanow, A. Ionow Trainer / Assistent: Arkadi Tschernyschow / Anatoli Tarassow | Tor: Wiktor Singer Verteidigung: Alexander Ragulin, Wladimir Breschnew, Wiktor Kuskin, Witali Dawydow, Oleg Saizew (2) Sturm: Konstantin Loktew (2), Alexander Almetow (2), Weniamin Alexandrow (1), Wiktor Jakuschew, Wjatscheslaw Starschinow (1), Boris Majorow (1), Wladimir Wikulow (1), W. Polupanow, A. Ionow Trainer / Assistent: Arkadi Tschernyschow / Anatoli Tarassow | Tor: Wiktor Singer Verteidigung: Alexander Ragulin, Wladimir Breschnew, Wiktor Kuskin, Witali Dawydow, Oleg Saizew (2) Sturm: Konstantin Loktew (2), Alexander Almetow (2), Weniamin Alexandrow (1), Wiktor Jakuschew, Wjatscheslaw Starschinow (1), Boris Majorow (1), Wladimir Wikulow (1), W. Polupanow, A. Ionow Trainer / Assistent: Arkadi Tschernyschow / Anatoli Tarassow |
| Nr. 199 8. März 1966      | 13:2 (5:1, 4:1, 4:0) | 0 Finnland | * | 0Ljubljana, YUG | 0WM 1966 / EM 1966 | |
| Aufstellung               | Tor: Wiktor Konowalenko Verteidigung: Alexander Ragulin (1), Witali Dawydow, Wiktor Kuskin (1), Wladimir Breschnew (3), Oleg Saizew Sturm: Konstantin Loktew (1), Alexander Almetow (1), Weniamin Alexandrow (3), Wiktor Jakuschew (1), Wjatscheslaw Starschinow (2), Boris Majorow, Wladimir Wikulow, Wiktor Polupanow, Anatoli Firsow Trainer / Assistent: Arkadi Tschernyschow / Anatoli Tarassow                                                                                    | Tor: Wiktor Konowalenko Verteidigung: Alexander Ragulin (1), Witali Dawydow, Wiktor Kuskin (1), Wladimir Breschnew (3), Oleg Saizew Sturm: Konstantin Loktew (1), Alexander Almetow (1), Weniamin Alexandrow (3), Wiktor Jakuschew (1), Wjatscheslaw Starschinow (2), Boris Majorow, Wladimir Wikulow, Wiktor Polupanow, Anatoli Firsow Trainer / Assistent: Arkadi Tschernyschow / Anatoli Tarassow                                                                                    | Tor: Wiktor Konowalenko Verteidigung: Alexander Ragulin (1), Witali Dawydow, Wiktor Kuskin (1), Wladimir Breschnew (3), Oleg Saizew Sturm: Konstantin Loktew (1), Alexander Almetow (1), Weniamin Alexandrow (3), Wiktor Jakuschew (1), Wjatscheslaw Starschinow (2), Boris Majorow, Wladimir Wikulow, Wiktor Polupanow, Anatoli Firsow Trainer / Assistent: Arkadi Tschernyschow / Anatoli Tarassow                                                                                    | Tor: Wiktor Konowalenko Verteidigung: Alexander Ragulin (1), Witali Dawydow, Wiktor Kuskin (1), Wladimir Breschnew (3), Oleg Saizew Sturm: Konstantin Loktew (1), Alexander Almetow (1), Weniamin Alexandrow (3), Wiktor Jakuschew (1), Wjatscheslaw Starschinow (2), Boris Majorow, Wladimir Wikulow, Wiktor Polupanow, Anatoli Firsow Trainer / Assistent: Arkadi Tschernyschow / Anatoli Tarassow                                                                                    | Tor: Wiktor Konowalenko Verteidigung: Alexander Ragulin (1), Witali Dawydow, Wiktor Kuskin (1), Wladimir Breschnew (3), Oleg Saizew Sturm: Konstantin Loktew (1), Alexander Almetow (1), Weniamin Alexandrow (3), Wiktor Jakuschew (1), Wjatscheslaw Starschinow (2), Boris Majorow, Wladimir Wikulow, Wiktor Polupanow, Anatoli Firsow Trainer / Assistent: Arkadi Tschernyschow / Anatoli Tarassow                                                                                    | Tor: Wiktor Konowalenko Verteidigung: Alexander Ragulin (1), Witali Dawydow, Wiktor Kuskin (1), Wladimir Breschnew (3), Oleg Saizew Sturm: Konstantin Loktew (1), Alexander Almetow (1), Weniamin Alexandrow (3), Wiktor Jakuschew (1), Wjatscheslaw Starschinow (2), Boris Majorow, Wladimir Wikulow, Wiktor Polupanow, Anatoli Firsow Trainer / Assistent: Arkadi Tschernyschow / Anatoli Tarassow                                                                                    |
| Nr. 200 10. März 1966     | 3:3 (0:0, 2:2, 1:1) | 0 Schweden | * | 0Ljubljana, YUG | 0WM 1966 / EM 1966 | |
| Aufstellung               | Tor: Wiktor Konowalenko Verteidigung: Alexander Ragulin, Wladimir Breschnew, Wiktor Kuskin, Witali Dawydow, Oleg Saizew Sturm: Konstantin Loktew, Alexander Almetow, Weniamin Alexandrow (1), Wiktor Jakuschew, Wjatscheslaw Starschinow (1), Boris Majorow, Wladimir Wikulow, Wiktor Polupanow, Anatoli Firsow (1) Trainer / Assistent: Arkadi Tschernyschow / Anatoli Tarassow | Tor: Wiktor Konowalenko Verteidigung: Alexander Ragulin, Wladimir Breschnew, Wiktor Kuskin, Witali Dawydow, Oleg Saizew Sturm: Konstantin Loktew, Alexander Almetow, Weniamin Alexandrow (1), Wiktor Jakuschew, Wjatscheslaw Starschinow (1), Boris Majorow, Wladimir Wikulow, Wiktor Polupanow, Anatoli Firsow (1) Trainer / Assistent: Arkadi Tschernyschow / Anatoli Tarassow | Tor: Wiktor Konowalenko Verteidigung: Alexander Ragulin, Wladimir Breschnew, Wiktor Kuskin, Witali Dawydow, Oleg Saizew Sturm: Konstantin Loktew, Alexander Almetow, Weniamin Alexandrow (1), Wiktor Jakuschew, Wjatscheslaw Starschinow (1), Boris Majorow, Wladimir Wikulow, Wiktor Polupanow, Anatoli Firsow (1) Trainer / Assistent: Arkadi Tschernyschow / Anatoli Tarassow | Tor: Wiktor Konowalenko Verteidigung: Alexander Ragulin, Wladimir Breschnew, Wiktor Kuskin, Witali Dawydow, Oleg Saizew Sturm: Konstantin Loktew, Alexander Almetow, Weniamin Alexandrow (1), Wiktor Jakuschew, Wjatscheslaw Starschinow (1), Boris Majorow, Wladimir Wikulow, Wiktor Polupanow, Anatoli Firsow (1) Trainer / Assistent: Arkadi Tschernyschow / Anatoli Tarassow | Tor: Wiktor Konowalenko Verteidigung: Alexander Ragulin, Wladimir Breschnew, Wiktor Kuskin, Witali Dawydow, Oleg Saizew Sturm: Konstantin Loktew, Alexander Almetow, Weniamin Alexandrow (1), Wiktor Jakuschew, Wjatscheslaw Starschinow (1), Boris Majorow, Wladimir Wikulow, Wiktor Polupanow, Anatoli Firsow (1) Trainer / Assistent: Arkadi Tschernyschow / Anatoli Tarassow | Tor: Wiktor Konowalenko Verteidigung: Alexander Ragulin, Wladimir Breschnew, Wiktor Kuskin, Witali Dawydow, Oleg Saizew Sturm: Konstantin Loktew, Alexander Almetow, Weniamin Alexandrow (1), Wiktor Jakuschew, Wjatscheslaw Starschinow (1), Boris Majorow, Wladimir Wikulow, Wiktor Polupanow, Anatoli Firsow (1) Trainer / Assistent: Arkadi Tschernyschow / Anatoli Tarassow |
| Nr. 201 11. März 1966     | 3:0 (1:0, 0:0, 2:0) | 0 Kanada | * | 0Ljubljana, YUG | 0WM 1966 / EM 1966 | |
| Aufstellung               | Tor: Wiktor Konowalenko Verteidigung: Alexander Ragulin, Wladimir Breschnew, Wiktor Kuskin, Witali Dawydow, Oleg Saizew (1) Sturm: Konstantin Loktew, Alexander Almetow, Weniamin Alexandrow (1), Wiktor Jakuschew, Wjatscheslaw Starschinow, Boris Majorow, Wladimir Wikulow (1), Wiktor Polupanow, Anatoli Firsow Trainer / Assistent: Arkadi Tschernyschow / Anatoli Tarassow | Tor: Wiktor Konowalenko Verteidigung: Alexander Ragulin, Wladimir Breschnew, Wiktor Kuskin, Witali Dawydow, Oleg Saizew (1) Sturm: Konstantin Loktew, Alexander Almetow, Weniamin Alexandrow (1), Wiktor Jakuschew, Wjatscheslaw Starschinow, Boris Majorow, Wladimir Wikulow (1), Wiktor Polupanow, Anatoli Firsow Trainer / Assistent: Arkadi Tschernyschow / Anatoli Tarassow | Tor: Wiktor Konowalenko Verteidigung: Alexander Ragulin, Wladimir Breschnew, Wiktor Kuskin, Witali Dawydow, Oleg Saizew (1) Sturm: Konstantin Loktew, Alexander Almetow, Weniamin Alexandrow (1), Wiktor Jakuschew, Wjatscheslaw Starschinow, Boris Majorow, Wladimir Wikulow (1), Wiktor Polupanow, Anatoli Firsow Trainer / Assistent: Arkadi Tschernyschow / Anatoli Tarassow | Tor: Wiktor Konowalenko Verteidigung: Alexander Ragulin, Wladimir Breschnew, Wiktor Kuskin, Witali Dawydow, Oleg Saizew (1) Sturm: Konstantin Loktew, Alexander Almetow, Weniamin Alexandrow (1), Wiktor Jakuschew, Wjatscheslaw Starschinow, Boris Majorow, Wladimir Wikulow (1), Wiktor Polupanow, Anatoli Firsow Trainer / Assistent: Arkadi Tschernyschow / Anatoli Tarassow | Tor: Wiktor Konowalenko Verteidigung: Alexander Ragulin, Wladimir Breschnew, Wiktor Kuskin, Witali Dawydow, Oleg Saizew (1) Sturm: Konstantin Loktew, Alexander Almetow, Weniamin Alexandrow (1), Wiktor Jakuschew, Wjatscheslaw Starschinow, Boris Majorow, Wladimir Wikulow (1), Wiktor Polupanow, Anatoli Firsow Trainer / Assistent: Arkadi Tschernyschow / Anatoli Tarassow | Tor: Wiktor Konowalenko Verteidigung: Alexander Ragulin, Wladimir Breschnew, Wiktor Kuskin, Witali Dawydow, Oleg Saizew (1) Sturm: Konstantin Loktew, Alexander Almetow, Weniamin Alexandrow (1), Wiktor Jakuschew, Wjatscheslaw Starschinow, Boris Majorow, Wladimir Wikulow (1), Wiktor Polupanow, Anatoli Firsow Trainer / Assistent: Arkadi Tschernyschow / Anatoli Tarassow |
| Nr. 202 13. März 1966     | 7:1 (4:0, 2:1, 1:0) | 0 Tschechoslowakei | * | 0Ljubljana, YUG | 0WM 1966 / EM 1966 | 06. WM-Titel 010. EM-Titel |
| Aufstellung               | Tor: Wiktor Konowalenko Verteidigung: Wiktor Kuskin, Witali Dawydow, Alexander Ragulin, Wladimir Breschnew (1), Oleg Saizew Sturm: Konstantin Loktew (1), Alexander Almetow (1), Weniamin Alexandrow, Wiktor Jakuschew, Wjatscheslaw Starschinow (3), Boris Majorow, Wladimir Wikulow, Wiktor Polupanow, Anatoli Firsow (1) Trainer / Assistent: Arkadi Tschernyschow / Anatoli Tarassow                                                                                                | Tor: Wiktor Konowalenko Verteidigung: Wiktor Kuskin, Witali Dawydow, Alexander Ragulin, Wladimir Breschnew (1), Oleg Saizew Sturm: Konstantin Loktew (1), Alexander Almetow (1), Weniamin Alexandrow, Wiktor Jakuschew, Wjatscheslaw Starschinow (3), Boris Majorow, Wladimir Wikulow, Wiktor Polupanow, Anatoli Firsow (1) Trainer / Assistent: Arkadi Tschernyschow / Anatoli Tarassow                                                                                                | Tor: Wiktor Konowalenko Verteidigung: Wiktor Kuskin, Witali Dawydow, Alexander Ragulin, Wladimir Breschnew (1), Oleg Saizew Sturm: Konstantin Loktew (1), Alexander Almetow (1), Weniamin Alexandrow, Wiktor Jakuschew, Wjatscheslaw Starschinow (3), Boris Majorow, Wladimir Wikulow, Wiktor Polupanow, Anatoli Firsow (1) Trainer / Assistent: Arkadi Tschernyschow / Anatoli Tarassow                                                                                                | Tor: Wiktor Konowalenko Verteidigung: Wiktor Kuskin, Witali Dawydow, Alexander Ragulin, Wladimir Breschnew (1), Oleg Saizew Sturm: Konstantin Loktew (1), Alexander Almetow (1), Weniamin Alexandrow, Wiktor Jakuschew, Wjatscheslaw Starschinow (3), Boris Majorow, Wladimir Wikulow, Wiktor Polupanow, Anatoli Firsow (1) Trainer / Assistent: Arkadi Tschernyschow / Anatoli Tarassow                                                                                                | Tor: Wiktor Konowalenko Verteidigung: Wiktor Kuskin, Witali Dawydow, Alexander Ragulin, Wladimir Breschnew (1), Oleg Saizew Sturm: Konstantin Loktew (1), Alexander Almetow (1), Weniamin Alexandrow, Wiktor Jakuschew, Wjatscheslaw Starschinow (3), Boris Majorow, Wladimir Wikulow, Wiktor Polupanow, Anatoli Firsow (1) Trainer / Assistent: Arkadi Tschernyschow / Anatoli Tarassow                                                                                                | Tor: Wiktor Konowalenko Verteidigung: Wiktor Kuskin, Witali Dawydow, Alexander Ragulin, Wladimir Breschnew (1), Oleg Saizew Sturm: Konstantin Loktew (1), Alexander Almetow (1), Weniamin Alexandrow, Wiktor Jakuschew, Wjatscheslaw Starschinow (3), Boris Majorow, Wladimir Wikulow, Wiktor Polupanow, Anatoli Firsow (1) Trainer / Assistent: Arkadi Tschernyschow / Anatoli Tarassow                                                                                                |
| Nr. 203 27. November 1966 | 6:4 (1:0, 3:3, 2:1) | 0 Tschechoslowakei | H | 0Moskau | 0Freundschaftsspiel | |
| Aufstellung               | Tor: Wiktor Singer Verteidigung: Igor Romischewski (1), Witali Dawydow, Wjatscheslaw Schidkow, Oleg Saizew, Alexander Ragulin, Eduard Iwanow Sturm: Anatoli Ionow, Alexander Almetow (1), Weniamin Alexandrow, Jewgeni Simin (1), Wjatscheslaw Starschinow (1), Boris Majorow, Wladimir Wikulow, Wiktor Polupanow (2), Anatoli Firsow Trainer / Assistent: Arkadi Tschernyschow / Anatoli Tarassow                                                                                      | Tor: Wiktor Singer Verteidigung: Igor Romischewski (1), Witali Dawydow, Wjatscheslaw Schidkow, Oleg Saizew, Alexander Ragulin, Eduard Iwanow Sturm: Anatoli Ionow, Alexander Almetow (1), Weniamin Alexandrow, Jewgeni Simin (1), Wjatscheslaw Starschinow (1), Boris Majorow, Wladimir Wikulow, Wiktor Polupanow (2), Anatoli Firsow Trainer / Assistent: Arkadi Tschernyschow / Anatoli Tarassow                                                                                      | Tor: Wiktor Singer Verteidigung: Igor Romischewski (1), Witali Dawydow, Wjatscheslaw Schidkow, Oleg Saizew, Alexander Ragulin, Eduard Iwanow Sturm: Anatoli Ionow, Alexander Almetow (1), Weniamin Alexandrow, Jewgeni Simin (1), Wjatscheslaw Starschinow (1), Boris Majorow, Wladimir Wikulow, Wiktor Polupanow (2), Anatoli Firsow Trainer / Assistent: Arkadi Tschernyschow / Anatoli Tarassow                                                                                      | Tor: Wiktor Singer Verteidigung: Igor Romischewski (1), Witali Dawydow, Wjatscheslaw Schidkow, Oleg Saizew, Alexander Ragulin, Eduard Iwanow Sturm: Anatoli Ionow, Alexander Almetow (1), Weniamin Alexandrow, Jewgeni Simin (1), Wjatscheslaw Starschinow (1), Boris Majorow, Wladimir Wikulow, Wiktor Polupanow (2), Anatoli Firsow Trainer / Assistent: Arkadi Tschernyschow / Anatoli Tarassow                                                                                      | Tor: Wiktor Singer Verteidigung: Igor Romischewski (1), Witali Dawydow, Wjatscheslaw Schidkow, Oleg Saizew, Alexander Ragulin, Eduard Iwanow Sturm: Anatoli Ionow, Alexander Almetow (1), Weniamin Alexandrow, Jewgeni Simin (1), Wjatscheslaw Starschinow (1), Boris Majorow, Wladimir Wikulow, Wiktor Polupanow (2), Anatoli Firsow Trainer / Assistent: Arkadi Tschernyschow / Anatoli Tarassow                                                                                      | Tor: Wiktor Singer Verteidigung: Igor Romischewski (1), Witali Dawydow, Wjatscheslaw Schidkow, Oleg Saizew, Alexander Ragulin, Eduard Iwanow Sturm: Anatoli Ionow, Alexander Almetow (1), Weniamin Alexandrow, Jewgeni Simin (1), Wjatscheslaw Starschinow (1), Boris Majorow, Wladimir Wikulow, Wiktor Polupanow (2), Anatoli Firsow Trainer / Assistent: Arkadi Tschernyschow / Anatoli Tarassow                                                                                      |
| Nr. 204 28. November 1966 | 6:7 (2:4, 3:1, 1:2) | 0 Tschechoslowakei | H | 0Moskau | 0Freundschaftsspiel | |
| Aufstellung               | Tor: Wladimir Schinow, Wiktor Singer (21. Min.) Verteidigung: Oleg Saizew, Witali Dawydow, Alexander Ragulin, Eduard Iwanow, Wjatscheslaw Schidkow Sturm: Jewgeni Simin (1), Wjatscheslaw Starschinow (1), Boris Majorow (1), Wladimir Wikulow, Wiktor Polupanow (2), Anatoli Firsow (1), Alexander Jakuschew, Wiktor Jakuschew, Wiktor Jaroslawzew, Anatoli Ionow Trainer / Assistent: Arkadi Tschernyschow / Anatoli Tarassow                                                         | Tor: Wladimir Schinow, Wiktor Singer (21. Min.) Verteidigung: Oleg Saizew, Witali Dawydow, Alexander Ragulin, Eduard Iwanow, Wjatscheslaw Schidkow Sturm: Jewgeni Simin (1), Wjatscheslaw Starschinow (1), Boris Majorow (1), Wladimir Wikulow, Wiktor Polupanow (2), Anatoli Firsow (1), Alexander Jakuschew, Wiktor Jakuschew, Wiktor Jaroslawzew, Anatoli Ionow Trainer / Assistent: Arkadi Tschernyschow / Anatoli Tarassow                                                         | Tor: Wladimir Schinow, Wiktor Singer (21. Min.) Verteidigung: Oleg Saizew, Witali Dawydow, Alexander Ragulin, Eduard Iwanow, Wjatscheslaw Schidkow Sturm: Jewgeni Simin (1), Wjatscheslaw Starschinow (1), Boris Majorow (1), Wladimir Wikulow, Wiktor Polupanow (2), Anatoli Firsow (1), Alexander Jakuschew, Wiktor Jakuschew, Wiktor Jaroslawzew, Anatoli Ionow Trainer / Assistent: Arkadi Tschernyschow / Anatoli Tarassow                                                         | Tor: Wladimir Schinow, Wiktor Singer (21. Min.) Verteidigung: Oleg Saizew, Witali Dawydow, Alexander Ragulin, Eduard Iwanow, Wjatscheslaw Schidkow Sturm: Jewgeni Simin (1), Wjatscheslaw Starschinow (1), Boris Majorow (1), Wladimir Wikulow, Wiktor Polupanow (2), Anatoli Firsow (1), Alexander Jakuschew, Wiktor Jakuschew, Wiktor Jaroslawzew, Anatoli Ionow Trainer / Assistent: Arkadi Tschernyschow / Anatoli Tarassow                                                         | Tor: Wladimir Schinow, Wiktor Singer (21. Min.) Verteidigung: Oleg Saizew, Witali Dawydow, Alexander Ragulin, Eduard Iwanow, Wjatscheslaw Schidkow Sturm: Jewgeni Simin (1), Wjatscheslaw Starschinow (1), Boris Majorow (1), Wladimir Wikulow, Wiktor Polupanow (2), Anatoli Firsow (1), Alexander Jakuschew, Wiktor Jakuschew, Wiktor Jaroslawzew, Anatoli Ionow Trainer / Assistent: Arkadi Tschernyschow / Anatoli Tarassow                                                         | Tor: Wladimir Schinow, Wiktor Singer (21. Min.) Verteidigung: Oleg Saizew, Witali Dawydow, Alexander Ragulin, Eduard Iwanow, Wjatscheslaw Schidkow Sturm: Jewgeni Simin (1), Wjatscheslaw Starschinow (1), Boris Majorow (1), Wladimir Wikulow, Wiktor Polupanow (2), Anatoli Firsow (1), Alexander Jakuschew, Wiktor Jakuschew, Wiktor Jaroslawzew, Anatoli Ionow Trainer / Assistent: Arkadi Tschernyschow / Anatoli Tarassow                                                         |
| Nr. 205 30. November 1966 | 8:3 (1:0, 4:3, 3:0) | 0 Schweden | H | 0Moskau | 0Freundschaftsspiel | |
| Aufstellung               | Tor: Wiktor Singer Verteidigung: Oleg Saizew (1), Igor Romischewski, Alexander Ragulin, Eduard Iwanow, Wjatscheslaw Schidkow, Witali Dawydow Sturm: Anatoli Ionow, Alexander Almetow (1), Weniamin Alexandrow (1), Wladimir Wikulow, Wiktor Polupanow, Anatoli Firsow (2), Wiktor Jaroslawzew (1), Wiktor Jakuschew (1), Alexander Jakuschew (1) Trainer / Assistent: Arkadi Tschernyschow / Anatoli Tarassow                                                                           | Tor: Wiktor Singer Verteidigung: Oleg Saizew (1), Igor Romischewski, Alexander Ragulin, Eduard Iwanow, Wjatscheslaw Schidkow, Witali Dawydow Sturm: Anatoli Ionow, Alexander Almetow (1), Weniamin Alexandrow (1), Wladimir Wikulow, Wiktor Polupanow, Anatoli Firsow (2), Wiktor Jaroslawzew (1), Wiktor Jakuschew (1), Alexander Jakuschew (1) Trainer / Assistent: Arkadi Tschernyschow / Anatoli Tarassow                                                                           | Tor: Wiktor Singer Verteidigung: Oleg Saizew (1), Igor Romischewski, Alexander Ragulin, Eduard Iwanow, Wjatscheslaw Schidkow, Witali Dawydow Sturm: Anatoli Ionow, Alexander Almetow (1), Weniamin Alexandrow (1), Wladimir Wikulow, Wiktor Polupanow, Anatoli Firsow (2), Wiktor Jaroslawzew (1), Wiktor Jakuschew (1), Alexander Jakuschew (1) Trainer / Assistent: Arkadi Tschernyschow / Anatoli Tarassow                                                                           | Tor: Wiktor Singer Verteidigung: Oleg Saizew (1), Igor Romischewski, Alexander Ragulin, Eduard Iwanow, Wjatscheslaw Schidkow, Witali Dawydow Sturm: Anatoli Ionow, Alexander Almetow (1), Weniamin Alexandrow (1), Wladimir Wikulow, Wiktor Polupanow, Anatoli Firsow (2), Wiktor Jaroslawzew (1), Wiktor Jakuschew (1), Alexander Jakuschew (1) Trainer / Assistent: Arkadi Tschernyschow / Anatoli Tarassow                                                                           | Tor: Wiktor Singer Verteidigung: Oleg Saizew (1), Igor Romischewski, Alexander Ragulin, Eduard Iwanow, Wjatscheslaw Schidkow, Witali Dawydow Sturm: Anatoli Ionow, Alexander Almetow (1), Weniamin Alexandrow (1), Wladimir Wikulow, Wiktor Polupanow, Anatoli Firsow (2), Wiktor Jaroslawzew (1), Wiktor Jakuschew (1), Alexander Jakuschew (1) Trainer / Assistent: Arkadi Tschernyschow / Anatoli Tarassow                                                                           | Tor: Wiktor Singer Verteidigung: Oleg Saizew (1), Igor Romischewski, Alexander Ragulin, Eduard Iwanow, Wjatscheslaw Schidkow, Witali Dawydow Sturm: Anatoli Ionow, Alexander Almetow (1), Weniamin Alexandrow (1), Wladimir Wikulow, Wiktor Polupanow, Anatoli Firsow (2), Wiktor Jaroslawzew (1), Wiktor Jakuschew (1), Alexander Jakuschew (1) Trainer / Assistent: Arkadi Tschernyschow / Anatoli Tarassow                                                                           |
| Nr. 206 1. Dezember 1966  | 2:3 (1:2, 0:1, 1:0) | 0 Schweden | H | 0Moskau | 0Freundschaftsspiel | |
| Aufstellung               | 0Tor: Wiktor Singer Verteidigung: Oleg Saizew, Igor Romischewski, Alexander Ragulin, Eduard Georgijewitsch Iwanow, Wjatscheslaw Schidkow, Witali Dawydow Sturm: Anatoli Ionow (1), Alexander Almetow, Weniamin Alexandrow, Jewgeni Simin, Wjatscheslaw Starschinow (1), Boris Majorow, Wiktor Jaroslawzew, Wiktor Jakuschew, Alexander Jakuschew Trainer / Assistent: Arkadi Tschernyschow / Anatoli Tarassow                                                                           | 0Tor: Wiktor Singer Verteidigung: Oleg Saizew, Igor Romischewski, Alexander Ragulin, Eduard Georgijewitsch Iwanow, Wjatscheslaw Schidkow, Witali Dawydow Sturm: Anatoli Ionow (1), Alexander Almetow, Weniamin Alexandrow, Jewgeni Simin, Wjatscheslaw Starschinow (1), Boris Majorow, Wiktor Jaroslawzew, Wiktor Jakuschew, Alexander Jakuschew Trainer / Assistent: Arkadi Tschernyschow / Anatoli Tarassow                                                                           | 0Tor: Wiktor Singer Verteidigung: Oleg Saizew, Igor Romischewski, Alexander Ragulin, Eduard Georgijewitsch Iwanow, Wjatscheslaw Schidkow, Witali Dawydow Sturm: Anatoli Ionow (1), Alexander Almetow, Weniamin Alexandrow, Jewgeni Simin, Wjatscheslaw Starschinow (1), Boris Majorow, Wiktor Jaroslawzew, Wiktor Jakuschew, Alexander Jakuschew Trainer / Assistent: Arkadi Tschernyschow / Anatoli Tarassow                                                                           | 0Tor: Wiktor Singer Verteidigung: Oleg Saizew, Igor Romischewski, Alexander Ragulin, Eduard Georgijewitsch Iwanow, Wjatscheslaw Schidkow, Witali Dawydow Sturm: Anatoli Ionow (1), Alexander Almetow, Weniamin Alexandrow, Jewgeni Simin, Wjatscheslaw Starschinow (1), Boris Majorow, Wiktor Jaroslawzew, Wiktor Jakuschew, Alexander Jakuschew Trainer / Assistent: Arkadi Tschernyschow / Anatoli Tarassow                                                                           | 0Tor: Wiktor Singer Verteidigung: Oleg Saizew, Igor Romischewski, Alexander Ragulin, Eduard Georgijewitsch Iwanow, Wjatscheslaw Schidkow, Witali Dawydow Sturm: Anatoli Ionow (1), Alexander Almetow, Weniamin Alexandrow, Jewgeni Simin, Wjatscheslaw Starschinow (1), Boris Majorow, Wiktor Jaroslawzew, Wiktor Jakuschew, Alexander Jakuschew Trainer / Assistent: Arkadi Tschernyschow / Anatoli Tarassow                                                                           | 0Tor: Wiktor Singer Verteidigung: Oleg Saizew, Igor Romischewski, Alexander Ragulin, Eduard Georgijewitsch Iwanow, Wjatscheslaw Schidkow, Witali Dawydow Sturm: Anatoli Ionow (1), Alexander Almetow, Weniamin Alexandrow, Jewgeni Simin, Wjatscheslaw Starschinow (1), Boris Majorow, Wiktor Jaroslawzew, Wiktor Jakuschew, Alexander Jakuschew Trainer / Assistent: Arkadi Tschernyschow / Anatoli Tarassow                                                                           |
| Nr. 207 5. Dezember 1966  | 6:1 (2:1, 2:0, 2:0) | 0 DDR | A | 0Karl-Marx-Stadt, DDR | 0Freundschaftsspiel | |
| Aufstellung               | Tor: Wladimir Schinow Verteidigung: Alexander Ragulin (1), Eduard Iwanow, Witali Dawydow, Igor Romischewski (1), Wjatscheslaw Schidkow Sturm: Anatoli Ionow (1), Alexander Almetow (1), Weniamin Alexandrow (1), Wladimir Wikulow, Wiktor Polupanow, Anatoli Firsow, Wiktor Jaroslawzew (1), Wiktor Jakuschew, Alexander Jakuschew Trainer / Assistent: Arkadi Tschernyschow / Anatoli Tarassow                                                                                         | Tor: Wladimir Schinow Verteidigung: Alexander Ragulin (1), Eduard Iwanow, Witali Dawydow, Igor Romischewski (1), Wjatscheslaw Schidkow Sturm: Anatoli Ionow (1), Alexander Almetow (1), Weniamin Alexandrow (1), Wladimir Wikulow, Wiktor Polupanow, Anatoli Firsow, Wiktor Jaroslawzew (1), Wiktor Jakuschew, Alexander Jakuschew Trainer / Assistent: Arkadi Tschernyschow / Anatoli Tarassow                                                                                         | Tor: Wladimir Schinow Verteidigung: Alexander Ragulin (1), Eduard Iwanow, Witali Dawydow, Igor Romischewski (1), Wjatscheslaw Schidkow Sturm: Anatoli Ionow (1), Alexander Almetow (1), Weniamin Alexandrow (1), Wladimir Wikulow, Wiktor Polupanow, Anatoli Firsow, Wiktor Jaroslawzew (1), Wiktor Jakuschew, Alexander Jakuschew Trainer / Assistent: Arkadi Tschernyschow / Anatoli Tarassow                                                                                         | Tor: Wladimir Schinow Verteidigung: Alexander Ragulin (1), Eduard Iwanow, Witali Dawydow, Igor Romischewski (1), Wjatscheslaw Schidkow Sturm: Anatoli Ionow (1), Alexander Almetow (1), Weniamin Alexandrow (1), Wladimir Wikulow, Wiktor Polupanow, Anatoli Firsow, Wiktor Jaroslawzew (1), Wiktor Jakuschew, Alexander Jakuschew Trainer / Assistent: Arkadi Tschernyschow / Anatoli Tarassow                                                                                         | Tor: Wladimir Schinow Verteidigung: Alexander Ragulin (1), Eduard Iwanow, Witali Dawydow, Igor Romischewski (1), Wjatscheslaw Schidkow Sturm: Anatoli Ionow (1), Alexander Almetow (1), Weniamin Alexandrow (1), Wladimir Wikulow, Wiktor Polupanow, Anatoli Firsow, Wiktor Jaroslawzew (1), Wiktor Jakuschew, Alexander Jakuschew Trainer / Assistent: Arkadi Tschernyschow / Anatoli Tarassow                                                                                         | Tor: Wladimir Schinow Verteidigung: Alexander Ragulin (1), Eduard Iwanow, Witali Dawydow, Igor Romischewski (1), Wjatscheslaw Schidkow Sturm: Anatoli Ionow (1), Alexander Almetow (1), Weniamin Alexandrow (1), Wladimir Wikulow, Wiktor Polupanow, Anatoli Firsow, Wiktor Jaroslawzew (1), Wiktor Jakuschew, Alexander Jakuschew Trainer / Assistent: Arkadi Tschernyschow / Anatoli Tarassow                                                                                         |
| Nr. 208 6. Dezember 1966  | 3:3 (2:1, 0:1: 1:1) | 0 DDR | A | 0Weißwasser, DDR | 0Freundschaftsspiel | |
| Aufstellung               | Tor: Wiktor Singer Verteidigung: Alexander Ragulin, Eduard Iwanow, Witali Dawydow, Igor Romischewski, Wjatscheslaw Schidkow Sturm: Anatoli Ionow, Alexander Almetow, Weniamin Alexandrow, Jewgeni Simin (1), Wjatscheslaw Starschinow (2), Boris Majorow, Wiktor Jaroslawzew, Wiktor Jakuschew, Alexander Jakuschew Trainer / Assistent: Arkadi Tschernyschow / Anatoli Tarassow | Tor: Wiktor Singer Verteidigung: Alexander Ragulin, Eduard Iwanow, Witali Dawydow, Igor Romischewski, Wjatscheslaw Schidkow Sturm: Anatoli Ionow, Alexander Almetow, Weniamin Alexandrow, Jewgeni Simin (1), Wjatscheslaw Starschinow (2), Boris Majorow, Wiktor Jaroslawzew, Wiktor Jakuschew, Alexander Jakuschew Trainer / Assistent: Arkadi Tschernyschow / Anatoli Tarassow | Tor: Wiktor Singer Verteidigung: Alexander Ragulin, Eduard Iwanow, Witali Dawydow, Igor Romischewski, Wjatscheslaw Schidkow Sturm: Anatoli Ionow, Alexander Almetow, Weniamin Alexandrow, Jewgeni Simin (1), Wjatscheslaw Starschinow (2), Boris Majorow, Wiktor Jaroslawzew, Wiktor Jakuschew, Alexander Jakuschew Trainer / Assistent: Arkadi Tschernyschow / Anatoli Tarassow | Tor: Wiktor Singer Verteidigung: Alexander Ragulin, Eduard Iwanow, Witali Dawydow, Igor Romischewski, Wjatscheslaw Schidkow Sturm: Anatoli Ionow, Alexander Almetow, Weniamin Alexandrow, Jewgeni Simin (1), Wjatscheslaw Starschinow (2), Boris Majorow, Wiktor Jaroslawzew, Wiktor Jakuschew, Alexander Jakuschew Trainer / Assistent: Arkadi Tschernyschow / Anatoli Tarassow | Tor: Wiktor Singer Verteidigung: Alexander Ragulin, Eduard Iwanow, Witali Dawydow, Igor Romischewski, Wjatscheslaw Schidkow Sturm: Anatoli Ionow, Alexander Almetow, Weniamin Alexandrow, Jewgeni Simin (1), Wjatscheslaw Starschinow (2), Boris Majorow, Wiktor Jaroslawzew, Wiktor Jakuschew, Alexander Jakuschew Trainer / Assistent: Arkadi Tschernyschow / Anatoli Tarassow | Tor: Wiktor Singer Verteidigung: Alexander Ragulin, Eduard Iwanow, Witali Dawydow, Igor Romischewski, Wjatscheslaw Schidkow Sturm: Anatoli Ionow, Alexander Almetow, Weniamin Alexandrow, Jewgeni Simin (1), Wjatscheslaw Starschinow (2), Boris Majorow, Wiktor Jaroslawzew, Wiktor Jakuschew, Alexander Jakuschew Trainer / Assistent: Arkadi Tschernyschow / Anatoli Tarassow |
| Nr. 209 18. Dezember 1966 | 5:2 (1:1, 2:0, 2:1) | 0 Finnland | H | 0Moskau | 0Freundschaftsspiel | |
| Aufstellung               | Tor: Wiktor Konowalenko Verteidigung: Wiktor Blinow, Igor Romischewski (1), Alexander Ragulin, Eduard Iwanow, Wladimir Breschnew, Witali Dawydow Sturm: Weniamin Alexandrow, Wiktor Jakuschew, Juri Moissejew (1), Wladimir Wikulow, Wiktor Polupanow, Anatoli Firsow, Alexander Striganow (1), Wladimir Jursinow (1), Juri Paramoschkin (1) Trainer / Assistent: Arkadi Tschernyschow / Anatoli Tarassow                                                                               | Tor: Wiktor Konowalenko Verteidigung: Wiktor Blinow, Igor Romischewski (1), Alexander Ragulin, Eduard Iwanow, Wladimir Breschnew, Witali Dawydow Sturm: Weniamin Alexandrow, Wiktor Jakuschew, Juri Moissejew (1), Wladimir Wikulow, Wiktor Polupanow, Anatoli Firsow, Alexander Striganow (1), Wladimir Jursinow (1), Juri Paramoschkin (1) Trainer / Assistent: Arkadi Tschernyschow / Anatoli Tarassow                                                                               | Tor: Wiktor Konowalenko Verteidigung: Wiktor Blinow, Igor Romischewski (1), Alexander Ragulin, Eduard Iwanow, Wladimir Breschnew, Witali Dawydow Sturm: Weniamin Alexandrow, Wiktor Jakuschew, Juri Moissejew (1), Wladimir Wikulow, Wiktor Polupanow, Anatoli Firsow, Alexander Striganow (1), Wladimir Jursinow (1), Juri Paramoschkin (1) Trainer / Assistent: Arkadi Tschernyschow / Anatoli Tarassow                                                                               | Tor: Wiktor Konowalenko Verteidigung: Wiktor Blinow, Igor Romischewski (1), Alexander Ragulin, Eduard Iwanow, Wladimir Breschnew, Witali Dawydow Sturm: Weniamin Alexandrow, Wiktor Jakuschew, Juri Moissejew (1), Wladimir Wikulow, Wiktor Polupanow, Anatoli Firsow, Alexander Striganow (1), Wladimir Jursinow (1), Juri Paramoschkin (1) Trainer / Assistent: Arkadi Tschernyschow / Anatoli Tarassow                                                                               | Tor: Wiktor Konowalenko Verteidigung: Wiktor Blinow, Igor Romischewski (1), Alexander Ragulin, Eduard Iwanow, Wladimir Breschnew, Witali Dawydow Sturm: Weniamin Alexandrow, Wiktor Jakuschew, Juri Moissejew (1), Wladimir Wikulow, Wiktor Polupanow, Anatoli Firsow, Alexander Striganow (1), Wladimir Jursinow (1), Juri Paramoschkin (1) Trainer / Assistent: Arkadi Tschernyschow / Anatoli Tarassow                                                                               | Tor: Wiktor Konowalenko Verteidigung: Wiktor Blinow, Igor Romischewski (1), Alexander Ragulin, Eduard Iwanow, Wladimir Breschnew, Witali Dawydow Sturm: Weniamin Alexandrow, Wiktor Jakuschew, Juri Moissejew (1), Wladimir Wikulow, Wiktor Polupanow, Anatoli Firsow, Alexander Striganow (1), Wladimir Jursinow (1), Juri Paramoschkin (1) Trainer / Assistent: Arkadi Tschernyschow / Anatoli Tarassow                                                                               |
| Nr. 210 20. Dezember 1966 | 3:1 (1:0, 1:1, 1:0) | 0 Finnland | H | 0Moskau | 0Freundschaftsspiel | |
| Aufstellung               | Tor: Wiktor Konowalenko Verteidigung: Wiktor Blinow, Igor Romischewski (1), Alexander Ragulin, Eduard Iwanow, Wladimir Breschnew, Witali Dawydow (1) Sturm: Juri Moissejew, Alexander Almetow, Weniamin Alexandrow, Jewgeni Simin, Wjatscheslaw Starschinow, Boris Majorow, Alexander Striganow, Wladimir Jursinow (1), Juri Paramoschkin Trainer / Assistent: Arkadi Tschernyschow / Anatoli Tarassow                                                                                  | Tor: Wiktor Konowalenko Verteidigung: Wiktor Blinow, Igor Romischewski (1), Alexander Ragulin, Eduard Iwanow, Wladimir Breschnew, Witali Dawydow (1) Sturm: Juri Moissejew, Alexander Almetow, Weniamin Alexandrow, Jewgeni Simin, Wjatscheslaw Starschinow, Boris Majorow, Alexander Striganow, Wladimir Jursinow (1), Juri Paramoschkin Trainer / Assistent: Arkadi Tschernyschow / Anatoli Tarassow                                                                                  | Tor: Wiktor Konowalenko Verteidigung: Wiktor Blinow, Igor Romischewski (1), Alexander Ragulin, Eduard Iwanow, Wladimir Breschnew, Witali Dawydow (1) Sturm: Juri Moissejew, Alexander Almetow, Weniamin Alexandrow, Jewgeni Simin, Wjatscheslaw Starschinow, Boris Majorow, Alexander Striganow, Wladimir Jursinow (1), Juri Paramoschkin Trainer / Assistent: Arkadi Tschernyschow / Anatoli Tarassow                                                                                  | Tor: Wiktor Konowalenko Verteidigung: Wiktor Blinow, Igor Romischewski (1), Alexander Ragulin, Eduard Iwanow, Wladimir Breschnew, Witali Dawydow (1) Sturm: Juri Moissejew, Alexander Almetow, Weniamin Alexandrow, Jewgeni Simin, Wjatscheslaw Starschinow, Boris Majorow, Alexander Striganow, Wladimir Jursinow (1), Juri Paramoschkin Trainer / Assistent: Arkadi Tschernyschow / Anatoli Tarassow                                                                                  | Tor: Wiktor Konowalenko Verteidigung: Wiktor Blinow, Igor Romischewski (1), Alexander Ragulin, Eduard Iwanow, Wladimir Breschnew, Witali Dawydow (1) Sturm: Juri Moissejew, Alexander Almetow, Weniamin Alexandrow, Jewgeni Simin, Wjatscheslaw Starschinow, Boris Majorow, Alexander Striganow, Wladimir Jursinow (1), Juri Paramoschkin Trainer / Assistent: Arkadi Tschernyschow / Anatoli Tarassow                                                                                  | Tor: Wiktor Konowalenko Verteidigung: Wiktor Blinow, Igor Romischewski (1), Alexander Ragulin, Eduard Iwanow, Wladimir Breschnew, Witali Dawydow (1) Sturm: Juri Moissejew, Alexander Almetow, Weniamin Alexandrow, Jewgeni Simin, Wjatscheslaw Starschinow, Boris Majorow, Alexander Striganow, Wladimir Jursinow (1), Juri Paramoschkin Trainer / Assistent: Arkadi Tschernyschow / Anatoli Tarassow                                                                                  |
| Nr. 211 2. Januar 1967    | 7:1 (3:0, 4:0, 0:1) | 0 Vereinigte Staaten | * | 0Winnipeg, CAN | 0Millennium Tournament | |
| Aufstellung               | Tor: Wiktor Konowalenko, Wiktor Singer (55. Min.) Verteidigung: Alexander Ragulin, Eduard Iwanow, Witali Dawydow (1), Wladimir Breschnew, Igor Romischewski, Wiktor Blinow Sturm: Juri Moissejew (2), Alexander Almetow (1), Weniamin Alexandrow (1), Wladimir Wikulow, Wiktor Polupanow (2), Anatoli Firsow, Alexander Striganow, Wladimir Jursinow, Juri Paramoschkin Trainer / Assistent: Wladimir Jegorow / Anatoli Jegorow                                                         | Tor: Wiktor Konowalenko, Wiktor Singer (55. Min.) Verteidigung: Alexander Ragulin, Eduard Iwanow, Witali Dawydow (1), Wladimir Breschnew, Igor Romischewski, Wiktor Blinow Sturm: Juri Moissejew (2), Alexander Almetow (1), Weniamin Alexandrow (1), Wladimir Wikulow, Wiktor Polupanow (2), Anatoli Firsow, Alexander Striganow, Wladimir Jursinow, Juri Paramoschkin Trainer / Assistent: Wladimir Jegorow / Anatoli Jegorow                                                         | Tor: Wiktor Konowalenko, Wiktor Singer (55. Min.) Verteidigung: Alexander Ragulin, Eduard Iwanow, Witali Dawydow (1), Wladimir Breschnew, Igor Romischewski, Wiktor Blinow Sturm: Juri Moissejew (2), Alexander Almetow (1), Weniamin Alexandrow (1), Wladimir Wikulow, Wiktor Polupanow (2), Anatoli Firsow, Alexander Striganow, Wladimir Jursinow, Juri Paramoschkin Trainer / Assistent: Wladimir Jegorow / Anatoli Jegorow                                                         | Tor: Wiktor Konowalenko, Wiktor Singer (55. Min.) Verteidigung: Alexander Ragulin, Eduard Iwanow, Witali Dawydow (1), Wladimir Breschnew, Igor Romischewski, Wiktor Blinow Sturm: Juri Moissejew (2), Alexander Almetow (1), Weniamin Alexandrow (1), Wladimir Wikulow, Wiktor Polupanow (2), Anatoli Firsow, Alexander Striganow, Wladimir Jursinow, Juri Paramoschkin Trainer / Assistent: Wladimir Jegorow / Anatoli Jegorow                                                         | Tor: Wiktor Konowalenko, Wiktor Singer (55. Min.) Verteidigung: Alexander Ragulin, Eduard Iwanow, Witali Dawydow (1), Wladimir Breschnew, Igor Romischewski, Wiktor Blinow Sturm: Juri Moissejew (2), Alexander Almetow (1), Weniamin Alexandrow (1), Wladimir Wikulow, Wiktor Polupanow (2), Anatoli Firsow, Alexander Striganow, Wladimir Jursinow, Juri Paramoschkin Trainer / Assistent: Wladimir Jegorow / Anatoli Jegorow                                                         | Tor: Wiktor Konowalenko, Wiktor Singer (55. Min.) Verteidigung: Alexander Ragulin, Eduard Iwanow, Witali Dawydow (1), Wladimir Breschnew, Igor Romischewski, Wiktor Blinow Sturm: Juri Moissejew (2), Alexander Almetow (1), Weniamin Alexandrow (1), Wladimir Wikulow, Wiktor Polupanow (2), Anatoli Firsow, Alexander Striganow, Wladimir Jursinow, Juri Paramoschkin Trainer / Assistent: Wladimir Jegorow / Anatoli Jegorow                                                         |
| Nr. 212 4. Januar 1967    | 2:5 (1:3, 1:0, 0:2) | 0 Tschechoslowakei | * | 0Winnipeg, CAN | 0Millennium Tournament | |
| Aufstellung               | Tor: Wiktor Konowalenko Verteidigung: Igor Romischewski, Wiktor Blinow, Alexander Ragulin, Eduard Iwanow, Witali Dawydow Sturm: Juri Moissejew (1), Alexander Almetow, Weniamin Alexandrow, Jewgeni Simin, Wjatscheslaw Starschinow, Boris Majorow, Wladimir Wikulow (1), Wiktor Polupanow, Anatoli Firsow, Wiktor Jakuschew Trainer / Assistent: Wladimir Jegorow / Anatoli Jegorow | Tor: Wiktor Konowalenko Verteidigung: Igor Romischewski, Wiktor Blinow, Alexander Ragulin, Eduard Iwanow, Witali Dawydow Sturm: Juri Moissejew (1), Alexander Almetow, Weniamin Alexandrow, Jewgeni Simin, Wjatscheslaw Starschinow, Boris Majorow, Wladimir Wikulow (1), Wiktor Polupanow, Anatoli Firsow, Wiktor Jakuschew Trainer / Assistent: Wladimir Jegorow / Anatoli Jegorow | Tor: Wiktor Konowalenko Verteidigung: Igor Romischewski, Wiktor Blinow, Alexander Ragulin, Eduard Iwanow, Witali Dawydow Sturm: Juri Moissejew (1), Alexander Almetow, Weniamin Alexandrow, Jewgeni Simin, Wjatscheslaw Starschinow, Boris Majorow, Wladimir Wikulow (1), Wiktor Polupanow, Anatoli Firsow, Wiktor Jakuschew Trainer / Assistent: Wladimir Jegorow / Anatoli Jegorow | Tor: Wiktor Konowalenko Verteidigung: Igor Romischewski, Wiktor Blinow, Alexander Ragulin, Eduard Iwanow, Witali Dawydow Sturm: Juri Moissejew (1), Alexander Almetow, Weniamin Alexandrow, Jewgeni Simin, Wjatscheslaw Starschinow, Boris Majorow, Wladimir Wikulow (1), Wiktor Polupanow, Anatoli Firsow, Wiktor Jakuschew Trainer / Assistent: Wladimir Jegorow / Anatoli Jegorow | Tor: Wiktor Konowalenko Verteidigung: Igor Romischewski, Wiktor Blinow, Alexander Ragulin, Eduard Iwanow, Witali Dawydow Sturm: Juri Moissejew (1), Alexander Almetow, Weniamin Alexandrow, Jewgeni Simin, Wjatscheslaw Starschinow, Boris Majorow, Wladimir Wikulow (1), Wiktor Polupanow, Anatoli Firsow, Wiktor Jakuschew Trainer / Assistent: Wladimir Jegorow / Anatoli Jegorow | Tor: Wiktor Konowalenko Verteidigung: Igor Romischewski, Wiktor Blinow, Alexander Ragulin, Eduard Iwanow, Witali Dawydow Sturm: Juri Moissejew (1), Alexander Almetow, Weniamin Alexandrow, Jewgeni Simin, Wjatscheslaw Starschinow, Boris Majorow, Wladimir Wikulow (1), Wiktor Polupanow, Anatoli Firsow, Wiktor Jakuschew Trainer / Assistent: Wladimir Jegorow / Anatoli Jegorow |
| Nr. 213 6. Januar 1967    | 4:5 (2:1, 1:3, 1:1) | 0 Kanada | A | 0Winnipeg, CAN | 0Millennium Tournament | |
| Aufstellung               | Tor: Wiktor Konowalenko Verteidigung: Alexander Ragulin, Eduard Iwanow, Igor Romischewski (1), Wladimir Breschnew, Witali Dawydow, Wiktor Blinow Sturm: Wiktor Jakuschew, Wjatscheslaw Starschinow, Boris Majorow, Wladimir Wikulow, Wiktor Polupanow, Anatoli Firsow, Alexander Striganow (1), Wladimir Jursinow, Juri Paramoschkin (2) Trainer / Assistent: Wladimir Jegorow / Anatoli Jegorow                                                                                        | Tor: Wiktor Konowalenko Verteidigung: Alexander Ragulin, Eduard Iwanow, Igor Romischewski (1), Wladimir Breschnew, Witali Dawydow, Wiktor Blinow Sturm: Wiktor Jakuschew, Wjatscheslaw Starschinow, Boris Majorow, Wladimir Wikulow, Wiktor Polupanow, Anatoli Firsow, Alexander Striganow (1), Wladimir Jursinow, Juri Paramoschkin (2) Trainer / Assistent: Wladimir Jegorow / Anatoli Jegorow                                                                                        | Tor: Wiktor Konowalenko Verteidigung: Alexander Ragulin, Eduard Iwanow, Igor Romischewski (1), Wladimir Breschnew, Witali Dawydow, Wiktor Blinow Sturm: Wiktor Jakuschew, Wjatscheslaw Starschinow, Boris Majorow, Wladimir Wikulow, Wiktor Polupanow, Anatoli Firsow, Alexander Striganow (1), Wladimir Jursinow, Juri Paramoschkin (2) Trainer / Assistent: Wladimir Jegorow / Anatoli Jegorow                                                                                        | Tor: Wiktor Konowalenko Verteidigung: Alexander Ragulin, Eduard Iwanow, Igor Romischewski (1), Wladimir Breschnew, Witali Dawydow, Wiktor Blinow Sturm: Wiktor Jakuschew, Wjatscheslaw Starschinow, Boris Majorow, Wladimir Wikulow, Wiktor Polupanow, Anatoli Firsow, Alexander Striganow (1), Wladimir Jursinow, Juri Paramoschkin (2) Trainer / Assistent: Wladimir Jegorow / Anatoli Jegorow                                                                                        | Tor: Wiktor Konowalenko Verteidigung: Alexander Ragulin, Eduard Iwanow, Igor Romischewski (1), Wladimir Breschnew, Witali Dawydow, Wiktor Blinow Sturm: Wiktor Jakuschew, Wjatscheslaw Starschinow, Boris Majorow, Wladimir Wikulow, Wiktor Polupanow, Anatoli Firsow, Alexander Striganow (1), Wladimir Jursinow, Juri Paramoschkin (2) Trainer / Assistent: Wladimir Jegorow / Anatoli Jegorow                                                                                        | Tor: Wiktor Konowalenko Verteidigung: Alexander Ragulin, Eduard Iwanow, Igor Romischewski (1), Wladimir Breschnew, Witali Dawydow, Wiktor Blinow Sturm: Wiktor Jakuschew, Wjatscheslaw Starschinow, Boris Majorow, Wladimir Wikulow, Wiktor Polupanow, Anatoli Firsow, Alexander Striganow (1), Wladimir Jursinow, Juri Paramoschkin (2) Trainer / Assistent: Wladimir Jegorow / Anatoli Jegorow                                                                                        |
| Nr. 214 8. Januar 1967    | 3:3 (2:0, 1:1, 0:2) | 0 Kanada | A | 0Montreal, CAN | 0Freundschaftsspiel | |
| Aufstellung               | Tor: Wiktor Singer Verteidigung: Alexander Ragulin, Eduard Iwanow (1), Igor Romischewski, Wladimir Breschnew, Witali Dawydow (1), Wiktor Blinow Sturm: Wiktor Jakuschew, Alexander Almetow (1), Weniamin Alexandrow, Jewgeni Simin, Wjatscheslaw Starschinow, Boris Majorow, Alexander Striganow, Wladimir Jursinow, Juri Paramoschkin Trainer / Assistent: Arkadi Tschernyschow / Anatoli Tarassow                                                                                     | Tor: Wiktor Singer Verteidigung: Alexander Ragulin, Eduard Iwanow (1), Igor Romischewski, Wladimir Breschnew, Witali Dawydow (1), Wiktor Blinow Sturm: Wiktor Jakuschew, Alexander Almetow (1), Weniamin Alexandrow, Jewgeni Simin, Wjatscheslaw Starschinow, Boris Majorow, Alexander Striganow, Wladimir Jursinow, Juri Paramoschkin Trainer / Assistent: Arkadi Tschernyschow / Anatoli Tarassow                                                                                     | Tor: Wiktor Singer Verteidigung: Alexander Ragulin, Eduard Iwanow (1), Igor Romischewski, Wladimir Breschnew, Witali Dawydow (1), Wiktor Blinow Sturm: Wiktor Jakuschew, Alexander Almetow (1), Weniamin Alexandrow, Jewgeni Simin, Wjatscheslaw Starschinow, Boris Majorow, Alexander Striganow, Wladimir Jursinow, Juri Paramoschkin Trainer / Assistent: Arkadi Tschernyschow / Anatoli Tarassow                                                                                     | Tor: Wiktor Singer Verteidigung: Alexander Ragulin, Eduard Iwanow (1), Igor Romischewski, Wladimir Breschnew, Witali Dawydow (1), Wiktor Blinow Sturm: Wiktor Jakuschew, Alexander Almetow (1), Weniamin Alexandrow, Jewgeni Simin, Wjatscheslaw Starschinow, Boris Majorow, Alexander Striganow, Wladimir Jursinow, Juri Paramoschkin Trainer / Assistent: Arkadi Tschernyschow / Anatoli Tarassow                                                                                     | Tor: Wiktor Singer Verteidigung: Alexander Ragulin, Eduard Iwanow (1), Igor Romischewski, Wladimir Breschnew, Witali Dawydow (1), Wiktor Blinow Sturm: Wiktor Jakuschew, Alexander Almetow (1), Weniamin Alexandrow, Jewgeni Simin, Wjatscheslaw Starschinow, Boris Majorow, Alexander Striganow, Wladimir Jursinow, Juri Paramoschkin Trainer / Assistent: Arkadi Tschernyschow / Anatoli Tarassow                                                                                     | Tor: Wiktor Singer Verteidigung: Alexander Ragulin, Eduard Iwanow (1), Igor Romischewski, Wladimir Breschnew, Witali Dawydow (1), Wiktor Blinow Sturm: Wiktor Jakuschew, Alexander Almetow (1), Weniamin Alexandrow, Jewgeni Simin, Wjatscheslaw Starschinow, Boris Majorow, Alexander Striganow, Wladimir Jursinow, Juri Paramoschkin Trainer / Assistent: Arkadi Tschernyschow / Anatoli Tarassow                                                                                     |
| Nr. 215 10. Januar 1967   | 3:4 (1:0, 1:2, 1:2) | 0 Kanada | A | 0Toronto, CAN | 0Freundschaftsspiel | |
| Aufstellung               | Tor: Wiktor Konowalenko Verteidigung: Alexander Ragulin (1), Witali Dawydow, Wladimir Breschnew, Eduard Iwanow, Igor Romischewski, Wiktor Blinow Sturm: Wiktor Jakuschew, Alexander Almetow, Juri Moissejew, Wladimir Wikulow, Wiktor Polupanow (1), Anatoli Firsow (1), Alexander Striganow, Wladimir Jursinow, Juri Paramoschkin Trainer / Assistent: Arkadi Tschernyschow / Anatoli Tarassow                                                                                         | Tor: Wiktor Konowalenko Verteidigung: Alexander Ragulin (1), Witali Dawydow, Wladimir Breschnew, Eduard Iwanow, Igor Romischewski, Wiktor Blinow Sturm: Wiktor Jakuschew, Alexander Almetow, Juri Moissejew, Wladimir Wikulow, Wiktor Polupanow (1), Anatoli Firsow (1), Alexander Striganow, Wladimir Jursinow, Juri Paramoschkin Trainer / Assistent: Arkadi Tschernyschow / Anatoli Tarassow                                                                                         | Tor: Wiktor Konowalenko Verteidigung: Alexander Ragulin (1), Witali Dawydow, Wladimir Breschnew, Eduard Iwanow, Igor Romischewski, Wiktor Blinow Sturm: Wiktor Jakuschew, Alexander Almetow, Juri Moissejew, Wladimir Wikulow, Wiktor Polupanow (1), Anatoli Firsow (1), Alexander Striganow, Wladimir Jursinow, Juri Paramoschkin Trainer / Assistent: Arkadi Tschernyschow / Anatoli Tarassow                                                                                         | Tor: Wiktor Konowalenko Verteidigung: Alexander Ragulin (1), Witali Dawydow, Wladimir Breschnew, Eduard Iwanow, Igor Romischewski, Wiktor Blinow Sturm: Wiktor Jakuschew, Alexander Almetow, Juri Moissejew, Wladimir Wikulow, Wiktor Polupanow (1), Anatoli Firsow (1), Alexander Striganow, Wladimir Jursinow, Juri Paramoschkin Trainer / Assistent: Arkadi Tschernyschow / Anatoli Tarassow                                                                                         | Tor: Wiktor Konowalenko Verteidigung: Alexander Ragulin (1), Witali Dawydow, Wladimir Breschnew, Eduard Iwanow, Igor Romischewski, Wiktor Blinow Sturm: Wiktor Jakuschew, Alexander Almetow, Juri Moissejew, Wladimir Wikulow, Wiktor Polupanow (1), Anatoli Firsow (1), Alexander Striganow, Wladimir Jursinow, Juri Paramoschkin Trainer / Assistent: Arkadi Tschernyschow / Anatoli Tarassow                                                                                         | Tor: Wiktor Konowalenko Verteidigung: Alexander Ragulin (1), Witali Dawydow, Wladimir Breschnew, Eduard Iwanow, Igor Romischewski, Wiktor Blinow Sturm: Wiktor Jakuschew, Alexander Almetow, Juri Moissejew, Wladimir Wikulow, Wiktor Polupanow (1), Anatoli Firsow (1), Alexander Striganow, Wladimir Jursinow, Juri Paramoschkin Trainer / Assistent: Arkadi Tschernyschow / Anatoli Tarassow                                                                                         |
| Nr. 216 12. Januar 1967   | 5:3 (0:1, 4:2, 1:0) | 0 Kanada | A | 0Kitchener, CAN | 0Freundschaftsspiel | |
| Aufstellung               | Tor: Wiktor Singer Verteidigung: Alexander Ragulin, Eduard Iwanow (1), Witali Dawydow, Wladimir Breschnew, Igor Romischewski, Wiktor Blinow Sturm: Jewgeni Simin, Wjatscheslaw Starschinow (1), Boris Majorow, Wladimir Wikulow, Wiktor Polupanow, Anatoli Firsow (1), Alexander Striganow (1), Wladimir Jursinow (1), Juri Paramoschkin, Wiktor Jakuschew Trainer / Assistent: Arkadi Tschernyschow / Anatoli Tarassow                                                                 | Tor: Wiktor Singer Verteidigung: Alexander Ragulin, Eduard Iwanow (1), Witali Dawydow, Wladimir Breschnew, Igor Romischewski, Wiktor Blinow Sturm: Jewgeni Simin, Wjatscheslaw Starschinow (1), Boris Majorow, Wladimir Wikulow, Wiktor Polupanow, Anatoli Firsow (1), Alexander Striganow (1), Wladimir Jursinow (1), Juri Paramoschkin, Wiktor Jakuschew Trainer / Assistent: Arkadi Tschernyschow / Anatoli Tarassow                                                                 | Tor: Wiktor Singer Verteidigung: Alexander Ragulin, Eduard Iwanow (1), Witali Dawydow, Wladimir Breschnew, Igor Romischewski, Wiktor Blinow Sturm: Jewgeni Simin, Wjatscheslaw Starschinow (1), Boris Majorow, Wladimir Wikulow, Wiktor Polupanow, Anatoli Firsow (1), Alexander Striganow (1), Wladimir Jursinow (1), Juri Paramoschkin, Wiktor Jakuschew Trainer / Assistent: Arkadi Tschernyschow / Anatoli Tarassow                                                                 | Tor: Wiktor Singer Verteidigung: Alexander Ragulin, Eduard Iwanow (1), Witali Dawydow, Wladimir Breschnew, Igor Romischewski, Wiktor Blinow Sturm: Jewgeni Simin, Wjatscheslaw Starschinow (1), Boris Majorow, Wladimir Wikulow, Wiktor Polupanow, Anatoli Firsow (1), Alexander Striganow (1), Wladimir Jursinow (1), Juri Paramoschkin, Wiktor Jakuschew Trainer / Assistent: Arkadi Tschernyschow / Anatoli Tarassow                                                                 | Tor: Wiktor Singer Verteidigung: Alexander Ragulin, Eduard Iwanow (1), Witali Dawydow, Wladimir Breschnew, Igor Romischewski, Wiktor Blinow Sturm: Jewgeni Simin, Wjatscheslaw Starschinow (1), Boris Majorow, Wladimir Wikulow, Wiktor Polupanow, Anatoli Firsow (1), Alexander Striganow (1), Wladimir Jursinow (1), Juri Paramoschkin, Wiktor Jakuschew Trainer / Assistent: Arkadi Tschernyschow / Anatoli Tarassow                                                                 | Tor: Wiktor Singer Verteidigung: Alexander Ragulin, Eduard Iwanow (1), Witali Dawydow, Wladimir Breschnew, Igor Romischewski, Wiktor Blinow Sturm: Jewgeni Simin, Wjatscheslaw Starschinow (1), Boris Majorow, Wladimir Wikulow, Wiktor Polupanow, Anatoli Firsow (1), Alexander Striganow (1), Wladimir Jursinow (1), Juri Paramoschkin, Wiktor Jakuschew Trainer / Assistent: Arkadi Tschernyschow / Anatoli Tarassow                                                                 |
| Nr. 217 3. März 1967      | 8:2 (1:0, 5:1, 2:1) | 0 Schweden | A | 0Leksand, SWE | 0Freundschaftsspiel | |
| Aufstellung               | Tor: Wiktor Konowalenko Verteidigung: Alexander Ragulin, Eduard Iwanow, Wiktor Kuskin, Witali Dawydow, Oleg Saizew, Waleri Nikitin Sturm: Weniamin Alexandrow, Alexander Almetow (2), Wiktor Jakuschew, Boris Majorow, Wjatscheslaw Starschinow (5), Wiktor Jaroslawzew, Wladimir Wikulow, Wiktor Polupanow (1), Anatoli Firsow Trainer / Assistent: Arkadi Tschernyschow / Anatoli Tarassow                                                                                            | Tor: Wiktor Konowalenko Verteidigung: Alexander Ragulin, Eduard Iwanow, Wiktor Kuskin, Witali Dawydow, Oleg Saizew, Waleri Nikitin Sturm: Weniamin Alexandrow, Alexander Almetow (2), Wiktor Jakuschew, Boris Majorow, Wjatscheslaw Starschinow (5), Wiktor Jaroslawzew, Wladimir Wikulow, Wiktor Polupanow (1), Anatoli Firsow Trainer / Assistent: Arkadi Tschernyschow / Anatoli Tarassow                                                                                            | Tor: Wiktor Konowalenko Verteidigung: Alexander Ragulin, Eduard Iwanow, Wiktor Kuskin, Witali Dawydow, Oleg Saizew, Waleri Nikitin Sturm: Weniamin Alexandrow, Alexander Almetow (2), Wiktor Jakuschew, Boris Majorow, Wjatscheslaw Starschinow (5), Wiktor Jaroslawzew, Wladimir Wikulow, Wiktor Polupanow (1), Anatoli Firsow Trainer / Assistent: Arkadi Tschernyschow / Anatoli Tarassow                                                                                            | Tor: Wiktor Konowalenko Verteidigung: Alexander Ragulin, Eduard Iwanow, Wiktor Kuskin, Witali Dawydow, Oleg Saizew, Waleri Nikitin Sturm: Weniamin Alexandrow, Alexander Almetow (2), Wiktor Jakuschew, Boris Majorow, Wjatscheslaw Starschinow (5), Wiktor Jaroslawzew, Wladimir Wikulow, Wiktor Polupanow (1), Anatoli Firsow Trainer / Assistent: Arkadi Tschernyschow / Anatoli Tarassow                                                                                            | Tor: Wiktor Konowalenko Verteidigung: Alexander Ragulin, Eduard Iwanow, Wiktor Kuskin, Witali Dawydow, Oleg Saizew, Waleri Nikitin Sturm: Weniamin Alexandrow, Alexander Almetow (2), Wiktor Jakuschew, Boris Majorow, Wjatscheslaw Starschinow (5), Wiktor Jaroslawzew, Wladimir Wikulow, Wiktor Polupanow (1), Anatoli Firsow Trainer / Assistent: Arkadi Tschernyschow / Anatoli Tarassow                                                                                            | Tor: Wiktor Konowalenko Verteidigung: Alexander Ragulin, Eduard Iwanow, Wiktor Kuskin, Witali Dawydow, Oleg Saizew, Waleri Nikitin Sturm: Weniamin Alexandrow, Alexander Almetow (2), Wiktor Jakuschew, Boris Majorow, Wjatscheslaw Starschinow (5), Wiktor Jaroslawzew, Wladimir Wikulow, Wiktor Polupanow (1), Anatoli Firsow Trainer / Assistent: Arkadi Tschernyschow / Anatoli Tarassow                                                                                            |
| Nr. 218 5. März 1967      | 2:1 (1:0, 0:0, 1:1) | 0 Schweden | A | 0Stockholm, SWE | 0Freundschaftsspiel | |
| Aufstellung               | Tor: Wiktor Konowalenko Verteidigung: Alexander Ragulin, Eduard Iwanow, Wiktor Kuskin, Witali Dawydow, Oleg Saizew, Waleri Nikitin Sturm: Weniamin Alexandrow (1), Wladimir Jursinow, Wiktor Jakuschew, Wladimir Wikulow, Wiktor Polupanow, Anatoli Firsow, Wiktor Jaroslawzew, Wjatscheslaw Starschinow (1), Boris Majorow Trainer / Assistent: Arkadi Tschernyschow / Anatoli Tarassow                                                                                                | Tor: Wiktor Konowalenko Verteidigung: Alexander Ragulin, Eduard Iwanow, Wiktor Kuskin, Witali Dawydow, Oleg Saizew, Waleri Nikitin Sturm: Weniamin Alexandrow (1), Wladimir Jursinow, Wiktor Jakuschew, Wladimir Wikulow, Wiktor Polupanow, Anatoli Firsow, Wiktor Jaroslawzew, Wjatscheslaw Starschinow (1), Boris Majorow Trainer / Assistent: Arkadi Tschernyschow / Anatoli Tarassow                                                                                                | Tor: Wiktor Konowalenko Verteidigung: Alexander Ragulin, Eduard Iwanow, Wiktor Kuskin, Witali Dawydow, Oleg Saizew, Waleri Nikitin Sturm: Weniamin Alexandrow (1), Wladimir Jursinow, Wiktor Jakuschew, Wladimir Wikulow, Wiktor Polupanow, Anatoli Firsow, Wiktor Jaroslawzew, Wjatscheslaw Starschinow (1), Boris Majorow Trainer / Assistent: Arkadi Tschernyschow / Anatoli Tarassow                                                                                                | Tor: Wiktor Konowalenko Verteidigung: Alexander Ragulin, Eduard Iwanow, Wiktor Kuskin, Witali Dawydow, Oleg Saizew, Waleri Nikitin Sturm: Weniamin Alexandrow (1), Wladimir Jursinow, Wiktor Jakuschew, Wladimir Wikulow, Wiktor Polupanow, Anatoli Firsow, Wiktor Jaroslawzew, Wjatscheslaw Starschinow (1), Boris Majorow Trainer / Assistent: Arkadi Tschernyschow / Anatoli Tarassow                                                                                                | Tor: Wiktor Konowalenko Verteidigung: Alexander Ragulin, Eduard Iwanow, Wiktor Kuskin, Witali Dawydow, Oleg Saizew, Waleri Nikitin Sturm: Weniamin Alexandrow (1), Wladimir Jursinow, Wiktor Jakuschew, Wladimir Wikulow, Wiktor Polupanow, Anatoli Firsow, Wiktor Jaroslawzew, Wjatscheslaw Starschinow (1), Boris Majorow Trainer / Assistent: Arkadi Tschernyschow / Anatoli Tarassow                                                                                                | Tor: Wiktor Konowalenko Verteidigung: Alexander Ragulin, Eduard Iwanow, Wiktor Kuskin, Witali Dawydow, Oleg Saizew, Waleri Nikitin Sturm: Weniamin Alexandrow (1), Wladimir Jursinow, Wiktor Jakuschew, Wladimir Wikulow, Wiktor Polupanow, Anatoli Firsow, Wiktor Jaroslawzew, Wjatscheslaw Starschinow (1), Boris Majorow Trainer / Assistent: Arkadi Tschernyschow / Anatoli Tarassow                                                                                                |
| Nr. 219 18. März 1967     | 8:2 (2:0, 3:1, 3:1) | 0 Finnland | * | 0Wien, AUT | 0WM 1967 / EM 1967 | |
| Aufstellung               | Tor: Wiktor Konowalenko, Wiktor Singer (41. Min.) Verteidigung: Oleg Saizew, Waleri Nikitin, Wiktor Kuskin (1), Witali Dawydow, Alexander Ragulin, Eduard Iwanow Sturm: Wiktor Jakuschew, Alexander Almetow (2), Weniamin Alexandrow, Wiktor Jaroslawzew (1), Wjatscheslaw Starschinow (1), Boris Majorow, Wladimir Wikulow, Wiktor Polupanow (1), Anatoli Firsow (2) Trainer / Assistent: Arkadi Tschernyschow / Anatoli Tarassow                                                      | Tor: Wiktor Konowalenko, Wiktor Singer (41. Min.) Verteidigung: Oleg Saizew, Waleri Nikitin, Wiktor Kuskin (1), Witali Dawydow, Alexander Ragulin, Eduard Iwanow Sturm: Wiktor Jakuschew, Alexander Almetow (2), Weniamin Alexandrow, Wiktor Jaroslawzew (1), Wjatscheslaw Starschinow (1), Boris Majorow, Wladimir Wikulow, Wiktor Polupanow (1), Anatoli Firsow (2) Trainer / Assistent: Arkadi Tschernyschow / Anatoli Tarassow                                                      | Tor: Wiktor Konowalenko, Wiktor Singer (41. Min.) Verteidigung: Oleg Saizew, Waleri Nikitin, Wiktor Kuskin (1), Witali Dawydow, Alexander Ragulin, Eduard Iwanow Sturm: Wiktor Jakuschew, Alexander Almetow (2), Weniamin Alexandrow, Wiktor Jaroslawzew (1), Wjatscheslaw Starschinow (1), Boris Majorow, Wladimir Wikulow, Wiktor Polupanow (1), Anatoli Firsow (2) Trainer / Assistent: Arkadi Tschernyschow / Anatoli Tarassow                                                      | Tor: Wiktor Konowalenko, Wiktor Singer (41. Min.) Verteidigung: Oleg Saizew, Waleri Nikitin, Wiktor Kuskin (1), Witali Dawydow, Alexander Ragulin, Eduard Iwanow Sturm: Wiktor Jakuschew, Alexander Almetow (2), Weniamin Alexandrow, Wiktor Jaroslawzew (1), Wjatscheslaw Starschinow (1), Boris Majorow, Wladimir Wikulow, Wiktor Polupanow (1), Anatoli Firsow (2) Trainer / Assistent: Arkadi Tschernyschow / Anatoli Tarassow                                                      | Tor: Wiktor Konowalenko, Wiktor Singer (41. Min.) Verteidigung: Oleg Saizew, Waleri Nikitin, Wiktor Kuskin (1), Witali Dawydow, Alexander Ragulin, Eduard Iwanow Sturm: Wiktor Jakuschew, Alexander Almetow (2), Weniamin Alexandrow, Wiktor Jaroslawzew (1), Wjatscheslaw Starschinow (1), Boris Majorow, Wladimir Wikulow, Wiktor Polupanow (1), Anatoli Firsow (2) Trainer / Assistent: Arkadi Tschernyschow / Anatoli Tarassow                                                      | Tor: Wiktor Konowalenko, Wiktor Singer (41. Min.) Verteidigung: Oleg Saizew, Waleri Nikitin, Wiktor Kuskin (1), Witali Dawydow, Alexander Ragulin, Eduard Iwanow Sturm: Wiktor Jakuschew, Alexander Almetow (2), Weniamin Alexandrow, Wiktor Jaroslawzew (1), Wjatscheslaw Starschinow (1), Boris Majorow, Wladimir Wikulow, Wiktor Polupanow (1), Anatoli Firsow (2) Trainer / Assistent: Arkadi Tschernyschow / Anatoli Tarassow                                                      |
| Nr. 220 19. März 1967     | 7:2 (3:0, 2:0, 2:2) | 0 Vereinigte Staaten | * | 0Wien, AUT | 0WM 1967 / EM 1967 | |
| Aufstellung               | Tor: Wiktor Konowalenko Verteidigung: Oleg Saizew, Waleri Nikitin, Wiktor Kuskin, Witali Dawydow, Alexander Ragulin (2), Eduard Iwanow Sturm: Wiktor Jakuschew, Alexander Almetow (1), Weniamin Alexandrow (2), Wiktor Jaroslawzew, Wjatscheslaw Starschinow (1), Boris Majorow, Wladimir Wikulow (1), Wiktor Polupanow, Anatoli Firsow Trainer / Assistent: Arkadi Tschernyschow / Anatoli Tarassow                                                                                    | Tor: Wiktor Konowalenko Verteidigung: Oleg Saizew, Waleri Nikitin, Wiktor Kuskin, Witali Dawydow, Alexander Ragulin (2), Eduard Iwanow Sturm: Wiktor Jakuschew, Alexander Almetow (1), Weniamin Alexandrow (2), Wiktor Jaroslawzew, Wjatscheslaw Starschinow (1), Boris Majorow, Wladimir Wikulow (1), Wiktor Polupanow, Anatoli Firsow Trainer / Assistent: Arkadi Tschernyschow / Anatoli Tarassow                                                                                    | Tor: Wiktor Konowalenko Verteidigung: Oleg Saizew, Waleri Nikitin, Wiktor Kuskin, Witali Dawydow, Alexander Ragulin (2), Eduard Iwanow Sturm: Wiktor Jakuschew, Alexander Almetow (1), Weniamin Alexandrow (2), Wiktor Jaroslawzew, Wjatscheslaw Starschinow (1), Boris Majorow, Wladimir Wikulow (1), Wiktor Polupanow, Anatoli Firsow Trainer / Assistent: Arkadi Tschernyschow / Anatoli Tarassow                                                                                    | Tor: Wiktor Konowalenko Verteidigung: Oleg Saizew, Waleri Nikitin, Wiktor Kuskin, Witali Dawydow, Alexander Ragulin (2), Eduard Iwanow Sturm: Wiktor Jakuschew, Alexander Almetow (1), Weniamin Alexandrow (2), Wiktor Jaroslawzew, Wjatscheslaw Starschinow (1), Boris Majorow, Wladimir Wikulow (1), Wiktor Polupanow, Anatoli Firsow Trainer / Assistent: Arkadi Tschernyschow / Anatoli Tarassow                                                                                    | Tor: Wiktor Konowalenko Verteidigung: Oleg Saizew, Waleri Nikitin, Wiktor Kuskin, Witali Dawydow, Alexander Ragulin (2), Eduard Iwanow Sturm: Wiktor Jakuschew, Alexander Almetow (1), Weniamin Alexandrow (2), Wiktor Jaroslawzew, Wjatscheslaw Starschinow (1), Boris Majorow, Wladimir Wikulow (1), Wiktor Polupanow, Anatoli Firsow Trainer / Assistent: Arkadi Tschernyschow / Anatoli Tarassow                                                                                    | Tor: Wiktor Konowalenko Verteidigung: Oleg Saizew, Waleri Nikitin, Wiktor Kuskin, Witali Dawydow, Alexander Ragulin (2), Eduard Iwanow Sturm: Wiktor Jakuschew, Alexander Almetow (1), Weniamin Alexandrow (2), Wiktor Jaroslawzew, Wjatscheslaw Starschinow (1), Boris Majorow, Wladimir Wikulow (1), Wiktor Polupanow, Anatoli Firsow Trainer / Assistent: Arkadi Tschernyschow / Anatoli Tarassow                                                                                    |
| Nr. 221 21. März 1967     | 12:0 (3:0, 4:0, 5:0) | 0 DDR | * | 0Wien, AUT | 0WM 1967 / EM 1967 | |
| Aufstellung               | Tor: Wiktor Singer Verteidigung: Oleg Saizew, Waleri Nikitin, Wiktor Kuskin, Witali Dawydow, Alexander Ragulin, Eduard Iwanow Sturm: Wiktor Jakuschew, Alexander Almetow (1), Weniamin Alexandrow (1), Wiktor Jakuschew (1), Wjatscheslaw Starschinow (1), Boris Majorow (1), Wladimir Wikulow (1), Wiktor Polupanow (4), Anatoli Firsow (2) Trainer / Assistent: Arkadi Tschernyschow / Anatoli Tarassow                                                                               | Tor: Wiktor Singer Verteidigung: Oleg Saizew, Waleri Nikitin, Wiktor Kuskin, Witali Dawydow, Alexander Ragulin, Eduard Iwanow Sturm: Wiktor Jakuschew, Alexander Almetow (1), Weniamin Alexandrow (1), Wiktor Jakuschew (1), Wjatscheslaw Starschinow (1), Boris Majorow (1), Wladimir Wikulow (1), Wiktor Polupanow (4), Anatoli Firsow (2) Trainer / Assistent: Arkadi Tschernyschow / Anatoli Tarassow                                                                               | Tor: Wiktor Singer Verteidigung: Oleg Saizew, Waleri Nikitin, Wiktor Kuskin, Witali Dawydow, Alexander Ragulin, Eduard Iwanow Sturm: Wiktor Jakuschew, Alexander Almetow (1), Weniamin Alexandrow (1), Wiktor Jakuschew (1), Wjatscheslaw Starschinow (1), Boris Majorow (1), Wladimir Wikulow (1), Wiktor Polupanow (4), Anatoli Firsow (2) Trainer / Assistent: Arkadi Tschernyschow / Anatoli Tarassow                                                                               | Tor: Wiktor Singer Verteidigung: Oleg Saizew, Waleri Nikitin, Wiktor Kuskin, Witali Dawydow, Alexander Ragulin, Eduard Iwanow Sturm: Wiktor Jakuschew, Alexander Almetow (1), Weniamin Alexandrow (1), Wiktor Jakuschew (1), Wjatscheslaw Starschinow (1), Boris Majorow (1), Wladimir Wikulow (1), Wiktor Polupanow (4), Anatoli Firsow (2) Trainer / Assistent: Arkadi Tschernyschow / Anatoli Tarassow                                                                               | Tor: Wiktor Singer Verteidigung: Oleg Saizew, Waleri Nikitin, Wiktor Kuskin, Witali Dawydow, Alexander Ragulin, Eduard Iwanow Sturm: Wiktor Jakuschew, Alexander Almetow (1), Weniamin Alexandrow (1), Wiktor Jakuschew (1), Wjatscheslaw Starschinow (1), Boris Majorow (1), Wladimir Wikulow (1), Wiktor Polupanow (4), Anatoli Firsow (2) Trainer / Assistent: Arkadi Tschernyschow / Anatoli Tarassow                                                                               | Tor: Wiktor Singer Verteidigung: Oleg Saizew, Waleri Nikitin, Wiktor Kuskin, Witali Dawydow, Alexander Ragulin, Eduard Iwanow Sturm: Wiktor Jakuschew, Alexander Almetow (1), Weniamin Alexandrow (1), Wiktor Jakuschew (1), Wjatscheslaw Starschinow (1), Boris Majorow (1), Wladimir Wikulow (1), Wiktor Polupanow (4), Anatoli Firsow (2) Trainer / Assistent: Arkadi Tschernyschow / Anatoli Tarassow                                                                               |
| Nr. 222 23. März 1967     | 16:1 (3:1, 7:0, 6:0) | 0 BR Deutschland | * | 0Wien, AUT | 0WM 1967 / EM 1967 | |
| Aufstellung               | Tor: Wiktor Konowalenko, Wiktor Singer (41. Min.) Verteidigung: Oleg Saizew, Waleri Nikitin, Wiktor Kuskin (1), Witali Dawydow, Alexander Ragulin, Eduard Iwanow Sturm: Wiktor Jakuschew, Alexander Almetow (1), Weniamin Alexandrow (4), Wiktor Jaroslawzew, Wjatscheslaw Starschinow, Boris Majorow (1), Wladimir Wikulow (2), Wiktor Polupanow (4), Anatoli Firsow (3) Trainer / Assistent: Arkadi Tschernyschow / Anatoli Tarassow                                                  | Tor: Wiktor Konowalenko, Wiktor Singer (41. Min.) Verteidigung: Oleg Saizew, Waleri Nikitin, Wiktor Kuskin (1), Witali Dawydow, Alexander Ragulin, Eduard Iwanow Sturm: Wiktor Jakuschew, Alexander Almetow (1), Weniamin Alexandrow (4), Wiktor Jaroslawzew, Wjatscheslaw Starschinow, Boris Majorow (1), Wladimir Wikulow (2), Wiktor Polupanow (4), Anatoli Firsow (3) Trainer / Assistent: Arkadi Tschernyschow / Anatoli Tarassow                                                  | Tor: Wiktor Konowalenko, Wiktor Singer (41. Min.) Verteidigung: Oleg Saizew, Waleri Nikitin, Wiktor Kuskin (1), Witali Dawydow, Alexander Ragulin, Eduard Iwanow Sturm: Wiktor Jakuschew, Alexander Almetow (1), Weniamin Alexandrow (4), Wiktor Jaroslawzew, Wjatscheslaw Starschinow, Boris Majorow (1), Wladimir Wikulow (2), Wiktor Polupanow (4), Anatoli Firsow (3) Trainer / Assistent: Arkadi Tschernyschow / Anatoli Tarassow                                                  | Tor: Wiktor Konowalenko, Wiktor Singer (41. Min.) Verteidigung: Oleg Saizew, Waleri Nikitin, Wiktor Kuskin (1), Witali Dawydow, Alexander Ragulin, Eduard Iwanow Sturm: Wiktor Jakuschew, Alexander Almetow (1), Weniamin Alexandrow (4), Wiktor Jaroslawzew, Wjatscheslaw Starschinow, Boris Majorow (1), Wladimir Wikulow (2), Wiktor Polupanow (4), Anatoli Firsow (3) Trainer / Assistent: Arkadi Tschernyschow / Anatoli Tarassow                                                  | Tor: Wiktor Konowalenko, Wiktor Singer (41. Min.) Verteidigung: Oleg Saizew, Waleri Nikitin, Wiktor Kuskin (1), Witali Dawydow, Alexander Ragulin, Eduard Iwanow Sturm: Wiktor Jakuschew, Alexander Almetow (1), Weniamin Alexandrow (4), Wiktor Jaroslawzew, Wjatscheslaw Starschinow, Boris Majorow (1), Wladimir Wikulow (2), Wiktor Polupanow (4), Anatoli Firsow (3) Trainer / Assistent: Arkadi Tschernyschow / Anatoli Tarassow                                                  | Tor: Wiktor Konowalenko, Wiktor Singer (41. Min.) Verteidigung: Oleg Saizew, Waleri Nikitin, Wiktor Kuskin (1), Witali Dawydow, Alexander Ragulin, Eduard Iwanow Sturm: Wiktor Jakuschew, Alexander Almetow (1), Weniamin Alexandrow (4), Wiktor Jaroslawzew, Wjatscheslaw Starschinow, Boris Majorow (1), Wladimir Wikulow (2), Wiktor Polupanow (4), Anatoli Firsow (3) Trainer / Assistent: Arkadi Tschernyschow / Anatoli Tarassow                                                  |
| Nr. 223 25. März 1967     | 9:1 (3:0, 3:1, 3:0) | 0 Schweden | * | 0Wien, AUT | 0WM 1967 / EM 1967 | |
| Aufstellung               | Tor: Wiktor Konowalenko, Wiktor Singer Verteidigung: Oleg Saizew, Waleri Nikitin, Wiktor Kuskin, Witali Dawydow, Alexander Ragulin, Eduard Iwanow Sturm: Wiktor Jakuschew (1), Alexander Almetow (3), Weniamin Alexandrow, Wiktor Jaroslawzew, Wjatscheslaw Starschinow, Boris Majorow, Wladimir Wikulow (2), Wiktor Polupanow (1), Anatoli Firsow (2) Trainer / Assistent: Arkadi Tschernyschow / Anatoli Tarassow                                                                     | Tor: Wiktor Konowalenko, Wiktor Singer Verteidigung: Oleg Saizew, Waleri Nikitin, Wiktor Kuskin, Witali Dawydow, Alexander Ragulin, Eduard Iwanow Sturm: Wiktor Jakuschew (1), Alexander Almetow (3), Weniamin Alexandrow, Wiktor Jaroslawzew, Wjatscheslaw Starschinow, Boris Majorow, Wladimir Wikulow (2), Wiktor Polupanow (1), Anatoli Firsow (2) Trainer / Assistent: Arkadi Tschernyschow / Anatoli Tarassow                                                                     | Tor: Wiktor Konowalenko, Wiktor Singer Verteidigung: Oleg Saizew, Waleri Nikitin, Wiktor Kuskin, Witali Dawydow, Alexander Ragulin, Eduard Iwanow Sturm: Wiktor Jakuschew (1), Alexander Almetow (3), Weniamin Alexandrow, Wiktor Jaroslawzew, Wjatscheslaw Starschinow, Boris Majorow, Wladimir Wikulow (2), Wiktor Polupanow (1), Anatoli Firsow (2) Trainer / Assistent: Arkadi Tschernyschow / Anatoli Tarassow                                                                     | Tor: Wiktor Konowalenko, Wiktor Singer Verteidigung: Oleg Saizew, Waleri Nikitin, Wiktor Kuskin, Witali Dawydow, Alexander Ragulin, Eduard Iwanow Sturm: Wiktor Jakuschew (1), Alexander Almetow (3), Weniamin Alexandrow, Wiktor Jaroslawzew, Wjatscheslaw Starschinow, Boris Majorow, Wladimir Wikulow (2), Wiktor Polupanow (1), Anatoli Firsow (2) Trainer / Assistent: Arkadi Tschernyschow / Anatoli Tarassow                                                                     | Tor: Wiktor Konowalenko, Wiktor Singer Verteidigung: Oleg Saizew, Waleri Nikitin, Wiktor Kuskin, Witali Dawydow, Alexander Ragulin, Eduard Iwanow Sturm: Wiktor Jakuschew (1), Alexander Almetow (3), Weniamin Alexandrow, Wiktor Jaroslawzew, Wjatscheslaw Starschinow, Boris Majorow, Wladimir Wikulow (2), Wiktor Polupanow (1), Anatoli Firsow (2) Trainer / Assistent: Arkadi Tschernyschow / Anatoli Tarassow                                                                     | Tor: Wiktor Konowalenko, Wiktor Singer Verteidigung: Oleg Saizew, Waleri Nikitin, Wiktor Kuskin, Witali Dawydow, Alexander Ragulin, Eduard Iwanow Sturm: Wiktor Jakuschew (1), Alexander Almetow (3), Weniamin Alexandrow, Wiktor Jaroslawzew, Wjatscheslaw Starschinow, Boris Majorow, Wladimir Wikulow (2), Wiktor Polupanow (1), Anatoli Firsow (2) Trainer / Assistent: Arkadi Tschernyschow / Anatoli Tarassow                                                                     |
| Nr. 224 27. März 1967     | 2:1 (0:1, 1:0, 1:0) | 0 Kanada | * | 0Wien, AUT | 0WM 1967 / EM 1967 | |
| Aufstellung               | Tor: Wiktor Konowalenko Verteidigung: Oleg Saizew, Waleri Nikitin, Wiktor Kuskin, Witali Dawydow, Alexander Ragulin, Eduard Iwanow Sturm: Wiktor Jakuschew, Alexander Almetow, Weniamin Alexandrow, Wiktor Jaroslawzew, Wjatscheslaw Starschinow (1), Boris Majorow, Wladimir Wikulow, Wiktor Polupanow, Anatoli Firsow (1) Trainer / Assistent: Arkadi Tschernyschow / Anatoli Tarassow                                                                                                | Tor: Wiktor Konowalenko Verteidigung: Oleg Saizew, Waleri Nikitin, Wiktor Kuskin, Witali Dawydow, Alexander Ragulin, Eduard Iwanow Sturm: Wiktor Jakuschew, Alexander Almetow, Weniamin Alexandrow, Wiktor Jaroslawzew, Wjatscheslaw Starschinow (1), Boris Majorow, Wladimir Wikulow, Wiktor Polupanow, Anatoli Firsow (1) Trainer / Assistent: Arkadi Tschernyschow / Anatoli Tarassow                                                                                                | Tor: Wiktor Konowalenko Verteidigung: Oleg Saizew, Waleri Nikitin, Wiktor Kuskin, Witali Dawydow, Alexander Ragulin, Eduard Iwanow Sturm: Wiktor Jakuschew, Alexander Almetow, Weniamin Alexandrow, Wiktor Jaroslawzew, Wjatscheslaw Starschinow (1), Boris Majorow, Wladimir Wikulow, Wiktor Polupanow, Anatoli Firsow (1) Trainer / Assistent: Arkadi Tschernyschow / Anatoli Tarassow                                                                                                | Tor: Wiktor Konowalenko Verteidigung: Oleg Saizew, Waleri Nikitin, Wiktor Kuskin, Witali Dawydow, Alexander Ragulin, Eduard Iwanow Sturm: Wiktor Jakuschew, Alexander Almetow, Weniamin Alexandrow, Wiktor Jaroslawzew, Wjatscheslaw Starschinow (1), Boris Majorow, Wladimir Wikulow, Wiktor Polupanow, Anatoli Firsow (1) Trainer / Assistent: Arkadi Tschernyschow / Anatoli Tarassow                                                                                                | Tor: Wiktor Konowalenko Verteidigung: Oleg Saizew, Waleri Nikitin, Wiktor Kuskin, Witali Dawydow, Alexander Ragulin, Eduard Iwanow Sturm: Wiktor Jakuschew, Alexander Almetow, Weniamin Alexandrow, Wiktor Jaroslawzew, Wjatscheslaw Starschinow (1), Boris Majorow, Wladimir Wikulow, Wiktor Polupanow, Anatoli Firsow (1) Trainer / Assistent: Arkadi Tschernyschow / Anatoli Tarassow                                                                                                | Tor: Wiktor Konowalenko Verteidigung: Oleg Saizew, Waleri Nikitin, Wiktor Kuskin, Witali Dawydow, Alexander Ragulin, Eduard Iwanow Sturm: Wiktor Jakuschew, Alexander Almetow, Weniamin Alexandrow, Wiktor Jaroslawzew, Wjatscheslaw Starschinow (1), Boris Majorow, Wladimir Wikulow, Wiktor Polupanow, Anatoli Firsow (1) Trainer / Assistent: Arkadi Tschernyschow / Anatoli Tarassow                                                                                                |
| Nr. 225 29. März 1967     | 4:2 (1:1, 1:0, 2:1) | 0 Tschechoslowakei | * | 0Wien, AUT | 0WM 1967 / EM 1967 | 07. WM-Titel 011. EM-Titel |
| Aufstellung               | Tor: Wiktor Konowalenko Verteidigung: Oleg Saizew (1), Waleri Nikitin, Wiktor Kuskin, Witali Dawydow, Alexander Ragulin, Eduard Iwanow Sturm: Wiktor Jakuschew (1), Alexander Almetow, Weniamin Alexandrow, Alexander Jakuschew, Wjatscheslaw Starschinow, Boris Majorow, Wladimir Wikulow, Wiktor Polupanow (1), Anatoli Firsow (1) Trainer / Assistent: Arkadi Tschernyschow / Anatoli Tarassow                                                                                       | Tor: Wiktor Konowalenko Verteidigung: Oleg Saizew (1), Waleri Nikitin, Wiktor Kuskin, Witali Dawydow, Alexander Ragulin, Eduard Iwanow Sturm: Wiktor Jakuschew (1), Alexander Almetow, Weniamin Alexandrow, Alexander Jakuschew, Wjatscheslaw Starschinow, Boris Majorow, Wladimir Wikulow, Wiktor Polupanow (1), Anatoli Firsow (1) Trainer / Assistent: Arkadi Tschernyschow / Anatoli Tarassow                                                                                       | Tor: Wiktor Konowalenko Verteidigung: Oleg Saizew (1), Waleri Nikitin, Wiktor Kuskin, Witali Dawydow, Alexander Ragulin, Eduard Iwanow Sturm: Wiktor Jakuschew (1), Alexander Almetow, Weniamin Alexandrow, Alexander Jakuschew, Wjatscheslaw Starschinow, Boris Majorow, Wladimir Wikulow, Wiktor Polupanow (1), Anatoli Firsow (1) Trainer / Assistent: Arkadi Tschernyschow / Anatoli Tarassow                                                                                       | Tor: Wiktor Konowalenko Verteidigung: Oleg Saizew (1), Waleri Nikitin, Wiktor Kuskin, Witali Dawydow, Alexander Ragulin, Eduard Iwanow Sturm: Wiktor Jakuschew (1), Alexander Almetow, Weniamin Alexandrow, Alexander Jakuschew, Wjatscheslaw Starschinow, Boris Majorow, Wladimir Wikulow, Wiktor Polupanow (1), Anatoli Firsow (1) Trainer / Assistent: Arkadi Tschernyschow / Anatoli Tarassow                                                                                       | Tor: Wiktor Konowalenko Verteidigung: Oleg Saizew (1), Waleri Nikitin, Wiktor Kuskin, Witali Dawydow, Alexander Ragulin, Eduard Iwanow Sturm: Wiktor Jakuschew (1), Alexander Almetow, Weniamin Alexandrow, Alexander Jakuschew, Wjatscheslaw Starschinow, Boris Majorow, Wladimir Wikulow, Wiktor Polupanow (1), Anatoli Firsow (1) Trainer / Assistent: Arkadi Tschernyschow / Anatoli Tarassow                                                                                       | Tor: Wiktor Konowalenko Verteidigung: Oleg Saizew (1), Waleri Nikitin, Wiktor Kuskin, Witali Dawydow, Alexander Ragulin, Eduard Iwanow Sturm: Wiktor Jakuschew (1), Alexander Almetow, Weniamin Alexandrow, Alexander Jakuschew, Wjatscheslaw Starschinow, Boris Majorow, Wladimir Wikulow, Wiktor Polupanow (1), Anatoli Firsow (1) Trainer / Assistent: Arkadi Tschernyschow / Anatoli Tarassow                                                                                       |
| Nr. 226 3. Dezember 1967  | 7:0 (1:0, 5:0, 1:0) | 0 Kanada | H | 0Moskau | 0Internationales Eishockeyturnier 1967 | |
| Aufstellung               | Tor: Wiktor Singer Verteidigung: Wiktor Kuskin, Wladimir Breschnew (1), Alexei Makarow, Wiktor Blinow, Wladimir Merinow, Wladimir Lutschenko Sturm: Jewgeni Simin (1), Wjatscheslaw Starschinow (1), Boris Majorow, B. Michailow, Igor Schurkow, Igor Grigorjew (1), Wladimir Wikulow, Wiktor Polupanow (1), Anatoli Firsow (1), Weniamin Alexandrow (1) Trainer / Assistent: Arkadi Tschernyschow / Anatoli Tarassow                                                                   | Tor: Wiktor Singer Verteidigung: Wiktor Kuskin, Wladimir Breschnew (1), Alexei Makarow, Wiktor Blinow, Wladimir Merinow, Wladimir Lutschenko Sturm: Jewgeni Simin (1), Wjatscheslaw Starschinow (1), Boris Majorow, B. Michailow, Igor Schurkow, Igor Grigorjew (1), Wladimir Wikulow, Wiktor Polupanow (1), Anatoli Firsow (1), Weniamin Alexandrow (1) Trainer / Assistent: Arkadi Tschernyschow / Anatoli Tarassow                                                                   | Tor: Wiktor Singer Verteidigung: Wiktor Kuskin, Wladimir Breschnew (1), Alexei Makarow, Wiktor Blinow, Wladimir Merinow, Wladimir Lutschenko Sturm: Jewgeni Simin (1), Wjatscheslaw Starschinow (1), Boris Majorow, B. Michailow, Igor Schurkow, Igor Grigorjew (1), Wladimir Wikulow, Wiktor Polupanow (1), Anatoli Firsow (1), Weniamin Alexandrow (1) Trainer / Assistent: Arkadi Tschernyschow / Anatoli Tarassow                                                                   | Tor: Wiktor Singer Verteidigung: Wiktor Kuskin, Wladimir Breschnew (1), Alexei Makarow, Wiktor Blinow, Wladimir Merinow, Wladimir Lutschenko Sturm: Jewgeni Simin (1), Wjatscheslaw Starschinow (1), Boris Majorow, B. Michailow, Igor Schurkow, Igor Grigorjew (1), Wladimir Wikulow, Wiktor Polupanow (1), Anatoli Firsow (1), Weniamin Alexandrow (1) Trainer / Assistent: Arkadi Tschernyschow / Anatoli Tarassow                                                                   | Tor: Wiktor Singer Verteidigung: Wiktor Kuskin, Wladimir Breschnew (1), Alexei Makarow, Wiktor Blinow, Wladimir Merinow, Wladimir Lutschenko Sturm: Jewgeni Simin (1), Wjatscheslaw Starschinow (1), Boris Majorow, B. Michailow, Igor Schurkow, Igor Grigorjew (1), Wladimir Wikulow, Wiktor Polupanow (1), Anatoli Firsow (1), Weniamin Alexandrow (1) Trainer / Assistent: Arkadi Tschernyschow / Anatoli Tarassow                                                                   | Tor: Wiktor Singer Verteidigung: Wiktor Kuskin, Wladimir Breschnew (1), Alexei Makarow, Wiktor Blinow, Wladimir Merinow, Wladimir Lutschenko Sturm: Jewgeni Simin (1), Wjatscheslaw Starschinow (1), Boris Majorow, B. Michailow, Igor Schurkow, Igor Grigorjew (1), Wladimir Wikulow, Wiktor Polupanow (1), Anatoli Firsow (1), Weniamin Alexandrow (1) Trainer / Assistent: Arkadi Tschernyschow / Anatoli Tarassow                                                                   |
| Nr. 227 4. Dezember 1967  | 6:1 (3:0, 2:1, 1:0) | 0 Polen | H | 0Woskressensk | 0Internationales Eishockeyturnier 1967 | |
| Aufstellung               | Tor: Boris Saizew Verteidigung: Wiktor Kuskin, Wladimir Breschnew, Alexei Makarow (1), Wiktor Blinow, Wladimir Merinow, Wladimir Lutschenko Sturm: Waleri Nikitin (1), Wiktor Jakuschew, Weniamin Alexandrow, Jewgeni Simin, Wjatscheslaw Starschinow (2), Boris Majorow (1), Boris Michailow, Igor Schurkow, Igor Grigorjew (1), Anatoli Firsow Trainer / Assistent: Arkadi Tschernyschow / Anatoli Tarassow                                                                           | Tor: Boris Saizew Verteidigung: Wiktor Kuskin, Wladimir Breschnew, Alexei Makarow (1), Wiktor Blinow, Wladimir Merinow, Wladimir Lutschenko Sturm: Waleri Nikitin (1), Wiktor Jakuschew, Weniamin Alexandrow, Jewgeni Simin, Wjatscheslaw Starschinow (2), Boris Majorow (1), Boris Michailow, Igor Schurkow, Igor Grigorjew (1), Anatoli Firsow Trainer / Assistent: Arkadi Tschernyschow / Anatoli Tarassow                                                                           | Tor: Boris Saizew Verteidigung: Wiktor Kuskin, Wladimir Breschnew, Alexei Makarow (1), Wiktor Blinow, Wladimir Merinow, Wladimir Lutschenko Sturm: Waleri Nikitin (1), Wiktor Jakuschew, Weniamin Alexandrow, Jewgeni Simin, Wjatscheslaw Starschinow (2), Boris Majorow (1), Boris Michailow, Igor Schurkow, Igor Grigorjew (1), Anatoli Firsow Trainer / Assistent: Arkadi Tschernyschow / Anatoli Tarassow                                                                           | Tor: Boris Saizew Verteidigung: Wiktor Kuskin, Wladimir Breschnew, Alexei Makarow (1), Wiktor Blinow, Wladimir Merinow, Wladimir Lutschenko Sturm: Waleri Nikitin (1), Wiktor Jakuschew, Weniamin Alexandrow, Jewgeni Simin, Wjatscheslaw Starschinow (2), Boris Majorow (1), Boris Michailow, Igor Schurkow, Igor Grigorjew (1), Anatoli Firsow Trainer / Assistent: Arkadi Tschernyschow / Anatoli Tarassow                                                                           | Tor: Boris Saizew Verteidigung: Wiktor Kuskin, Wladimir Breschnew, Alexei Makarow (1), Wiktor Blinow, Wladimir Merinow, Wladimir Lutschenko Sturm: Waleri Nikitin (1), Wiktor Jakuschew, Weniamin Alexandrow, Jewgeni Simin, Wjatscheslaw Starschinow (2), Boris Majorow (1), Boris Michailow, Igor Schurkow, Igor Grigorjew (1), Anatoli Firsow Trainer / Assistent: Arkadi Tschernyschow / Anatoli Tarassow                                                                           | Tor: Boris Saizew Verteidigung: Wiktor Kuskin, Wladimir Breschnew, Alexei Makarow (1), Wiktor Blinow, Wladimir Merinow, Wladimir Lutschenko Sturm: Waleri Nikitin (1), Wiktor Jakuschew, Weniamin Alexandrow, Jewgeni Simin, Wjatscheslaw Starschinow (2), Boris Majorow (1), Boris Michailow, Igor Schurkow, Igor Grigorjew (1), Anatoli Firsow Trainer / Assistent: Arkadi Tschernyschow / Anatoli Tarassow                                                                           |
| Nr. 228 6. Dezember 1967  | 9:1 (3:1, 4:0, 2:0) | 0 Tschechoslowakei | H | 0Moskau | 0Internationales Eishockeyturnier 1967 | 01. Gewinn des späteren Iswestija-Pokals |
| Aufstellung               | Tor: Wiktor Singer Verteidigung: Wladimir Merinow, Wladimir Lutschenko, Alexei Makarow, Wiktor Blinow (1), Wiktor Kuskin, Wladimir Breschnew Sturm: Wladimir Wikulow (2), Wiktor Polupanow (1), Anatoli Firsow (2), Jewgeni Simin (1), Wjatscheslaw Starschinow (1), Boris Majorow, Waleri Nikitin (1), Wiktor Jakuschew, Weniamin Alexandrow, Boris Michailow Trainer / Assistent: Arkadi Tschernyschow / Anatoli Tarassow                                                             | Tor: Wiktor Singer Verteidigung: Wladimir Merinow, Wladimir Lutschenko, Alexei Makarow, Wiktor Blinow (1), Wiktor Kuskin, Wladimir Breschnew Sturm: Wladimir Wikulow (2), Wiktor Polupanow (1), Anatoli Firsow (2), Jewgeni Simin (1), Wjatscheslaw Starschinow (1), Boris Majorow, Waleri Nikitin (1), Wiktor Jakuschew, Weniamin Alexandrow, Boris Michailow Trainer / Assistent: Arkadi Tschernyschow / Anatoli Tarassow                                                             | Tor: Wiktor Singer Verteidigung: Wladimir Merinow, Wladimir Lutschenko, Alexei Makarow, Wiktor Blinow (1), Wiktor Kuskin, Wladimir Breschnew Sturm: Wladimir Wikulow (2), Wiktor Polupanow (1), Anatoli Firsow (2), Jewgeni Simin (1), Wjatscheslaw Starschinow (1), Boris Majorow, Waleri Nikitin (1), Wiktor Jakuschew, Weniamin Alexandrow, Boris Michailow Trainer / Assistent: Arkadi Tschernyschow / Anatoli Tarassow                                                             | Tor: Wiktor Singer Verteidigung: Wladimir Merinow, Wladimir Lutschenko, Alexei Makarow, Wiktor Blinow (1), Wiktor Kuskin, Wladimir Breschnew Sturm: Wladimir Wikulow (2), Wiktor Polupanow (1), Anatoli Firsow (2), Jewgeni Simin (1), Wjatscheslaw Starschinow (1), Boris Majorow, Waleri Nikitin (1), Wiktor Jakuschew, Weniamin Alexandrow, Boris Michailow Trainer / Assistent: Arkadi Tschernyschow / Anatoli Tarassow                                                             | Tor: Wiktor Singer Verteidigung: Wladimir Merinow, Wladimir Lutschenko, Alexei Makarow, Wiktor Blinow (1), Wiktor Kuskin, Wladimir Breschnew Sturm: Wladimir Wikulow (2), Wiktor Polupanow (1), Anatoli Firsow (2), Jewgeni Simin (1), Wjatscheslaw Starschinow (1), Boris Majorow, Waleri Nikitin (1), Wiktor Jakuschew, Weniamin Alexandrow, Boris Michailow Trainer / Assistent: Arkadi Tschernyschow / Anatoli Tarassow                                                             | Tor: Wiktor Singer Verteidigung: Wladimir Merinow, Wladimir Lutschenko, Alexei Makarow, Wiktor Blinow (1), Wiktor Kuskin, Wladimir Breschnew Sturm: Wladimir Wikulow (2), Wiktor Polupanow (1), Anatoli Firsow (2), Jewgeni Simin (1), Wjatscheslaw Starschinow (1), Boris Majorow, Waleri Nikitin (1), Wiktor Jakuschew, Weniamin Alexandrow, Boris Michailow Trainer / Assistent: Arkadi Tschernyschow / Anatoli Tarassow                                                             |
| Nr. 229 17. Dezember 1967 | 5:3 (0:2, 2:0, 3:1) | 0 Vereinigte Staaten | A | 0Duluth, USA | 0Freundschaftsspiel | |
| Aufstellung               | Tor: Wiktor Konowalenko Verteidigung: Alexander Ragulin, Witali Dawydow, Alexei Makarow, Wiktor Blinow, Oleg Saizew, Igor Romischewski Sturm: Waleri Nikitin, Wiktor Jakuschew, Weniamin Alexandrow, Jewgeni Simin, Wjatscheslaw Mischakow (2), Anatoli Ionow, Juri Moissejew (1) Trainer / Assistent: Arkadi Tschernyschow / Anatoli Tarassow | Tor: Wiktor Konowalenko Verteidigung: Alexander Ragulin, Witali Dawydow, Alexei Makarow, Wiktor Blinow, Oleg Saizew, Igor Romischewski Sturm: Waleri Nikitin, Wiktor Jakuschew, Weniamin Alexandrow, Jewgeni Simin, Wjatscheslaw Mischakow (2), Anatoli Ionow, Juri Moissejew (1) Trainer / Assistent: Arkadi Tschernyschow / Anatoli Tarassow | Tor: Wiktor Konowalenko Verteidigung: Alexander Ragulin, Witali Dawydow, Alexei Makarow, Wiktor Blinow, Oleg Saizew, Igor Romischewski Sturm: Waleri Nikitin, Wiktor Jakuschew, Weniamin Alexandrow, Jewgeni Simin, Wjatscheslaw Mischakow (2), Anatoli Ionow, Juri Moissejew (1) Trainer / Assistent: Arkadi Tschernyschow / Anatoli Tarassow | Tor: Wiktor Konowalenko Verteidigung: Alexander Ragulin, Witali Dawydow, Alexei Makarow, Wiktor Blinow, Oleg Saizew, Igor Romischewski Sturm: Waleri Nikitin, Wiktor Jakuschew, Weniamin Alexandrow, Jewgeni Simin, Wjatscheslaw Mischakow (2), Anatoli Ionow, Juri Moissejew (1) Trainer / Assistent: Arkadi Tschernyschow / Anatoli Tarassow | Tor: Wiktor Konowalenko Verteidigung: Alexander Ragulin, Witali Dawydow, Alexei Makarow, Wiktor Blinow, Oleg Saizew, Igor Romischewski Sturm: Waleri Nikitin, Wiktor Jakuschew, Weniamin Alexandrow, Jewgeni Simin, Wjatscheslaw Mischakow (2), Anatoli Ionow, Juri Moissejew (1) Trainer / Assistent: Arkadi Tschernyschow / Anatoli Tarassow | Tor: Wiktor Konowalenko Verteidigung: Alexander Ragulin, Witali Dawydow, Alexei Makarow, Wiktor Blinow, Oleg Saizew, Igor Romischewski Sturm: Waleri Nikitin, Wiktor Jakuschew, Weniamin Alexandrow, Jewgeni Simin, Wjatscheslaw Mischakow (2), Anatoli Ionow, Juri Moissejew (1) Trainer / Assistent: Arkadi Tschernyschow / Anatoli Tarassow |
| Nr. 230 19. Dezember 1967 | 3:2 (1:1, 1:0, 1:1) | 0 Vereinigte Staaten | A | 0Saint Paul, USA | 0Freundschaftsspiel | |
| Aufstellung               | Tor: Wiktor Konowalenko Verteidigung: Alexander Ragulin, Witali Dawydow, Alexei Makarow (1), Wiktor Blinow, Oleg Saizew, Igor Romischewski Sturm: Waleri Nikitin, Wiktor Jakuschew (1), Weniamin Alexandrow, Wladimir Wikulow, Wiktor Polupanow, Anatoli Firsow (1), Jewgeni Mischakow, Anatoli Ionow, Juri Moissejew Trainer / Assistent: Arkadi Tschernyschow / Anatoli Tarassow | Tor: Wiktor Konowalenko Verteidigung: Alexander Ragulin, Witali Dawydow, Alexei Makarow (1), Wiktor Blinow, Oleg Saizew, Igor Romischewski Sturm: Waleri Nikitin, Wiktor Jakuschew (1), Weniamin Alexandrow, Wladimir Wikulow, Wiktor Polupanow, Anatoli Firsow (1), Jewgeni Mischakow, Anatoli Ionow, Juri Moissejew Trainer / Assistent: Arkadi Tschernyschow / Anatoli Tarassow | Tor: Wiktor Konowalenko Verteidigung: Alexander Ragulin, Witali Dawydow, Alexei Makarow (1), Wiktor Blinow, Oleg Saizew, Igor Romischewski Sturm: Waleri Nikitin, Wiktor Jakuschew (1), Weniamin Alexandrow, Wladimir Wikulow, Wiktor Polupanow, Anatoli Firsow (1), Jewgeni Mischakow, Anatoli Ionow, Juri Moissejew Trainer / Assistent: Arkadi Tschernyschow / Anatoli Tarassow | Tor: Wiktor Konowalenko Verteidigung: Alexander Ragulin, Witali Dawydow, Alexei Makarow (1), Wiktor Blinow, Oleg Saizew, Igor Romischewski Sturm: Waleri Nikitin, Wiktor Jakuschew (1), Weniamin Alexandrow, Wladimir Wikulow, Wiktor Polupanow, Anatoli Firsow (1), Jewgeni Mischakow, Anatoli Ionow, Juri Moissejew Trainer / Assistent: Arkadi Tschernyschow / Anatoli Tarassow | Tor: Wiktor Konowalenko Verteidigung: Alexander Ragulin, Witali Dawydow, Alexei Makarow (1), Wiktor Blinow, Oleg Saizew, Igor Romischewski Sturm: Waleri Nikitin, Wiktor Jakuschew (1), Weniamin Alexandrow, Wladimir Wikulow, Wiktor Polupanow, Anatoli Firsow (1), Jewgeni Mischakow, Anatoli Ionow, Juri Moissejew Trainer / Assistent: Arkadi Tschernyschow / Anatoli Tarassow | Tor: Wiktor Konowalenko Verteidigung: Alexander Ragulin, Witali Dawydow, Alexei Makarow (1), Wiktor Blinow, Oleg Saizew, Igor Romischewski Sturm: Waleri Nikitin, Wiktor Jakuschew (1), Weniamin Alexandrow, Wladimir Wikulow, Wiktor Polupanow, Anatoli Firsow (1), Jewgeni Mischakow, Anatoli Ionow, Juri Moissejew Trainer / Assistent: Arkadi Tschernyschow / Anatoli Tarassow |
| Nr. 231 26. Dezember 1967 | 28:2 (18:0, 9:1, 6:1) | 0 Italien | * | 0Colorado Springs, USA | 0Braun Memorial | |
| Aufstellung               | Tor: Wiktor Singer Verteidigung: Alexander Ragulin, Witali Dawydow, Alexei Makarow, Wiktor Blinow (1), Oleg Saizew, Igor Romischewski (1) Sturm: Jewgeni Simin (2), Wjatscheslaw Starschinow (4), Boris Majorow (4), Wladimir Wikulow (3), Wiktor Polupanow (3), Anatoli Firsow (4), Jewgeni Mischakow (2), Anatoli Ionow (1), Juri Moissejew (2), Alexander Jakuschew (1), Waleri Nikitin, Wiktor Jakuschew Trainer / Assistent: Arkadi Tschernyschow / Anatoli Tarassow               | Tor: Wiktor Singer Verteidigung: Alexander Ragulin, Witali Dawydow, Alexei Makarow, Wiktor Blinow (1), Oleg Saizew, Igor Romischewski (1) Sturm: Jewgeni Simin (2), Wjatscheslaw Starschinow (4), Boris Majorow (4), Wladimir Wikulow (3), Wiktor Polupanow (3), Anatoli Firsow (4), Jewgeni Mischakow (2), Anatoli Ionow (1), Juri Moissejew (2), Alexander Jakuschew (1), Waleri Nikitin, Wiktor Jakuschew Trainer / Assistent: Arkadi Tschernyschow / Anatoli Tarassow               | Tor: Wiktor Singer Verteidigung: Alexander Ragulin, Witali Dawydow, Alexei Makarow, Wiktor Blinow (1), Oleg Saizew, Igor Romischewski (1) Sturm: Jewgeni Simin (2), Wjatscheslaw Starschinow (4), Boris Majorow (4), Wladimir Wikulow (3), Wiktor Polupanow (3), Anatoli Firsow (4), Jewgeni Mischakow (2), Anatoli Ionow (1), Juri Moissejew (2), Alexander Jakuschew (1), Waleri Nikitin, Wiktor Jakuschew Trainer / Assistent: Arkadi Tschernyschow / Anatoli Tarassow               | Tor: Wiktor Singer Verteidigung: Alexander Ragulin, Witali Dawydow, Alexei Makarow, Wiktor Blinow (1), Oleg Saizew, Igor Romischewski (1) Sturm: Jewgeni Simin (2), Wjatscheslaw Starschinow (4), Boris Majorow (4), Wladimir Wikulow (3), Wiktor Polupanow (3), Anatoli Firsow (4), Jewgeni Mischakow (2), Anatoli Ionow (1), Juri Moissejew (2), Alexander Jakuschew (1), Waleri Nikitin, Wiktor Jakuschew Trainer / Assistent: Arkadi Tschernyschow / Anatoli Tarassow               | Tor: Wiktor Singer Verteidigung: Alexander Ragulin, Witali Dawydow, Alexei Makarow, Wiktor Blinow (1), Oleg Saizew, Igor Romischewski (1) Sturm: Jewgeni Simin (2), Wjatscheslaw Starschinow (4), Boris Majorow (4), Wladimir Wikulow (3), Wiktor Polupanow (3), Anatoli Firsow (4), Jewgeni Mischakow (2), Anatoli Ionow (1), Juri Moissejew (2), Alexander Jakuschew (1), Waleri Nikitin, Wiktor Jakuschew Trainer / Assistent: Arkadi Tschernyschow / Anatoli Tarassow               | Tor: Wiktor Singer Verteidigung: Alexander Ragulin, Witali Dawydow, Alexei Makarow, Wiktor Blinow (1), Oleg Saizew, Igor Romischewski (1) Sturm: Jewgeni Simin (2), Wjatscheslaw Starschinow (4), Boris Majorow (4), Wladimir Wikulow (3), Wiktor Polupanow (3), Anatoli Firsow (4), Jewgeni Mischakow (2), Anatoli Ionow (1), Juri Moissejew (2), Alexander Jakuschew (1), Waleri Nikitin, Wiktor Jakuschew Trainer / Assistent: Arkadi Tschernyschow / Anatoli Tarassow               |
| Nr. 232 27. Dezember 1967 | 3:1 (0:0, 2:1, 1:0) | 0 Finnland | * | 0Colorado Springs, USA | 0Braun Memorial | |
| Aufstellung               | Tor: Wiktor Konowalenko Verteidigung: Alexander Ragulin, Witali Dawydow, Alexei Makarow, Wiktor Blinow, Oleg Saizew, Igor Romischewski (1) Sturm: Jewgeni Simin, Wjatscheslaw Starschinow (1), Boris Majorow, Weniamin Alexandrow, Waleri Nikitin, Alexander Jakuschew (1), Jewgeni Mischakow, Anatoli Ionow, Juri Moissejew, Wiktor Polupanow Trainer / Assistent: Arkadi Tschernyschow / Anatoli Tarassow                                                                             | Tor: Wiktor Konowalenko Verteidigung: Alexander Ragulin, Witali Dawydow, Alexei Makarow, Wiktor Blinow, Oleg Saizew, Igor Romischewski (1) Sturm: Jewgeni Simin, Wjatscheslaw Starschinow (1), Boris Majorow, Weniamin Alexandrow, Waleri Nikitin, Alexander Jakuschew (1), Jewgeni Mischakow, Anatoli Ionow, Juri Moissejew, Wiktor Polupanow Trainer / Assistent: Arkadi Tschernyschow / Anatoli Tarassow                                                                             | Tor: Wiktor Konowalenko Verteidigung: Alexander Ragulin, Witali Dawydow, Alexei Makarow, Wiktor Blinow, Oleg Saizew, Igor Romischewski (1) Sturm: Jewgeni Simin, Wjatscheslaw Starschinow (1), Boris Majorow, Weniamin Alexandrow, Waleri Nikitin, Alexander Jakuschew (1), Jewgeni Mischakow, Anatoli Ionow, Juri Moissejew, Wiktor Polupanow Trainer / Assistent: Arkadi Tschernyschow / Anatoli Tarassow                                                                             | Tor: Wiktor Konowalenko Verteidigung: Alexander Ragulin, Witali Dawydow, Alexei Makarow, Wiktor Blinow, Oleg Saizew, Igor Romischewski (1) Sturm: Jewgeni Simin, Wjatscheslaw Starschinow (1), Boris Majorow, Weniamin Alexandrow, Waleri Nikitin, Alexander Jakuschew (1), Jewgeni Mischakow, Anatoli Ionow, Juri Moissejew, Wiktor Polupanow Trainer / Assistent: Arkadi Tschernyschow / Anatoli Tarassow                                                                             | Tor: Wiktor Konowalenko Verteidigung: Alexander Ragulin, Witali Dawydow, Alexei Makarow, Wiktor Blinow, Oleg Saizew, Igor Romischewski (1) Sturm: Jewgeni Simin, Wjatscheslaw Starschinow (1), Boris Majorow, Weniamin Alexandrow, Waleri Nikitin, Alexander Jakuschew (1), Jewgeni Mischakow, Anatoli Ionow, Juri Moissejew, Wiktor Polupanow Trainer / Assistent: Arkadi Tschernyschow / Anatoli Tarassow                                                                             | Tor: Wiktor Konowalenko Verteidigung: Alexander Ragulin, Witali Dawydow, Alexei Makarow, Wiktor Blinow, Oleg Saizew, Igor Romischewski (1) Sturm: Jewgeni Simin, Wjatscheslaw Starschinow (1), Boris Majorow, Weniamin Alexandrow, Waleri Nikitin, Alexander Jakuschew (1), Jewgeni Mischakow, Anatoli Ionow, Juri Moissejew, Wiktor Polupanow Trainer / Assistent: Arkadi Tschernyschow / Anatoli Tarassow                                                                             |
| Nr. 233 31. Dezember 1967 | 11:3 (6:0, 3:1, 2:2) | 0 Vereinigte Staaten | A | 0Colorado Springs, USA | 0Braun Memorial | |
| Aufstellung               | Tor: Wiktor Konowalenko Verteidigung: Alexander Ragulin, Witali Dawydow, Alexei Makarow, Wiktor Blinow (1), Oleg Saizew (2), Igor Romischewski Sturm: Wladimir Wikulow, Wiktor Polupanow, Anatoli Firsow (2), Jewgeni Simin (1), Wjatscheslaw Starschinow (1), Boris Majorow (1), Weniamin Alexandrow, Wiktor Jakuschew (1), Alexander Jakuschew (2) Trainer / Assistent: Arkadi Tschernyschow / Anatoli Tarassow                                                                       | Tor: Wiktor Konowalenko Verteidigung: Alexander Ragulin, Witali Dawydow, Alexei Makarow, Wiktor Blinow (1), Oleg Saizew (2), Igor Romischewski Sturm: Wladimir Wikulow, Wiktor Polupanow, Anatoli Firsow (2), Jewgeni Simin (1), Wjatscheslaw Starschinow (1), Boris Majorow (1), Weniamin Alexandrow, Wiktor Jakuschew (1), Alexander Jakuschew (2) Trainer / Assistent: Arkadi Tschernyschow / Anatoli Tarassow                                                                       | Tor: Wiktor Konowalenko Verteidigung: Alexander Ragulin, Witali Dawydow, Alexei Makarow, Wiktor Blinow (1), Oleg Saizew (2), Igor Romischewski Sturm: Wladimir Wikulow, Wiktor Polupanow, Anatoli Firsow (2), Jewgeni Simin (1), Wjatscheslaw Starschinow (1), Boris Majorow (1), Weniamin Alexandrow, Wiktor Jakuschew (1), Alexander Jakuschew (2) Trainer / Assistent: Arkadi Tschernyschow / Anatoli Tarassow                                                                       | Tor: Wiktor Konowalenko Verteidigung: Alexander Ragulin, Witali Dawydow, Alexei Makarow, Wiktor Blinow (1), Oleg Saizew (2), Igor Romischewski Sturm: Wladimir Wikulow, Wiktor Polupanow, Anatoli Firsow (2), Jewgeni Simin (1), Wjatscheslaw Starschinow (1), Boris Majorow (1), Weniamin Alexandrow, Wiktor Jakuschew (1), Alexander Jakuschew (2) Trainer / Assistent: Arkadi Tschernyschow / Anatoli Tarassow                                                                       | Tor: Wiktor Konowalenko Verteidigung: Alexander Ragulin, Witali Dawydow, Alexei Makarow, Wiktor Blinow (1), Oleg Saizew (2), Igor Romischewski Sturm: Wladimir Wikulow, Wiktor Polupanow, Anatoli Firsow (2), Jewgeni Simin (1), Wjatscheslaw Starschinow (1), Boris Majorow (1), Weniamin Alexandrow, Wiktor Jakuschew (1), Alexander Jakuschew (2) Trainer / Assistent: Arkadi Tschernyschow / Anatoli Tarassow                                                                       | Tor: Wiktor Konowalenko Verteidigung: Alexander Ragulin, Witali Dawydow, Alexei Makarow, Wiktor Blinow (1), Oleg Saizew (2), Igor Romischewski Sturm: Wladimir Wikulow, Wiktor Polupanow, Anatoli Firsow (2), Jewgeni Simin (1), Wjatscheslaw Starschinow (1), Boris Majorow (1), Weniamin Alexandrow, Wiktor Jakuschew (1), Alexander Jakuschew (2) Trainer / Assistent: Arkadi Tschernyschow / Anatoli Tarassow                                                                       |
| Nr. 234 2. Januar 1968    | 3:0 (1:0, 1:0, 1:0) | 0 Schweden | * | 0Winnipeg, CAN | 0Millennium Tournament | |
| Aufstellung               | Tor: Wiktor Singer Verteidigung: Alexander Ragulin, Witali Dawydow, Oleg Saizew, Igor Romischewski, Wiktor Blinow (1), Waleri Nikitin Sturm: Wladimir Wikulow, Wiktor Polupanow, Anatoli Firsow, Weniamin Alexandrow (1), Wjatscheslaw Starschinow (1), Boris Majorow, Jewgeni Mischakow, Anatoli Ionow, Juri Moissejew Trainer / Assistent: Arkadi Tschernyschow / Anatoli Tarassow | Tor: Wiktor Singer Verteidigung: Alexander Ragulin, Witali Dawydow, Oleg Saizew, Igor Romischewski, Wiktor Blinow (1), Waleri Nikitin Sturm: Wladimir Wikulow, Wiktor Polupanow, Anatoli Firsow, Weniamin Alexandrow (1), Wjatscheslaw Starschinow (1), Boris Majorow, Jewgeni Mischakow, Anatoli Ionow, Juri Moissejew Trainer / Assistent: Arkadi Tschernyschow / Anatoli Tarassow | Tor: Wiktor Singer Verteidigung: Alexander Ragulin, Witali Dawydow, Oleg Saizew, Igor Romischewski, Wiktor Blinow (1), Waleri Nikitin Sturm: Wladimir Wikulow, Wiktor Polupanow, Anatoli Firsow, Weniamin Alexandrow (1), Wjatscheslaw Starschinow (1), Boris Majorow, Jewgeni Mischakow, Anatoli Ionow, Juri Moissejew Trainer / Assistent: Arkadi Tschernyschow / Anatoli Tarassow | Tor: Wiktor Singer Verteidigung: Alexander Ragulin, Witali Dawydow, Oleg Saizew, Igor Romischewski, Wiktor Blinow (1), Waleri Nikitin Sturm: Wladimir Wikulow, Wiktor Polupanow, Anatoli Firsow, Weniamin Alexandrow (1), Wjatscheslaw Starschinow (1), Boris Majorow, Jewgeni Mischakow, Anatoli Ionow, Juri Moissejew Trainer / Assistent: Arkadi Tschernyschow / Anatoli Tarassow | Tor: Wiktor Singer Verteidigung: Alexander Ragulin, Witali Dawydow, Oleg Saizew, Igor Romischewski, Wiktor Blinow (1), Waleri Nikitin Sturm: Wladimir Wikulow, Wiktor Polupanow, Anatoli Firsow, Weniamin Alexandrow (1), Wjatscheslaw Starschinow (1), Boris Majorow, Jewgeni Mischakow, Anatoli Ionow, Juri Moissejew Trainer / Assistent: Arkadi Tschernyschow / Anatoli Tarassow | Tor: Wiktor Singer Verteidigung: Alexander Ragulin, Witali Dawydow, Oleg Saizew, Igor Romischewski, Wiktor Blinow (1), Waleri Nikitin Sturm: Wladimir Wikulow, Wiktor Polupanow, Anatoli Firsow, Weniamin Alexandrow (1), Wjatscheslaw Starschinow (1), Boris Majorow, Jewgeni Mischakow, Anatoli Ionow, Juri Moissejew Trainer / Assistent: Arkadi Tschernyschow / Anatoli Tarassow |
| Nr. 235 3. Januar 1968    | 5:1 (1:1, 1:0, 3:0) | 0 Kanada | A | 0Winnipeg, CAN | 0Millennium Tournament | |
| Aufstellung               | Tor: Wiktor Konowalenko Verteidigung: Alexander Ragulin (2), Witali Dawydow, Oleg Saizew, Igor Romischewski (1), Wiktor Blinow, Waleri Nikitin Sturm: Weniamin Alexandrow, Wjatscheslaw Starschinow, Boris Majorow, Jewgeni Mischakow (1), Anatoli Ionow, Juri Moissejew, Alexander Jakuschew, Wiktor Jakuschew (1), Anatoli Firsow Trainer / Assistent: Arkadi Tschernyschow / Anatoli Tarassow                                                                                        | Tor: Wiktor Konowalenko Verteidigung: Alexander Ragulin (2), Witali Dawydow, Oleg Saizew, Igor Romischewski (1), Wiktor Blinow, Waleri Nikitin Sturm: Weniamin Alexandrow, Wjatscheslaw Starschinow, Boris Majorow, Jewgeni Mischakow (1), Anatoli Ionow, Juri Moissejew, Alexander Jakuschew, Wiktor Jakuschew (1), Anatoli Firsow Trainer / Assistent: Arkadi Tschernyschow / Anatoli Tarassow                                                                                        | Tor: Wiktor Konowalenko Verteidigung: Alexander Ragulin (2), Witali Dawydow, Oleg Saizew, Igor Romischewski (1), Wiktor Blinow, Waleri Nikitin Sturm: Weniamin Alexandrow, Wjatscheslaw Starschinow, Boris Majorow, Jewgeni Mischakow (1), Anatoli Ionow, Juri Moissejew, Alexander Jakuschew, Wiktor Jakuschew (1), Anatoli Firsow Trainer / Assistent: Arkadi Tschernyschow / Anatoli Tarassow                                                                                        | Tor: Wiktor Konowalenko Verteidigung: Alexander Ragulin (2), Witali Dawydow, Oleg Saizew, Igor Romischewski (1), Wiktor Blinow, Waleri Nikitin Sturm: Weniamin Alexandrow, Wjatscheslaw Starschinow, Boris Majorow, Jewgeni Mischakow (1), Anatoli Ionow, Juri Moissejew, Alexander Jakuschew, Wiktor Jakuschew (1), Anatoli Firsow Trainer / Assistent: Arkadi Tschernyschow / Anatoli Tarassow                                                                                        | Tor: Wiktor Konowalenko Verteidigung: Alexander Ragulin (2), Witali Dawydow, Oleg Saizew, Igor Romischewski (1), Wiktor Blinow, Waleri Nikitin Sturm: Weniamin Alexandrow, Wjatscheslaw Starschinow, Boris Majorow, Jewgeni Mischakow (1), Anatoli Ionow, Juri Moissejew, Alexander Jakuschew, Wiktor Jakuschew (1), Anatoli Firsow Trainer / Assistent: Arkadi Tschernyschow / Anatoli Tarassow                                                                                        | Tor: Wiktor Konowalenko Verteidigung: Alexander Ragulin (2), Witali Dawydow, Oleg Saizew, Igor Romischewski (1), Wiktor Blinow, Waleri Nikitin Sturm: Weniamin Alexandrow, Wjatscheslaw Starschinow, Boris Majorow, Jewgeni Mischakow (1), Anatoli Ionow, Juri Moissejew, Alexander Jakuschew, Wiktor Jakuschew (1), Anatoli Firsow Trainer / Assistent: Arkadi Tschernyschow / Anatoli Tarassow                                                                                        |
| Nr. 236 5. Januar 1968    | 4:6 (0:2, 2:2, 2:2) | 0 Schweden | * | 0Winnipeg, CAN | 0Millennium Tournament | |
| Aufstellung               | Tor: Wiktor Singer, Wiktor Konowalenko (24. Min.) Verteidigung: Wiktor Blinow, Alexander Ragulin, Igor Romischewski, Witali Dawydow, Waleri Nikitin, Oleg Saizew Sturm: Wladimir Wikulow (1), Wiktor Polupanow (2), Anatoli Firsow, Jewgeni Mischakow, Anatoli Ionow, Juri Moissejew, Alexander Jakuschew, Wiktor Jakuschew, Weniamin Alexandrow (1) Trainer / Assistent: Arkadi Tschernyschow / Anatoli Tarassow                                                                       | Tor: Wiktor Singer, Wiktor Konowalenko (24. Min.) Verteidigung: Wiktor Blinow, Alexander Ragulin, Igor Romischewski, Witali Dawydow, Waleri Nikitin, Oleg Saizew Sturm: Wladimir Wikulow (1), Wiktor Polupanow (2), Anatoli Firsow, Jewgeni Mischakow, Anatoli Ionow, Juri Moissejew, Alexander Jakuschew, Wiktor Jakuschew, Weniamin Alexandrow (1) Trainer / Assistent: Arkadi Tschernyschow / Anatoli Tarassow                                                                       | Tor: Wiktor Singer, Wiktor Konowalenko (24. Min.) Verteidigung: Wiktor Blinow, Alexander Ragulin, Igor Romischewski, Witali Dawydow, Waleri Nikitin, Oleg Saizew Sturm: Wladimir Wikulow (1), Wiktor Polupanow (2), Anatoli Firsow, Jewgeni Mischakow, Anatoli Ionow, Juri Moissejew, Alexander Jakuschew, Wiktor Jakuschew, Weniamin Alexandrow (1) Trainer / Assistent: Arkadi Tschernyschow / Anatoli Tarassow                                                                       | Tor: Wiktor Singer, Wiktor Konowalenko (24. Min.) Verteidigung: Wiktor Blinow, Alexander Ragulin, Igor Romischewski, Witali Dawydow, Waleri Nikitin, Oleg Saizew Sturm: Wladimir Wikulow (1), Wiktor Polupanow (2), Anatoli Firsow, Jewgeni Mischakow, Anatoli Ionow, Juri Moissejew, Alexander Jakuschew, Wiktor Jakuschew, Weniamin Alexandrow (1) Trainer / Assistent: Arkadi Tschernyschow / Anatoli Tarassow                                                                       | Tor: Wiktor Singer, Wiktor Konowalenko (24. Min.) Verteidigung: Wiktor Blinow, Alexander Ragulin, Igor Romischewski, Witali Dawydow, Waleri Nikitin, Oleg Saizew Sturm: Wladimir Wikulow (1), Wiktor Polupanow (2), Anatoli Firsow, Jewgeni Mischakow, Anatoli Ionow, Juri Moissejew, Alexander Jakuschew, Wiktor Jakuschew, Weniamin Alexandrow (1) Trainer / Assistent: Arkadi Tschernyschow / Anatoli Tarassow                                                                       | Tor: Wiktor Singer, Wiktor Konowalenko (24. Min.) Verteidigung: Wiktor Blinow, Alexander Ragulin, Igor Romischewski, Witali Dawydow, Waleri Nikitin, Oleg Saizew Sturm: Wladimir Wikulow (1), Wiktor Polupanow (2), Anatoli Firsow, Jewgeni Mischakow, Anatoli Ionow, Juri Moissejew, Alexander Jakuschew, Wiktor Jakuschew, Weniamin Alexandrow (1) Trainer / Assistent: Arkadi Tschernyschow / Anatoli Tarassow                                                                       |
| Nr. 237 6. Januar 1968    | 4:2 (1:0, 1:0, 2:2) | 0 Kanada | A | 0Winnipeg, CAN | 0Millennium Tournament | |
| Aufstellung               | Tor: Wiktor Konowalenko Verteidigung: Witali Dawydow, Oleg Saizew, Wiktor Blinow (2), Alexander Ragulin, Igor Romischewski, Waleri Nikitin Sturm: Jewgeni Simin (1), Wjatscheslaw Starschinow (1), Boris Majorow, Alexander Jakuschew, Wiktor Polupanow, Anatoli Firsow, Jewgeni Mischakow, Wiktor Jakuschew, Juri Moissejew, Weniamin Alexandrow Trainer / Assistent: Arkadi Tschernyschow / Anatoli Tarassow                                                                          | Tor: Wiktor Konowalenko Verteidigung: Witali Dawydow, Oleg Saizew, Wiktor Blinow (2), Alexander Ragulin, Igor Romischewski, Waleri Nikitin Sturm: Jewgeni Simin (1), Wjatscheslaw Starschinow (1), Boris Majorow, Alexander Jakuschew, Wiktor Polupanow, Anatoli Firsow, Jewgeni Mischakow, Wiktor Jakuschew, Juri Moissejew, Weniamin Alexandrow Trainer / Assistent: Arkadi Tschernyschow / Anatoli Tarassow                                                                          | Tor: Wiktor Konowalenko Verteidigung: Witali Dawydow, Oleg Saizew, Wiktor Blinow (2), Alexander Ragulin, Igor Romischewski, Waleri Nikitin Sturm: Jewgeni Simin (1), Wjatscheslaw Starschinow (1), Boris Majorow, Alexander Jakuschew, Wiktor Polupanow, Anatoli Firsow, Jewgeni Mischakow, Wiktor Jakuschew, Juri Moissejew, Weniamin Alexandrow Trainer / Assistent: Arkadi Tschernyschow / Anatoli Tarassow                                                                          | Tor: Wiktor Konowalenko Verteidigung: Witali Dawydow, Oleg Saizew, Wiktor Blinow (2), Alexander Ragulin, Igor Romischewski, Waleri Nikitin Sturm: Jewgeni Simin (1), Wjatscheslaw Starschinow (1), Boris Majorow, Alexander Jakuschew, Wiktor Polupanow, Anatoli Firsow, Jewgeni Mischakow, Wiktor Jakuschew, Juri Moissejew, Weniamin Alexandrow Trainer / Assistent: Arkadi Tschernyschow / Anatoli Tarassow                                                                          | Tor: Wiktor Konowalenko Verteidigung: Witali Dawydow, Oleg Saizew, Wiktor Blinow (2), Alexander Ragulin, Igor Romischewski, Waleri Nikitin Sturm: Jewgeni Simin (1), Wjatscheslaw Starschinow (1), Boris Majorow, Alexander Jakuschew, Wiktor Polupanow, Anatoli Firsow, Jewgeni Mischakow, Wiktor Jakuschew, Juri Moissejew, Weniamin Alexandrow Trainer / Assistent: Arkadi Tschernyschow / Anatoli Tarassow                                                                          | Tor: Wiktor Konowalenko Verteidigung: Witali Dawydow, Oleg Saizew, Wiktor Blinow (2), Alexander Ragulin, Igor Romischewski, Waleri Nikitin Sturm: Jewgeni Simin (1), Wjatscheslaw Starschinow (1), Boris Majorow, Alexander Jakuschew, Wiktor Polupanow, Anatoli Firsow, Jewgeni Mischakow, Wiktor Jakuschew, Juri Moissejew, Weniamin Alexandrow Trainer / Assistent: Arkadi Tschernyschow / Anatoli Tarassow                                                                          |
| Nr. 238 9. Januar 1968    | 2:8 (1:3, 0:3, 1:2) | 0 Kanada | A | 0Ottawa, CAN | 0Freundschaftsspiel | |
| Aufstellung               | Tor: Wiktor Singer, Wiktor Konowalenko Verteidigung: Alexei Makarow, Wiktor Blinow, Alexander Ragulin, Waleri Nikitin, Igor Romischewski, Oleg Saizew Sturm: Jewgeni Simin, Wjatscheslaw Starschinow (1), Boris Majorow, Weniamin Alexandrow, Wiktor Jakuschew, Anatoli Firsow, Jewgeni Mischakow (1), Anatoli Ionow, Juri Moissejew, Wiktor Polupanow Trainer / Assistent: Arkadi Tschernyschow / Anatoli Tarassow                                                                     | Tor: Wiktor Singer, Wiktor Konowalenko Verteidigung: Alexei Makarow, Wiktor Blinow, Alexander Ragulin, Waleri Nikitin, Igor Romischewski, Oleg Saizew Sturm: Jewgeni Simin, Wjatscheslaw Starschinow (1), Boris Majorow, Weniamin Alexandrow, Wiktor Jakuschew, Anatoli Firsow, Jewgeni Mischakow (1), Anatoli Ionow, Juri Moissejew, Wiktor Polupanow Trainer / Assistent: Arkadi Tschernyschow / Anatoli Tarassow                                                                     | Tor: Wiktor Singer, Wiktor Konowalenko Verteidigung: Alexei Makarow, Wiktor Blinow, Alexander Ragulin, Waleri Nikitin, Igor Romischewski, Oleg Saizew Sturm: Jewgeni Simin, Wjatscheslaw Starschinow (1), Boris Majorow, Weniamin Alexandrow, Wiktor Jakuschew, Anatoli Firsow, Jewgeni Mischakow (1), Anatoli Ionow, Juri Moissejew, Wiktor Polupanow Trainer / Assistent: Arkadi Tschernyschow / Anatoli Tarassow                                                                     | Tor: Wiktor Singer, Wiktor Konowalenko Verteidigung: Alexei Makarow, Wiktor Blinow, Alexander Ragulin, Waleri Nikitin, Igor Romischewski, Oleg Saizew Sturm: Jewgeni Simin, Wjatscheslaw Starschinow (1), Boris Majorow, Weniamin Alexandrow, Wiktor Jakuschew, Anatoli Firsow, Jewgeni Mischakow (1), Anatoli Ionow, Juri Moissejew, Wiktor Polupanow Trainer / Assistent: Arkadi Tschernyschow / Anatoli Tarassow                                                                     | Tor: Wiktor Singer, Wiktor Konowalenko Verteidigung: Alexei Makarow, Wiktor Blinow, Alexander Ragulin, Waleri Nikitin, Igor Romischewski, Oleg Saizew Sturm: Jewgeni Simin, Wjatscheslaw Starschinow (1), Boris Majorow, Weniamin Alexandrow, Wiktor Jakuschew, Anatoli Firsow, Jewgeni Mischakow (1), Anatoli Ionow, Juri Moissejew, Wiktor Polupanow Trainer / Assistent: Arkadi Tschernyschow / Anatoli Tarassow                                                                     | Tor: Wiktor Singer, Wiktor Konowalenko Verteidigung: Alexei Makarow, Wiktor Blinow, Alexander Ragulin, Waleri Nikitin, Igor Romischewski, Oleg Saizew Sturm: Jewgeni Simin, Wjatscheslaw Starschinow (1), Boris Majorow, Weniamin Alexandrow, Wiktor Jakuschew, Anatoli Firsow, Jewgeni Mischakow (1), Anatoli Ionow, Juri Moissejew, Wiktor Polupanow Trainer / Assistent: Arkadi Tschernyschow / Anatoli Tarassow                                                                     |
| Nr. 239 23. Januar 1968   | 5:3 (0:0, 3:1, 2:2) | 0 Schweden | A | 0Stockholm, SWE | 0Freundschaftsspiel | |
| Aufstellung               | Tor: Wiktor Singer Verteidigung: Wiktor Kuskin, Witali Dawydow, Alexander Ragulin, Wiktor Blinow, Oleg Saizew (1), Igor Romischewski Sturm: Jewgeni Simin (1), Wjatscheslaw Starschinow, Boris Majorow (1), Waleri Nikitin, Wiktor Jakuschew, Weniamin Alexandrow, Jewgeni Mischakow, Anatoli Ionow (2), Juri Moissejew, Anatoli Firsow Trainer / Assistent: Arkadi Tschernyschow / Anatoli Tarassow                                                                                    | Tor: Wiktor Singer Verteidigung: Wiktor Kuskin, Witali Dawydow, Alexander Ragulin, Wiktor Blinow, Oleg Saizew (1), Igor Romischewski Sturm: Jewgeni Simin (1), Wjatscheslaw Starschinow, Boris Majorow (1), Waleri Nikitin, Wiktor Jakuschew, Weniamin Alexandrow, Jewgeni Mischakow, Anatoli Ionow (2), Juri Moissejew, Anatoli Firsow Trainer / Assistent: Arkadi Tschernyschow / Anatoli Tarassow                                                                                    | Tor: Wiktor Singer Verteidigung: Wiktor Kuskin, Witali Dawydow, Alexander Ragulin, Wiktor Blinow, Oleg Saizew (1), Igor Romischewski Sturm: Jewgeni Simin (1), Wjatscheslaw Starschinow, Boris Majorow (1), Waleri Nikitin, Wiktor Jakuschew, Weniamin Alexandrow, Jewgeni Mischakow, Anatoli Ionow (2), Juri Moissejew, Anatoli Firsow Trainer / Assistent: Arkadi Tschernyschow / Anatoli Tarassow                                                                                    | Tor: Wiktor Singer Verteidigung: Wiktor Kuskin, Witali Dawydow, Alexander Ragulin, Wiktor Blinow, Oleg Saizew (1), Igor Romischewski Sturm: Jewgeni Simin (1), Wjatscheslaw Starschinow, Boris Majorow (1), Waleri Nikitin, Wiktor Jakuschew, Weniamin Alexandrow, Jewgeni Mischakow, Anatoli Ionow (2), Juri Moissejew, Anatoli Firsow Trainer / Assistent: Arkadi Tschernyschow / Anatoli Tarassow                                                                                    | Tor: Wiktor Singer Verteidigung: Wiktor Kuskin, Witali Dawydow, Alexander Ragulin, Wiktor Blinow, Oleg Saizew (1), Igor Romischewski Sturm: Jewgeni Simin (1), Wjatscheslaw Starschinow, Boris Majorow (1), Waleri Nikitin, Wiktor Jakuschew, Weniamin Alexandrow, Jewgeni Mischakow, Anatoli Ionow (2), Juri Moissejew, Anatoli Firsow Trainer / Assistent: Arkadi Tschernyschow / Anatoli Tarassow                                                                                    | Tor: Wiktor Singer Verteidigung: Wiktor Kuskin, Witali Dawydow, Alexander Ragulin, Wiktor Blinow, Oleg Saizew (1), Igor Romischewski Sturm: Jewgeni Simin (1), Wjatscheslaw Starschinow, Boris Majorow (1), Waleri Nikitin, Wiktor Jakuschew, Weniamin Alexandrow, Jewgeni Mischakow, Anatoli Ionow (2), Juri Moissejew, Anatoli Firsow Trainer / Assistent: Arkadi Tschernyschow / Anatoli Tarassow                                                                                    |
| Nr. 240 24. Januar 1968   | 2:0 (2:0, 0:0, 0:0) | 0 Schweden | A | 0Stockholm, SWE | 0Freundschaftsspiel | |
| Aufstellung               | Tor: Wiktor Konowalenko Verteidigung: Wiktor Kuskin, Witali Dawydow, Alexander Ragulin, Wiktor Blinow, Oleg Saizew, Igor Romischewski Sturm: Wladimir Wikulow, Wiktor Polupanow, Anatoli Firsow (2), Waleri Nikitin, Wiktor Jakuschew, Weniamin Alexandrow, Jewgeni Mischakow, Anatoli Ionow, Juri Moissejew Trainer / Assistent: Arkadi Tschernyschow / Anatoli Tarassow | Tor: Wiktor Konowalenko Verteidigung: Wiktor Kuskin, Witali Dawydow, Alexander Ragulin, Wiktor Blinow, Oleg Saizew, Igor Romischewski Sturm: Wladimir Wikulow, Wiktor Polupanow, Anatoli Firsow (2), Waleri Nikitin, Wiktor Jakuschew, Weniamin Alexandrow, Jewgeni Mischakow, Anatoli Ionow, Juri Moissejew Trainer / Assistent: Arkadi Tschernyschow / Anatoli Tarassow | Tor: Wiktor Konowalenko Verteidigung: Wiktor Kuskin, Witali Dawydow, Alexander Ragulin, Wiktor Blinow, Oleg Saizew, Igor Romischewski Sturm: Wladimir Wikulow, Wiktor Polupanow, Anatoli Firsow (2), Waleri Nikitin, Wiktor Jakuschew, Weniamin Alexandrow, Jewgeni Mischakow, Anatoli Ionow, Juri Moissejew Trainer / Assistent: Arkadi Tschernyschow / Anatoli Tarassow | Tor: Wiktor Konowalenko Verteidigung: Wiktor Kuskin, Witali Dawydow, Alexander Ragulin, Wiktor Blinow, Oleg Saizew, Igor Romischewski Sturm: Wladimir Wikulow, Wiktor Polupanow, Anatoli Firsow (2), Waleri Nikitin, Wiktor Jakuschew, Weniamin Alexandrow, Jewgeni Mischakow, Anatoli Ionow, Juri Moissejew Trainer / Assistent: Arkadi Tschernyschow / Anatoli Tarassow | Tor: Wiktor Konowalenko Verteidigung: Wiktor Kuskin, Witali Dawydow, Alexander Ragulin, Wiktor Blinow, Oleg Saizew, Igor Romischewski Sturm: Wladimir Wikulow, Wiktor Polupanow, Anatoli Firsow (2), Waleri Nikitin, Wiktor Jakuschew, Weniamin Alexandrow, Jewgeni Mischakow, Anatoli Ionow, Juri Moissejew Trainer / Assistent: Arkadi Tschernyschow / Anatoli Tarassow | Tor: Wiktor Konowalenko Verteidigung: Wiktor Kuskin, Witali Dawydow, Alexander Ragulin, Wiktor Blinow, Oleg Saizew, Igor Romischewski Sturm: Wladimir Wikulow, Wiktor Polupanow, Anatoli Firsow (2), Waleri Nikitin, Wiktor Jakuschew, Weniamin Alexandrow, Jewgeni Mischakow, Anatoli Ionow, Juri Moissejew Trainer / Assistent: Arkadi Tschernyschow / Anatoli Tarassow |
| Nr. 241 6. Februar 1968   | 8:0 (3:0, 2:0, 3:0) | 0 Finnland | * | 0Grenoble, FRA | 0OS 1968 / WM 1968 / EM 1968 | |
| Aufstellung               | Tor: Wiktor Konowalenko Verteidigung: Wiktor Kuskin, Witali Dawydow, Alexander Ragulin, Wiktor Blinow, Oleg Saizew, Igor Romischewski Sturm: Jewgeni Simin (2), Wjatscheslaw Starschinow (2), Boris Majorow, Wladimir Wikulow, Wiktor Polupanow (1), Anatoli Firsow (1), Jewgeni Mischakow (2), Anatoli Ionow, Juri Moissejew Trainer / Assistent: Arkadi Tschernyschow / Anatoli Tarassow                                                                                              | Tor: Wiktor Konowalenko Verteidigung: Wiktor Kuskin, Witali Dawydow, Alexander Ragulin, Wiktor Blinow, Oleg Saizew, Igor Romischewski Sturm: Jewgeni Simin (2), Wjatscheslaw Starschinow (2), Boris Majorow, Wladimir Wikulow, Wiktor Polupanow (1), Anatoli Firsow (1), Jewgeni Mischakow (2), Anatoli Ionow, Juri Moissejew Trainer / Assistent: Arkadi Tschernyschow / Anatoli Tarassow                                                                                              | Tor: Wiktor Konowalenko Verteidigung: Wiktor Kuskin, Witali Dawydow, Alexander Ragulin, Wiktor Blinow, Oleg Saizew, Igor Romischewski Sturm: Jewgeni Simin (2), Wjatscheslaw Starschinow (2), Boris Majorow, Wladimir Wikulow, Wiktor Polupanow (1), Anatoli Firsow (1), Jewgeni Mischakow (2), Anatoli Ionow, Juri Moissejew Trainer / Assistent: Arkadi Tschernyschow / Anatoli Tarassow                                                                                              | Tor: Wiktor Konowalenko Verteidigung: Wiktor Kuskin, Witali Dawydow, Alexander Ragulin, Wiktor Blinow, Oleg Saizew, Igor Romischewski Sturm: Jewgeni Simin (2), Wjatscheslaw Starschinow (2), Boris Majorow, Wladimir Wikulow, Wiktor Polupanow (1), Anatoli Firsow (1), Jewgeni Mischakow (2), Anatoli Ionow, Juri Moissejew Trainer / Assistent: Arkadi Tschernyschow / Anatoli Tarassow                                                                                              | Tor: Wiktor Konowalenko Verteidigung: Wiktor Kuskin, Witali Dawydow, Alexander Ragulin, Wiktor Blinow, Oleg Saizew, Igor Romischewski Sturm: Jewgeni Simin (2), Wjatscheslaw Starschinow (2), Boris Majorow, Wladimir Wikulow, Wiktor Polupanow (1), Anatoli Firsow (1), Jewgeni Mischakow (2), Anatoli Ionow, Juri Moissejew Trainer / Assistent: Arkadi Tschernyschow / Anatoli Tarassow                                                                                              | Tor: Wiktor Konowalenko Verteidigung: Wiktor Kuskin, Witali Dawydow, Alexander Ragulin, Wiktor Blinow, Oleg Saizew, Igor Romischewski Sturm: Jewgeni Simin (2), Wjatscheslaw Starschinow (2), Boris Majorow, Wladimir Wikulow, Wiktor Polupanow (1), Anatoli Firsow (1), Jewgeni Mischakow (2), Anatoli Ionow, Juri Moissejew Trainer / Assistent: Arkadi Tschernyschow / Anatoli Tarassow                                                                                              |
| Nr. 242 7. Februar 1968   | 9:0 (4:0, 2:0, 3:0) | 0 DDR | * | 0Grenoble, FRA | 0OS 1968 / WM 1968 / EM 1968 | |
| Aufstellung               | Tor: Wiktor Singer Verteidigung: Wiktor Kuskin, Witali Dawydow, Alexander Ragulin, Wiktor Blinow, Oleg Saizew (1), Igor Romischewski Sturm: Jewgeni Simin, Wjatscheslaw Starschinow (1), Boris Majorow, Wladimir Wikulow (2), Wiktor Polupanow, Anatoli Firsow (3), Jewgeni Mischakow (1), Weniamin Alexandrow (1), Juri Moissejew Trainer / Assistent: Arkadi Tschernyschow / Anatoli Tarassow                                                                                         | Tor: Wiktor Singer Verteidigung: Wiktor Kuskin, Witali Dawydow, Alexander Ragulin, Wiktor Blinow, Oleg Saizew (1), Igor Romischewski Sturm: Jewgeni Simin, Wjatscheslaw Starschinow (1), Boris Majorow, Wladimir Wikulow (2), Wiktor Polupanow, Anatoli Firsow (3), Jewgeni Mischakow (1), Weniamin Alexandrow (1), Juri Moissejew Trainer / Assistent: Arkadi Tschernyschow / Anatoli Tarassow                                                                                         | Tor: Wiktor Singer Verteidigung: Wiktor Kuskin, Witali Dawydow, Alexander Ragulin, Wiktor Blinow, Oleg Saizew (1), Igor Romischewski Sturm: Jewgeni Simin, Wjatscheslaw Starschinow (1), Boris Majorow, Wladimir Wikulow (2), Wiktor Polupanow, Anatoli Firsow (3), Jewgeni Mischakow (1), Weniamin Alexandrow (1), Juri Moissejew Trainer / Assistent: Arkadi Tschernyschow / Anatoli Tarassow                                                                                         | Tor: Wiktor Singer Verteidigung: Wiktor Kuskin, Witali Dawydow, Alexander Ragulin, Wiktor Blinow, Oleg Saizew (1), Igor Romischewski Sturm: Jewgeni Simin, Wjatscheslaw Starschinow (1), Boris Majorow, Wladimir Wikulow (2), Wiktor Polupanow, Anatoli Firsow (3), Jewgeni Mischakow (1), Weniamin Alexandrow (1), Juri Moissejew Trainer / Assistent: Arkadi Tschernyschow / Anatoli Tarassow                                                                                         | Tor: Wiktor Singer Verteidigung: Wiktor Kuskin, Witali Dawydow, Alexander Ragulin, Wiktor Blinow, Oleg Saizew (1), Igor Romischewski Sturm: Jewgeni Simin, Wjatscheslaw Starschinow (1), Boris Majorow, Wladimir Wikulow (2), Wiktor Polupanow, Anatoli Firsow (3), Jewgeni Mischakow (1), Weniamin Alexandrow (1), Juri Moissejew Trainer / Assistent: Arkadi Tschernyschow / Anatoli Tarassow                                                                                         | Tor: Wiktor Singer Verteidigung: Wiktor Kuskin, Witali Dawydow, Alexander Ragulin, Wiktor Blinow, Oleg Saizew (1), Igor Romischewski Sturm: Jewgeni Simin, Wjatscheslaw Starschinow (1), Boris Majorow, Wladimir Wikulow (2), Wiktor Polupanow, Anatoli Firsow (3), Jewgeni Mischakow (1), Weniamin Alexandrow (1), Juri Moissejew Trainer / Assistent: Arkadi Tschernyschow / Anatoli Tarassow                                                                                         |
| Nr. 243 9. Februar 1968   | 10:2 (6:0, 4:2, 0:0) | 0 Vereinigte Staaten | * | 0Grenoble, FRA | 0OS 1968/WM 1968/EM 1968 | |
| Aufstellung               | Tor: Wiktor Konowalenko Verteidigung: Wiktor Kuskin (1), Witali Dawydow, Alexander Ragulin, Wiktor Blinow (2), Oleg Saizew, Igor Romischewski Sturm: Weniamin Alexandrow, Wjatscheslaw Starschinow (1), Boris Majorow, Wladimir Wikulow, Wiktor Polupanow (2), Anatoli Firsow (3), Jewgeni Mischakow, Anatoli Ionow, Juri Moissejew (1) Trainer / Assistent: Arkadi Tschernyschow / Anatoli Tarassow                                                                                    | Tor: Wiktor Konowalenko Verteidigung: Wiktor Kuskin (1), Witali Dawydow, Alexander Ragulin, Wiktor Blinow (2), Oleg Saizew, Igor Romischewski Sturm: Weniamin Alexandrow, Wjatscheslaw Starschinow (1), Boris Majorow, Wladimir Wikulow, Wiktor Polupanow (2), Anatoli Firsow (3), Jewgeni Mischakow, Anatoli Ionow, Juri Moissejew (1) Trainer / Assistent: Arkadi Tschernyschow / Anatoli Tarassow                                                                                    | Tor: Wiktor Konowalenko Verteidigung: Wiktor Kuskin (1), Witali Dawydow, Alexander Ragulin, Wiktor Blinow (2), Oleg Saizew, Igor Romischewski Sturm: Weniamin Alexandrow, Wjatscheslaw Starschinow (1), Boris Majorow, Wladimir Wikulow, Wiktor Polupanow (2), Anatoli Firsow (3), Jewgeni Mischakow, Anatoli Ionow, Juri Moissejew (1) Trainer / Assistent: Arkadi Tschernyschow / Anatoli Tarassow                                                                                    | Tor: Wiktor Konowalenko Verteidigung: Wiktor Kuskin (1), Witali Dawydow, Alexander Ragulin, Wiktor Blinow (2), Oleg Saizew, Igor Romischewski Sturm: Weniamin Alexandrow, Wjatscheslaw Starschinow (1), Boris Majorow, Wladimir Wikulow, Wiktor Polupanow (2), Anatoli Firsow (3), Jewgeni Mischakow, Anatoli Ionow, Juri Moissejew (1) Trainer / Assistent: Arkadi Tschernyschow / Anatoli Tarassow                                                                                    | Tor: Wiktor Konowalenko Verteidigung: Wiktor Kuskin (1), Witali Dawydow, Alexander Ragulin, Wiktor Blinow (2), Oleg Saizew, Igor Romischewski Sturm: Weniamin Alexandrow, Wjatscheslaw Starschinow (1), Boris Majorow, Wladimir Wikulow, Wiktor Polupanow (2), Anatoli Firsow (3), Jewgeni Mischakow, Anatoli Ionow, Juri Moissejew (1) Trainer / Assistent: Arkadi Tschernyschow / Anatoli Tarassow                                                                                    | Tor: Wiktor Konowalenko Verteidigung: Wiktor Kuskin (1), Witali Dawydow, Alexander Ragulin, Wiktor Blinow (2), Oleg Saizew, Igor Romischewski Sturm: Weniamin Alexandrow, Wjatscheslaw Starschinow (1), Boris Majorow, Wladimir Wikulow, Wiktor Polupanow (2), Anatoli Firsow (3), Jewgeni Mischakow, Anatoli Ionow, Juri Moissejew (1) Trainer / Assistent: Arkadi Tschernyschow / Anatoli Tarassow                                                                                    |
| Nr. 244 11. Februar 1968  | 9:1 (4:1, 4:0, 1:0) | 0 BR Deutschland | * | 0Grenoble, FRA | 0OS 1968 / WM 1968 / EM 1968 | |
| Aufstellung               | Tor: Wiktor Singer Verteidigung: Wiktor Kuskin, Witali Dawydow, Alexander Ragulin, Wiktor Blinow, Oleg Saizew, Igor Romischewski Sturm: Weniamin Alexandrow (2), Wjatscheslaw Starschinow (1), Boris Majorow (1), Wladimir Wikulow, Wiktor Polupanow (2), Anatoli Firsow (1), Jewgeni Mischakow, Anatoli Ionow (1), Juri Moissejew (1) Trainer / Assistent: Arkadi Tschernyschow / Anatoli Tarassow                                                                                     | Tor: Wiktor Singer Verteidigung: Wiktor Kuskin, Witali Dawydow, Alexander Ragulin, Wiktor Blinow, Oleg Saizew, Igor Romischewski Sturm: Weniamin Alexandrow (2), Wjatscheslaw Starschinow (1), Boris Majorow (1), Wladimir Wikulow, Wiktor Polupanow (2), Anatoli Firsow (1), Jewgeni Mischakow, Anatoli Ionow (1), Juri Moissejew (1) Trainer / Assistent: Arkadi Tschernyschow / Anatoli Tarassow                                                                                     | Tor: Wiktor Singer Verteidigung: Wiktor Kuskin, Witali Dawydow, Alexander Ragulin, Wiktor Blinow, Oleg Saizew, Igor Romischewski Sturm: Weniamin Alexandrow (2), Wjatscheslaw Starschinow (1), Boris Majorow (1), Wladimir Wikulow, Wiktor Polupanow (2), Anatoli Firsow (1), Jewgeni Mischakow, Anatoli Ionow (1), Juri Moissejew (1) Trainer / Assistent: Arkadi Tschernyschow / Anatoli Tarassow                                                                                     | Tor: Wiktor Singer Verteidigung: Wiktor Kuskin, Witali Dawydow, Alexander Ragulin, Wiktor Blinow, Oleg Saizew, Igor Romischewski Sturm: Weniamin Alexandrow (2), Wjatscheslaw Starschinow (1), Boris Majorow (1), Wladimir Wikulow, Wiktor Polupanow (2), Anatoli Firsow (1), Jewgeni Mischakow, Anatoli Ionow (1), Juri Moissejew (1) Trainer / Assistent: Arkadi Tschernyschow / Anatoli Tarassow                                                                                     | Tor: Wiktor Singer Verteidigung: Wiktor Kuskin, Witali Dawydow, Alexander Ragulin, Wiktor Blinow, Oleg Saizew, Igor Romischewski Sturm: Weniamin Alexandrow (2), Wjatscheslaw Starschinow (1), Boris Majorow (1), Wladimir Wikulow, Wiktor Polupanow (2), Anatoli Firsow (1), Jewgeni Mischakow, Anatoli Ionow (1), Juri Moissejew (1) Trainer / Assistent: Arkadi Tschernyschow / Anatoli Tarassow                                                                                     | Tor: Wiktor Singer Verteidigung: Wiktor Kuskin, Witali Dawydow, Alexander Ragulin, Wiktor Blinow, Oleg Saizew, Igor Romischewski Sturm: Weniamin Alexandrow (2), Wjatscheslaw Starschinow (1), Boris Majorow (1), Wladimir Wikulow, Wiktor Polupanow (2), Anatoli Firsow (1), Jewgeni Mischakow, Anatoli Ionow (1), Juri Moissejew (1) Trainer / Assistent: Arkadi Tschernyschow / Anatoli Tarassow                                                                                     |
| Nr. 245 13. Februar 1968  | 3:2 (1:1, 0:0, 2:1) | 0 Schweden | * | 0Grenoble, FRA | 0OS 1968 / WM 1968 / EM 1968 | |
| Aufstellung               | Tor: Wiktor Konowalenko Verteidigung: Wiktor Kuskin, Witali Dawydow, Alexander Ragulin, Wiktor Blinow (1), Oleg Saizew, Igor Romischewski Sturm: Weniamin Alexandrow, Wjatscheslaw Starschinow, Boris Majorow, Wladimir Wikulow, Wiktor Polupanow, Anatoli Firsow (2), Jewgeni Mischakow, Anatoli Ionow, Juri Moissejew Trainer / Assistent: Arkadi Tschernyschow / Anatoli Tarassow | Tor: Wiktor Konowalenko Verteidigung: Wiktor Kuskin, Witali Dawydow, Alexander Ragulin, Wiktor Blinow (1), Oleg Saizew, Igor Romischewski Sturm: Weniamin Alexandrow, Wjatscheslaw Starschinow, Boris Majorow, Wladimir Wikulow, Wiktor Polupanow, Anatoli Firsow (2), Jewgeni Mischakow, Anatoli Ionow, Juri Moissejew Trainer / Assistent: Arkadi Tschernyschow / Anatoli Tarassow | Tor: Wiktor Konowalenko Verteidigung: Wiktor Kuskin, Witali Dawydow, Alexander Ragulin, Wiktor Blinow (1), Oleg Saizew, Igor Romischewski Sturm: Weniamin Alexandrow, Wjatscheslaw Starschinow, Boris Majorow, Wladimir Wikulow, Wiktor Polupanow, Anatoli Firsow (2), Jewgeni Mischakow, Anatoli Ionow, Juri Moissejew Trainer / Assistent: Arkadi Tschernyschow / Anatoli Tarassow | Tor: Wiktor Konowalenko Verteidigung: Wiktor Kuskin, Witali Dawydow, Alexander Ragulin, Wiktor Blinow (1), Oleg Saizew, Igor Romischewski Sturm: Weniamin Alexandrow, Wjatscheslaw Starschinow, Boris Majorow, Wladimir Wikulow, Wiktor Polupanow, Anatoli Firsow (2), Jewgeni Mischakow, Anatoli Ionow, Juri Moissejew Trainer / Assistent: Arkadi Tschernyschow / Anatoli Tarassow | Tor: Wiktor Konowalenko Verteidigung: Wiktor Kuskin, Witali Dawydow, Alexander Ragulin, Wiktor Blinow (1), Oleg Saizew, Igor Romischewski Sturm: Weniamin Alexandrow, Wjatscheslaw Starschinow, Boris Majorow, Wladimir Wikulow, Wiktor Polupanow, Anatoli Firsow (2), Jewgeni Mischakow, Anatoli Ionow, Juri Moissejew Trainer / Assistent: Arkadi Tschernyschow / Anatoli Tarassow | Tor: Wiktor Konowalenko Verteidigung: Wiktor Kuskin, Witali Dawydow, Alexander Ragulin, Wiktor Blinow (1), Oleg Saizew, Igor Romischewski Sturm: Weniamin Alexandrow, Wjatscheslaw Starschinow, Boris Majorow, Wladimir Wikulow, Wiktor Polupanow, Anatoli Firsow (2), Jewgeni Mischakow, Anatoli Ionow, Juri Moissejew Trainer / Assistent: Arkadi Tschernyschow / Anatoli Tarassow |
| Nr. 246 15. Februar 1968  | 4:5 (1:3, 1:1, 2:1) | 0 Tschechoslowakei | * | 0Grenoble, FRA | 0OS 1968 / WM 1968 / EM 1968 | |
| Aufstellung               | Tor: Wiktor Konowalenko Verteidigung: Wiktor Kuskin, Witali Dawydow, Alexander Ragulin, Wiktor Blinow (1), Oleg Saizew, Igor Romischewski Sturm: Jewgeni Simin, Wjatscheslaw Starschinow, Boris Majorow (2), Wladimir Wikulow, Wiktor Polupanow (1), Anatoli Firsow, Jewgeni Mischakow, Anatoli Ionow, Juri Moissejew Trainer / Assistent: Arkadi Tschernyschow / Anatoli Tarassow | Tor: Wiktor Konowalenko Verteidigung: Wiktor Kuskin, Witali Dawydow, Alexander Ragulin, Wiktor Blinow (1), Oleg Saizew, Igor Romischewski Sturm: Jewgeni Simin, Wjatscheslaw Starschinow, Boris Majorow (2), Wladimir Wikulow, Wiktor Polupanow (1), Anatoli Firsow, Jewgeni Mischakow, Anatoli Ionow, Juri Moissejew Trainer / Assistent: Arkadi Tschernyschow / Anatoli Tarassow | Tor: Wiktor Konowalenko Verteidigung: Wiktor Kuskin, Witali Dawydow, Alexander Ragulin, Wiktor Blinow (1), Oleg Saizew, Igor Romischewski Sturm: Jewgeni Simin, Wjatscheslaw Starschinow, Boris Majorow (2), Wladimir Wikulow, Wiktor Polupanow (1), Anatoli Firsow, Jewgeni Mischakow, Anatoli Ionow, Juri Moissejew Trainer / Assistent: Arkadi Tschernyschow / Anatoli Tarassow | Tor: Wiktor Konowalenko Verteidigung: Wiktor Kuskin, Witali Dawydow, Alexander Ragulin, Wiktor Blinow (1), Oleg Saizew, Igor Romischewski Sturm: Jewgeni Simin, Wjatscheslaw Starschinow, Boris Majorow (2), Wladimir Wikulow, Wiktor Polupanow (1), Anatoli Firsow, Jewgeni Mischakow, Anatoli Ionow, Juri Moissejew Trainer / Assistent: Arkadi Tschernyschow / Anatoli Tarassow | Tor: Wiktor Konowalenko Verteidigung: Wiktor Kuskin, Witali Dawydow, Alexander Ragulin, Wiktor Blinow (1), Oleg Saizew, Igor Romischewski Sturm: Jewgeni Simin, Wjatscheslaw Starschinow, Boris Majorow (2), Wladimir Wikulow, Wiktor Polupanow (1), Anatoli Firsow, Jewgeni Mischakow, Anatoli Ionow, Juri Moissejew Trainer / Assistent: Arkadi Tschernyschow / Anatoli Tarassow | Tor: Wiktor Konowalenko Verteidigung: Wiktor Kuskin, Witali Dawydow, Alexander Ragulin, Wiktor Blinow (1), Oleg Saizew, Igor Romischewski Sturm: Jewgeni Simin, Wjatscheslaw Starschinow, Boris Majorow (2), Wladimir Wikulow, Wiktor Polupanow (1), Anatoli Firsow, Jewgeni Mischakow, Anatoli Ionow, Juri Moissejew Trainer / Assistent: Arkadi Tschernyschow / Anatoli Tarassow |
| Nr. 247 17. Februar 1968  | 5:0 (1:0, 1:0, 3:0) | 0 Kanada | * | 0Grenoble, FRA | 0OS 1968 / WM 1968 / EM 1968 | 03. Olympiasieg 08. WM-Titel 012. EM-Titel |
| Aufstellung               | Tor: Wiktor Konowalenko Verteidigung: Wiktor Kuskin, Witali Dawydow, Alexander Ragulin, Wiktor Blinow, Oleg Saizew, Igor Romischewski Sturm: Jewgeni Simin (1), Wjatscheslaw Starschinow (1), Boris Majorow, Wladimir Wikulow, Wiktor Polupanow, Anatoli Firsow (2), Jewgeni Mischakow (1), Anatoli Ionow, Juri Moissejew Trainer / Assistent: Arkadi Tschernyschow / Anatoli Tarassow                                                                                                  | Tor: Wiktor Konowalenko Verteidigung: Wiktor Kuskin, Witali Dawydow, Alexander Ragulin, Wiktor Blinow, Oleg Saizew, Igor Romischewski Sturm: Jewgeni Simin (1), Wjatscheslaw Starschinow (1), Boris Majorow, Wladimir Wikulow, Wiktor Polupanow, Anatoli Firsow (2), Jewgeni Mischakow (1), Anatoli Ionow, Juri Moissejew Trainer / Assistent: Arkadi Tschernyschow / Anatoli Tarassow                                                                                                  | Tor: Wiktor Konowalenko Verteidigung: Wiktor Kuskin, Witali Dawydow, Alexander Ragulin, Wiktor Blinow, Oleg Saizew, Igor Romischewski Sturm: Jewgeni Simin (1), Wjatscheslaw Starschinow (1), Boris Majorow, Wladimir Wikulow, Wiktor Polupanow, Anatoli Firsow (2), Jewgeni Mischakow (1), Anatoli Ionow, Juri Moissejew Trainer / Assistent: Arkadi Tschernyschow / Anatoli Tarassow                                                                                                  | Tor: Wiktor Konowalenko Verteidigung: Wiktor Kuskin, Witali Dawydow, Alexander Ragulin, Wiktor Blinow, Oleg Saizew, Igor Romischewski Sturm: Jewgeni Simin (1), Wjatscheslaw Starschinow (1), Boris Majorow, Wladimir Wikulow, Wiktor Polupanow, Anatoli Firsow (2), Jewgeni Mischakow (1), Anatoli Ionow, Juri Moissejew Trainer / Assistent: Arkadi Tschernyschow / Anatoli Tarassow                                                                                                  | Tor: Wiktor Konowalenko Verteidigung: Wiktor Kuskin, Witali Dawydow, Alexander Ragulin, Wiktor Blinow, Oleg Saizew, Igor Romischewski Sturm: Jewgeni Simin (1), Wjatscheslaw Starschinow (1), Boris Majorow, Wladimir Wikulow, Wiktor Polupanow, Anatoli Firsow (2), Jewgeni Mischakow (1), Anatoli Ionow, Juri Moissejew Trainer / Assistent: Arkadi Tschernyschow / Anatoli Tarassow                                                                                                  | Tor: Wiktor Konowalenko Verteidigung: Wiktor Kuskin, Witali Dawydow, Alexander Ragulin, Wiktor Blinow, Oleg Saizew, Igor Romischewski Sturm: Jewgeni Simin (1), Wjatscheslaw Starschinow (1), Boris Majorow, Wladimir Wikulow, Wiktor Polupanow, Anatoli Firsow (2), Jewgeni Mischakow (1), Anatoli Ionow, Juri Moissejew Trainer / Assistent: Arkadi Tschernyschow / Anatoli Tarassow                                                                                                  |
| Nr. 248 1. Dezember 1968  | 5:2 (5:1, 0:1, 0:0) | 0 Finnland | H | 0Moskau | 0Internationales Eishockeyturnier 1968 | |
| Aufstellung               | Tor: Wiktor Singer Verteidigung: Alexander Ragulin, Wladimir Lutschenko, Wladimir Migunko, Jewgeni Paladjew, Oleg Saizew, Igor Romischewski Sturm: Jewgeni Mischakow (1), Anatoli Ionow (1), Juri Moissejew, Wladimir Wikulow (1), Wiktor Polupanow (1), Anatoli Firsow, Alexander Martynjuk, Wladimir Schadrin, Alexander Jakuschew (1), Jewgeni Simin Trainer / Assistent: Arkadi Tschernyschow / Anatoli Tarassow                                                                    | Tor: Wiktor Singer Verteidigung: Alexander Ragulin, Wladimir Lutschenko, Wladimir Migunko, Jewgeni Paladjew, Oleg Saizew, Igor Romischewski Sturm: Jewgeni Mischakow (1), Anatoli Ionow (1), Juri Moissejew, Wladimir Wikulow (1), Wiktor Polupanow (1), Anatoli Firsow, Alexander Martynjuk, Wladimir Schadrin, Alexander Jakuschew (1), Jewgeni Simin Trainer / Assistent: Arkadi Tschernyschow / Anatoli Tarassow                                                                    | Tor: Wiktor Singer Verteidigung: Alexander Ragulin, Wladimir Lutschenko, Wladimir Migunko, Jewgeni Paladjew, Oleg Saizew, Igor Romischewski Sturm: Jewgeni Mischakow (1), Anatoli Ionow (1), Juri Moissejew, Wladimir Wikulow (1), Wiktor Polupanow (1), Anatoli Firsow, Alexander Martynjuk, Wladimir Schadrin, Alexander Jakuschew (1), Jewgeni Simin Trainer / Assistent: Arkadi Tschernyschow / Anatoli Tarassow                                                                    | Tor: Wiktor Singer Verteidigung: Alexander Ragulin, Wladimir Lutschenko, Wladimir Migunko, Jewgeni Paladjew, Oleg Saizew, Igor Romischewski Sturm: Jewgeni Mischakow (1), Anatoli Ionow (1), Juri Moissejew, Wladimir Wikulow (1), Wiktor Polupanow (1), Anatoli Firsow, Alexander Martynjuk, Wladimir Schadrin, Alexander Jakuschew (1), Jewgeni Simin Trainer / Assistent: Arkadi Tschernyschow / Anatoli Tarassow                                                                    | Tor: Wiktor Singer Verteidigung: Alexander Ragulin, Wladimir Lutschenko, Wladimir Migunko, Jewgeni Paladjew, Oleg Saizew, Igor Romischewski Sturm: Jewgeni Mischakow (1), Anatoli Ionow (1), Juri Moissejew, Wladimir Wikulow (1), Wiktor Polupanow (1), Anatoli Firsow, Alexander Martynjuk, Wladimir Schadrin, Alexander Jakuschew (1), Jewgeni Simin Trainer / Assistent: Arkadi Tschernyschow / Anatoli Tarassow                                                                    | Tor: Wiktor Singer Verteidigung: Alexander Ragulin, Wladimir Lutschenko, Wladimir Migunko, Jewgeni Paladjew, Oleg Saizew, Igor Romischewski Sturm: Jewgeni Mischakow (1), Anatoli Ionow (1), Juri Moissejew, Wladimir Wikulow (1), Wiktor Polupanow (1), Anatoli Firsow, Alexander Martynjuk, Wladimir Schadrin, Alexander Jakuschew (1), Jewgeni Simin Trainer / Assistent: Arkadi Tschernyschow / Anatoli Tarassow                                                                    |
| Nr. 249 4. Dezember 1968  | 6:0 (2:0, 0:0, 4:0) | 0 Kanada | H | 0Moskau | 0Internationales Eishockeyturnier 1968 | 02. Gewinn des späteren Iswestija-Pokals |
| Aufstellung               | Tor: Wiktor Konowalenko Verteidigung: Wiktor Kuskin, Witali Dawydow, Alexander Ragulin, Wladimir Lutschenko, Oleg Saizew, Igor Romischewski Sturm: Jewgeni Simin, Wjatscheslaw Starschinow, Boris Majorow (2), Wladimir Wikulow (1), Wiktor Polupanow, Anatoli Firsow (2), Jewgeni Mischakow (1), Anatoli Ionow, Juri Moissejew, Alexander Jakuschew Trainer / Assistent: Arkadi Tschernyschow / Anatoli Tarassow                                                                       | Tor: Wiktor Konowalenko Verteidigung: Wiktor Kuskin, Witali Dawydow, Alexander Ragulin, Wladimir Lutschenko, Oleg Saizew, Igor Romischewski Sturm: Jewgeni Simin, Wjatscheslaw Starschinow, Boris Majorow (2), Wladimir Wikulow (1), Wiktor Polupanow, Anatoli Firsow (2), Jewgeni Mischakow (1), Anatoli Ionow, Juri Moissejew, Alexander Jakuschew Trainer / Assistent: Arkadi Tschernyschow / Anatoli Tarassow                                                                       | Tor: Wiktor Konowalenko Verteidigung: Wiktor Kuskin, Witali Dawydow, Alexander Ragulin, Wladimir Lutschenko, Oleg Saizew, Igor Romischewski Sturm: Jewgeni Simin, Wjatscheslaw Starschinow, Boris Majorow (2), Wladimir Wikulow (1), Wiktor Polupanow, Anatoli Firsow (2), Jewgeni Mischakow (1), Anatoli Ionow, Juri Moissejew, Alexander Jakuschew Trainer / Assistent: Arkadi Tschernyschow / Anatoli Tarassow                                                                       | Tor: Wiktor Konowalenko Verteidigung: Wiktor Kuskin, Witali Dawydow, Alexander Ragulin, Wladimir Lutschenko, Oleg Saizew, Igor Romischewski Sturm: Jewgeni Simin, Wjatscheslaw Starschinow, Boris Majorow (2), Wladimir Wikulow (1), Wiktor Polupanow, Anatoli Firsow (2), Jewgeni Mischakow (1), Anatoli Ionow, Juri Moissejew, Alexander Jakuschew Trainer / Assistent: Arkadi Tschernyschow / Anatoli Tarassow                                                                       | Tor: Wiktor Konowalenko Verteidigung: Wiktor Kuskin, Witali Dawydow, Alexander Ragulin, Wladimir Lutschenko, Oleg Saizew, Igor Romischewski Sturm: Jewgeni Simin, Wjatscheslaw Starschinow, Boris Majorow (2), Wladimir Wikulow (1), Wiktor Polupanow, Anatoli Firsow (2), Jewgeni Mischakow (1), Anatoli Ionow, Juri Moissejew, Alexander Jakuschew Trainer / Assistent: Arkadi Tschernyschow / Anatoli Tarassow                                                                       | Tor: Wiktor Konowalenko Verteidigung: Wiktor Kuskin, Witali Dawydow, Alexander Ragulin, Wladimir Lutschenko, Oleg Saizew, Igor Romischewski Sturm: Jewgeni Simin, Wjatscheslaw Starschinow, Boris Majorow (2), Wladimir Wikulow (1), Wiktor Polupanow, Anatoli Firsow (2), Jewgeni Mischakow (1), Anatoli Ionow, Juri Moissejew, Alexander Jakuschew Trainer / Assistent: Arkadi Tschernyschow / Anatoli Tarassow                                                                       |
| Nr. 250 6. Dezember 1968  | 8:1 (3:0, 3:1, 2:0) | 0 Kanada | H | 0Moskau | 0Freundschaftsspiel | |
| Aufstellung               | Tor: Nikolai Tolstikow, Wiktor Putschkow (31. Min.) Verteidigung: Wladimir Migunko, Jewgeni Paladjew, Alexander Sapjolkin (1), Juri Ljapkin (1), Waleri Nikitin, Walentin Markow Sturm: Alexander Martynjuk, Wladimir Schadrin, Alexander Jakuschew (2), Boris Michailow, Wladimir Petrow (2), Waleri Charlamow, Anatoli Motowilow (1), Alexander Malzew (1), Wladimir Markow Trainer / Assistent: Arkadi Tschernyschow / Anatoli Tarassow                                              | Tor: Nikolai Tolstikow, Wiktor Putschkow (31. Min.) Verteidigung: Wladimir Migunko, Jewgeni Paladjew, Alexander Sapjolkin (1), Juri Ljapkin (1), Waleri Nikitin, Walentin Markow Sturm: Alexander Martynjuk, Wladimir Schadrin, Alexander Jakuschew (2), Boris Michailow, Wladimir Petrow (2), Waleri Charlamow, Anatoli Motowilow (1), Alexander Malzew (1), Wladimir Markow Trainer / Assistent: Arkadi Tschernyschow / Anatoli Tarassow                                              | Tor: Nikolai Tolstikow, Wiktor Putschkow (31. Min.) Verteidigung: Wladimir Migunko, Jewgeni Paladjew, Alexander Sapjolkin (1), Juri Ljapkin (1), Waleri Nikitin, Walentin Markow Sturm: Alexander Martynjuk, Wladimir Schadrin, Alexander Jakuschew (2), Boris Michailow, Wladimir Petrow (2), Waleri Charlamow, Anatoli Motowilow (1), Alexander Malzew (1), Wladimir Markow Trainer / Assistent: Arkadi Tschernyschow / Anatoli Tarassow                                              | Tor: Nikolai Tolstikow, Wiktor Putschkow (31. Min.) Verteidigung: Wladimir Migunko, Jewgeni Paladjew, Alexander Sapjolkin (1), Juri Ljapkin (1), Waleri Nikitin, Walentin Markow Sturm: Alexander Martynjuk, Wladimir Schadrin, Alexander Jakuschew (2), Boris Michailow, Wladimir Petrow (2), Waleri Charlamow, Anatoli Motowilow (1), Alexander Malzew (1), Wladimir Markow Trainer / Assistent: Arkadi Tschernyschow / Anatoli Tarassow                                              | Tor: Nikolai Tolstikow, Wiktor Putschkow (31. Min.) Verteidigung: Wladimir Migunko, Jewgeni Paladjew, Alexander Sapjolkin (1), Juri Ljapkin (1), Waleri Nikitin, Walentin Markow Sturm: Alexander Martynjuk, Wladimir Schadrin, Alexander Jakuschew (2), Boris Michailow, Wladimir Petrow (2), Waleri Charlamow, Anatoli Motowilow (1), Alexander Malzew (1), Wladimir Markow Trainer / Assistent: Arkadi Tschernyschow / Anatoli Tarassow                                              | Tor: Nikolai Tolstikow, Wiktor Putschkow (31. Min.) Verteidigung: Wladimir Migunko, Jewgeni Paladjew, Alexander Sapjolkin (1), Juri Ljapkin (1), Waleri Nikitin, Walentin Markow Sturm: Alexander Martynjuk, Wladimir Schadrin, Alexander Jakuschew (2), Boris Michailow, Wladimir Petrow (2), Waleri Charlamow, Anatoli Motowilow (1), Alexander Malzew (1), Wladimir Markow Trainer / Assistent: Arkadi Tschernyschow / Anatoli Tarassow                                              |
| Nr. 251 7. Dezember 1968  | 4:0 (4:0, 0:0, 0:0) | 0 Kanada | H | 0Moskau | 0Freundschaftsspiel | |
| Aufstellung               | Tor: Wiktor Singer, Wiktor Putschkow (31. Min.) Verteidigung: Oleg Saizew, Wladimir Lutschenko, Wladimir Migunko, Jewgeni Paladjew, Wladimir Lutschenko, Alexander Sapjolkin, Juri Ljapkin, Juri Schatalow, Walentin Markow Sturm: Boris Michailow, Wladimir Petrow, Waleri Charlamow, Alexander Martynjuk, Wladimir Schadrin (1), Alexander Jakuschew (2), Anatoli Motowilow (1), Alexander Malzew, Wladimir Markow Trainer / Assistent: Arkadi Tschernyschow / Anatoli Tarassow       | Tor: Wiktor Singer, Wiktor Putschkow (31. Min.) Verteidigung: Oleg Saizew, Wladimir Lutschenko, Wladimir Migunko, Jewgeni Paladjew, Wladimir Lutschenko, Alexander Sapjolkin, Juri Ljapkin, Juri Schatalow, Walentin Markow Sturm: Boris Michailow, Wladimir Petrow, Waleri Charlamow, Alexander Martynjuk, Wladimir Schadrin (1), Alexander Jakuschew (2), Anatoli Motowilow (1), Alexander Malzew, Wladimir Markow Trainer / Assistent: Arkadi Tschernyschow / Anatoli Tarassow       | Tor: Wiktor Singer, Wiktor Putschkow (31. Min.) Verteidigung: Oleg Saizew, Wladimir Lutschenko, Wladimir Migunko, Jewgeni Paladjew, Wladimir Lutschenko, Alexander Sapjolkin, Juri Ljapkin, Juri Schatalow, Walentin Markow Sturm: Boris Michailow, Wladimir Petrow, Waleri Charlamow, Alexander Martynjuk, Wladimir Schadrin (1), Alexander Jakuschew (2), Anatoli Motowilow (1), Alexander Malzew, Wladimir Markow Trainer / Assistent: Arkadi Tschernyschow / Anatoli Tarassow       | Tor: Wiktor Singer, Wiktor Putschkow (31. Min.) Verteidigung: Oleg Saizew, Wladimir Lutschenko, Wladimir Migunko, Jewgeni Paladjew, Wladimir Lutschenko, Alexander Sapjolkin, Juri Ljapkin, Juri Schatalow, Walentin Markow Sturm: Boris Michailow, Wladimir Petrow, Waleri Charlamow, Alexander Martynjuk, Wladimir Schadrin (1), Alexander Jakuschew (2), Anatoli Motowilow (1), Alexander Malzew, Wladimir Markow Trainer / Assistent: Arkadi Tschernyschow / Anatoli Tarassow       | Tor: Wiktor Singer, Wiktor Putschkow (31. Min.) Verteidigung: Oleg Saizew, Wladimir Lutschenko, Wladimir Migunko, Jewgeni Paladjew, Wladimir Lutschenko, Alexander Sapjolkin, Juri Ljapkin, Juri Schatalow, Walentin Markow Sturm: Boris Michailow, Wladimir Petrow, Waleri Charlamow, Alexander Martynjuk, Wladimir Schadrin (1), Alexander Jakuschew (2), Anatoli Motowilow (1), Alexander Malzew, Wladimir Markow Trainer / Assistent: Arkadi Tschernyschow / Anatoli Tarassow       | Tor: Wiktor Singer, Wiktor Putschkow (31. Min.) Verteidigung: Oleg Saizew, Wladimir Lutschenko, Wladimir Migunko, Jewgeni Paladjew, Wladimir Lutschenko, Alexander Sapjolkin, Juri Ljapkin, Juri Schatalow, Walentin Markow Sturm: Boris Michailow, Wladimir Petrow, Waleri Charlamow, Alexander Martynjuk, Wladimir Schadrin (1), Alexander Jakuschew (2), Anatoli Motowilow (1), Alexander Malzew, Wladimir Markow Trainer / Assistent: Arkadi Tschernyschow / Anatoli Tarassow       |
| Nr. 252 19. Januar 1969   | 4:2 (0:1, 1:0, 3:1) | 0 Kanada | A | 0Toronto, CAN | 0Freundschaftsspiel | |
| Aufstellung               | Tor: Wiktor Singer Verteidigung: Alexander Ragulin, Wladimir Lutschenko, Wiktor Kuskin, Witali Dawydow, Jewgeni Paladjew, Igor Romischewski Sturm: Alexander Jakuschew, Wjatscheslaw Starschinow (1), Boris Majorow, Jewgeni Mischakow, Anatoli Ionow, Juri Moissejew, Boris Michailow, Wladimir Petrow (1), Waleri Charlamow (1), Alexande Malzew, Anatoli Motowilow (1) Trainer / Assistent: Arkadi Tschernyschow / Anatoli Tarassow                                                  | Tor: Wiktor Singer Verteidigung: Alexander Ragulin, Wladimir Lutschenko, Wiktor Kuskin, Witali Dawydow, Jewgeni Paladjew, Igor Romischewski Sturm: Alexander Jakuschew, Wjatscheslaw Starschinow (1), Boris Majorow, Jewgeni Mischakow, Anatoli Ionow, Juri Moissejew, Boris Michailow, Wladimir Petrow (1), Waleri Charlamow (1), Alexande Malzew, Anatoli Motowilow (1) Trainer / Assistent: Arkadi Tschernyschow / Anatoli Tarassow                                                  | Tor: Wiktor Singer Verteidigung: Alexander Ragulin, Wladimir Lutschenko, Wiktor Kuskin, Witali Dawydow, Jewgeni Paladjew, Igor Romischewski Sturm: Alexander Jakuschew, Wjatscheslaw Starschinow (1), Boris Majorow, Jewgeni Mischakow, Anatoli Ionow, Juri Moissejew, Boris Michailow, Wladimir Petrow (1), Waleri Charlamow (1), Alexande Malzew, Anatoli Motowilow (1) Trainer / Assistent: Arkadi Tschernyschow / Anatoli Tarassow                                                  | Tor: Wiktor Singer Verteidigung: Alexander Ragulin, Wladimir Lutschenko, Wiktor Kuskin, Witali Dawydow, Jewgeni Paladjew, Igor Romischewski Sturm: Alexander Jakuschew, Wjatscheslaw Starschinow (1), Boris Majorow, Jewgeni Mischakow, Anatoli Ionow, Juri Moissejew, Boris Michailow, Wladimir Petrow (1), Waleri Charlamow (1), Alexande Malzew, Anatoli Motowilow (1) Trainer / Assistent: Arkadi Tschernyschow / Anatoli Tarassow                                                  | Tor: Wiktor Singer Verteidigung: Alexander Ragulin, Wladimir Lutschenko, Wiktor Kuskin, Witali Dawydow, Jewgeni Paladjew, Igor Romischewski Sturm: Alexander Jakuschew, Wjatscheslaw Starschinow (1), Boris Majorow, Jewgeni Mischakow, Anatoli Ionow, Juri Moissejew, Boris Michailow, Wladimir Petrow (1), Waleri Charlamow (1), Alexande Malzew, Anatoli Motowilow (1) Trainer / Assistent: Arkadi Tschernyschow / Anatoli Tarassow                                                  | Tor: Wiktor Singer Verteidigung: Alexander Ragulin, Wladimir Lutschenko, Wiktor Kuskin, Witali Dawydow, Jewgeni Paladjew, Igor Romischewski Sturm: Alexander Jakuschew, Wjatscheslaw Starschinow (1), Boris Majorow, Jewgeni Mischakow, Anatoli Ionow, Juri Moissejew, Boris Michailow, Wladimir Petrow (1), Waleri Charlamow (1), Alexande Malzew, Anatoli Motowilow (1) Trainer / Assistent: Arkadi Tschernyschow / Anatoli Tarassow                                                  |
| Nr. 253 21. Januar 1969   | 7:0 (3:0, 1:0, 3:0) | 0 Kanada | A | 0Vancouver, CAN | 0Freundschaftsspiel | |
| Aufstellung               | Tor: Wiktor Konowalenko Verteidigung: Alexander Ragulin, Wladimir Lutschenko, Wiktor Kuskin, Witali Dawydow, Jewgeni Paladjew (1), Igor Romischewski Sturm: Boris Michailow (1), Wladimir Petrow, Waleri Charlamow (3), Jewgeni Mischakow (2), Wjatscheslaw Starschinow, Juri Moissejew, Wladimir Wikulow, Anatoli Motowilow, Alexander Malzew Trainer / Assistent: Arkadi Tschernyschow / Anatoli Tarassow                                                                             | Tor: Wiktor Konowalenko Verteidigung: Alexander Ragulin, Wladimir Lutschenko, Wiktor Kuskin, Witali Dawydow, Jewgeni Paladjew (1), Igor Romischewski Sturm: Boris Michailow (1), Wladimir Petrow, Waleri Charlamow (3), Jewgeni Mischakow (2), Wjatscheslaw Starschinow, Juri Moissejew, Wladimir Wikulow, Anatoli Motowilow, Alexander Malzew Trainer / Assistent: Arkadi Tschernyschow / Anatoli Tarassow                                                                             | Tor: Wiktor Konowalenko Verteidigung: Alexander Ragulin, Wladimir Lutschenko, Wiktor Kuskin, Witali Dawydow, Jewgeni Paladjew (1), Igor Romischewski Sturm: Boris Michailow (1), Wladimir Petrow, Waleri Charlamow (3), Jewgeni Mischakow (2), Wjatscheslaw Starschinow, Juri Moissejew, Wladimir Wikulow, Anatoli Motowilow, Alexander Malzew Trainer / Assistent: Arkadi Tschernyschow / Anatoli Tarassow                                                                             | Tor: Wiktor Konowalenko Verteidigung: Alexander Ragulin, Wladimir Lutschenko, Wiktor Kuskin, Witali Dawydow, Jewgeni Paladjew (1), Igor Romischewski Sturm: Boris Michailow (1), Wladimir Petrow, Waleri Charlamow (3), Jewgeni Mischakow (2), Wjatscheslaw Starschinow, Juri Moissejew, Wladimir Wikulow, Anatoli Motowilow, Alexander Malzew Trainer / Assistent: Arkadi Tschernyschow / Anatoli Tarassow                                                                             | Tor: Wiktor Konowalenko Verteidigung: Alexander Ragulin, Wladimir Lutschenko, Wiktor Kuskin, Witali Dawydow, Jewgeni Paladjew (1), Igor Romischewski Sturm: Boris Michailow (1), Wladimir Petrow, Waleri Charlamow (3), Jewgeni Mischakow (2), Wjatscheslaw Starschinow, Juri Moissejew, Wladimir Wikulow, Anatoli Motowilow, Alexander Malzew Trainer / Assistent: Arkadi Tschernyschow / Anatoli Tarassow                                                                             | Tor: Wiktor Konowalenko Verteidigung: Alexander Ragulin, Wladimir Lutschenko, Wiktor Kuskin, Witali Dawydow, Jewgeni Paladjew (1), Igor Romischewski Sturm: Boris Michailow (1), Wladimir Petrow, Waleri Charlamow (3), Jewgeni Mischakow (2), Wjatscheslaw Starschinow, Juri Moissejew, Wladimir Wikulow, Anatoli Motowilow, Alexander Malzew Trainer / Assistent: Arkadi Tschernyschow / Anatoli Tarassow                                                                             |
| Nr. 254 22. Januar 1969   | 8:3 (4:2, 1:1, 3:0) | 0 Kanada | A | 0Victoria, CAN | 0Freundschaftsspiel | |
| Aufstellung               | Tor: Wiktor Singer Verteidigung: Alexander Ragulin (1), Wladimir Lutschenko, Wiktor Kuskin, Witali Dawydow, Jewgeni Paladjew, Igor Romischewski Sturm: Boris Michailow (1), Wladimir Petrow (2), Waleri Charlamow, Alexander Jakuschew, Wjatscheslaw Starschinow (1), Boris Majorow (1), Wladimir Wikulow (2), Anatoli Motowilow, Alexander Malzew, Jewgeni Mischakow Trainer / Assistent: Arkadi Tschernyschow / Anatoli Tarassow                                                      | Tor: Wiktor Singer Verteidigung: Alexander Ragulin (1), Wladimir Lutschenko, Wiktor Kuskin, Witali Dawydow, Jewgeni Paladjew, Igor Romischewski Sturm: Boris Michailow (1), Wladimir Petrow (2), Waleri Charlamow, Alexander Jakuschew, Wjatscheslaw Starschinow (1), Boris Majorow (1), Wladimir Wikulow (2), Anatoli Motowilow, Alexander Malzew, Jewgeni Mischakow Trainer / Assistent: Arkadi Tschernyschow / Anatoli Tarassow                                                      | Tor: Wiktor Singer Verteidigung: Alexander Ragulin (1), Wladimir Lutschenko, Wiktor Kuskin, Witali Dawydow, Jewgeni Paladjew, Igor Romischewski Sturm: Boris Michailow (1), Wladimir Petrow (2), Waleri Charlamow, Alexander Jakuschew, Wjatscheslaw Starschinow (1), Boris Majorow (1), Wladimir Wikulow (2), Anatoli Motowilow, Alexander Malzew, Jewgeni Mischakow Trainer / Assistent: Arkadi Tschernyschow / Anatoli Tarassow                                                      | Tor: Wiktor Singer Verteidigung: Alexander Ragulin (1), Wladimir Lutschenko, Wiktor Kuskin, Witali Dawydow, Jewgeni Paladjew, Igor Romischewski Sturm: Boris Michailow (1), Wladimir Petrow (2), Waleri Charlamow, Alexander Jakuschew, Wjatscheslaw Starschinow (1), Boris Majorow (1), Wladimir Wikulow (2), Anatoli Motowilow, Alexander Malzew, Jewgeni Mischakow Trainer / Assistent: Arkadi Tschernyschow / Anatoli Tarassow                                                      | Tor: Wiktor Singer Verteidigung: Alexander Ragulin (1), Wladimir Lutschenko, Wiktor Kuskin, Witali Dawydow, Jewgeni Paladjew, Igor Romischewski Sturm: Boris Michailow (1), Wladimir Petrow (2), Waleri Charlamow, Alexander Jakuschew, Wjatscheslaw Starschinow (1), Boris Majorow (1), Wladimir Wikulow (2), Anatoli Motowilow, Alexander Malzew, Jewgeni Mischakow Trainer / Assistent: Arkadi Tschernyschow / Anatoli Tarassow                                                      | Tor: Wiktor Singer Verteidigung: Alexander Ragulin (1), Wladimir Lutschenko, Wiktor Kuskin, Witali Dawydow, Jewgeni Paladjew, Igor Romischewski Sturm: Boris Michailow (1), Wladimir Petrow (2), Waleri Charlamow, Alexander Jakuschew, Wjatscheslaw Starschinow (1), Boris Majorow (1), Wladimir Wikulow (2), Anatoli Motowilow, Alexander Malzew, Jewgeni Mischakow Trainer / Assistent: Arkadi Tschernyschow / Anatoli Tarassow                                                      |
| Nr. 255 24. Januar 1969   | 10:2 (4:0, 6:1, 0:1) | 0 Kanada | A | 0Ottawa, CAN | 0Freundschaftsspiel | |
| Aufstellung               | Tor: Wiktor Konowalenko, Wiktor Singer (48. Min.) Verteidigung: Alexander Ragulin, Wladimir Lutschenko, Wiktor Kuskin, Witali Dawydow, Jewgeni Paladjew, Igor Romischewski Sturm: Wladimir Wikulow, Alexander Malzew (1), Anatoli Firsow (6), Alexander Jakuschew (1), Wjatscheslaw Starschinow, Boris Majorow, Jewgeni Mischakow (1), Anatoli Ionow, Juri Moissejew, Anatoli Motowilow (1) Trainer / Assistent: Arkadi Tschernyschow / Anatoli Tarassow                                | Tor: Wiktor Konowalenko, Wiktor Singer (48. Min.) Verteidigung: Alexander Ragulin, Wladimir Lutschenko, Wiktor Kuskin, Witali Dawydow, Jewgeni Paladjew, Igor Romischewski Sturm: Wladimir Wikulow, Alexander Malzew (1), Anatoli Firsow (6), Alexander Jakuschew (1), Wjatscheslaw Starschinow, Boris Majorow, Jewgeni Mischakow (1), Anatoli Ionow, Juri Moissejew, Anatoli Motowilow (1) Trainer / Assistent: Arkadi Tschernyschow / Anatoli Tarassow                                | Tor: Wiktor Konowalenko, Wiktor Singer (48. Min.) Verteidigung: Alexander Ragulin, Wladimir Lutschenko, Wiktor Kuskin, Witali Dawydow, Jewgeni Paladjew, Igor Romischewski Sturm: Wladimir Wikulow, Alexander Malzew (1), Anatoli Firsow (6), Alexander Jakuschew (1), Wjatscheslaw Starschinow, Boris Majorow, Jewgeni Mischakow (1), Anatoli Ionow, Juri Moissejew, Anatoli Motowilow (1) Trainer / Assistent: Arkadi Tschernyschow / Anatoli Tarassow                                | Tor: Wiktor Konowalenko, Wiktor Singer (48. Min.) Verteidigung: Alexander Ragulin, Wladimir Lutschenko, Wiktor Kuskin, Witali Dawydow, Jewgeni Paladjew, Igor Romischewski Sturm: Wladimir Wikulow, Alexander Malzew (1), Anatoli Firsow (6), Alexander Jakuschew (1), Wjatscheslaw Starschinow, Boris Majorow, Jewgeni Mischakow (1), Anatoli Ionow, Juri Moissejew, Anatoli Motowilow (1) Trainer / Assistent: Arkadi Tschernyschow / Anatoli Tarassow                                | Tor: Wiktor Konowalenko, Wiktor Singer (48. Min.) Verteidigung: Alexander Ragulin, Wladimir Lutschenko, Wiktor Kuskin, Witali Dawydow, Jewgeni Paladjew, Igor Romischewski Sturm: Wladimir Wikulow, Alexander Malzew (1), Anatoli Firsow (6), Alexander Jakuschew (1), Wjatscheslaw Starschinow, Boris Majorow, Jewgeni Mischakow (1), Anatoli Ionow, Juri Moissejew, Anatoli Motowilow (1) Trainer / Assistent: Arkadi Tschernyschow / Anatoli Tarassow                                | Tor: Wiktor Konowalenko, Wiktor Singer (48. Min.) Verteidigung: Alexander Ragulin, Wladimir Lutschenko, Wiktor Kuskin, Witali Dawydow, Jewgeni Paladjew, Igor Romischewski Sturm: Wladimir Wikulow, Alexander Malzew (1), Anatoli Firsow (6), Alexander Jakuschew (1), Wjatscheslaw Starschinow, Boris Majorow, Jewgeni Mischakow (1), Anatoli Ionow, Juri Moissejew, Anatoli Motowilow (1) Trainer / Assistent: Arkadi Tschernyschow / Anatoli Tarassow                                |
| Nr. 256 26. Januar 1969   | 4:2 (1:1, 2:1, 1:0) | 0 Kanada | A | 0Winnipeg, CAN | 0Freundschaftsspiel | |
| Aufstellung               | Tor: Wiktor Singer Verteidigung: Alexander Ragulin, Wladimir Lutschenko, Wiktor Kuskin, Witali Dawydow, Jewgeni Paladjew, Igor Romischewski Sturm: Wladimir Wikulow, Alexander Malzew (2), Anatoli Firsow (1), Boris Michailow, Wladimir Petrow, Waleri Charlamow, Jewgeni Mischakow (1), Anatoli Ionow, Alexander Jakuschew, Anatoli Motowilow Trainer / Assistent: Arkadi Tschernyschow / Anatoli Tarassow                                                                            | Tor: Wiktor Singer Verteidigung: Alexander Ragulin, Wladimir Lutschenko, Wiktor Kuskin, Witali Dawydow, Jewgeni Paladjew, Igor Romischewski Sturm: Wladimir Wikulow, Alexander Malzew (2), Anatoli Firsow (1), Boris Michailow, Wladimir Petrow, Waleri Charlamow, Jewgeni Mischakow (1), Anatoli Ionow, Alexander Jakuschew, Anatoli Motowilow Trainer / Assistent: Arkadi Tschernyschow / Anatoli Tarassow                                                                            | Tor: Wiktor Singer Verteidigung: Alexander Ragulin, Wladimir Lutschenko, Wiktor Kuskin, Witali Dawydow, Jewgeni Paladjew, Igor Romischewski Sturm: Wladimir Wikulow, Alexander Malzew (2), Anatoli Firsow (1), Boris Michailow, Wladimir Petrow, Waleri Charlamow, Jewgeni Mischakow (1), Anatoli Ionow, Alexander Jakuschew, Anatoli Motowilow Trainer / Assistent: Arkadi Tschernyschow / Anatoli Tarassow                                                                            | Tor: Wiktor Singer Verteidigung: Alexander Ragulin, Wladimir Lutschenko, Wiktor Kuskin, Witali Dawydow, Jewgeni Paladjew, Igor Romischewski Sturm: Wladimir Wikulow, Alexander Malzew (2), Anatoli Firsow (1), Boris Michailow, Wladimir Petrow, Waleri Charlamow, Jewgeni Mischakow (1), Anatoli Ionow, Alexander Jakuschew, Anatoli Motowilow Trainer / Assistent: Arkadi Tschernyschow / Anatoli Tarassow                                                                            | Tor: Wiktor Singer Verteidigung: Alexander Ragulin, Wladimir Lutschenko, Wiktor Kuskin, Witali Dawydow, Jewgeni Paladjew, Igor Romischewski Sturm: Wladimir Wikulow, Alexander Malzew (2), Anatoli Firsow (1), Boris Michailow, Wladimir Petrow, Waleri Charlamow, Jewgeni Mischakow (1), Anatoli Ionow, Alexander Jakuschew, Anatoli Motowilow Trainer / Assistent: Arkadi Tschernyschow / Anatoli Tarassow                                                                            | Tor: Wiktor Singer Verteidigung: Alexander Ragulin, Wladimir Lutschenko, Wiktor Kuskin, Witali Dawydow, Jewgeni Paladjew, Igor Romischewski Sturm: Wladimir Wikulow, Alexander Malzew (2), Anatoli Firsow (1), Boris Michailow, Wladimir Petrow, Waleri Charlamow, Jewgeni Mischakow (1), Anatoli Ionow, Alexander Jakuschew, Anatoli Motowilow Trainer / Assistent: Arkadi Tschernyschow / Anatoli Tarassow                                                                            |
| Nr. 257 28. Januar 1969   | 3:2 (1:0, 1:1, 1:1) | 0 Kanada | A | 0Winnipeg, CAN | 0Freundschaftsspiel | |
| Aufstellung               | Tor: Wiktor Konowalenko Verteidigung: Alexander Ragulin, Wladimir Lutschenko, Wiktor Kuskin, Witali Dawydow, Jewgeni Paladjew, Igor Romischewski Sturm: Wladimir Wikulow, Alexander Malzew (1), Anatoli Firsow, Alexander Jakuschew, Wjatscheslaw Starschinow, Boris Majorow, Boris Michailow, Wladimir Petrow (1), Waleri Charlamow (1), Anatoli Motowilow, Jewgeni Mischakow Trainer / Assistent: Arkadi Tschernyschow / Anatoli Tarassow                                             | Tor: Wiktor Konowalenko Verteidigung: Alexander Ragulin, Wladimir Lutschenko, Wiktor Kuskin, Witali Dawydow, Jewgeni Paladjew, Igor Romischewski Sturm: Wladimir Wikulow, Alexander Malzew (1), Anatoli Firsow, Alexander Jakuschew, Wjatscheslaw Starschinow, Boris Majorow, Boris Michailow, Wladimir Petrow (1), Waleri Charlamow (1), Anatoli Motowilow, Jewgeni Mischakow Trainer / Assistent: Arkadi Tschernyschow / Anatoli Tarassow                                             | Tor: Wiktor Konowalenko Verteidigung: Alexander Ragulin, Wladimir Lutschenko, Wiktor Kuskin, Witali Dawydow, Jewgeni Paladjew, Igor Romischewski Sturm: Wladimir Wikulow, Alexander Malzew (1), Anatoli Firsow, Alexander Jakuschew, Wjatscheslaw Starschinow, Boris Majorow, Boris Michailow, Wladimir Petrow (1), Waleri Charlamow (1), Anatoli Motowilow, Jewgeni Mischakow Trainer / Assistent: Arkadi Tschernyschow / Anatoli Tarassow                                             | Tor: Wiktor Konowalenko Verteidigung: Alexander Ragulin, Wladimir Lutschenko, Wiktor Kuskin, Witali Dawydow, Jewgeni Paladjew, Igor Romischewski Sturm: Wladimir Wikulow, Alexander Malzew (1), Anatoli Firsow, Alexander Jakuschew, Wjatscheslaw Starschinow, Boris Majorow, Boris Michailow, Wladimir Petrow (1), Waleri Charlamow (1), Anatoli Motowilow, Jewgeni Mischakow Trainer / Assistent: Arkadi Tschernyschow / Anatoli Tarassow                                             | Tor: Wiktor Konowalenko Verteidigung: Alexander Ragulin, Wladimir Lutschenko, Wiktor Kuskin, Witali Dawydow, Jewgeni Paladjew, Igor Romischewski Sturm: Wladimir Wikulow, Alexander Malzew (1), Anatoli Firsow, Alexander Jakuschew, Wjatscheslaw Starschinow, Boris Majorow, Boris Michailow, Wladimir Petrow (1), Waleri Charlamow (1), Anatoli Motowilow, Jewgeni Mischakow Trainer / Assistent: Arkadi Tschernyschow / Anatoli Tarassow                                             | Tor: Wiktor Konowalenko Verteidigung: Alexander Ragulin, Wladimir Lutschenko, Wiktor Kuskin, Witali Dawydow, Jewgeni Paladjew, Igor Romischewski Sturm: Wladimir Wikulow, Alexander Malzew (1), Anatoli Firsow, Alexander Jakuschew, Wjatscheslaw Starschinow, Boris Majorow, Boris Michailow, Wladimir Petrow (1), Waleri Charlamow (1), Anatoli Motowilow, Jewgeni Mischakow Trainer / Assistent: Arkadi Tschernyschow / Anatoli Tarassow                                             |
| Nr. 258 30. Januar 1969   | 10:4 (1:3, 7:1, 2:0) | 0 Kanada | A | 0Ottawa, CAN | 0Freundschaftsspiel | |
| Aufstellung               | Tor: Wiktor Singer, Wiktor Konowalenko (41. Min.) Verteidigung: Alexander Ragulin (1), Wladimir Lutschenko, Wiktor Kuskin, Witali Dawydow, Jewgeni Paladjew, Igor Romischewski Sturm: Alexander Jakuschew, Wjatscheslaw Starschinow, Boris Majorow (1), Boris Michailow (2), Wladimir Petrow (1), Waleri Charlamow (2), Jewgeni Mischakow, Anatoli Motowilow, Juri Moissejew (2), Wladimir Wikulow (1) Trainer / Assistent: Arkadi Tschernyschow / Anatoli Tarassow                     | Tor: Wiktor Singer, Wiktor Konowalenko (41. Min.) Verteidigung: Alexander Ragulin (1), Wladimir Lutschenko, Wiktor Kuskin, Witali Dawydow, Jewgeni Paladjew, Igor Romischewski Sturm: Alexander Jakuschew, Wjatscheslaw Starschinow, Boris Majorow (1), Boris Michailow (2), Wladimir Petrow (1), Waleri Charlamow (2), Jewgeni Mischakow, Anatoli Motowilow, Juri Moissejew (2), Wladimir Wikulow (1) Trainer / Assistent: Arkadi Tschernyschow / Anatoli Tarassow                     | Tor: Wiktor Singer, Wiktor Konowalenko (41. Min.) Verteidigung: Alexander Ragulin (1), Wladimir Lutschenko, Wiktor Kuskin, Witali Dawydow, Jewgeni Paladjew, Igor Romischewski Sturm: Alexander Jakuschew, Wjatscheslaw Starschinow, Boris Majorow (1), Boris Michailow (2), Wladimir Petrow (1), Waleri Charlamow (2), Jewgeni Mischakow, Anatoli Motowilow, Juri Moissejew (2), Wladimir Wikulow (1) Trainer / Assistent: Arkadi Tschernyschow / Anatoli Tarassow                     | Tor: Wiktor Singer, Wiktor Konowalenko (41. Min.) Verteidigung: Alexander Ragulin (1), Wladimir Lutschenko, Wiktor Kuskin, Witali Dawydow, Jewgeni Paladjew, Igor Romischewski Sturm: Alexander Jakuschew, Wjatscheslaw Starschinow, Boris Majorow (1), Boris Michailow (2), Wladimir Petrow (1), Waleri Charlamow (2), Jewgeni Mischakow, Anatoli Motowilow, Juri Moissejew (2), Wladimir Wikulow (1) Trainer / Assistent: Arkadi Tschernyschow / Anatoli Tarassow                     | Tor: Wiktor Singer, Wiktor Konowalenko (41. Min.) Verteidigung: Alexander Ragulin (1), Wladimir Lutschenko, Wiktor Kuskin, Witali Dawydow, Jewgeni Paladjew, Igor Romischewski Sturm: Alexander Jakuschew, Wjatscheslaw Starschinow, Boris Majorow (1), Boris Michailow (2), Wladimir Petrow (1), Waleri Charlamow (2), Jewgeni Mischakow, Anatoli Motowilow, Juri Moissejew (2), Wladimir Wikulow (1) Trainer / Assistent: Arkadi Tschernyschow / Anatoli Tarassow                     | Tor: Wiktor Singer, Wiktor Konowalenko (41. Min.) Verteidigung: Alexander Ragulin (1), Wladimir Lutschenko, Wiktor Kuskin, Witali Dawydow, Jewgeni Paladjew, Igor Romischewski Sturm: Alexander Jakuschew, Wjatscheslaw Starschinow, Boris Majorow (1), Boris Michailow (2), Wladimir Petrow (1), Waleri Charlamow (2), Jewgeni Mischakow, Anatoli Motowilow, Juri Moissejew (2), Wladimir Wikulow (1) Trainer / Assistent: Arkadi Tschernyschow / Anatoli Tarassow                     |
| Nr. 259 31. Januar 1969   | 6:5 (1:2, 4:1, 1:2) | 0 Kanada | A | 0London, CAN | 0Freundschaftsspiel | |
| Aufstellung               | Tor: Wiktor Konowalenko Verteidigung: Alexander Ragulin, Wladimir Lutschenko (1), Wiktor Kuskin, Witali Dawydow, Jewgeni Paladjew, Igor Romischewski Sturm: Wladimir Wikulow, Alexander Malzew (2), Anatoli Firsow, Alexander Jakuschew, Wjatscheslaw Starschinow, Boris Majorow, Jewgeni Mischakow (2), Wladimir Petrow (1), Juri Moissejew, Waleri Charlamow Trainer / Assistent: Arkadi Tschernyschow / Anatoli Tarassow                                                             | Tor: Wiktor Konowalenko Verteidigung: Alexander Ragulin, Wladimir Lutschenko (1), Wiktor Kuskin, Witali Dawydow, Jewgeni Paladjew, Igor Romischewski Sturm: Wladimir Wikulow, Alexander Malzew (2), Anatoli Firsow, Alexander Jakuschew, Wjatscheslaw Starschinow, Boris Majorow, Jewgeni Mischakow (2), Wladimir Petrow (1), Juri Moissejew, Waleri Charlamow Trainer / Assistent: Arkadi Tschernyschow / Anatoli Tarassow                                                             | Tor: Wiktor Konowalenko Verteidigung: Alexander Ragulin, Wladimir Lutschenko (1), Wiktor Kuskin, Witali Dawydow, Jewgeni Paladjew, Igor Romischewski Sturm: Wladimir Wikulow, Alexander Malzew (2), Anatoli Firsow, Alexander Jakuschew, Wjatscheslaw Starschinow, Boris Majorow, Jewgeni Mischakow (2), Wladimir Petrow (1), Juri Moissejew, Waleri Charlamow Trainer / Assistent: Arkadi Tschernyschow / Anatoli Tarassow                                                             | Tor: Wiktor Konowalenko Verteidigung: Alexander Ragulin, Wladimir Lutschenko (1), Wiktor Kuskin, Witali Dawydow, Jewgeni Paladjew, Igor Romischewski Sturm: Wladimir Wikulow, Alexander Malzew (2), Anatoli Firsow, Alexander Jakuschew, Wjatscheslaw Starschinow, Boris Majorow, Jewgeni Mischakow (2), Wladimir Petrow (1), Juri Moissejew, Waleri Charlamow Trainer / Assistent: Arkadi Tschernyschow / Anatoli Tarassow                                                             | Tor: Wiktor Konowalenko Verteidigung: Alexander Ragulin, Wladimir Lutschenko (1), Wiktor Kuskin, Witali Dawydow, Jewgeni Paladjew, Igor Romischewski Sturm: Wladimir Wikulow, Alexander Malzew (2), Anatoli Firsow, Alexander Jakuschew, Wjatscheslaw Starschinow, Boris Majorow, Jewgeni Mischakow (2), Wladimir Petrow (1), Juri Moissejew, Waleri Charlamow Trainer / Assistent: Arkadi Tschernyschow / Anatoli Tarassow                                                             | Tor: Wiktor Konowalenko Verteidigung: Alexander Ragulin, Wladimir Lutschenko (1), Wiktor Kuskin, Witali Dawydow, Jewgeni Paladjew, Igor Romischewski Sturm: Wladimir Wikulow, Alexander Malzew (2), Anatoli Firsow, Alexander Jakuschew, Wjatscheslaw Starschinow, Boris Majorow, Jewgeni Mischakow (2), Wladimir Petrow (1), Juri Moissejew, Waleri Charlamow Trainer / Assistent: Arkadi Tschernyschow / Anatoli Tarassow                                                             |
| Nr. 260 2. Februar 1969   | 7:4 (2:2, 4:1, 1:1) | 0 Kanada | A | 0Québec, CAN | 0Freundschaftsspiel | |
| Aufstellung               | Tor: Wiktor Singer Verteidigung: Alexander Ragulin, Wladimir Lutschenko, Wiktor Kuskin, Witali Dawydow (1), Jewgeni Paladjew, Igor Romischewski Sturm: Wladimir Wikulow (1), Alexander Malzew (2), Anatoli Firsow (1), Boris Michailow (1), Wladimir Petrow, Waleri Charlamow (1), Jewgeni Mischakow, Wjatscheslaw Starschinow, Juri Moissejew Trainer / Assistent: Arkadi Tschernyschow / Anatoli Tarassow                                                                             | Tor: Wiktor Singer Verteidigung: Alexander Ragulin, Wladimir Lutschenko, Wiktor Kuskin, Witali Dawydow (1), Jewgeni Paladjew, Igor Romischewski Sturm: Wladimir Wikulow (1), Alexander Malzew (2), Anatoli Firsow (1), Boris Michailow (1), Wladimir Petrow, Waleri Charlamow (1), Jewgeni Mischakow, Wjatscheslaw Starschinow, Juri Moissejew Trainer / Assistent: Arkadi Tschernyschow / Anatoli Tarassow                                                                             | Tor: Wiktor Singer Verteidigung: Alexander Ragulin, Wladimir Lutschenko, Wiktor Kuskin, Witali Dawydow (1), Jewgeni Paladjew, Igor Romischewski Sturm: Wladimir Wikulow (1), Alexander Malzew (2), Anatoli Firsow (1), Boris Michailow (1), Wladimir Petrow, Waleri Charlamow (1), Jewgeni Mischakow, Wjatscheslaw Starschinow, Juri Moissejew Trainer / Assistent: Arkadi Tschernyschow / Anatoli Tarassow                                                                             | Tor: Wiktor Singer Verteidigung: Alexander Ragulin, Wladimir Lutschenko, Wiktor Kuskin, Witali Dawydow (1), Jewgeni Paladjew, Igor Romischewski Sturm: Wladimir Wikulow (1), Alexander Malzew (2), Anatoli Firsow (1), Boris Michailow (1), Wladimir Petrow, Waleri Charlamow (1), Jewgeni Mischakow, Wjatscheslaw Starschinow, Juri Moissejew Trainer / Assistent: Arkadi Tschernyschow / Anatoli Tarassow                                                                             | Tor: Wiktor Singer Verteidigung: Alexander Ragulin, Wladimir Lutschenko, Wiktor Kuskin, Witali Dawydow (1), Jewgeni Paladjew, Igor Romischewski Sturm: Wladimir Wikulow (1), Alexander Malzew (2), Anatoli Firsow (1), Boris Michailow (1), Wladimir Petrow, Waleri Charlamow (1), Jewgeni Mischakow, Wjatscheslaw Starschinow, Juri Moissejew Trainer / Assistent: Arkadi Tschernyschow / Anatoli Tarassow                                                                             | Tor: Wiktor Singer Verteidigung: Alexander Ragulin, Wladimir Lutschenko, Wiktor Kuskin, Witali Dawydow (1), Jewgeni Paladjew, Igor Romischewski Sturm: Wladimir Wikulow (1), Alexander Malzew (2), Anatoli Firsow (1), Boris Michailow (1), Wladimir Petrow, Waleri Charlamow (1), Jewgeni Mischakow, Wjatscheslaw Starschinow, Juri Moissejew Trainer / Assistent: Arkadi Tschernyschow / Anatoli Tarassow                                                                             |
| Nr. 261 7. März 1969      | 7:1 (2:0, 1:1, 4:0) | 0 Finnland | A | 0Tampere, FIN | 0Freundschaftsspiel | |
| Aufstellung               | Tor: Wiktor Singer Verteidigung: Alexander Ragulin, Wladimir Lutschenko (1), Wiktor Kuskin, Witali Dawydow, Jewgeni Paladjew, Igor Romischewski Sturm: Alexander Jakuschew, Wjatscheslaw Starschinow, Boris Majorow (1), Jewgeni Mischakow, Wladimir Jursinow (1), Juri Reps (1), Boris Michailow, Wladimir Petrow (2), Waleri Charlamow (1) Trainer / Assistent: Arkadi Tschernyschow / Anatoli Tarassow                                                                               | Tor: Wiktor Singer Verteidigung: Alexander Ragulin, Wladimir Lutschenko (1), Wiktor Kuskin, Witali Dawydow, Jewgeni Paladjew, Igor Romischewski Sturm: Alexander Jakuschew, Wjatscheslaw Starschinow, Boris Majorow (1), Jewgeni Mischakow, Wladimir Jursinow (1), Juri Reps (1), Boris Michailow, Wladimir Petrow (2), Waleri Charlamow (1) Trainer / Assistent: Arkadi Tschernyschow / Anatoli Tarassow                                                                               | Tor: Wiktor Singer Verteidigung: Alexander Ragulin, Wladimir Lutschenko (1), Wiktor Kuskin, Witali Dawydow, Jewgeni Paladjew, Igor Romischewski Sturm: Alexander Jakuschew, Wjatscheslaw Starschinow, Boris Majorow (1), Jewgeni Mischakow, Wladimir Jursinow (1), Juri Reps (1), Boris Michailow, Wladimir Petrow (2), Waleri Charlamow (1) Trainer / Assistent: Arkadi Tschernyschow / Anatoli Tarassow                                                                               | Tor: Wiktor Singer Verteidigung: Alexander Ragulin, Wladimir Lutschenko (1), Wiktor Kuskin, Witali Dawydow, Jewgeni Paladjew, Igor Romischewski Sturm: Alexander Jakuschew, Wjatscheslaw Starschinow, Boris Majorow (1), Jewgeni Mischakow, Wladimir Jursinow (1), Juri Reps (1), Boris Michailow, Wladimir Petrow (2), Waleri Charlamow (1) Trainer / Assistent: Arkadi Tschernyschow / Anatoli Tarassow                                                                               | Tor: Wiktor Singer Verteidigung: Alexander Ragulin, Wladimir Lutschenko (1), Wiktor Kuskin, Witali Dawydow, Jewgeni Paladjew, Igor Romischewski Sturm: Alexander Jakuschew, Wjatscheslaw Starschinow, Boris Majorow (1), Jewgeni Mischakow, Wladimir Jursinow (1), Juri Reps (1), Boris Michailow, Wladimir Petrow (2), Waleri Charlamow (1) Trainer / Assistent: Arkadi Tschernyschow / Anatoli Tarassow                                                                               | Tor: Wiktor Singer Verteidigung: Alexander Ragulin, Wladimir Lutschenko (1), Wiktor Kuskin, Witali Dawydow, Jewgeni Paladjew, Igor Romischewski Sturm: Alexander Jakuschew, Wjatscheslaw Starschinow, Boris Majorow (1), Jewgeni Mischakow, Wladimir Jursinow (1), Juri Reps (1), Boris Michailow, Wladimir Petrow (2), Waleri Charlamow (1) Trainer / Assistent: Arkadi Tschernyschow / Anatoli Tarassow                                                                               |
| Nr. 262 8. März 1969      | 2:2 (2:0, 0:2, 0:0) | 0 Finnland | A | 0Tampere, FIN | 0Freundschaftsspiel | |
| Aufstellung               | Tor: Wiktor Singer Verteidigung: Wiktor Kuskin, Witali Dawydow, Alexander Ragulin, Wladimir Lutschenko, Jewgeni Paladjew, Igor Romischewski Sturm: Alexander Jakuschew, Wjatscheslaw Starschinow, Boris Majorow, Jewgeni Mischakow, Wladimir Jursinow, Juri Reps, Wladimir Wikulow (1), Alexander Malzew (1), Anatoli Firsow Trainer / Assistent: Arkadi Tschernyschow / Anatoli Tarassow                                                                                               | Tor: Wiktor Singer Verteidigung: Wiktor Kuskin, Witali Dawydow, Alexander Ragulin, Wladimir Lutschenko, Jewgeni Paladjew, Igor Romischewski Sturm: Alexander Jakuschew, Wjatscheslaw Starschinow, Boris Majorow, Jewgeni Mischakow, Wladimir Jursinow, Juri Reps, Wladimir Wikulow (1), Alexander Malzew (1), Anatoli Firsow Trainer / Assistent: Arkadi Tschernyschow / Anatoli Tarassow                                                                                               | Tor: Wiktor Singer Verteidigung: Wiktor Kuskin, Witali Dawydow, Alexander Ragulin, Wladimir Lutschenko, Jewgeni Paladjew, Igor Romischewski Sturm: Alexander Jakuschew, Wjatscheslaw Starschinow, Boris Majorow, Jewgeni Mischakow, Wladimir Jursinow, Juri Reps, Wladimir Wikulow (1), Alexander Malzew (1), Anatoli Firsow Trainer / Assistent: Arkadi Tschernyschow / Anatoli Tarassow                                                                                               | Tor: Wiktor Singer Verteidigung: Wiktor Kuskin, Witali Dawydow, Alexander Ragulin, Wladimir Lutschenko, Jewgeni Paladjew, Igor Romischewski Sturm: Alexander Jakuschew, Wjatscheslaw Starschinow, Boris Majorow, Jewgeni Mischakow, Wladimir Jursinow, Juri Reps, Wladimir Wikulow (1), Alexander Malzew (1), Anatoli Firsow Trainer / Assistent: Arkadi Tschernyschow / Anatoli Tarassow                                                                                               | Tor: Wiktor Singer Verteidigung: Wiktor Kuskin, Witali Dawydow, Alexander Ragulin, Wladimir Lutschenko, Jewgeni Paladjew, Igor Romischewski Sturm: Alexander Jakuschew, Wjatscheslaw Starschinow, Boris Majorow, Jewgeni Mischakow, Wladimir Jursinow, Juri Reps, Wladimir Wikulow (1), Alexander Malzew (1), Anatoli Firsow Trainer / Assistent: Arkadi Tschernyschow / Anatoli Tarassow                                                                                               | Tor: Wiktor Singer Verteidigung: Wiktor Kuskin, Witali Dawydow, Alexander Ragulin, Wladimir Lutschenko, Jewgeni Paladjew, Igor Romischewski Sturm: Alexander Jakuschew, Wjatscheslaw Starschinow, Boris Majorow, Jewgeni Mischakow, Wladimir Jursinow, Juri Reps, Wladimir Wikulow (1), Alexander Malzew (1), Anatoli Firsow Trainer / Assistent: Arkadi Tschernyschow / Anatoli Tarassow                                                                                               |
| Nr. 263 15. März 1969     | 17:2 (3:0, 11:0, 3:2) | 0 Vereinigte Staaten | * | 0Stockholm, SWE | 0WM 1969 / EM 1969 | |
| Aufstellung               | Tor: Wiktor Singer, Wiktor Putschkow (41. Min.) Verteidigung: Alexander Ragulin, Wladimir Lutschenko, Jewgeni Paladjew (1), Igor Romischewski, Wiktor Kuskin Sturm: Jewgeni Simin, Wjatscheslaw Starschinow (4), Alexander Jakuschew, Jewgeni Mischakow (1), Wladimir Jursinow (2), Anatoli Firsow (4), Boris Michailow (3), Wladimir Petrow (1), Waleri Charlamow, Alexander Malzew (1) Trainer / Assistent: Arkadi Tschernyschow / Anatoli Tarassow                                   | Tor: Wiktor Singer, Wiktor Putschkow (41. Min.) Verteidigung: Alexander Ragulin, Wladimir Lutschenko, Jewgeni Paladjew (1), Igor Romischewski, Wiktor Kuskin Sturm: Jewgeni Simin, Wjatscheslaw Starschinow (4), Alexander Jakuschew, Jewgeni Mischakow (1), Wladimir Jursinow (2), Anatoli Firsow (4), Boris Michailow (3), Wladimir Petrow (1), Waleri Charlamow, Alexander Malzew (1) Trainer / Assistent: Arkadi Tschernyschow / Anatoli Tarassow                                   | Tor: Wiktor Singer, Wiktor Putschkow (41. Min.) Verteidigung: Alexander Ragulin, Wladimir Lutschenko, Jewgeni Paladjew (1), Igor Romischewski, Wiktor Kuskin Sturm: Jewgeni Simin, Wjatscheslaw Starschinow (4), Alexander Jakuschew, Jewgeni Mischakow (1), Wladimir Jursinow (2), Anatoli Firsow (4), Boris Michailow (3), Wladimir Petrow (1), Waleri Charlamow, Alexander Malzew (1) Trainer / Assistent: Arkadi Tschernyschow / Anatoli Tarassow                                   | Tor: Wiktor Singer, Wiktor Putschkow (41. Min.) Verteidigung: Alexander Ragulin, Wladimir Lutschenko, Jewgeni Paladjew (1), Igor Romischewski, Wiktor Kuskin Sturm: Jewgeni Simin, Wjatscheslaw Starschinow (4), Alexander Jakuschew, Jewgeni Mischakow (1), Wladimir Jursinow (2), Anatoli Firsow (4), Boris Michailow (3), Wladimir Petrow (1), Waleri Charlamow, Alexander Malzew (1) Trainer / Assistent: Arkadi Tschernyschow / Anatoli Tarassow                                   | Tor: Wiktor Singer, Wiktor Putschkow (41. Min.) Verteidigung: Alexander Ragulin, Wladimir Lutschenko, Jewgeni Paladjew (1), Igor Romischewski, Wiktor Kuskin Sturm: Jewgeni Simin, Wjatscheslaw Starschinow (4), Alexander Jakuschew, Jewgeni Mischakow (1), Wladimir Jursinow (2), Anatoli Firsow (4), Boris Michailow (3), Wladimir Petrow (1), Waleri Charlamow, Alexander Malzew (1) Trainer / Assistent: Arkadi Tschernyschow / Anatoli Tarassow                                   | Tor: Wiktor Singer, Wiktor Putschkow (41. Min.) Verteidigung: Alexander Ragulin, Wladimir Lutschenko, Jewgeni Paladjew (1), Igor Romischewski, Wiktor Kuskin Sturm: Jewgeni Simin, Wjatscheslaw Starschinow (4), Alexander Jakuschew, Jewgeni Mischakow (1), Wladimir Jursinow (2), Anatoli Firsow (4), Boris Michailow (3), Wladimir Petrow (1), Waleri Charlamow, Alexander Malzew (1) Trainer / Assistent: Arkadi Tschernyschow / Anatoli Tarassow                                   |
| Nr. 264 16. März 1969     | 4:2 (1:2, 1:0, 2:0) | 0 Schweden | A | 0Stockholm, SWE | 0WM 1969 / EM 1969 | |
| Aufstellung               | Tor: Wiktor Singer Verteidigung: Wiktor Kuskin, Witali Dawydow, Alexander Ragulin, Wladimir Lutschenko, Jewgeni Paladjew, Igor Romischewski Sturm: Boris Michailow (1), Wladimir Petrow, Waleri Charlamow (1), Jewgeni Simin, Wjatscheslaw Starschinow (1), Alexander Jakuschew, Wladimir Wikulow, Alexander Malzew (1), Anatoli Firsow Trainer / Assistent: Arkadi Tschernyschow / Anatoli Tarassow                                                                                    | Tor: Wiktor Singer Verteidigung: Wiktor Kuskin, Witali Dawydow, Alexander Ragulin, Wladimir Lutschenko, Jewgeni Paladjew, Igor Romischewski Sturm: Boris Michailow (1), Wladimir Petrow, Waleri Charlamow (1), Jewgeni Simin, Wjatscheslaw Starschinow (1), Alexander Jakuschew, Wladimir Wikulow, Alexander Malzew (1), Anatoli Firsow Trainer / Assistent: Arkadi Tschernyschow / Anatoli Tarassow                                                                                    | Tor: Wiktor Singer Verteidigung: Wiktor Kuskin, Witali Dawydow, Alexander Ragulin, Wladimir Lutschenko, Jewgeni Paladjew, Igor Romischewski Sturm: Boris Michailow (1), Wladimir Petrow, Waleri Charlamow (1), Jewgeni Simin, Wjatscheslaw Starschinow (1), Alexander Jakuschew, Wladimir Wikulow, Alexander Malzew (1), Anatoli Firsow Trainer / Assistent: Arkadi Tschernyschow / Anatoli Tarassow                                                                                    | Tor: Wiktor Singer Verteidigung: Wiktor Kuskin, Witali Dawydow, Alexander Ragulin, Wladimir Lutschenko, Jewgeni Paladjew, Igor Romischewski Sturm: Boris Michailow (1), Wladimir Petrow, Waleri Charlamow (1), Jewgeni Simin, Wjatscheslaw Starschinow (1), Alexander Jakuschew, Wladimir Wikulow, Alexander Malzew (1), Anatoli Firsow Trainer / Assistent: Arkadi Tschernyschow / Anatoli Tarassow                                                                                    | Tor: Wiktor Singer Verteidigung: Wiktor Kuskin, Witali Dawydow, Alexander Ragulin, Wladimir Lutschenko, Jewgeni Paladjew, Igor Romischewski Sturm: Boris Michailow (1), Wladimir Petrow, Waleri Charlamow (1), Jewgeni Simin, Wjatscheslaw Starschinow (1), Alexander Jakuschew, Wladimir Wikulow, Alexander Malzew (1), Anatoli Firsow Trainer / Assistent: Arkadi Tschernyschow / Anatoli Tarassow                                                                                    | Tor: Wiktor Singer Verteidigung: Wiktor Kuskin, Witali Dawydow, Alexander Ragulin, Wladimir Lutschenko, Jewgeni Paladjew, Igor Romischewski Sturm: Boris Michailow (1), Wladimir Petrow, Waleri Charlamow (1), Jewgeni Simin, Wjatscheslaw Starschinow (1), Alexander Jakuschew, Wladimir Wikulow, Alexander Malzew (1), Anatoli Firsow Trainer / Assistent: Arkadi Tschernyschow / Anatoli Tarassow                                                                                    |
| Nr. 265 18. März 1969     | 7:1 (5:1, 2:0, 0:0) | 0 Kanada | * | 0Stockholm, SWE | 0WM 1969 / EM 1969 | |
| Aufstellung               | Tor: Wiktor Singer, Wiktor Putschkow (41. Min.) Verteidigung: Wiktor Kuskin, Witali Dawydow, Alexander Ragulin, Wladimir Lutschenko, Jewgeni Paladjew, Igor Romischewski Sturm: Jewgeni Simin, Wjatscheslaw Starschinow, Alexander Jakuschew (1), Wladimir Wikulow (2), Alexander Malzew, Anatoli Firsow (2), Jewgeni Mischakow, Wladimir Petrow, Waleri Charlamow (2) Trainer / Assistent: Arkadi Tschernyschow / Anatoli Tarassow                                                     | Tor: Wiktor Singer, Wiktor Putschkow (41. Min.) Verteidigung: Wiktor Kuskin, Witali Dawydow, Alexander Ragulin, Wladimir Lutschenko, Jewgeni Paladjew, Igor Romischewski Sturm: Jewgeni Simin, Wjatscheslaw Starschinow, Alexander Jakuschew (1), Wladimir Wikulow (2), Alexander Malzew, Anatoli Firsow (2), Jewgeni Mischakow, Wladimir Petrow, Waleri Charlamow (2) Trainer / Assistent: Arkadi Tschernyschow / Anatoli Tarassow                                                     | Tor: Wiktor Singer, Wiktor Putschkow (41. Min.) Verteidigung: Wiktor Kuskin, Witali Dawydow, Alexander Ragulin, Wladimir Lutschenko, Jewgeni Paladjew, Igor Romischewski Sturm: Jewgeni Simin, Wjatscheslaw Starschinow, Alexander Jakuschew (1), Wladimir Wikulow (2), Alexander Malzew, Anatoli Firsow (2), Jewgeni Mischakow, Wladimir Petrow, Waleri Charlamow (2) Trainer / Assistent: Arkadi Tschernyschow / Anatoli Tarassow                                                     | Tor: Wiktor Singer, Wiktor Putschkow (41. Min.) Verteidigung: Wiktor Kuskin, Witali Dawydow, Alexander Ragulin, Wladimir Lutschenko, Jewgeni Paladjew, Igor Romischewski Sturm: Jewgeni Simin, Wjatscheslaw Starschinow, Alexander Jakuschew (1), Wladimir Wikulow (2), Alexander Malzew, Anatoli Firsow (2), Jewgeni Mischakow, Wladimir Petrow, Waleri Charlamow (2) Trainer / Assistent: Arkadi Tschernyschow / Anatoli Tarassow                                                     | Tor: Wiktor Singer, Wiktor Putschkow (41. Min.) Verteidigung: Wiktor Kuskin, Witali Dawydow, Alexander Ragulin, Wladimir Lutschenko, Jewgeni Paladjew, Igor Romischewski Sturm: Jewgeni Simin, Wjatscheslaw Starschinow, Alexander Jakuschew (1), Wladimir Wikulow (2), Alexander Malzew, Anatoli Firsow (2), Jewgeni Mischakow, Wladimir Petrow, Waleri Charlamow (2) Trainer / Assistent: Arkadi Tschernyschow / Anatoli Tarassow                                                     | Tor: Wiktor Singer, Wiktor Putschkow (41. Min.) Verteidigung: Wiktor Kuskin, Witali Dawydow, Alexander Ragulin, Wladimir Lutschenko, Jewgeni Paladjew, Igor Romischewski Sturm: Jewgeni Simin, Wjatscheslaw Starschinow, Alexander Jakuschew (1), Wladimir Wikulow (2), Alexander Malzew, Anatoli Firsow (2), Jewgeni Mischakow, Wladimir Petrow, Waleri Charlamow (2) Trainer / Assistent: Arkadi Tschernyschow / Anatoli Tarassow                                                     |
| Nr. 266 19. März 1969     | 6:1 (3:0, 1:0, 2:1) | 0 Finnland | * | 0Stockholm, SWE | 0WM 1969 / EM 1969 | |
| Aufstellung               | Tor: Wiktor Singer Verteidigung: W. Dawydow, Igor Romischewski, Alexander Ragulin, Wladimir Lutschenko, Jewgeni Paladjew (1) Sturm: Jewgeni Simin, Wjatscheslaw Starschinow, Alexander Jakuschew, Wladimir Wikulow, Alexander Malzew (1), Anatoli Firsow (1), Boris Michailow, Wladimir Petrow (2), Waleri Charlamow (1), Jewgeni Mischakow Trainer / Assistent: Arkadi Tschernyschow / Anatoli Tarassow                                                                                | Tor: Wiktor Singer Verteidigung: W. Dawydow, Igor Romischewski, Alexander Ragulin, Wladimir Lutschenko, Jewgeni Paladjew (1) Sturm: Jewgeni Simin, Wjatscheslaw Starschinow, Alexander Jakuschew, Wladimir Wikulow, Alexander Malzew (1), Anatoli Firsow (1), Boris Michailow, Wladimir Petrow (2), Waleri Charlamow (1), Jewgeni Mischakow Trainer / Assistent: Arkadi Tschernyschow / Anatoli Tarassow                                                                                | Tor: Wiktor Singer Verteidigung: W. Dawydow, Igor Romischewski, Alexander Ragulin, Wladimir Lutschenko, Jewgeni Paladjew (1) Sturm: Jewgeni Simin, Wjatscheslaw Starschinow, Alexander Jakuschew, Wladimir Wikulow, Alexander Malzew (1), Anatoli Firsow (1), Boris Michailow, Wladimir Petrow (2), Waleri Charlamow (1), Jewgeni Mischakow Trainer / Assistent: Arkadi Tschernyschow / Anatoli Tarassow                                                                                | Tor: Wiktor Singer Verteidigung: W. Dawydow, Igor Romischewski, Alexander Ragulin, Wladimir Lutschenko, Jewgeni Paladjew (1) Sturm: Jewgeni Simin, Wjatscheslaw Starschinow, Alexander Jakuschew, Wladimir Wikulow, Alexander Malzew (1), Anatoli Firsow (1), Boris Michailow, Wladimir Petrow (2), Waleri Charlamow (1), Jewgeni Mischakow Trainer / Assistent: Arkadi Tschernyschow / Anatoli Tarassow                                                                                | Tor: Wiktor Singer Verteidigung: W. Dawydow, Igor Romischewski, Alexander Ragulin, Wladimir Lutschenko, Jewgeni Paladjew (1) Sturm: Jewgeni Simin, Wjatscheslaw Starschinow, Alexander Jakuschew, Wladimir Wikulow, Alexander Malzew (1), Anatoli Firsow (1), Boris Michailow, Wladimir Petrow (2), Waleri Charlamow (1), Jewgeni Mischakow Trainer / Assistent: Arkadi Tschernyschow / Anatoli Tarassow                                                                                | Tor: Wiktor Singer Verteidigung: W. Dawydow, Igor Romischewski, Alexander Ragulin, Wladimir Lutschenko, Jewgeni Paladjew (1) Sturm: Jewgeni Simin, Wjatscheslaw Starschinow, Alexander Jakuschew, Wladimir Wikulow, Alexander Malzew (1), Anatoli Firsow (1), Boris Michailow, Wladimir Petrow (2), Waleri Charlamow (1), Jewgeni Mischakow Trainer / Assistent: Arkadi Tschernyschow / Anatoli Tarassow                                                                                |
| Nr. 267 21. März 1969     | 0:2 (0:0, 0:1, 0:1) | 0 Tschechoslowakei | * | 0Stockholm, SWE | 0WM 1969 / EM 1969 | |
| Aufstellung               | Tor: Wiktor Singer Verteidigung: Witali Dawydow, Igor Romischewski, Alexander Ragulin, Wladimir Lutschenko, Jewgeni Paladjew Sturm: Jewgeni Simin, Wjatscheslaw Starschinow, Alexander Jakuschew, Wladimir Wikulow, Alexander Malzew, Anatoli Firsow, Boris Michailow, Wladimir Petrow, Waleri Charlamow, Jewgeni Mischakow Trainer / Assistent: Arkadi Tschernyschow / Anatoli Tarassow                                                                                                | Tor: Wiktor Singer Verteidigung: Witali Dawydow, Igor Romischewski, Alexander Ragulin, Wladimir Lutschenko, Jewgeni Paladjew Sturm: Jewgeni Simin, Wjatscheslaw Starschinow, Alexander Jakuschew, Wladimir Wikulow, Alexander Malzew, Anatoli Firsow, Boris Michailow, Wladimir Petrow, Waleri Charlamow, Jewgeni Mischakow Trainer / Assistent: Arkadi Tschernyschow / Anatoli Tarassow                                                                                                | Tor: Wiktor Singer Verteidigung: Witali Dawydow, Igor Romischewski, Alexander Ragulin, Wladimir Lutschenko, Jewgeni Paladjew Sturm: Jewgeni Simin, Wjatscheslaw Starschinow, Alexander Jakuschew, Wladimir Wikulow, Alexander Malzew, Anatoli Firsow, Boris Michailow, Wladimir Petrow, Waleri Charlamow, Jewgeni Mischakow Trainer / Assistent: Arkadi Tschernyschow / Anatoli Tarassow                                                                                                | Tor: Wiktor Singer Verteidigung: Witali Dawydow, Igor Romischewski, Alexander Ragulin, Wladimir Lutschenko, Jewgeni Paladjew Sturm: Jewgeni Simin, Wjatscheslaw Starschinow, Alexander Jakuschew, Wladimir Wikulow, Alexander Malzew, Anatoli Firsow, Boris Michailow, Wladimir Petrow, Waleri Charlamow, Jewgeni Mischakow Trainer / Assistent: Arkadi Tschernyschow / Anatoli Tarassow                                                                                                | Tor: Wiktor Singer Verteidigung: Witali Dawydow, Igor Romischewski, Alexander Ragulin, Wladimir Lutschenko, Jewgeni Paladjew Sturm: Jewgeni Simin, Wjatscheslaw Starschinow, Alexander Jakuschew, Wladimir Wikulow, Alexander Malzew, Anatoli Firsow, Boris Michailow, Wladimir Petrow, Waleri Charlamow, Jewgeni Mischakow Trainer / Assistent: Arkadi Tschernyschow / Anatoli Tarassow                                                                                                | Tor: Wiktor Singer Verteidigung: Witali Dawydow, Igor Romischewski, Alexander Ragulin, Wladimir Lutschenko, Jewgeni Paladjew Sturm: Jewgeni Simin, Wjatscheslaw Starschinow, Alexander Jakuschew, Wladimir Wikulow, Alexander Malzew, Anatoli Firsow, Boris Michailow, Wladimir Petrow, Waleri Charlamow, Jewgeni Mischakow Trainer / Assistent: Arkadi Tschernyschow / Anatoli Tarassow                                                                                                |
| Nr. 268 23. März 1969     | 8:4 (3:1, 2:1, 3:2) | 0 Vereinigte Staaten | * | 0Stockholm, SWE | 0WM 1969 / EM 1969 | |
| Aufstellung               | Tor: Wiktor Singer Verteidigung: Alexander Ragulin, Wladimir Lutschenko, Jewgeni Paladjew (1), Igor Romischewski, Witali Dawydow Sturm: Jewgeni Simin, Wjatscheslaw Starschinow, Jewgeni Mischakow (2), Wladimir Wikulow, Alexander Malzew, Anatoli Firsow (1), Boris Michailow (1), Wladimir Petrow (1), Waleri Charlamow (1), Wladimir Jursinow (1) Trainer / Assistent: Arkadi Tschernyschow / Anatoli Tarassow                                                                      | Tor: Wiktor Singer Verteidigung: Alexander Ragulin, Wladimir Lutschenko, Jewgeni Paladjew (1), Igor Romischewski, Witali Dawydow Sturm: Jewgeni Simin, Wjatscheslaw Starschinow, Jewgeni Mischakow (2), Wladimir Wikulow, Alexander Malzew, Anatoli Firsow (1), Boris Michailow (1), Wladimir Petrow (1), Waleri Charlamow (1), Wladimir Jursinow (1) Trainer / Assistent: Arkadi Tschernyschow / Anatoli Tarassow                                                                      | Tor: Wiktor Singer Verteidigung: Alexander Ragulin, Wladimir Lutschenko, Jewgeni Paladjew (1), Igor Romischewski, Witali Dawydow Sturm: Jewgeni Simin, Wjatscheslaw Starschinow, Jewgeni Mischakow (2), Wladimir Wikulow, Alexander Malzew, Anatoli Firsow (1), Boris Michailow (1), Wladimir Petrow (1), Waleri Charlamow (1), Wladimir Jursinow (1) Trainer / Assistent: Arkadi Tschernyschow / Anatoli Tarassow                                                                      | Tor: Wiktor Singer Verteidigung: Alexander Ragulin, Wladimir Lutschenko, Jewgeni Paladjew (1), Igor Romischewski, Witali Dawydow Sturm: Jewgeni Simin, Wjatscheslaw Starschinow, Jewgeni Mischakow (2), Wladimir Wikulow, Alexander Malzew, Anatoli Firsow (1), Boris Michailow (1), Wladimir Petrow (1), Waleri Charlamow (1), Wladimir Jursinow (1) Trainer / Assistent: Arkadi Tschernyschow / Anatoli Tarassow                                                                      | Tor: Wiktor Singer Verteidigung: Alexander Ragulin, Wladimir Lutschenko, Jewgeni Paladjew (1), Igor Romischewski, Witali Dawydow Sturm: Jewgeni Simin, Wjatscheslaw Starschinow, Jewgeni Mischakow (2), Wladimir Wikulow, Alexander Malzew, Anatoli Firsow (1), Boris Michailow (1), Wladimir Petrow (1), Waleri Charlamow (1), Wladimir Jursinow (1) Trainer / Assistent: Arkadi Tschernyschow / Anatoli Tarassow                                                                      | Tor: Wiktor Singer Verteidigung: Alexander Ragulin, Wladimir Lutschenko, Jewgeni Paladjew (1), Igor Romischewski, Witali Dawydow Sturm: Jewgeni Simin, Wjatscheslaw Starschinow, Jewgeni Mischakow (2), Wladimir Wikulow, Alexander Malzew, Anatoli Firsow (1), Boris Michailow (1), Wladimir Petrow (1), Waleri Charlamow (1), Wladimir Jursinow (1) Trainer / Assistent: Arkadi Tschernyschow / Anatoli Tarassow                                                                      |
| Nr. 269 24. März 1969     | 3:2 (1:1, 1:1, 1:0) | 0 Schweden | A | 0Stockholm, SWE | 0WM 1969 / EM 1969 | |
| Aufstellung               | Tor: Wiktor Singer Verteidigung: Alexander Ragulin, Witali Dawydow, Jewgeni Paladjew, Igor Romischewski, Wladimir Lutschenko Sturm: Jewgeni Simin, Wjatscheslaw Starschinow, Jewgeni Mischakow, Boris Michailow (2), Wladimir Petrow (1), Waleri Charlamow, Wladimir Wikulow, Alexander Malzew, Anatoli Firsow Trainer / Assistent: Arkadi Tschernyschow / Anatoli Tarassow | Tor: Wiktor Singer Verteidigung: Alexander Ragulin, Witali Dawydow, Jewgeni Paladjew, Igor Romischewski, Wladimir Lutschenko Sturm: Jewgeni Simin, Wjatscheslaw Starschinow, Jewgeni Mischakow, Boris Michailow (2), Wladimir Petrow (1), Waleri Charlamow, Wladimir Wikulow, Alexander Malzew, Anatoli Firsow Trainer / Assistent: Arkadi Tschernyschow / Anatoli Tarassow | Tor: Wiktor Singer Verteidigung: Alexander Ragulin, Witali Dawydow, Jewgeni Paladjew, Igor Romischewski, Wladimir Lutschenko Sturm: Jewgeni Simin, Wjatscheslaw Starschinow, Jewgeni Mischakow, Boris Michailow (2), Wladimir Petrow (1), Waleri Charlamow, Wladimir Wikulow, Alexander Malzew, Anatoli Firsow Trainer / Assistent: Arkadi Tschernyschow / Anatoli Tarassow | Tor: Wiktor Singer Verteidigung: Alexander Ragulin, Witali Dawydow, Jewgeni Paladjew, Igor Romischewski, Wladimir Lutschenko Sturm: Jewgeni Simin, Wjatscheslaw Starschinow, Jewgeni Mischakow, Boris Michailow (2), Wladimir Petrow (1), Waleri Charlamow, Wladimir Wikulow, Alexander Malzew, Anatoli Firsow Trainer / Assistent: Arkadi Tschernyschow / Anatoli Tarassow | Tor: Wiktor Singer Verteidigung: Alexander Ragulin, Witali Dawydow, Jewgeni Paladjew, Igor Romischewski, Wladimir Lutschenko Sturm: Jewgeni Simin, Wjatscheslaw Starschinow, Jewgeni Mischakow, Boris Michailow (2), Wladimir Petrow (1), Waleri Charlamow, Wladimir Wikulow, Alexander Malzew, Anatoli Firsow Trainer / Assistent: Arkadi Tschernyschow / Anatoli Tarassow | Tor: Wiktor Singer Verteidigung: Alexander Ragulin, Witali Dawydow, Jewgeni Paladjew, Igor Romischewski, Wladimir Lutschenko Sturm: Jewgeni Simin, Wjatscheslaw Starschinow, Jewgeni Mischakow, Boris Michailow (2), Wladimir Petrow (1), Waleri Charlamow, Wladimir Wikulow, Alexander Malzew, Anatoli Firsow Trainer / Assistent: Arkadi Tschernyschow / Anatoli Tarassow |
| Nr. 270 26. März 1969     | 7:3 (1:0, 4:1, 2:2) | 0 Finnland | * | 0Stockholm, SWE | 0WM 1969 / EM 1969 | |
| Aufstellung               | Tor: Wiktor Singer, Wiktor Putschkow (41. Min.) Verteidigung: Witali Dawydow, Igor Romischewski, Alexander Ragulin, Wladimir Lutschenko, Jewgeni Paladjew (1) Sturm: Jewgeni Simin (1), Wjatscheslaw Starschinow (1), Jewgeni Mischakow (1), Wladimir Wikulow, Alexander Malzew (1), Anatoli Firsow (1), Boris Michailow, Wladimir Petrow (1), Waleri Charlamow, Alexander Jakuschew Trainer / Assistent: Arkadi Tschernyschow / Anatoli Tarassow                                       | Tor: Wiktor Singer, Wiktor Putschkow (41. Min.) Verteidigung: Witali Dawydow, Igor Romischewski, Alexander Ragulin, Wladimir Lutschenko, Jewgeni Paladjew (1) Sturm: Jewgeni Simin (1), Wjatscheslaw Starschinow (1), Jewgeni Mischakow (1), Wladimir Wikulow, Alexander Malzew (1), Anatoli Firsow (1), Boris Michailow, Wladimir Petrow (1), Waleri Charlamow, Alexander Jakuschew Trainer / Assistent: Arkadi Tschernyschow / Anatoli Tarassow                                       | Tor: Wiktor Singer, Wiktor Putschkow (41. Min.) Verteidigung: Witali Dawydow, Igor Romischewski, Alexander Ragulin, Wladimir Lutschenko, Jewgeni Paladjew (1) Sturm: Jewgeni Simin (1), Wjatscheslaw Starschinow (1), Jewgeni Mischakow (1), Wladimir Wikulow, Alexander Malzew (1), Anatoli Firsow (1), Boris Michailow, Wladimir Petrow (1), Waleri Charlamow, Alexander Jakuschew Trainer / Assistent: Arkadi Tschernyschow / Anatoli Tarassow                                       | Tor: Wiktor Singer, Wiktor Putschkow (41. Min.) Verteidigung: Witali Dawydow, Igor Romischewski, Alexander Ragulin, Wladimir Lutschenko, Jewgeni Paladjew (1) Sturm: Jewgeni Simin (1), Wjatscheslaw Starschinow (1), Jewgeni Mischakow (1), Wladimir Wikulow, Alexander Malzew (1), Anatoli Firsow (1), Boris Michailow, Wladimir Petrow (1), Waleri Charlamow, Alexander Jakuschew Trainer / Assistent: Arkadi Tschernyschow / Anatoli Tarassow                                       | Tor: Wiktor Singer, Wiktor Putschkow (41. Min.) Verteidigung: Witali Dawydow, Igor Romischewski, Alexander Ragulin, Wladimir Lutschenko, Jewgeni Paladjew (1) Sturm: Jewgeni Simin (1), Wjatscheslaw Starschinow (1), Jewgeni Mischakow (1), Wladimir Wikulow, Alexander Malzew (1), Anatoli Firsow (1), Boris Michailow, Wladimir Petrow (1), Waleri Charlamow, Alexander Jakuschew Trainer / Assistent: Arkadi Tschernyschow / Anatoli Tarassow                                       | Tor: Wiktor Singer, Wiktor Putschkow (41. Min.) Verteidigung: Witali Dawydow, Igor Romischewski, Alexander Ragulin, Wladimir Lutschenko, Jewgeni Paladjew (1) Sturm: Jewgeni Simin (1), Wjatscheslaw Starschinow (1), Jewgeni Mischakow (1), Wladimir Wikulow, Alexander Malzew (1), Anatoli Firsow (1), Boris Michailow, Wladimir Petrow (1), Waleri Charlamow, Alexander Jakuschew Trainer / Assistent: Arkadi Tschernyschow / Anatoli Tarassow                                       |
| Nr. 271 28. März 1969     | 3:4 (0:2, 2:0, 1:2) | 0 Tschechoslowakei | * | 0Stockholm, SWE | 0WM 1969 / EM 1969 | |
| Aufstellung               | Tor: Wiktor Singer Verteidigung: Alexander Ragulin (1), Witali Dawydow, Jewgeni Paladjew, Igor Romischewski, Wladimir Lutschenko Sturm: Jewgeni Simin, Wjatscheslaw Starschinow, Jewgeni Mischakow, Wladimir Wikulow, Alexander Malzew, Anatoli Firsow (1), Boris Michailow, Wladimir Petrow, Waleri Charlamow (1) Trainer / Assistent: Arkadi Tschernyschow / Anatoli Tarassow | Tor: Wiktor Singer Verteidigung: Alexander Ragulin (1), Witali Dawydow, Jewgeni Paladjew, Igor Romischewski, Wladimir Lutschenko Sturm: Jewgeni Simin, Wjatscheslaw Starschinow, Jewgeni Mischakow, Wladimir Wikulow, Alexander Malzew, Anatoli Firsow (1), Boris Michailow, Wladimir Petrow, Waleri Charlamow (1) Trainer / Assistent: Arkadi Tschernyschow / Anatoli Tarassow | Tor: Wiktor Singer Verteidigung: Alexander Ragulin (1), Witali Dawydow, Jewgeni Paladjew, Igor Romischewski, Wladimir Lutschenko Sturm: Jewgeni Simin, Wjatscheslaw Starschinow, Jewgeni Mischakow, Wladimir Wikulow, Alexander Malzew, Anatoli Firsow (1), Boris Michailow, Wladimir Petrow, Waleri Charlamow (1) Trainer / Assistent: Arkadi Tschernyschow / Anatoli Tarassow | Tor: Wiktor Singer Verteidigung: Alexander Ragulin (1), Witali Dawydow, Jewgeni Paladjew, Igor Romischewski, Wladimir Lutschenko Sturm: Jewgeni Simin, Wjatscheslaw Starschinow, Jewgeni Mischakow, Wladimir Wikulow, Alexander Malzew, Anatoli Firsow (1), Boris Michailow, Wladimir Petrow, Waleri Charlamow (1) Trainer / Assistent: Arkadi Tschernyschow / Anatoli Tarassow | Tor: Wiktor Singer Verteidigung: Alexander Ragulin (1), Witali Dawydow, Jewgeni Paladjew, Igor Romischewski, Wladimir Lutschenko Sturm: Jewgeni Simin, Wjatscheslaw Starschinow, Jewgeni Mischakow, Wladimir Wikulow, Alexander Malzew, Anatoli Firsow (1), Boris Michailow, Wladimir Petrow, Waleri Charlamow (1) Trainer / Assistent: Arkadi Tschernyschow / Anatoli Tarassow | Tor: Wiktor Singer Verteidigung: Alexander Ragulin (1), Witali Dawydow, Jewgeni Paladjew, Igor Romischewski, Wladimir Lutschenko Sturm: Jewgeni Simin, Wjatscheslaw Starschinow, Jewgeni Mischakow, Wladimir Wikulow, Alexander Malzew, Anatoli Firsow (1), Boris Michailow, Wladimir Petrow, Waleri Charlamow (1) Trainer / Assistent: Arkadi Tschernyschow / Anatoli Tarassow |
| Nr. 272 30. März 1969     | 4:2 (1:1, 1:0, 2:1) | 0 Kanada | * | 0Stockholm, SWE | 0WM 1969 / EM 1969 | 09. WM-Titel 013. EM-Titel |
| Aufstellung               | Tor: Wiktor Singer Verteidigung: Alexander Ragulin, Witali Dawydow, Jewgeni Paladjew, Igor Romischewski (1) Sturm: Jewgeni Simin, Wjatscheslaw Starschinow, Jewgeni Mischakow, Anatoli Firsow, Wladimir Wikulow, Alexander Malzew (1), Anatoli Firsow, Boris Michailow (2), Wladimir Petrow, Waleri Charlamow Trainer / Assistent: Arkadi Tschernyschow / Anatoli Tarassow | Tor: Wiktor Singer Verteidigung: Alexander Ragulin, Witali Dawydow, Jewgeni Paladjew, Igor Romischewski (1) Sturm: Jewgeni Simin, Wjatscheslaw Starschinow, Jewgeni Mischakow, Anatoli Firsow, Wladimir Wikulow, Alexander Malzew (1), Anatoli Firsow, Boris Michailow (2), Wladimir Petrow, Waleri Charlamow Trainer / Assistent: Arkadi Tschernyschow / Anatoli Tarassow | Tor: Wiktor Singer Verteidigung: Alexander Ragulin, Witali Dawydow, Jewgeni Paladjew, Igor Romischewski (1) Sturm: Jewgeni Simin, Wjatscheslaw Starschinow, Jewgeni Mischakow, Anatoli Firsow, Wladimir Wikulow, Alexander Malzew (1), Anatoli Firsow, Boris Michailow (2), Wladimir Petrow, Waleri Charlamow Trainer / Assistent: Arkadi Tschernyschow / Anatoli Tarassow | Tor: Wiktor Singer Verteidigung: Alexander Ragulin, Witali Dawydow, Jewgeni Paladjew, Igor Romischewski (1) Sturm: Jewgeni Simin, Wjatscheslaw Starschinow, Jewgeni Mischakow, Anatoli Firsow, Wladimir Wikulow, Alexander Malzew (1), Anatoli Firsow, Boris Michailow (2), Wladimir Petrow, Waleri Charlamow Trainer / Assistent: Arkadi Tschernyschow / Anatoli Tarassow | Tor: Wiktor Singer Verteidigung: Alexander Ragulin, Witali Dawydow, Jewgeni Paladjew, Igor Romischewski (1) Sturm: Jewgeni Simin, Wjatscheslaw Starschinow, Jewgeni Mischakow, Anatoli Firsow, Wladimir Wikulow, Alexander Malzew (1), Anatoli Firsow, Boris Michailow (2), Wladimir Petrow, Waleri Charlamow Trainer / Assistent: Arkadi Tschernyschow / Anatoli Tarassow | Tor: Wiktor Singer Verteidigung: Alexander Ragulin, Witali Dawydow, Jewgeni Paladjew, Igor Romischewski (1) Sturm: Jewgeni Simin, Wjatscheslaw Starschinow, Jewgeni Mischakow, Anatoli Firsow, Wladimir Wikulow, Alexander Malzew (1), Anatoli Firsow, Boris Michailow (2), Wladimir Petrow, Waleri Charlamow Trainer / Assistent: Arkadi Tschernyschow / Anatoli Tarassow |
| Nr. 273 1. Dezember 1969  | 4:3 (1:1, 2:1, 1:1) | 0 DDR | H | 0Moskau | 0Iswestija-Pokal 1969 | |
| Aufstellung               | Tor: Wladimir Schepowalow Verteidigung: Jewgeni Paladjew (1), Juri Ljapkin, Alexander Gussew, Wladimir Lutschenko, Oleg Churaschow, Sergei Moschkarow Sturm: Jewgeni Simin, Wjatscheslaw Starschinow, Alexander Malzew, Alexander Martynjuk (2), Wladimir Schadrin, Alexander Jakuschew, Pjotr Andrejew, Sergei Soloduchin, Igor Grigorjew (1) Trainer / Assistent: Arkadi Tschernyschow / Anatoli Tarassow                                                                             | Tor: Wladimir Schepowalow Verteidigung: Jewgeni Paladjew (1), Juri Ljapkin, Alexander Gussew, Wladimir Lutschenko, Oleg Churaschow, Sergei Moschkarow Sturm: Jewgeni Simin, Wjatscheslaw Starschinow, Alexander Malzew, Alexander Martynjuk (2), Wladimir Schadrin, Alexander Jakuschew, Pjotr Andrejew, Sergei Soloduchin, Igor Grigorjew (1) Trainer / Assistent: Arkadi Tschernyschow / Anatoli Tarassow                                                                             | Tor: Wladimir Schepowalow Verteidigung: Jewgeni Paladjew (1), Juri Ljapkin, Alexander Gussew, Wladimir Lutschenko, Oleg Churaschow, Sergei Moschkarow Sturm: Jewgeni Simin, Wjatscheslaw Starschinow, Alexander Malzew, Alexander Martynjuk (2), Wladimir Schadrin, Alexander Jakuschew, Pjotr Andrejew, Sergei Soloduchin, Igor Grigorjew (1) Trainer / Assistent: Arkadi Tschernyschow / Anatoli Tarassow                                                                             | Tor: Wladimir Schepowalow Verteidigung: Jewgeni Paladjew (1), Juri Ljapkin, Alexander Gussew, Wladimir Lutschenko, Oleg Churaschow, Sergei Moschkarow Sturm: Jewgeni Simin, Wjatscheslaw Starschinow, Alexander Malzew, Alexander Martynjuk (2), Wladimir Schadrin, Alexander Jakuschew, Pjotr Andrejew, Sergei Soloduchin, Igor Grigorjew (1) Trainer / Assistent: Arkadi Tschernyschow / Anatoli Tarassow                                                                             | Tor: Wladimir Schepowalow Verteidigung: Jewgeni Paladjew (1), Juri Ljapkin, Alexander Gussew, Wladimir Lutschenko, Oleg Churaschow, Sergei Moschkarow Sturm: Jewgeni Simin, Wjatscheslaw Starschinow, Alexander Malzew, Alexander Martynjuk (2), Wladimir Schadrin, Alexander Jakuschew, Pjotr Andrejew, Sergei Soloduchin, Igor Grigorjew (1) Trainer / Assistent: Arkadi Tschernyschow / Anatoli Tarassow                                                                             | Tor: Wladimir Schepowalow Verteidigung: Jewgeni Paladjew (1), Juri Ljapkin, Alexander Gussew, Wladimir Lutschenko, Oleg Churaschow, Sergei Moschkarow Sturm: Jewgeni Simin, Wjatscheslaw Starschinow, Alexander Malzew, Alexander Martynjuk (2), Wladimir Schadrin, Alexander Jakuschew, Pjotr Andrejew, Sergei Soloduchin, Igor Grigorjew (1) Trainer / Assistent: Arkadi Tschernyschow / Anatoli Tarassow                                                                             |
| Nr. 274 3. Dezember 1969  | 5:1 (3:0, 2:1, 0:0) | 0 Finnland | H | 0Moskau | 0Iswestija-Pokal 1969 | |
| Aufstellung               | Tor: Wladislaw Tretjak Verteidigung: Alexander Ragulin, Juri Ljapkin, Wiktor Kuskin, Witali Dawydow (1), Oleg Churaschow, Igor Romischewski, Alexander Gussew, Sergei Moschkarow Sturm: Wladimir Wikulow (1), Wiktor Polupanow, Anatoli Firsow, Boris Michailow, Wladimir Petrow (2), Waleri Charlamow (1), Pjotr Andrejew, Sergei Soloduchin, Igor Grigorjew Trainer / Assistent: Arkadi Tschernyschow / Anatoli Tarassow                                                              | Tor: Wladislaw Tretjak Verteidigung: Alexander Ragulin, Juri Ljapkin, Wiktor Kuskin, Witali Dawydow (1), Oleg Churaschow, Igor Romischewski, Alexander Gussew, Sergei Moschkarow Sturm: Wladimir Wikulow (1), Wiktor Polupanow, Anatoli Firsow, Boris Michailow, Wladimir Petrow (2), Waleri Charlamow (1), Pjotr Andrejew, Sergei Soloduchin, Igor Grigorjew Trainer / Assistent: Arkadi Tschernyschow / Anatoli Tarassow                                                              | Tor: Wladislaw Tretjak Verteidigung: Alexander Ragulin, Juri Ljapkin, Wiktor Kuskin, Witali Dawydow (1), Oleg Churaschow, Igor Romischewski, Alexander Gussew, Sergei Moschkarow Sturm: Wladimir Wikulow (1), Wiktor Polupanow, Anatoli Firsow, Boris Michailow, Wladimir Petrow (2), Waleri Charlamow (1), Pjotr Andrejew, Sergei Soloduchin, Igor Grigorjew Trainer / Assistent: Arkadi Tschernyschow / Anatoli Tarassow                                                              | Tor: Wladislaw Tretjak Verteidigung: Alexander Ragulin, Juri Ljapkin, Wiktor Kuskin, Witali Dawydow (1), Oleg Churaschow, Igor Romischewski, Alexander Gussew, Sergei Moschkarow Sturm: Wladimir Wikulow (1), Wiktor Polupanow, Anatoli Firsow, Boris Michailow, Wladimir Petrow (2), Waleri Charlamow (1), Pjotr Andrejew, Sergei Soloduchin, Igor Grigorjew Trainer / Assistent: Arkadi Tschernyschow / Anatoli Tarassow                                                              | Tor: Wladislaw Tretjak Verteidigung: Alexander Ragulin, Juri Ljapkin, Wiktor Kuskin, Witali Dawydow (1), Oleg Churaschow, Igor Romischewski, Alexander Gussew, Sergei Moschkarow Sturm: Wladimir Wikulow (1), Wiktor Polupanow, Anatoli Firsow, Boris Michailow, Wladimir Petrow (2), Waleri Charlamow (1), Pjotr Andrejew, Sergei Soloduchin, Igor Grigorjew Trainer / Assistent: Arkadi Tschernyschow / Anatoli Tarassow                                                              | Tor: Wladislaw Tretjak Verteidigung: Alexander Ragulin, Juri Ljapkin, Wiktor Kuskin, Witali Dawydow (1), Oleg Churaschow, Igor Romischewski, Alexander Gussew, Sergei Moschkarow Sturm: Wladimir Wikulow (1), Wiktor Polupanow, Anatoli Firsow, Boris Michailow, Wladimir Petrow (2), Waleri Charlamow (1), Pjotr Andrejew, Sergei Soloduchin, Igor Grigorjew Trainer / Assistent: Arkadi Tschernyschow / Anatoli Tarassow                                                              |
| Nr. 275 4. Dezember 1969  | 2:2 (1:1, 1:0, 0:1) | 0 Kanada | H | 0Moskau | 0Iswestija-Pokal 1969 | |
| Aufstellung               | Tor: Wladimir Schepowalow, Wladislaw Tretjak (31. Min.) Verteidigung: Alexander Ragulin, Juri Ljapkin, Wiktor Kuskin, Witali Dawydow, Jewgeni Paladjew, Igor Romischewski Sturm: Wladimir Wikulow, Wiktor Polupanow, Anatoli Firsow, Boris Michailow, Wladimir Petrow, Waleri Charlamow, Alexander Martynjuk (1), Wladimir Schadrin, Alexander Jakuschew (1), Jewgeni Simin, Wjatscheslaw Starschinow, Alexander Malzew Trainer / Assistent: Arkadi Tschernyschow / Anatoli Tarassow    | Tor: Wladimir Schepowalow, Wladislaw Tretjak (31. Min.) Verteidigung: Alexander Ragulin, Juri Ljapkin, Wiktor Kuskin, Witali Dawydow, Jewgeni Paladjew, Igor Romischewski Sturm: Wladimir Wikulow, Wiktor Polupanow, Anatoli Firsow, Boris Michailow, Wladimir Petrow, Waleri Charlamow, Alexander Martynjuk (1), Wladimir Schadrin, Alexander Jakuschew (1), Jewgeni Simin, Wjatscheslaw Starschinow, Alexander Malzew Trainer / Assistent: Arkadi Tschernyschow / Anatoli Tarassow    | Tor: Wladimir Schepowalow, Wladislaw Tretjak (31. Min.) Verteidigung: Alexander Ragulin, Juri Ljapkin, Wiktor Kuskin, Witali Dawydow, Jewgeni Paladjew, Igor Romischewski Sturm: Wladimir Wikulow, Wiktor Polupanow, Anatoli Firsow, Boris Michailow, Wladimir Petrow, Waleri Charlamow, Alexander Martynjuk (1), Wladimir Schadrin, Alexander Jakuschew (1), Jewgeni Simin, Wjatscheslaw Starschinow, Alexander Malzew Trainer / Assistent: Arkadi Tschernyschow / Anatoli Tarassow    | Tor: Wladimir Schepowalow, Wladislaw Tretjak (31. Min.) Verteidigung: Alexander Ragulin, Juri Ljapkin, Wiktor Kuskin, Witali Dawydow, Jewgeni Paladjew, Igor Romischewski Sturm: Wladimir Wikulow, Wiktor Polupanow, Anatoli Firsow, Boris Michailow, Wladimir Petrow, Waleri Charlamow, Alexander Martynjuk (1), Wladimir Schadrin, Alexander Jakuschew (1), Jewgeni Simin, Wjatscheslaw Starschinow, Alexander Malzew Trainer / Assistent: Arkadi Tschernyschow / Anatoli Tarassow    | Tor: Wladimir Schepowalow, Wladislaw Tretjak (31. Min.) Verteidigung: Alexander Ragulin, Juri Ljapkin, Wiktor Kuskin, Witali Dawydow, Jewgeni Paladjew, Igor Romischewski Sturm: Wladimir Wikulow, Wiktor Polupanow, Anatoli Firsow, Boris Michailow, Wladimir Petrow, Waleri Charlamow, Alexander Martynjuk (1), Wladimir Schadrin, Alexander Jakuschew (1), Jewgeni Simin, Wjatscheslaw Starschinow, Alexander Malzew Trainer / Assistent: Arkadi Tschernyschow / Anatoli Tarassow    | Tor: Wladimir Schepowalow, Wladislaw Tretjak (31. Min.) Verteidigung: Alexander Ragulin, Juri Ljapkin, Wiktor Kuskin, Witali Dawydow, Jewgeni Paladjew, Igor Romischewski Sturm: Wladimir Wikulow, Wiktor Polupanow, Anatoli Firsow, Boris Michailow, Wladimir Petrow, Waleri Charlamow, Alexander Martynjuk (1), Wladimir Schadrin, Alexander Jakuschew (1), Jewgeni Simin, Wjatscheslaw Starschinow, Alexander Malzew Trainer / Assistent: Arkadi Tschernyschow / Anatoli Tarassow    |
| Nr. 276 6. Dezember 1969  | 8:2 (1:1, 3:1, 4:0) | 0 Tschechoslowakei | H | 0Moskau | 0Iswestija-Pokal 1969 | |
| Aufstellung               | Tor: Wladimir Schepowalow, Wladislaw Tretjak (51. Min.) Verteidigung: A. Ragulin, J. Ljapkin (1), Wiktor Kuskin, Witali Dawydow, Jewgeni Paladjew, Igor Romischewski Sturm: Wladimir Wikulow, Wiktor Polupanow (1), Anatoli Firsow, Boris Michailow (1), Wladimir Petrow (2), Waleri Charlamow (1), Jewgeni Simin, Wjatscheslaw Starschinow (1), Alexander Malzew (1), Pjotr Andrejew, Sergei Soloduchin, Igor Grigorjew Trainer / Assistent: Arkadi Tschernyschow / Anatoli Tarassow   | Tor: Wladimir Schepowalow, Wladislaw Tretjak (51. Min.) Verteidigung: A. Ragulin, J. Ljapkin (1), Wiktor Kuskin, Witali Dawydow, Jewgeni Paladjew, Igor Romischewski Sturm: Wladimir Wikulow, Wiktor Polupanow (1), Anatoli Firsow, Boris Michailow (1), Wladimir Petrow (2), Waleri Charlamow (1), Jewgeni Simin, Wjatscheslaw Starschinow (1), Alexander Malzew (1), Pjotr Andrejew, Sergei Soloduchin, Igor Grigorjew Trainer / Assistent: Arkadi Tschernyschow / Anatoli Tarassow   | Tor: Wladimir Schepowalow, Wladislaw Tretjak (51. Min.) Verteidigung: A. Ragulin, J. Ljapkin (1), Wiktor Kuskin, Witali Dawydow, Jewgeni Paladjew, Igor Romischewski Sturm: Wladimir Wikulow, Wiktor Polupanow (1), Anatoli Firsow, Boris Michailow (1), Wladimir Petrow (2), Waleri Charlamow (1), Jewgeni Simin, Wjatscheslaw Starschinow (1), Alexander Malzew (1), Pjotr Andrejew, Sergei Soloduchin, Igor Grigorjew Trainer / Assistent: Arkadi Tschernyschow / Anatoli Tarassow   | Tor: Wladimir Schepowalow, Wladislaw Tretjak (51. Min.) Verteidigung: A. Ragulin, J. Ljapkin (1), Wiktor Kuskin, Witali Dawydow, Jewgeni Paladjew, Igor Romischewski Sturm: Wladimir Wikulow, Wiktor Polupanow (1), Anatoli Firsow, Boris Michailow (1), Wladimir Petrow (2), Waleri Charlamow (1), Jewgeni Simin, Wjatscheslaw Starschinow (1), Alexander Malzew (1), Pjotr Andrejew, Sergei Soloduchin, Igor Grigorjew Trainer / Assistent: Arkadi Tschernyschow / Anatoli Tarassow   | Tor: Wladimir Schepowalow, Wladislaw Tretjak (51. Min.) Verteidigung: A. Ragulin, J. Ljapkin (1), Wiktor Kuskin, Witali Dawydow, Jewgeni Paladjew, Igor Romischewski Sturm: Wladimir Wikulow, Wiktor Polupanow (1), Anatoli Firsow, Boris Michailow (1), Wladimir Petrow (2), Waleri Charlamow (1), Jewgeni Simin, Wjatscheslaw Starschinow (1), Alexander Malzew (1), Pjotr Andrejew, Sergei Soloduchin, Igor Grigorjew Trainer / Assistent: Arkadi Tschernyschow / Anatoli Tarassow   | Tor: Wladimir Schepowalow, Wladislaw Tretjak (51. Min.) Verteidigung: A. Ragulin, J. Ljapkin (1), Wiktor Kuskin, Witali Dawydow, Jewgeni Paladjew, Igor Romischewski Sturm: Wladimir Wikulow, Wiktor Polupanow (1), Anatoli Firsow, Boris Michailow (1), Wladimir Petrow (2), Waleri Charlamow (1), Jewgeni Simin, Wjatscheslaw Starschinow (1), Alexander Malzew (1), Pjotr Andrejew, Sergei Soloduchin, Igor Grigorjew Trainer / Assistent: Arkadi Tschernyschow / Anatoli Tarassow   |
| Nr. 277 8. Dezember 1969  | 6:2 (1:0, 4:1, 1:1) | 0 Schweden | H | 0Moskau | 0Iswestija-Pokal 1969 | 03. Gewinn des Iswestija-Pokals |
| Aufstellung               | Tor: Wladislaw Tretjak Verteidigung: Alexander Ragulin, Alexander Gussew (1), Wiktor Kuskin (1), Witali Dawydow, Jewgeni Paladjew, Igor Romischewski Sturm: Wladimir Wikulow, Wiktor Polupanow, Anatoli Firsow, Boris Michailow (3), Wladimir Petrow, Waleri Charlamow, Jewgeni Simin, Wjatscheslaw Starschinow, Alexander Malzew (1), Alexander Martynjuk, Wladimir Schadrin, Alexander Jakuschew Trainer / Assistent: Arkadi Tschernyschow / Anatoli Tarassow                         | Tor: Wladislaw Tretjak Verteidigung: Alexander Ragulin, Alexander Gussew (1), Wiktor Kuskin (1), Witali Dawydow, Jewgeni Paladjew, Igor Romischewski Sturm: Wladimir Wikulow, Wiktor Polupanow, Anatoli Firsow, Boris Michailow (3), Wladimir Petrow, Waleri Charlamow, Jewgeni Simin, Wjatscheslaw Starschinow, Alexander Malzew (1), Alexander Martynjuk, Wladimir Schadrin, Alexander Jakuschew Trainer / Assistent: Arkadi Tschernyschow / Anatoli Tarassow                         | Tor: Wladislaw Tretjak Verteidigung: Alexander Ragulin, Alexander Gussew (1), Wiktor Kuskin (1), Witali Dawydow, Jewgeni Paladjew, Igor Romischewski Sturm: Wladimir Wikulow, Wiktor Polupanow, Anatoli Firsow, Boris Michailow (3), Wladimir Petrow, Waleri Charlamow, Jewgeni Simin, Wjatscheslaw Starschinow, Alexander Malzew (1), Alexander Martynjuk, Wladimir Schadrin, Alexander Jakuschew Trainer / Assistent: Arkadi Tschernyschow / Anatoli Tarassow                         | Tor: Wladislaw Tretjak Verteidigung: Alexander Ragulin, Alexander Gussew (1), Wiktor Kuskin (1), Witali Dawydow, Jewgeni Paladjew, Igor Romischewski Sturm: Wladimir Wikulow, Wiktor Polupanow, Anatoli Firsow, Boris Michailow (3), Wladimir Petrow, Waleri Charlamow, Jewgeni Simin, Wjatscheslaw Starschinow, Alexander Malzew (1), Alexander Martynjuk, Wladimir Schadrin, Alexander Jakuschew Trainer / Assistent: Arkadi Tschernyschow / Anatoli Tarassow                         | Tor: Wladislaw Tretjak Verteidigung: Alexander Ragulin, Alexander Gussew (1), Wiktor Kuskin (1), Witali Dawydow, Jewgeni Paladjew, Igor Romischewski Sturm: Wladimir Wikulow, Wiktor Polupanow, Anatoli Firsow, Boris Michailow (3), Wladimir Petrow, Waleri Charlamow, Jewgeni Simin, Wjatscheslaw Starschinow, Alexander Malzew (1), Alexander Martynjuk, Wladimir Schadrin, Alexander Jakuschew Trainer / Assistent: Arkadi Tschernyschow / Anatoli Tarassow                         | Tor: Wladislaw Tretjak Verteidigung: Alexander Ragulin, Alexander Gussew (1), Wiktor Kuskin (1), Witali Dawydow, Jewgeni Paladjew, Igor Romischewski Sturm: Wladimir Wikulow, Wiktor Polupanow, Anatoli Firsow, Boris Michailow (3), Wladimir Petrow, Waleri Charlamow, Jewgeni Simin, Wjatscheslaw Starschinow, Alexander Malzew (1), Alexander Martynjuk, Wladimir Schadrin, Alexander Jakuschew Trainer / Assistent: Arkadi Tschernyschow / Anatoli Tarassow                         |
| Nr. 278 17. Dezember 1969 | 5:3 (2:0, 1:2, 2:1) | 0 Kanada | A | 0Winnipeg, CAN | 0Freundschaftsspiel | |
| Aufstellung               | Tor: Wladislaw Tretjak Verteidigung: Alexander Ragulin, Alexander Gussew, Juri Ljapkin, Witali Dawydow, Jewgeni Paladjew, Igor Romischewski Sturm: Boris Michailow, Wladimir Petrow (2), Waleri Charlamow (1), Pjotr Andrejew, Sergei Soloduchin, Igor Grigorjew, Jewgeni Simin, Wjatscheslaw Starschinow, Alexander Malzew (2) Trainer / Assistent: Arkadi Tschernyschow / Anatoli Tarassow                                                                                            | Tor: Wladislaw Tretjak Verteidigung: Alexander Ragulin, Alexander Gussew, Juri Ljapkin, Witali Dawydow, Jewgeni Paladjew, Igor Romischewski Sturm: Boris Michailow, Wladimir Petrow (2), Waleri Charlamow (1), Pjotr Andrejew, Sergei Soloduchin, Igor Grigorjew, Jewgeni Simin, Wjatscheslaw Starschinow, Alexander Malzew (2) Trainer / Assistent: Arkadi Tschernyschow / Anatoli Tarassow                                                                                            | Tor: Wladislaw Tretjak Verteidigung: Alexander Ragulin, Alexander Gussew, Juri Ljapkin, Witali Dawydow, Jewgeni Paladjew, Igor Romischewski Sturm: Boris Michailow, Wladimir Petrow (2), Waleri Charlamow (1), Pjotr Andrejew, Sergei Soloduchin, Igor Grigorjew, Jewgeni Simin, Wjatscheslaw Starschinow, Alexander Malzew (2) Trainer / Assistent: Arkadi Tschernyschow / Anatoli Tarassow                                                                                            | Tor: Wladislaw Tretjak Verteidigung: Alexander Ragulin, Alexander Gussew, Juri Ljapkin, Witali Dawydow, Jewgeni Paladjew, Igor Romischewski Sturm: Boris Michailow, Wladimir Petrow (2), Waleri Charlamow (1), Pjotr Andrejew, Sergei Soloduchin, Igor Grigorjew, Jewgeni Simin, Wjatscheslaw Starschinow, Alexander Malzew (2) Trainer / Assistent: Arkadi Tschernyschow / Anatoli Tarassow                                                                                            | Tor: Wladislaw Tretjak Verteidigung: Alexander Ragulin, Alexander Gussew, Juri Ljapkin, Witali Dawydow, Jewgeni Paladjew, Igor Romischewski Sturm: Boris Michailow, Wladimir Petrow (2), Waleri Charlamow (1), Pjotr Andrejew, Sergei Soloduchin, Igor Grigorjew, Jewgeni Simin, Wjatscheslaw Starschinow, Alexander Malzew (2) Trainer / Assistent: Arkadi Tschernyschow / Anatoli Tarassow                                                                                            | Tor: Wladislaw Tretjak Verteidigung: Alexander Ragulin, Alexander Gussew, Juri Ljapkin, Witali Dawydow, Jewgeni Paladjew, Igor Romischewski Sturm: Boris Michailow, Wladimir Petrow (2), Waleri Charlamow (1), Pjotr Andrejew, Sergei Soloduchin, Igor Grigorjew, Jewgeni Simin, Wjatscheslaw Starschinow, Alexander Malzew (2) Trainer / Assistent: Arkadi Tschernyschow / Anatoli Tarassow                                                                                            |
| Nr. 279 18. Dezember 1969 | 3:4 (1:1, 2:2, 0:1) | 0 Kanada | A | 0Winnipeg, CAN | 0Freundschaftsspiel | |
| Aufstellung               | Tor: Wladimir Schepowalow Verteidigung: Alexander Ragulin, Alexander Gussew, Wiktor Kuskin, Witali Dawydow, Jewgeni Paladjew, Juri Ljapkin (1) Sturm: Wladimir Wikulow, Wiktor Polupanow, Anatoli Firsow (1), Jewgeni Simin, Wladimir Schadrin, Alexander Malzew (1), Pjotr Andrejew, Sergei Soloduchin, Igor Grigorjew, Wjatscheslaw Starschinow, Waleri Charlamow Trainer / Assistent: Arkadi Tschernyschow / Anatoli Tarassow                                                        | Tor: Wladimir Schepowalow Verteidigung: Alexander Ragulin, Alexander Gussew, Wiktor Kuskin, Witali Dawydow, Jewgeni Paladjew, Juri Ljapkin (1) Sturm: Wladimir Wikulow, Wiktor Polupanow, Anatoli Firsow (1), Jewgeni Simin, Wladimir Schadrin, Alexander Malzew (1), Pjotr Andrejew, Sergei Soloduchin, Igor Grigorjew, Wjatscheslaw Starschinow, Waleri Charlamow Trainer / Assistent: Arkadi Tschernyschow / Anatoli Tarassow                                                        | Tor: Wladimir Schepowalow Verteidigung: Alexander Ragulin, Alexander Gussew, Wiktor Kuskin, Witali Dawydow, Jewgeni Paladjew, Juri Ljapkin (1) Sturm: Wladimir Wikulow, Wiktor Polupanow, Anatoli Firsow (1), Jewgeni Simin, Wladimir Schadrin, Alexander Malzew (1), Pjotr Andrejew, Sergei Soloduchin, Igor Grigorjew, Wjatscheslaw Starschinow, Waleri Charlamow Trainer / Assistent: Arkadi Tschernyschow / Anatoli Tarassow                                                        | Tor: Wladimir Schepowalow Verteidigung: Alexander Ragulin, Alexander Gussew, Wiktor Kuskin, Witali Dawydow, Jewgeni Paladjew, Juri Ljapkin (1) Sturm: Wladimir Wikulow, Wiktor Polupanow, Anatoli Firsow (1), Jewgeni Simin, Wladimir Schadrin, Alexander Malzew (1), Pjotr Andrejew, Sergei Soloduchin, Igor Grigorjew, Wjatscheslaw Starschinow, Waleri Charlamow Trainer / Assistent: Arkadi Tschernyschow / Anatoli Tarassow                                                        | Tor: Wladimir Schepowalow Verteidigung: Alexander Ragulin, Alexander Gussew, Wiktor Kuskin, Witali Dawydow, Jewgeni Paladjew, Juri Ljapkin (1) Sturm: Wladimir Wikulow, Wiktor Polupanow, Anatoli Firsow (1), Jewgeni Simin, Wladimir Schadrin, Alexander Malzew (1), Pjotr Andrejew, Sergei Soloduchin, Igor Grigorjew, Wjatscheslaw Starschinow, Waleri Charlamow Trainer / Assistent: Arkadi Tschernyschow / Anatoli Tarassow                                                        | Tor: Wladimir Schepowalow Verteidigung: Alexander Ragulin, Alexander Gussew, Wiktor Kuskin, Witali Dawydow, Jewgeni Paladjew, Juri Ljapkin (1) Sturm: Wladimir Wikulow, Wiktor Polupanow, Anatoli Firsow (1), Jewgeni Simin, Wladimir Schadrin, Alexander Malzew (1), Pjotr Andrejew, Sergei Soloduchin, Igor Grigorjew, Wjatscheslaw Starschinow, Waleri Charlamow Trainer / Assistent: Arkadi Tschernyschow / Anatoli Tarassow                                                        |
| Nr. 280 20. Dezember 1969 | 9:3 (4:1, 3:2, 2:0) | 0 Kanada | A | 0Vancouver, CAN | 0Freundschaftsspiel | |
| Aufstellung               | Tor: Wladislaw Tretjak Verteidigung: Alexander Ragulin, Alexander Gussew, Wiktor Kuskin, Witali Dawydow, Jewgeni Paladjew, Juri Ljapkin Sturm: Boris Michailow, Wladimir Petrow (2), Waleri Charlamow (1), Wladimir Wikulow, Wiktor Polupanow (1), Anatoli Firsow, Pjotr Andrejew (2), Sergei Soloduchin (1), Igor Grigorjew (1), Wladimir Schadrin (1), Alexander Malzew Trainer / Assistent: Arkadi Tschernyschow / Anatoli Tarassow                                                  | Tor: Wladislaw Tretjak Verteidigung: Alexander Ragulin, Alexander Gussew, Wiktor Kuskin, Witali Dawydow, Jewgeni Paladjew, Juri Ljapkin Sturm: Boris Michailow, Wladimir Petrow (2), Waleri Charlamow (1), Wladimir Wikulow, Wiktor Polupanow (1), Anatoli Firsow, Pjotr Andrejew (2), Sergei Soloduchin (1), Igor Grigorjew (1), Wladimir Schadrin (1), Alexander Malzew Trainer / Assistent: Arkadi Tschernyschow / Anatoli Tarassow                                                  | Tor: Wladislaw Tretjak Verteidigung: Alexander Ragulin, Alexander Gussew, Wiktor Kuskin, Witali Dawydow, Jewgeni Paladjew, Juri Ljapkin Sturm: Boris Michailow, Wladimir Petrow (2), Waleri Charlamow (1), Wladimir Wikulow, Wiktor Polupanow (1), Anatoli Firsow, Pjotr Andrejew (2), Sergei Soloduchin (1), Igor Grigorjew (1), Wladimir Schadrin (1), Alexander Malzew Trainer / Assistent: Arkadi Tschernyschow / Anatoli Tarassow                                                  | Tor: Wladislaw Tretjak Verteidigung: Alexander Ragulin, Alexander Gussew, Wiktor Kuskin, Witali Dawydow, Jewgeni Paladjew, Juri Ljapkin Sturm: Boris Michailow, Wladimir Petrow (2), Waleri Charlamow (1), Wladimir Wikulow, Wiktor Polupanow (1), Anatoli Firsow, Pjotr Andrejew (2), Sergei Soloduchin (1), Igor Grigorjew (1), Wladimir Schadrin (1), Alexander Malzew Trainer / Assistent: Arkadi Tschernyschow / Anatoli Tarassow                                                  | Tor: Wladislaw Tretjak Verteidigung: Alexander Ragulin, Alexander Gussew, Wiktor Kuskin, Witali Dawydow, Jewgeni Paladjew, Juri Ljapkin Sturm: Boris Michailow, Wladimir Petrow (2), Waleri Charlamow (1), Wladimir Wikulow, Wiktor Polupanow (1), Anatoli Firsow, Pjotr Andrejew (2), Sergei Soloduchin (1), Igor Grigorjew (1), Wladimir Schadrin (1), Alexander Malzew Trainer / Assistent: Arkadi Tschernyschow / Anatoli Tarassow                                                  | Tor: Wladislaw Tretjak Verteidigung: Alexander Ragulin, Alexander Gussew, Wiktor Kuskin, Witali Dawydow, Jewgeni Paladjew, Juri Ljapkin Sturm: Boris Michailow, Wladimir Petrow (2), Waleri Charlamow (1), Wladimir Wikulow, Wiktor Polupanow (1), Anatoli Firsow, Pjotr Andrejew (2), Sergei Soloduchin (1), Igor Grigorjew (1), Wladimir Schadrin (1), Alexander Malzew Trainer / Assistent: Arkadi Tschernyschow / Anatoli Tarassow                                                  |
| Nr. 281 21. Dezember 1969 | 1:5 (0:2, 0:1, 1:2) | 0 Kanada | A | 0Victoria, CAN | 0Freundschaftsspiel | |
| Aufstellung               | Tor: Wladislaw Tretjak Verteidigung: Alexander Ragulin, Alexander Gussew, Wiktor Kuskin, Witali Dawydow, Jewgeni Paladjew, Juri Ljapkin Sturm: Boris Michailow, Wladimir Petrow, Waleri Charlamow, Jewgeni Simin, Wjatscheslaw Starschinow (1), Alexander Malzew, Pjotr Andrejew, Sergei Soloduchin, Igor Grigorjew Trainer / Assistent: Arkadi Tschernyschow / Anatoli Tarassow | Tor: Wladislaw Tretjak Verteidigung: Alexander Ragulin, Alexander Gussew, Wiktor Kuskin, Witali Dawydow, Jewgeni Paladjew, Juri Ljapkin Sturm: Boris Michailow, Wladimir Petrow, Waleri Charlamow, Jewgeni Simin, Wjatscheslaw Starschinow (1), Alexander Malzew, Pjotr Andrejew, Sergei Soloduchin, Igor Grigorjew Trainer / Assistent: Arkadi Tschernyschow / Anatoli Tarassow | Tor: Wladislaw Tretjak Verteidigung: Alexander Ragulin, Alexander Gussew, Wiktor Kuskin, Witali Dawydow, Jewgeni Paladjew, Juri Ljapkin Sturm: Boris Michailow, Wladimir Petrow, Waleri Charlamow, Jewgeni Simin, Wjatscheslaw Starschinow (1), Alexander Malzew, Pjotr Andrejew, Sergei Soloduchin, Igor Grigorjew Trainer / Assistent: Arkadi Tschernyschow / Anatoli Tarassow | Tor: Wladislaw Tretjak Verteidigung: Alexander Ragulin, Alexander Gussew, Wiktor Kuskin, Witali Dawydow, Jewgeni Paladjew, Juri Ljapkin Sturm: Boris Michailow, Wladimir Petrow, Waleri Charlamow, Jewgeni Simin, Wjatscheslaw Starschinow (1), Alexander Malzew, Pjotr Andrejew, Sergei Soloduchin, Igor Grigorjew Trainer / Assistent: Arkadi Tschernyschow / Anatoli Tarassow | Tor: Wladislaw Tretjak Verteidigung: Alexander Ragulin, Alexander Gussew, Wiktor Kuskin, Witali Dawydow, Jewgeni Paladjew, Juri Ljapkin Sturm: Boris Michailow, Wladimir Petrow, Waleri Charlamow, Jewgeni Simin, Wjatscheslaw Starschinow (1), Alexander Malzew, Pjotr Andrejew, Sergei Soloduchin, Igor Grigorjew Trainer / Assistent: Arkadi Tschernyschow / Anatoli Tarassow | Tor: Wladislaw Tretjak Verteidigung: Alexander Ragulin, Alexander Gussew, Wiktor Kuskin, Witali Dawydow, Jewgeni Paladjew, Juri Ljapkin Sturm: Boris Michailow, Wladimir Petrow, Waleri Charlamow, Jewgeni Simin, Wjatscheslaw Starschinow (1), Alexander Malzew, Pjotr Andrejew, Sergei Soloduchin, Igor Grigorjew Trainer / Assistent: Arkadi Tschernyschow / Anatoli Tarassow |
| Nr. 282 26. Dezember 1969 | 2:3 (2:2, 0:1, 0:0) | 0 Kanada | A | 0Toronto, CAN | 0Freundschaftsspiel | |
| Aufstellung               | Tor: Wladislaw Tretjak Verteidigung: Alexander Ragulin, Alexander Gussew, Wiktor Kuskin, Witali Dawydow, Jewgeni Paladjew, Juri Ljapkin, Igor Romischewski Sturm: Wladimir Wikulow, Wiktor Polupanow, Anatoli Firsow, Pjotr Andrejew, Sergei Soloduchin, Igor Grigorjew, Boris Michailow (1), Wladimir Petrow (1), Waleri Charlamow, Wladimir Schadrin, Alexander Malzew Trainer / Assistent: Arkadi Tschernyschow / Anatoli Tarassow                                                   | Tor: Wladislaw Tretjak Verteidigung: Alexander Ragulin, Alexander Gussew, Wiktor Kuskin, Witali Dawydow, Jewgeni Paladjew, Juri Ljapkin, Igor Romischewski Sturm: Wladimir Wikulow, Wiktor Polupanow, Anatoli Firsow, Pjotr Andrejew, Sergei Soloduchin, Igor Grigorjew, Boris Michailow (1), Wladimir Petrow (1), Waleri Charlamow, Wladimir Schadrin, Alexander Malzew Trainer / Assistent: Arkadi Tschernyschow / Anatoli Tarassow                                                   | Tor: Wladislaw Tretjak Verteidigung: Alexander Ragulin, Alexander Gussew, Wiktor Kuskin, Witali Dawydow, Jewgeni Paladjew, Juri Ljapkin, Igor Romischewski Sturm: Wladimir Wikulow, Wiktor Polupanow, Anatoli Firsow, Pjotr Andrejew, Sergei Soloduchin, Igor Grigorjew, Boris Michailow (1), Wladimir Petrow (1), Waleri Charlamow, Wladimir Schadrin, Alexander Malzew Trainer / Assistent: Arkadi Tschernyschow / Anatoli Tarassow                                                   | Tor: Wladislaw Tretjak Verteidigung: Alexander Ragulin, Alexander Gussew, Wiktor Kuskin, Witali Dawydow, Jewgeni Paladjew, Juri Ljapkin, Igor Romischewski Sturm: Wladimir Wikulow, Wiktor Polupanow, Anatoli Firsow, Pjotr Andrejew, Sergei Soloduchin, Igor Grigorjew, Boris Michailow (1), Wladimir Petrow (1), Waleri Charlamow, Wladimir Schadrin, Alexander Malzew Trainer / Assistent: Arkadi Tschernyschow / Anatoli Tarassow                                                   | Tor: Wladislaw Tretjak Verteidigung: Alexander Ragulin, Alexander Gussew, Wiktor Kuskin, Witali Dawydow, Jewgeni Paladjew, Juri Ljapkin, Igor Romischewski Sturm: Wladimir Wikulow, Wiktor Polupanow, Anatoli Firsow, Pjotr Andrejew, Sergei Soloduchin, Igor Grigorjew, Boris Michailow (1), Wladimir Petrow (1), Waleri Charlamow, Wladimir Schadrin, Alexander Malzew Trainer / Assistent: Arkadi Tschernyschow / Anatoli Tarassow                                                   | Tor: Wladislaw Tretjak Verteidigung: Alexander Ragulin, Alexander Gussew, Wiktor Kuskin, Witali Dawydow, Jewgeni Paladjew, Juri Ljapkin, Igor Romischewski Sturm: Wladimir Wikulow, Wiktor Polupanow, Anatoli Firsow, Pjotr Andrejew, Sergei Soloduchin, Igor Grigorjew, Boris Michailow (1), Wladimir Petrow (1), Waleri Charlamow, Wladimir Schadrin, Alexander Malzew Trainer / Assistent: Arkadi Tschernyschow / Anatoli Tarassow                                                   |